# الطائرات الإيرانية المسيرة
برنامج الطائرات الإيرانية بدون طيار: هو البرنامج الذي تمتلكه وتديره جمهورية إيران منذ عدة عقود. وتُعَد إيران إلى جانب كلً من روسيا والصين والولايات المتحدة وإسرائيل من أكبر مصنعي الطائرات بدون طيار في العالم. والطائرات الإيرانية المسيرة والموجهة عن بعد هي تلك التي تمتلكها جمهورية إيران وذلك لإستخدامها في عمليات مهام المراقبة والإستطلاع في نطاقات لا تقل عن 200 كيلومتر، وكذلك استخدام هذه الطائرات لضرب أهداف أرضية فردية باستخدام القنابل والصواريخ الموجهة. حيث أن خصائص الطائرات بدون طيار من ناحية حجم ووزن وأجهزة الإستشعار، وتجهيزاتها القتالية، حولتها إلى أهم احتياجات ومتطلبات العمليات القتالية بالنسبة لإيران. ان تقنية الطائرات الإيرانية المسيرة تساعد وحدات الجيش على إدارة مسرح العمليات ومطاردة قوات العدو، وتحديد أماكنها من خلال التصوير والبث المباشر لتجمعاتهم أو الدخول إلى موجات إتصالاتهم، بالإضافة إلى تحديد مواقع مدفعية العدو وتوجيه نيران القوات المدافعة وتصوير مواقع الوحدات المعادية، بالإضافة إلى إمكانية مواجهة الحرب الإلكترونية فضلاً عن إمكانية الاستفادة منها في مراقبة المناطق الحدودية وتهيئة خرائط المسح الجغرافي لهذه المناطق.

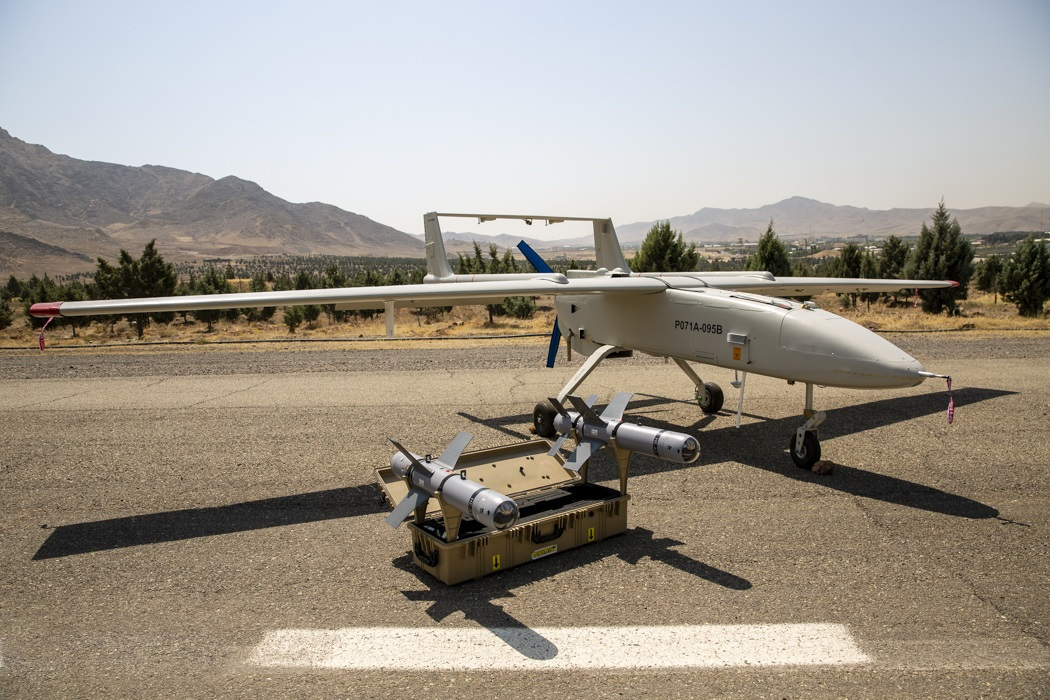
طائرة مهاجر 6 بدون طيار، إلى جانب قنبلتان انزلاقيتان من طراز قائم، خلال حفل تسليم معدات جديدة إلى القوة البرية التابعة للحرس الثوري الإيراني

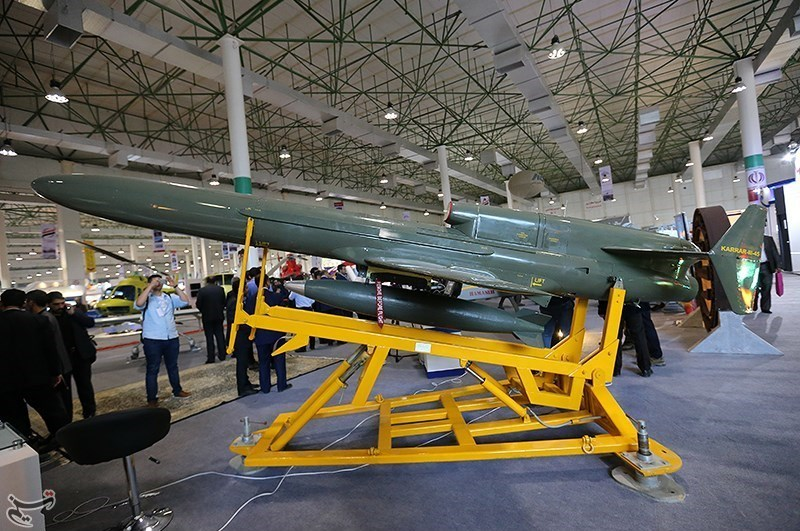
طائرة كرار القاذفة، تعد الجيل الأول من الطائرات النفاثة الإيرانية بدون طيار

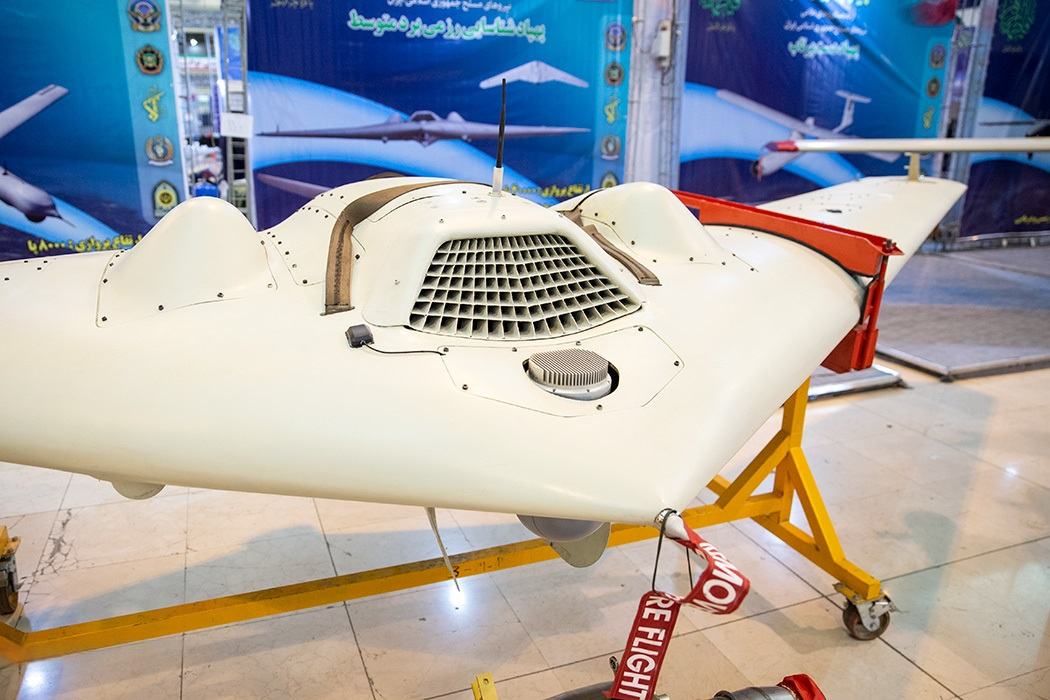
طائرة صاعقة-2 أو شاهد 191 في معرض الدفاع الـ40 في العاصمة طهران

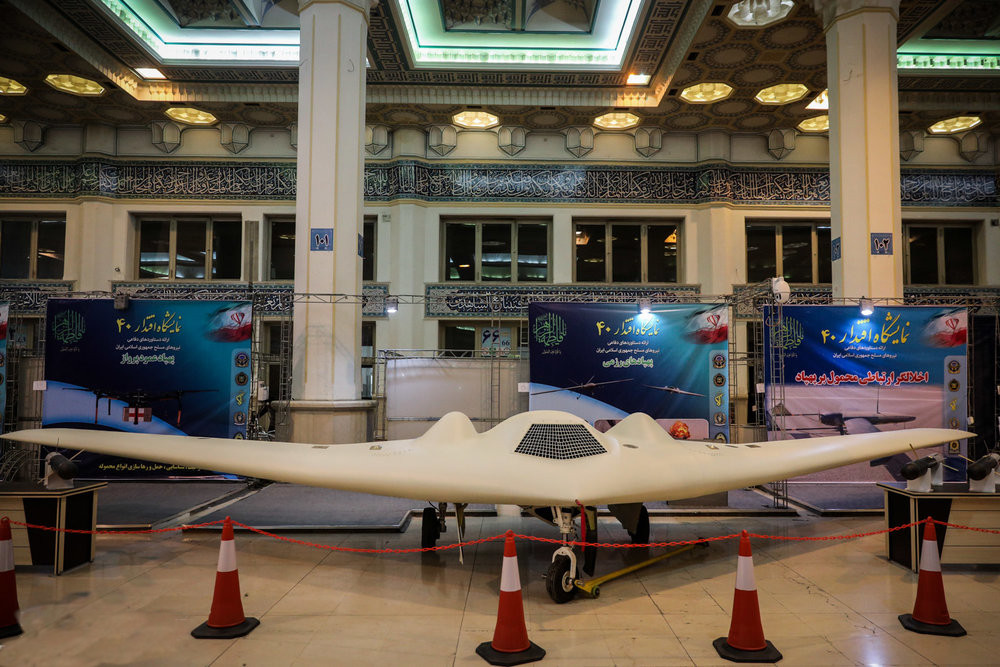
طائرة شاهد 171 المسيرة إيرانية الصنع

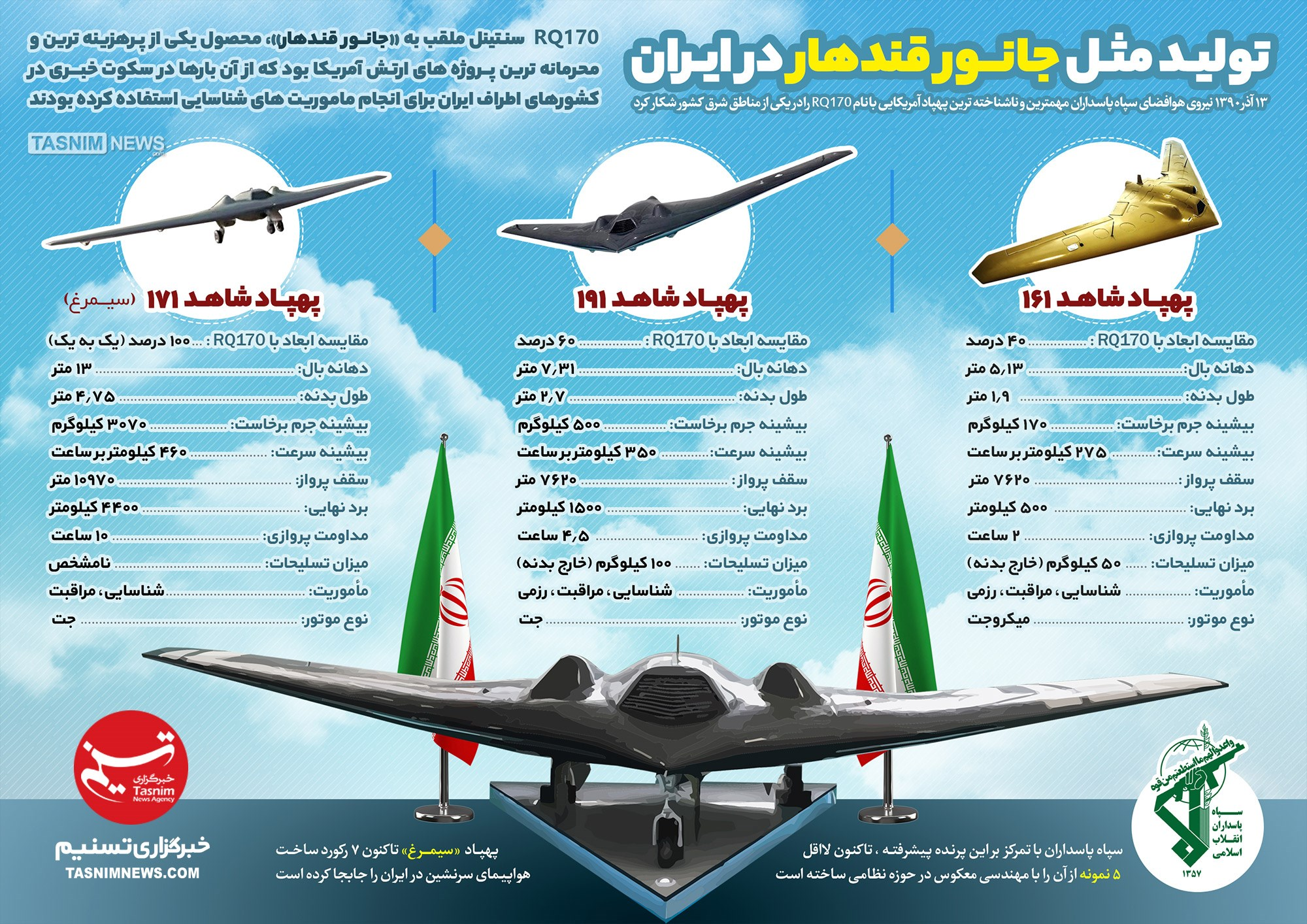
انفوجرافيك عن طائرات شاهد بدون طيار إيرانية الصنع

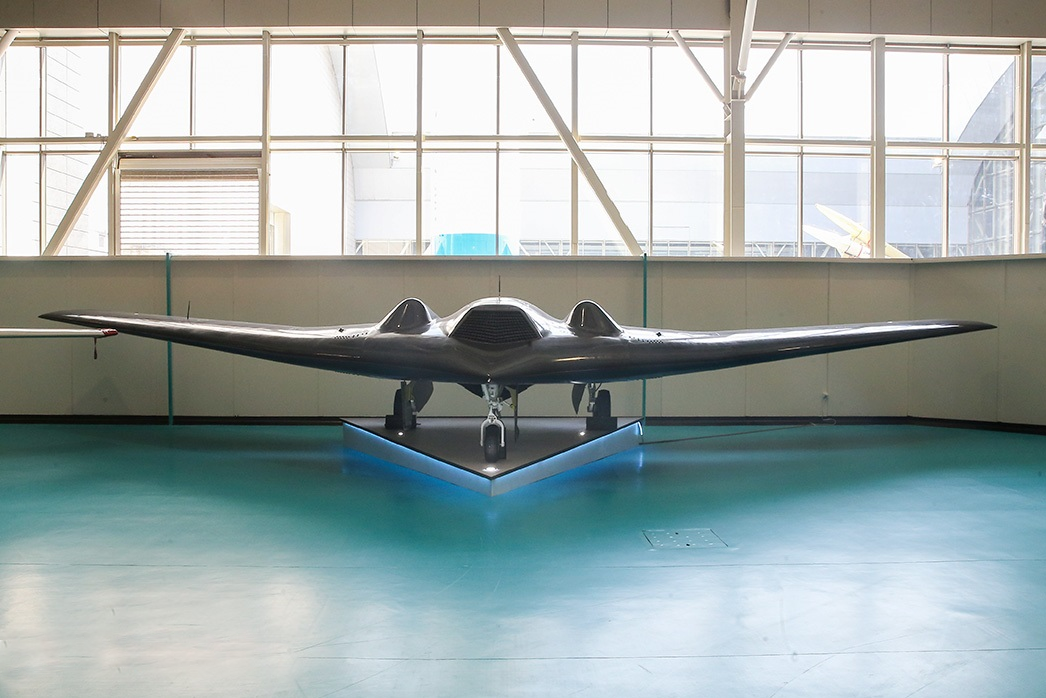
طائرة شاهد171 (سيمرغ)

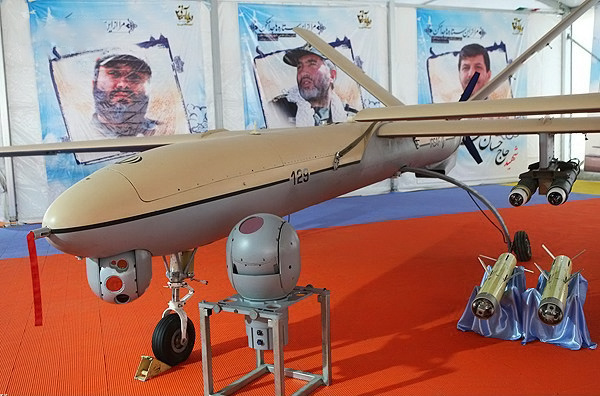
أول نموذج لطائرة شاهد 129، مع رقم التسجيل (129-001)، حيث يمكن تمييزه عن طريق معدات الهبوط الخلفية الثابتة

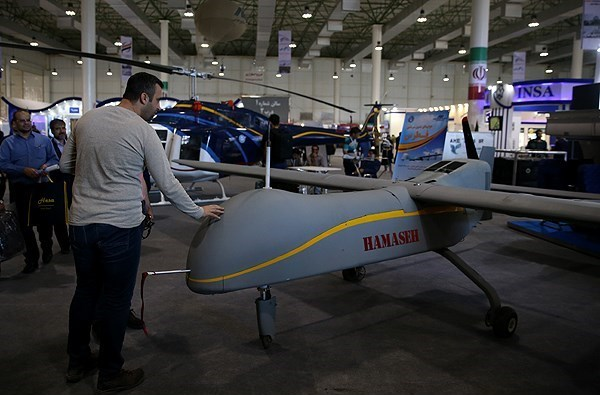
النسخة الأحدث من طائرة ملحمة بدون طيار مع إعادة التصميم سنة 2016م

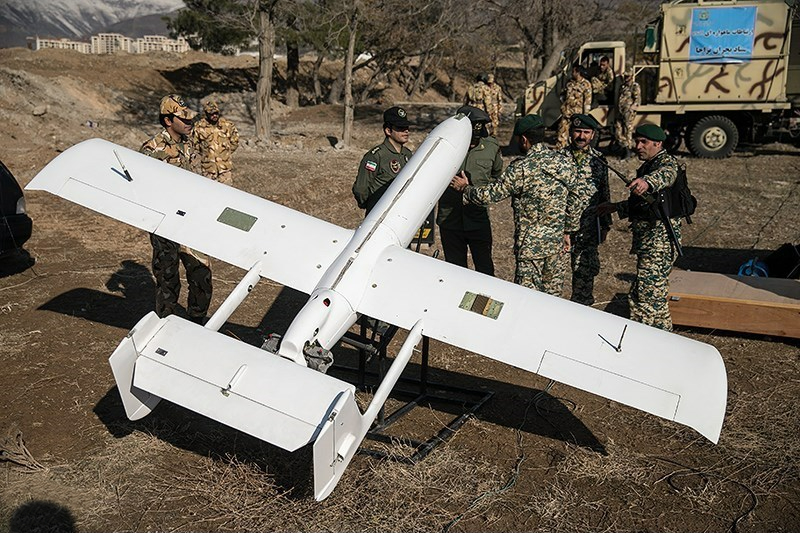
طائرة مهاجر-2 المسيرة سنة 2014م

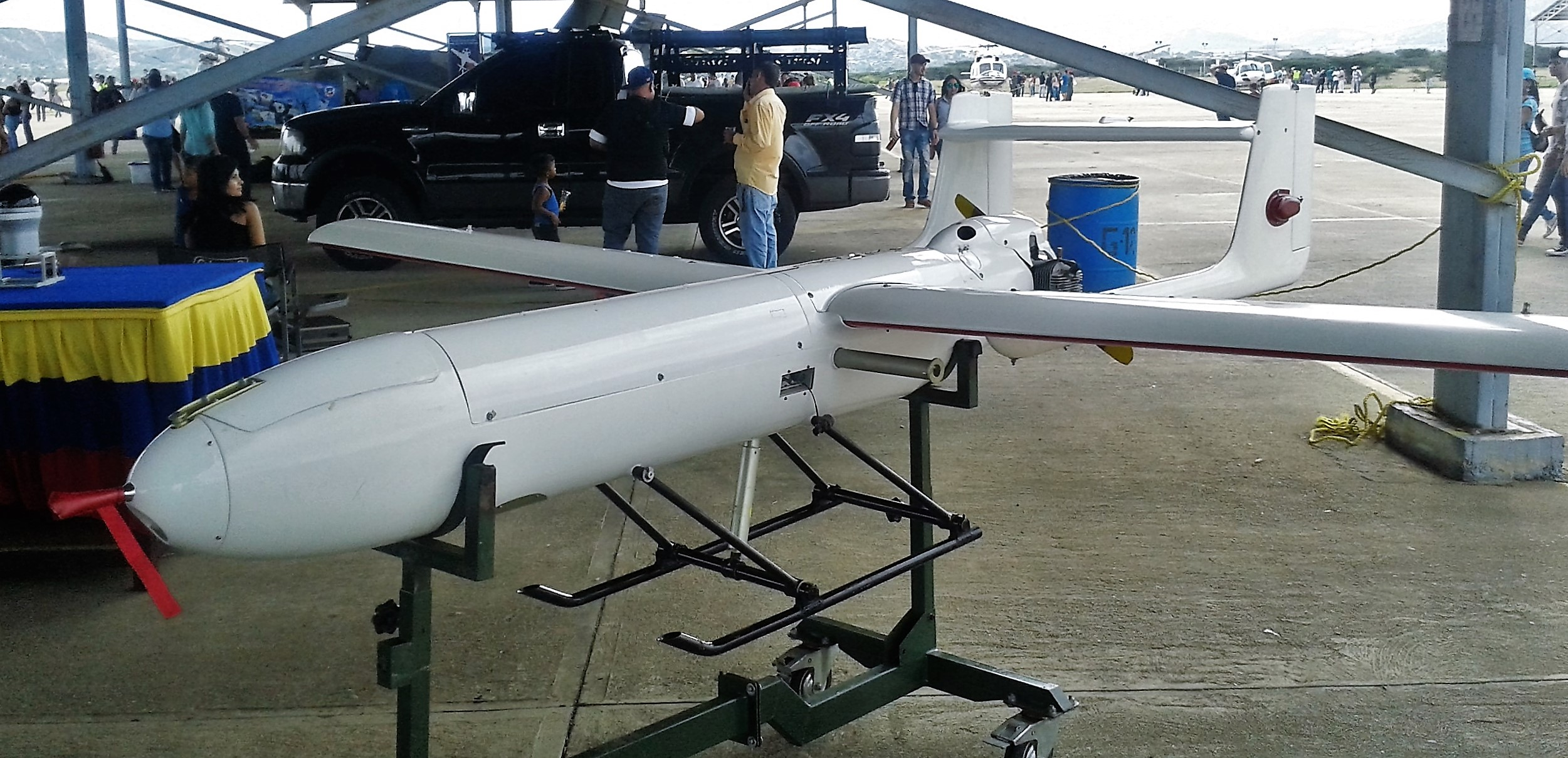
طائرة (SANT Arpía) الفنزويلية، هي نسخة من طائرة مهاجر بترخيص من جمهورية إيران، والتي تم عرضها بمعرض الطيران (Balanda 2016)

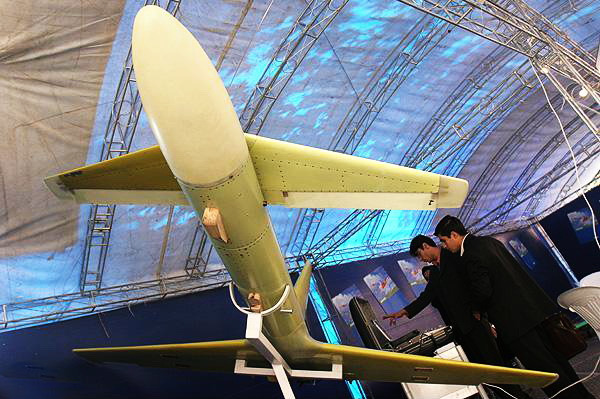
الجانب السفلي لطائرة أبابيل 2

## تأريخ الطائرات المسيرة في جمهورية إيران
- ما قبل الثورة الإسلامية في إيران عام 1978م (العهد الملكي)

يمكن القول أن صناعة واستخدام الطائرات الإيرانية بدون طيار مرت بحقبتين أو مرحلتين زمنيتين. الأولى تمثلت بالحقبة الزمنية التي سبقت الثورة الإسلامية الإيرانية أي ماقبل عام 1978م، أما الحقبة الثانية فتتمثل بعد قيام الثورة. حيث كانت القوات الملكية تستخدم هذه الطائرات كوسيلة لاختبار كفاءة صواريخ أرض–جو والمدفعيات وسفن القوات البحرية وكذلك صواريخ جو–جو التابعة للقوات الجوية. لكن بعد الثورة الإسلامية وإبان الحرب العراقية–الإيرانية تم استخدام هذه الطائرات لأول مرة وبشكل مبدئي للمهمات الإستطلاعية وتصوير مواقع العدو وجمع المعلومات. بعد الحرب، بدأت الأنشطة المكثفة لتصميم وصناعة طائرات بدون طيار إيرانية في مصانع وزارة الدفاع وعدد من الجامعات وما زالت مستمرة حتى الآن، وهذا ما سنتناوله لاحقاً بالتفصيل. ويمكن تقسيم هذه الطائرات التي تمت صناعتها داخل جمهورية إيران إلى ثلاثة أقسام وهي:
القسم الأول: الطائرات بدون طيار ذات علوٍ منخفض مثل طائرة تلاش 1، وهي خاصة بتدريب طياري الطائرات بدون طيار وغيرها من الطائرات المسيرة.
القسم الثاني: الطائرات بدون طيار ذات علوٍ متوسط مثل طائرات مهاجر 2 و 3، والتي تحلق على مدى 12000 قدم وهي خاصة بالمراقبة والإستطلاع.
القسم الثالث: الطائرات بدون طيار ذات علوٍ مرتفع مثل الطائرة بدون طيار المسلحة شاهد 129 بمدى 1700 كيلومتر وتحلق 25000 قدم وبإمكانها التحليق لمدة 24 ساعة متواصلة.
ومع انتهاء الحرب وعلى الرغم ان جهود المتخصصين الإيرانيين في عام 1991م على تصنيع هذا النوع من الطائرات بما يفي متطلبات القوات المسلحة الإيرانية ولإثبات الهوية الإيرانية في تصنيع هذه الطائرات، إلا أن عملياتها العسكرية كانت محدودة حتى تم تطويرها وأثبتت مكانتها ميدانياً بعد ذلك.
- بعد قيام الثورة الإسلامية في إيران وأثناء حرب الخليج الأولى

وهي المرحلة أو الحقبة الزمنية الثانية التي مرت بها صناعة واستخدام الطائرات الإيرانية بدون طيار. فمع صعوبة وخطورة القيام بعمليات إستطلاع بواسطة طائرات RF.4 و RF.5 الإيرانية للجبهة العراقية أثناء الحرب بين البلدين ومع فرض عقوبات على جمهورية إيران بسبب ثورتها والحرب مع العراق والتي منعها من الحصول على طائرات بدون طيار من الخارج إفتقد الإيرانيين أهم وسيلة موثوقة للحصول على معلومات عن مواقع عدوهم في ساحة المعركة. في عام 1983م سمع قادة الحرس الثوري الإيراني عن قيام طلاب في إحدى جامعات أصفهان بتصنيع طائرات بدون طيار، كانت تلك الطائرات بسيطة وتطير بسرعة وارتفاع أقل كثيراً من طائرات اليوم وكانت مزودة بكاميرات عادية. أخذ الحرس الثوري الإيراني هذه الطائرات مع مصمميها الطلبة إلى ميادين المعارك في الحرب العراقية الإيرانية لتجريبها على أرض الواقع وهناك تعاونوا مع مصمميها لحل عيوب هذه الطائرات، وبالفعل تمكن أولئك الطلاب من صناعة أول طائرة إيرانية من دون طيار، تم تسميتها ب (طائرة رعد) العسكرية. وخلال تلك الحقبة الزمنية، قام عدد من الخبراء الإيرانيين بإجراء العديد من الاختبارات على طائرة (رعد العسكرية) في مناطق العمليات لتصحيح عيوب هذه الطائرات من دون طيار. وبعد ذلك تمكن الخبراء الإيرانيون تدريجياً من تطوير هذا النوع من الطائرات من دون طيار والتي أصبحت فيما بعد الأساس لتشكيل مقر (صناعة القدس الجوية) في عام 1984م. كذلك تمكنوا أيضاً فيما بعد، من صناعة طائرة تلاش من دون طيار والتي اُعتُبِرَت المنتج الأول لصناعات القدس الجوية. وقد كانت طائرات رعد العسكرية هي لبنة الأساس في مشروع صناعة الطائرات الإيرانية بدون طيار. وكانت باكورة هذا المشروع هي طائرات تلاش-1 (Talash-1) التي تم تصنيعها في مصانع القدس العسكرية التابعة للحرس الثوري الإيراني وكانت طائرة تدريب أولي لتأسيس أطقم مشغلي الطائرات بدون طيار ولتكون أهداف لأطقم الدفاع الجوي في تدريباتهم. وكانت تلاش-1 تتميز بسرعة 120 كيلومتر في الساعة ومدى 5 كيلومتر وارتفاع 2700 متر وكانت تقلع وتهبط على ثلاث عجلات. بعد ذلك تم تطوير نسخة محسنة من تلاش-1 (Talash-1) باسم تلاش-2 ضمن نفس الفئة وصنع منها كميات كبيرة وتميزت عن سابقتها بسرعة أكثر من 140 كيلومتر في الساعة وقدرة إطلاق بمنجنيق وهبوط مظلي وقدرة أكبر على تنفيذ المناورات. (Talash-2) كانت تعرف أيضاً باسم الهدف 3000. وكان يتم التحكم بالنسختين تلاش-1 وتلاش-2 بجهاز تحكم راديوي محمول.
بنفس فترة تصنيع طائرات تلاش كان قد بدأ تصنيع طائرة مهاجر-1 (Mohajer-1). كانت أول طائرة بلا طيار محلية الصنع تدخل الخدمة فعلياً، وتم تصنيعها بداية الثمانينات عام 1984م تقريباً، وفي عام 1985م تم تجهيز لواء رعد الإستطلاعي التابع للحرس الثوري الإيراني بطائرات (Mohajer-1) وكانت هذه الطائرات مجهزة بكاميرات ثابتة ومثبتة في مقدمتها ومائلة للأسفل يتم الحصول على صورها بعد هبوطها. ان مدى طائرات (Mohajer-1) يصل حتى 30 كيلومتر يعني أنها كانت قادرة على إستطلاع الخطوط الأمامية العراقية فقط وكان يتم التحكم بها بواسطة إتصال لاسلكي ضعيف بقدرة أقل من 100 ميغاهرتز يمكن التشويش عليه بسهولة وكانت هذه الطائرات تقلع وتهبط بواسطة ثلاث عجلات زودت بها، كما تم تزويدها بمظلة لحالات الهبوط الاضطراري أو في حالة عدم وجود منطقة معبدة للهبوط. وبنفس العام 1985م تم تطوير نسخة محسنة من (Mohajer-1) باسم (Mohajer-1) واختصارها M1، ربما أضيف لها قدرة الحصول على التصوير أثناء الطيران، حيث تذكر المواقع الإيرانية ان طائرة مهاجر-1 (الغير محسنة) كانت تملك هذه التقنية ويدعم امتلاك الطائرة قدرة الحصول على التصوير أثناء الطيران المعلومة الأكيدة التي تفيد بتسليح مهاجر-1 بـ 6 قذائف (rpg-7)، وهي ثلاث قذائف تحت كل جناح. وتلك المواقع الإيرانية تذكر أيضاً ان هذه الطائرة شاركت بفترة ضرب ناقلات النفط في الخليج العربي بفعالية ولا يعقل ان تسلح مع عدم قدرة طاقم التشغيل على مشاهدة ما تراه الطائرة. كما وشاركت طائرة (Mohajer-1) المحسنة بفعالية بإستطلاع المواقع العراقية بعمليتي و(الفجر-8 وكربلاء-5) التي نفذتها القوات الإيرانية في حرب الخليج الأولى. ان جودة الصور الملتقطة بواسطة الطائرات بدون طيار مقارنةً بصور طائرات الإستطلاع القتالية وسهولة التقاطها وسرعة الحصول عليها وكذلك أثر الطائرات بلا طيار النفسي ضد جنود الجيش العراقي ساهم بتشجيع دعم صناعتها بشكل كبير من قبل القيادة الإيرانية. واستمر تطوير هذه الطائرات بدون طيار لجهة تحسين التصميم والمحرك وجودة التصوير وطرق التوجيه والمدى وغيره، وستكون طائرات مهاجر-1 العنصر الأول بسلسلة عائلة طائرات مهاجر التي إمتدت لاحقاً وصولاً إلى مهاجر-6 اليوم. اما العنصر الثاني بعائلة درونات مهاجر كان مهاجر-2 (Mohajer-2) والذي تم تطويره بداية التسعينات وظهر للعلن أول مرة عام 1996م. ان درون (Mohajer-2) هو امتداد لتصميم مهاجر-1 مع تعديلات في الشكل ومع اعتماد أكبر على المواد المركبة في هيكل الطائرة ومع تطوير كبير في التقنيات مقارنةً بمهاجر-1 حيث تم تزويد (Mohajer-2) بنظام ملاحة GPS وزودت أيضاً بطيار آلي وقدرة بث مباشر عبر كاميرتين أمامية مائلة وكاميرا أخرى أسفل مقدمة الطائرة وهي متحركة. مع إمكانية إضافة كاميرا تصوير مساحي تُستَخدَم لرسم الخرائط المدنية والعسكرية بدل الكاميرا المتحركة. يصل مدى (Mohajer-2) حتى 50 كيلومتر مع سرعة تحليق تصل حتى 210 كيلومتر في الساعة وقدرة بقاء في الجو حتى 1.5 ساعة وسقف ارتفاع حتى 3300 متر. يتم إقلاعها عبر منجنيق أو معزز وتتم استعادتها عبر مظلة أو هبوط على مدرج عبر مزالجها التي أضيفت بدل العجلات في مهاجر-1 ويمكنها حمل وزن حتى 28 كغ وطولها 2.90 متر وعرضها 3.80 متر ووزنها 85 كغ وتعمل بمحرك WAE-342 بقدرة 25 حصان. يتم التحكم بطائرة (Mohajer-2) بإتصال أقوى من مهاجر-1 (نطاق هذا الإتصال أقل من GHz 10). ويمكن التحكم بها بثلاث أنماط تحكم، أما يدوي بالكامل ويكون عبر مشغل في محطة التحكم. أو تلقائي الإستطلاع وهو مسار محدد مسبقاً عبر نظامي الملاحة في الطائرة (GpS/INS). أو نمط نصف تلقائي والذي يجمع بين النمطين السابقين. وتمتلك طائرة (Mohajer-2) إمكانية تسليح بأسلحة غير موجهة مثل طائرة مهاجر-1 وظهرت طائرة (Mohajer-2) مسلحة ومحملة ب12 قذيفة (RPG-7). وكشفت جمهورية إيران عام 2014م عن نسخة مطورة من (Mohajer-2) عرفت باسم (Mohajer-2) واختصارها N2 وكانت أطول بـ 1 سم وأعرض بـ 2 سم وأثقل بـ 5 كغ فقط. لكنها كانت أكثر كفائة من (Mohajer-2) بأكثر من الضعف حيث يبلغ مداها 150 كيلومتر مع قدرة بقاء حتى 6 ساعات ولكن سرعتها أقل من (Mohajer-2) حيث بلغت 180 كيلومتر في الساعة بالإضافة إلى ان النسخة المحدثة زودت بكاميرا أعلى كفائة مع إمكانية حركة 360 درجة. وتم تصدير طائرة (Mohajer-2) إلى جمهورية فنزويلا التي حصلت على ترخيص تجميعها باسم (Arpia) وصنعت منها 15 طائرة وصنعت بضعت طائرات لشركة النفط الفنزويلية لمراقبة خطوط النفط. اما العنصر الثالث في عائلة درونات مهاجر هو الطائرة مهاجر-3 (Mohajer-3) وعرفت أيضاً بالإسم Dorna وتم الكشف عنها أول مرة عام 1999م وكان تصميمها مختلفاً عن سابقيها وأكثر تكعيباً كشكل وكذلك أطول وصنعت لتحلق لفترات أطول ومدى أطول من النسخة الأولى من الطائرة (Mohajer-2). وبلغ مداها 100 كيلومتر في الساعة مع قدرة بقاء في الجو من 2-3 ساعات وسرعة تحليق 180 كيلومتر في الساعة وكانت مزودة بقدرة بث مباشر للمحطة. وبنفس وقت ظهور هذه الطائرة كانت طائرة مهاجر-4 قيد التطوير بمواصفات أكثر كفائة بكثير.

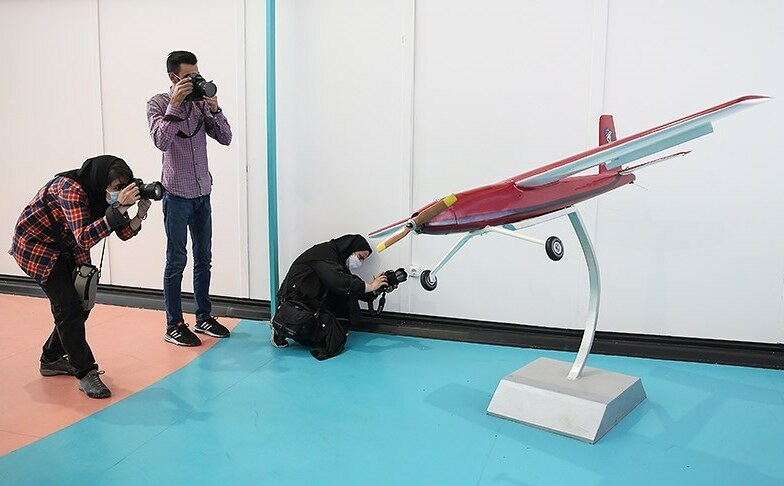
تم التقاط هذه الصورة لطائرة تلاش 2 في حديقة الفضاء الوطنية التابعة للحرس الثوري الإيراني

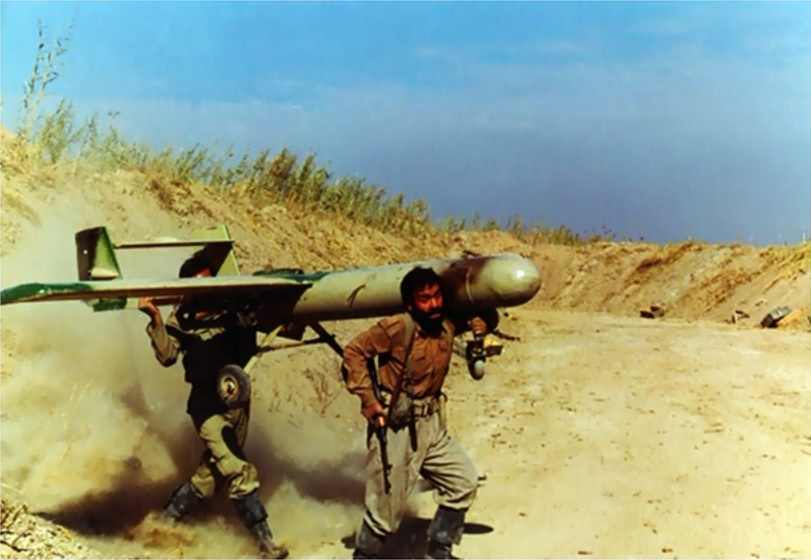
صورة لطائرة مهاجر 1 عام 1989م

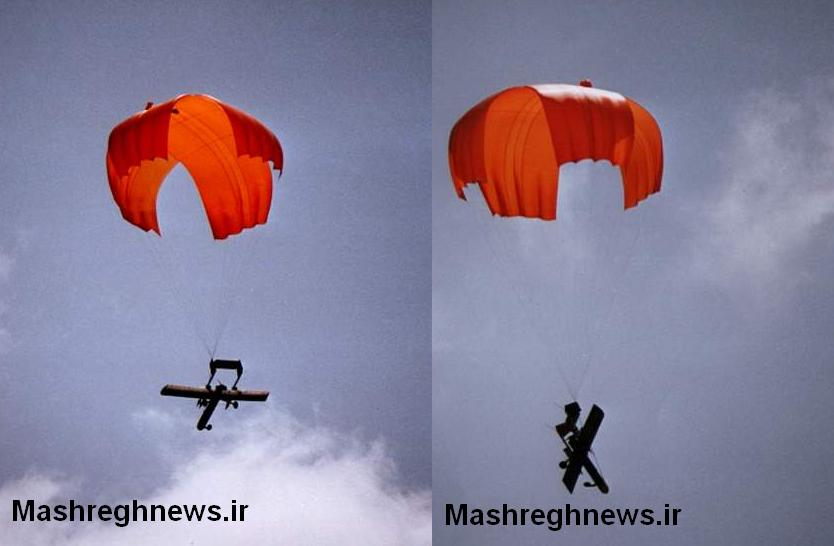
إستعادة طائرة مهاجر 1 بدون طيار بواسطة المظلة خلال الحرب العراقية الإيرانية. تُظهِر الصورة على اليسار بوضوح، أن هذه الطائرة بدون طيار مجهزة بأنابيب خاصة لصواريخ RPG-7

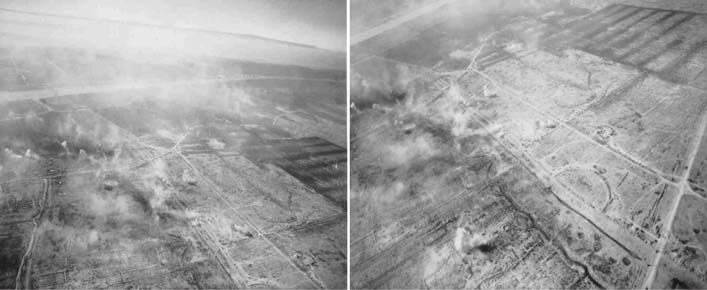
تم إلتقاط هذه الصور بواسطة طائرة مهاجر-1 من قبل جمهورية إيران لتحديد موقع نيران المدفعية خلال عمليات كربلاء 5 وذلك خلال حرب الخليج الأولى

## صناعة الطائرات بدون طيار في جمهورية إيران وتسليحها
أصبحت جمهورية إيران رائدة في الصناعات العسكرية وهي تعتمد على خبراتها الداخلية فقط. وقبل عدة سنوات أي خلال فترة التسعينات، كان الإيرانيون قادرون على تصنيع جميع أنواع الطائرات الحربية، لكنهم قرروا رفع مستواها عن طريق الحصول على تقنيات الطائرات بدون طيار وذلك لحاجتهم لمثل هذا النوع من الطائرات. حيث أن الإيرانيون الآن يصنعون جميع أنواع الطائرات بدون طيار، سواءً الطائرات بدون طيار خفيفة الوزن والتي تحمل قنابل متفجرة صغيرة، أو طائرات من دون طيار متوسطة الحجم كطائرة مهاجر التي تحمل على بدنها قنابل متوسطة الوزن ومدفع (آر بي جي 7)، ويُعَد أبرز وأكبر إنجاز لصناعة الطائرات الإيرانية صناعة طائرة بدون طيار تحمل اسم «شاهد 129»، وهي طائرة تُستَخدَم في العمليات العسكرية الطويلة حيث يبلغ مداها 1700 كم وتحمل أيضاً مواد متفجرة بزنة 32 كغ وتستطيع التحليق لمدة 24 ساعة متواصلة. وإمكانية تنفيذها لعمليات حربية لكونها طائرة قاذفة نفاثة قادرة على تنفيذ مهمات جيدة في المجالات الإستطلاعية والقتالية ويمكن تسليحها بصواريخ سديد. حيث يُمكنها من إصابة أهداف بعيدة ‌المدى، وهي قادرة على حمل 8 صواريخ ذكية، وقد تم استخدام هذه الطائرة في الحرب السورية لضرب أهداف متنوعة وكانت تتمتع بدقة عالية في إصابة الهدف. وهذه نبذة تعريفية مختصرة عن بعض الصواريخ والقنابل التي تم تسليح بعض الطائرات الإيرانية بدون طيار بها وهي:
صاروخ أو قنبلة سديد-1:
قامت القوة الجوفضائية بتطوير سلسلة من الصواريخ أو القنابل الذكية باسم (مرصاد) لطائراتها المسيرة القتالية والتي تتضمن نماذج مختلفة، وكانت تعرف من قَبل باسم (سديد). ويعتبر صاروخ أو قنبلة سديد-1، أول سلاح في عائلة أسلحة سديد. الذي يمكن به تزويد بعض الطائرات الإيرانية بدون طيار، حيث يتم تسليح طائرتي صاعقة 2 أو شاهد 191 الإيرانيتين بدون طيار بصاروخين من نوع (Sadid-1). وقد تم الكشف عن هذا الصاروخ في معرض كيش الجوي عام 2010م، من خلال تثبيته على مروحية شاهد-258 من طراز A و C.إذا تمعنّا بعناية في صاروخ سديد-1 فيمكننا أن نلاحظ أن هذا الصاروخ يشبه إلى حدٍ كبير صاروخ طوفان المضاد للدروع. ولو دققنا جيداً في موضع الأجنحة ومكان خروج الغازات الساخنة للمحرك في صواريخ سديد وطوفان، فسنرى تشابهاً كبيراً بين الصاروخين.
سديد 341:
تزن (قنبلة سديد 341) 15 كغم، ولها قابلية استهداف مختلف أنواع الأهداف الثابتة والمتحركة في الليل والنهار بدقة 1 متر. هذه القنبلة مطورة للطائرة المسيرة شاهد-129 التي بإمكانها حمل 4 أعداد منها.
سديد 342:
هذه القنبلة مطورة لحملها بواسطة الطائرات الإيرانية المسيرة كشاهد-133 وشاهد-181 وشاهد-191 التي بإمكان كلٌ منها حمل إثنتين من هذه القنبلة. تزن قنبلة مرصاد أو سديد 342، 20 كغم ويمكن بها استهداف الأهداف الثابتة والمتحركة في الليل والنهار بصورة إطلق وأنسى(Fire Forget).
سديد 343:
تزن هذه القنبلة 25 كغم لاستهداف الأهداف الثابتة والمتحركة بدقة 1 متر في الليل والنهار. هذه القنبلة مطورة للإطلاق من الطائرة المسيرة شاهد-129، ولها قابلية إرسال الصور بصورة مباشرة من خلال الباحث التلفزيوني المزود به.
سديد 345:
هو صاروخ موجه إيراني الصنع ينتمي لعائلة قنابل وصواريخ سديد والذي يمكن إطلاقه من أنواع المروحيات الخفيفة والطائرات المسيرة. ان صاروخ سديد تمت صناعته في الأساس لضرب الأهداف الثابتة والمتحركة في كل الأحوال الجوية وهو مزود بنظام بحث حراري، ويمكن إطلاق صاروخ سديد الموجه من على المنصات الثابتة والمتحركة وسبقت لجمهورية إيران تسليح المروحية شاهد 285 بصاروخ سديد بالإضافة إلى طائرات من دون طيار كطائرة شاهد 129 القاذفة وكذلك مروحيات أخرى إيرانية الصنع. ويُشار إلى أن صاروخ «سديد» مشابه في التكوين لصاروخ «سبايك» الموجه المضاد للدبابات، والذي يعمل ضمن نطاق يتراوح ما بين 2.5 كيلومتر و5 كيلومترات عند إطلاقه من الأرض. ويمكن للنسخة الانسيابية من هذا السلاح غير المزودة بمحركات أن تضيف بعض القدرة على التخفي من خلال إزالة علامة إطلاق الصاروخ. كما تستخدم قنابل وصواريخ سديد نظامين للبحث عن الأهداف، واحد للرؤية النهارية وآخر نظام حراري يعطي السلاح قابلية (أطلق وانسى). وقد أعلن قائد القوة الجوية للقوات البرية العميد محمد رحماني وخلال لقاء خاص مع وكالة تسنيم الدولية للأنباء بأنه تم اختبار صاروخ سديد مؤخراً على مروحية شاهد 285 وأثبت نجاعته، فهذا الصاروخ تم إصلاح عملية توجيهه، وكذلك تركيبه، والإمكانيات الخاصة به، وإحدى خططنا هي الاستفادة من هذا الصاروخ. كما يمكن لمروحيات كوبرا أن تتزود بهذه الصواريخ، ولكننا لم نختبر صواريخ سديد على هذه المروحيات، الإ أننا قمنا مؤخراً باختبار الصاروخ سديد على المروحية شاهد 285. إن ما قامت به القوة الجو-فضائية يُعتبَر عملاً جيداً للغاية وقريباً من الأهداف التي نسعى للوصول اليها، وهذا المشروع يمكنه أن يشق طريقه بإتجاه مزيد من الرقي والتطور، من الناحيتين الكمية والتوجيهية، والقوة الجو-فضائية، ومجموعة شاهد يمكنهما تحقيق ذلك. اما مايخص خصائص صاروخ سديد فتتمثل بضرب أهداف ثابتة ومتحركة في كل الأحوال الجوية (مزودة بنظام بحث حراري) ومن هذه الأهداف الثابتة والمتحركة هي السيارات والزوارق السريعة والطائرات في مرابضها وتدمير أهدافها بدقة عالية. ان قنابل أو صواريخ سديد إيرانية الصنع تزن 34 كيلوغراماً وطولها 1630 ملم وقطرها 152 ملم ورأسها الحربي انشطاري، ودائرة تدميرها 30 متراً وهامش الخطأ في هذه الصواريخ تأتي بثلاث حالات وحسب نظام البحث الذي تحتويه صواريخ سديد فإذا كان (نظام البحث ليزري) فإن هامش الخطأ هو (2.5) متر. اما إذا كان (نظام البحث حراري) فإن هامش الخطأ هو (2.5) متر. وإذا كان (نظام البحث تصويري) فإن هامش الخطأ هو (5) أمتار.
حيدر-1:

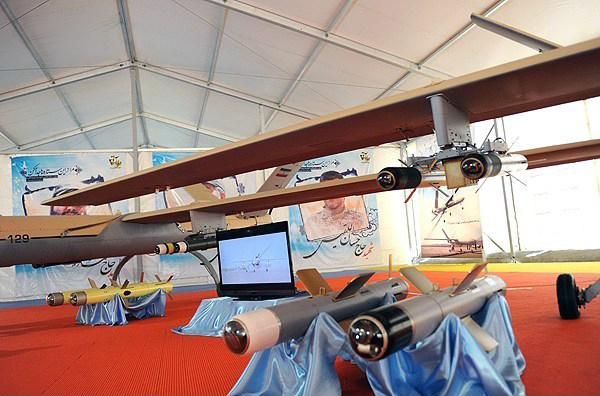
تحتوي طائرة شاهد 129 في المقدمة على ذخائر ذات دقة موجهة من نوع Sadid-345. بالإضافة إلى ذخائر معلقة على الأجنحة وإلى أقصى اليسار وهي من نوع ATGMs Sadid

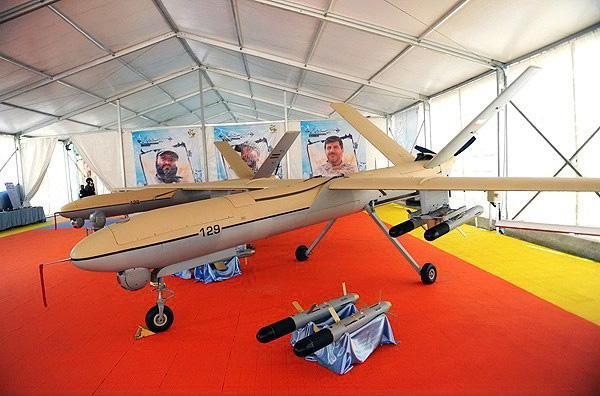
صواريخ سديد بجانب طائرة شاهد 129 بدون طيار المقاتلة

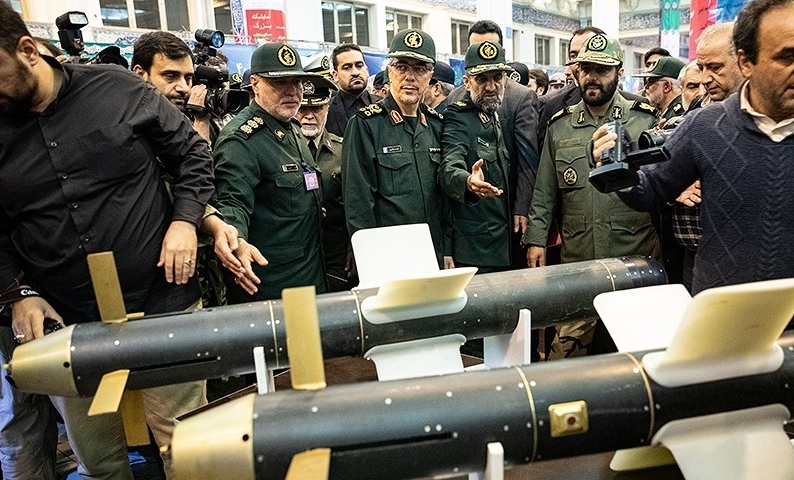
صواريخ سديد-345 الإيرانية

هو أول صاروخ كروز إيراني (جو - أرض)، إذ يتم إطلاقه من الجو على الأهداف الأرضية بواسطة الطائرات المسيرة. ويتمتع هذا الصاروخ، بالعديد من المميزات منها أنه يمكن إطلاقه من المسيرات، ويبلغ مداه 200  كيلومتر، وتصل سرعته في لحظة إصابة الهدف إلى 1000 كيلومتر في الساعة. ويمكن تركيبه على المسيرتين الإيرانيتين (فطرس وكمان - 22). كما أعلن المتحدث باسم الجيش الإيراني العمید شاهين تقي خاني أن صاروخ حيدر 1 جزء من أسلحة القوات البرية التابع للجيش، تحمله طائرات مسيرة كبيرة الحجم ويستطيع أن يسيطر على أهداف أرضية من مسافة تصل إلى 200 كيلومتر. تم الكشف عن صاروخ كروز حيدر خلال زيارة رئيس الأركان العامة للقوات المسلحة الإيرانية اللواء محمد باقري، إلى القاعدة 313 للطائرات بدون طيار التابعة لجيش الجمهورية الإيرانية.
قائم 114:
(بالإنجليزية: Ghaem-114) هو صاروخ مضاد للدروع جو_أرض موجه إيراني الصنع. من الممكن إطلاقه من عدة منصات لإصابة أنواع مختلفة من الأهداف. حيث يمكن إطلاقه من الطائرات بدون طيار أو المروحيات القتالية. مع إمكانية إستخدامه في الهجمات المضادة للدروع. يبلغ مداه 10 كيلومترات، وقادر على تدمير الأهداف الثابتة والمتحركة بمجموعة متنوعة من أجهزة الكشف الحرارية والتلفزيونية والليزرية. وهو أحدث سلاح يدخل في خدمة المروحيات الهجومية للقوات البرية التابعة للحرس الثوري الإيراني. في شهر نوفمبر من عام 2019م، وأثناء عرض الطائرة بدون طيار فطرس، تمت ولأول مرة مشاهدة صاروخ شبيه بصاروخ قائم 114 في جمهورية إيران. على الرغم من عدم الكشف عن أي معلومات حول هذا الصاروخ، إلا أن هذا الصاروخ قد يكون له نفس وظائف صاروخ هيلفاير لأن طائرة فطرس بها نظام توجيه بالليزر. وقبل أن يتم عرضه رسمياً على عامة الجمهور الإيراني، تم رصد صاروخ قائم 114 وحدث هذا قبل عام ،أي في عام 2018م. وكان الصاروخ جزءاً من معدات مروحية هوفانيروز 214 التابعة للحرس الثوري الإيراني، ثم مرة أخرى، كانت المعلومات حول الصاروخ ممفقودة إلى أن تم الإعلان الرسمي عنه عام 2021م. يتمتع صاروخ قائم-114 بقوة تدميرية عالية، وهو صاروخ مضاد للدروع يبلغ مداه 10 كيلومتر، ولديه القدرة على تدمير الأهداف المتحركة والثابتة. ويزن (قائم 114) 50 كيلوغرام، فيما تبلغ زنة رأسه الحربي 15 كيلوغرام. وهو مزود بمجموعة متنوعة من أجهزة الكشف التلفزيونية والحرارية.
ألماس:

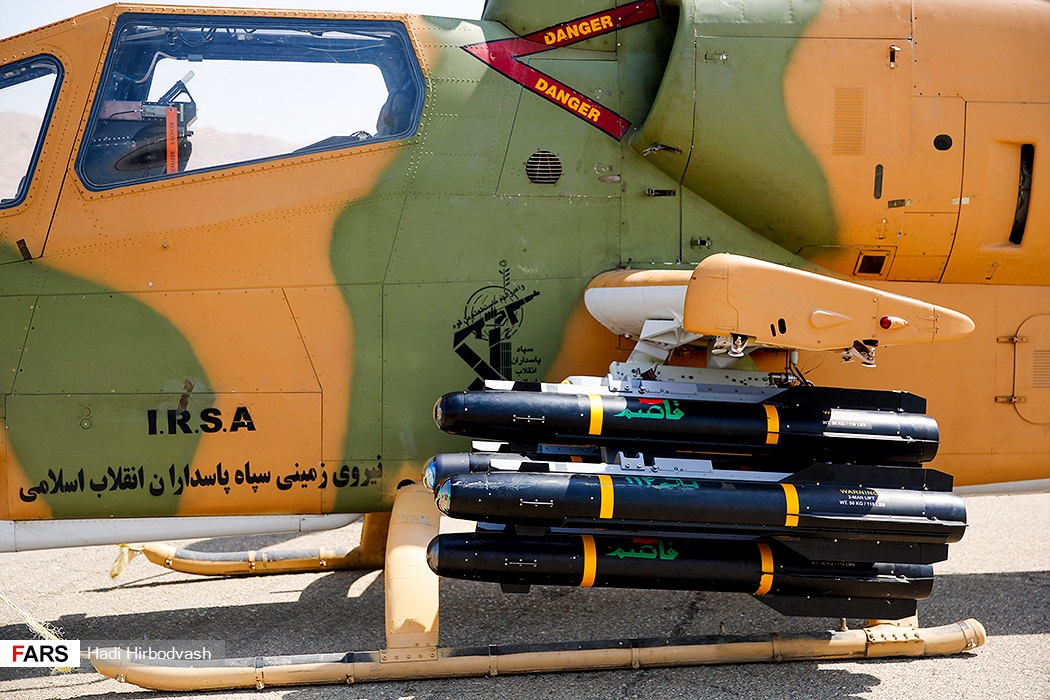
صواريخ قائم 114 إيرانية الصنع

هو صاروخ إيراني الصنع مضاد للدروع (Top Attack). يبلغ مداه 8 كيلومترات. ويُعَد سلاحاً هجومياً كبيراً. تم الإعلان عنه لأول مرة سنة 2020م، وذلك في نموذج الإطلاق الجوي من قِبَل صناعة الدفاع الإيرانية. يأتي هذا الصاروخ بنسختين، جوية وأرضية، فالنسخة الجوية، هي النسخة الأولى التي تم إطلاقها من الطائرات المسيرة من طراز أبابيل 3. حيث نجحت طائرات أبابيل المسيرة التابعة لجيش الجمهورية الإيرانية والمزودة بصواريخ (ألماس) أرض- جو النقطوية في إصابة الأهداف السطحية، وذلك في تتمة المرحلة الأخيرة من مناوراتها القتالية الضخمة. وأنطلقت أول مناورة قتالية مشتركة ضخمة للطائرات المسيرة للجيش الإيراني بمشاركة مئات الطائرات العملياتية المسيرة للقوات الأرضية والجوية والدفاع الجوي والبحرية للجيش في منطقة سمنان العامة وكذلك في مناطق مختلفة من حدود إيران لمدة يومين. أما النسخة الأرضية فقد تم الكشف عنها يوم الأربعاء 7 / تموز-يوليو/ 2021م.
شهاب ثاقب:

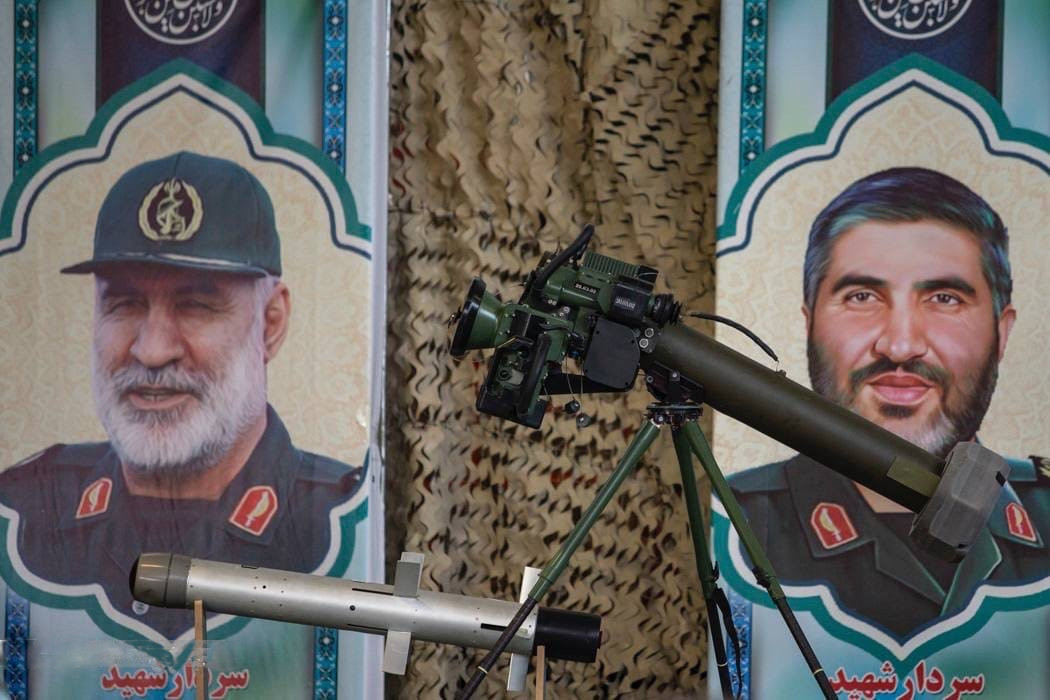
عرض مجسم لصاروخ الماس المضاد للدروع

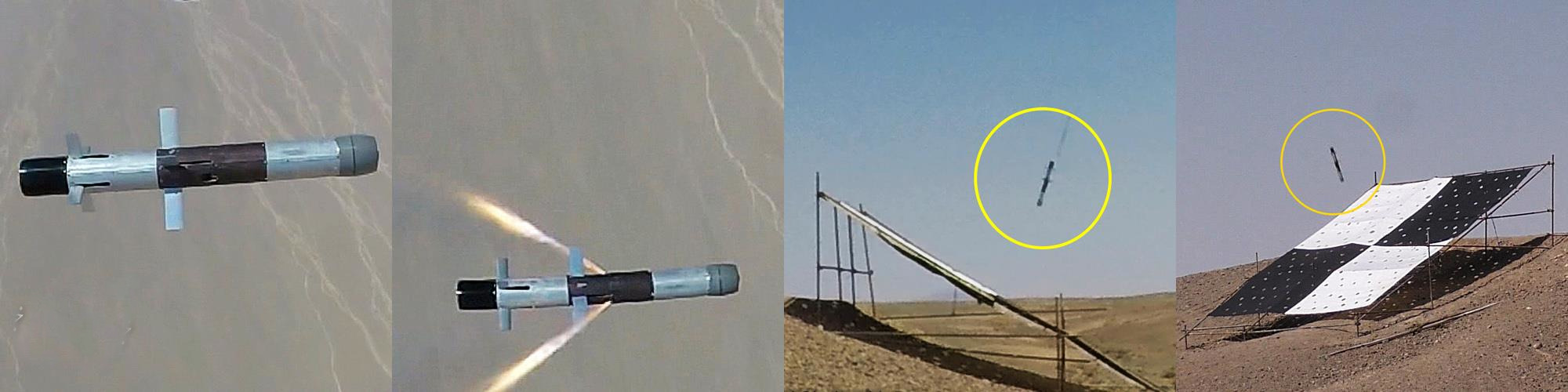
إطلاق نماذج جو_أرض من صاروخ الماس نحو الهدف لاختبار مدى تأثيرها، في إحدى المناورات العسكرية

هو أحد الصواريخ الإيرانية التي دأبت الصناعات الدفاعية الإيرانية على تصميمها وإنتاجها للدفاع الجوي ليدخل بذلك إلى ترسانة الإنجازات الدفاعية الإيرانية. تم تزويد الطائرة من دون طيار الاعتراضية "كرار 4" التي تم تجهيزها بصاروخ يحمل إسم "شهاب ثاقب". كما ويمكن إطلاق هذا الصاروخ عبر طائرة الإستطلاع المسيرة كرار ضد الأهداف الجوية. وقد صُمِمَ صاروخ شهاب ثاقب وأُنتِجَ لضرب الأهداف المنخفضة، كما هو مزوّد بأنظمة توجيه راديوية. ويبلغ طول هذا الصاروخ حوالي 2.9 متراً فيما يزن 84 كيلوغراماً فيما تبلغ سرعته 7402 متر بالساعة. أما مدى الصاروخ فيتراوح بين 500 إلى 8500 متر عندما يستهدف الأهداف التي تتحرك بسرعة تبلغ حتى 400 متر بالثانية، أما حين يستهدف الأهداف التي تتحرك بسرعة 300 متر بالثانية فإن مدى الصاروخ يرتفع ليبلغ 10 كيلومتر، ويرتفع هذا المدى حتى 11 كيلومتر عند إستهداف أهداف كالمروحيات. ويُمكن إطلاق هذا الصاروخ عبر منظومتي الدفاع الجوي يا زهراء والحرز التاسع كما يُمكن إطلاقه عبر طائرة الإستطلاع المسيرة كرار ضد الأهداف الجوية.
اخگر:

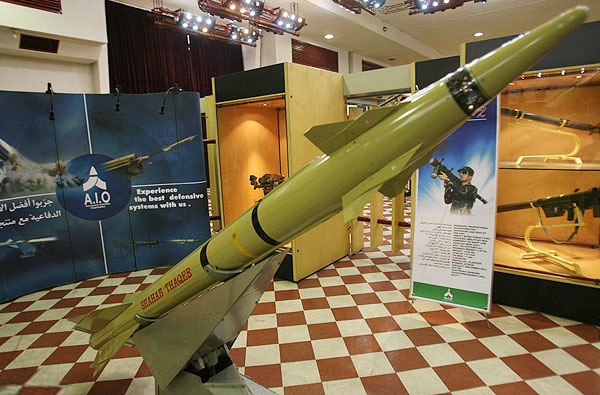
صاروخ شهاب ثاقب الإيراني للدفاع الجوي

أي (الشرارة). هو صاروخ موجه تلفزيونياً والخاص بالطائرات من دون طيار الهجومية ومزود بمحرك ميكروجت. يبلغ مداه 30 كيلومتراً، وسرعته 600 كيلومتر في الساعة. وزنه يبلغ 27 كيلوغرام، اما زنة رأسه الحربي فتبلغ 7 كيلوغرام. اما طول الصاروخ فهو 1.7 متر وقطره 13 سنتيمتر. في سنة 2019م تم عرض صاروخ اخگر في معرض (اقتدار 40) الذي أُقيمَ في العاصمة الإيرانية طهران.
كوثر:

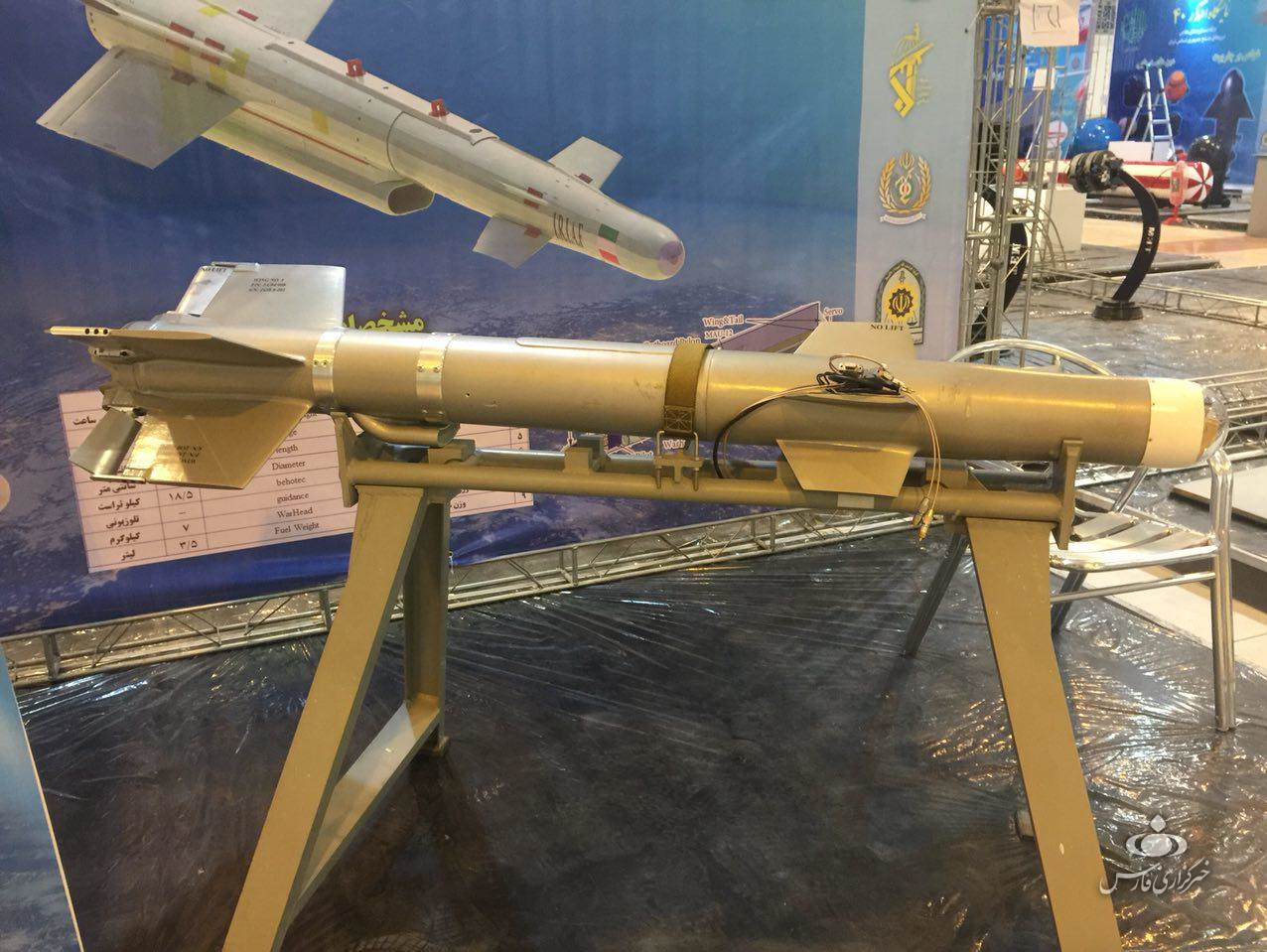
صاروخ آخكر إيراني الصنع في معرض اقتدار 40

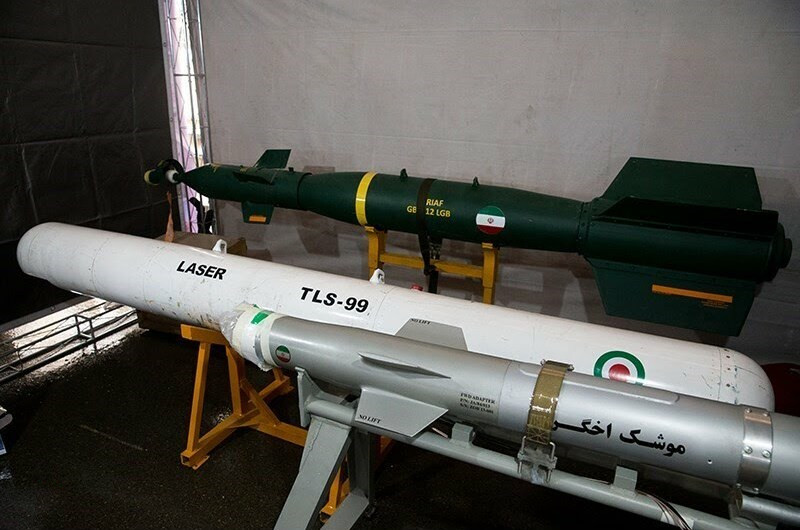
صاروخ آخكر جو-أرض الذي تم الإعلان عنه سنة 2019م

تم تجهيز طائرة كرار القاذفة بدون طيار بصاروخ كروز (كوثر)، الذي يمكنه إصابة أهداف سطحية معادية في البحر، وهذا هو في الواقع النموذج الأولي لطائرة كرار دون طيار، والتي كانت بمثابة هدف جوي، حيث قصفت أهدافاً أرضية وهجمات ضد السفن. حيث من الممكن أن تحمل طائرة كرار القاذفة أربعة صواريخ "كوثر".
كوثر-3:
يمكن أن تحمل نماذج طائرة كرار الجديدة صواريخ كوثر-3، وهي صواريخ مضادة للسفن خفيفة تعمل بالوقود الصلب وتزن هذه الصواريخ 120 كغم، ومداها يبلغ نحو 25 كم، ولها رأس حربي يزن 29 كم، وتنطلق بسرعة قريبة من 0.8 من سرعة الصوت. ونظراً إلى صناعة القنابل الذكية مثل رعد 301 وكذلك قنبلة 342 الذكية، فإنه يمكن أن تكون هذه القنابل جزء من أسلحة طائرة كرار القاذفة في المستقبل.
قنابل MK- 82:
يمكن إطلاق هذه القنابل عبر طائرة كرار المسيرة. فقد ظهرت طائرة كرار، عند عرضها لأول مرة عام 2010م، مسلحة بقنبلة نوع (MK- 82) غير الموجهة، التي تزن 227 كغ.

## برنامج جمهورية إيران لصنع طائرات إستطلاع بمحركين
في سنة 2019م تم إستعراض أول طائرة إستطلاع ذات محركين بشكل خاص في معرض أُقيمَ لإنجازات ومنتوجات الشركات العلمية في جمهورية إيران، حيث تشير المعلومات أن هذه الطائرة هي أول طائرة إستطلاع ذات محركين يُصنّعها القطاع الخاص في جمهورية إيران. وأفادت وكالة تسنيم الدولية للأنباء انه في يوم الثلاثاء بتأريخ 8 تشرين الأول من سنة 2019م تم إستعراض طائرة ذات محركين بشكل خاص أمام المرشد الإيراني آية الله علي خامنئي، حيث تشير المعلومات أن هذه الطائرة هي أول طائرة إستطلاع ذات محركين يَصنّعها القطاع الخاص. ولا بد هنا من ذكر أن الطائرة أعلاه تم إستعراضها سابقاً خلال شهري شباط وحزيران من عام 2019م أيضاً وذلك من قبل رئيس الجمهورية الدكتور حسن روحاني ورئيس مجلس الشورى الإسلامي علي لاريجاني.
- طائرات بدون طيار إيرانية الصنع بمحرك واحد وبمحركين

وإلى تأريخ 2019م، كانت كافة طائرات الإستطلاع الإيرانية إلّا نموذج واحد (من طراز سرير) ذات محرك واحد. حتى طائرات الإستطلاع الإيرانية الكبيرة من طراز «فطرس»، «شاهد 129»، و«حماسه» والمشابهة للطائرات الأجنبية من طراز "MQ-1" و «هرمس - 450» مزودة حتى اليوم بمحرك احتراق داخلي. ولم يتم الكشف حتى اليوم عن ميزات طائرة سرير الإيرانية والتي شاركت في العديد من الإستعراضات العسكرية التي أُقيمَت مؤخراً. هذه الطائرة مزودة (بمحرك في مقدمة الطائرة وآخر في مؤخرتها).
- كيف يتم زيادة فعالية طائرات الإستطلاع من دون طيار؟

من أجل زيادة فعالية الطائرة بدون طيار، خاصةً فيما يخص الوزن الإجمالي التي تستطيع حمله ومدة التحليق وسرعتها، هناك طريقتين، الأولى والتي يتم إستخدامها في تصنيع أغلب طائرات الإستطلاع هي استخدام محرك ذات قوة كبيرة مثل محرك (jet turboprop) كالمستخدم في طائرة MQ-9 أو محرك (turbofan engine) كالمستخدم في طائرات الإستطلاع RQ-4 أو حتى المحرك من طراز (turbo jet). وبطبيعة الحال فإن هذه الوسيلة تتطلب دفع تكاليف أكثر وذلك ثمن هذا المحرك المتطور. الطريقة الثانية، وهي استخدام محركين للطائرة حيث يؤدي هذا الأمر إلى زيادة فعالية هذه الطائرات من دون طيار. وعلى الرغم من أن أكثر طائرات الإستطلاع من حول العالم هي طائرات ذات محرك واحد، إلا أن هناك أسباب عديدة تدفع بعض المصنعين ومن ضمنهم جمهورية إيران إلى ترجيح كفة تصنيع الطائرات ذات المحركين على الطائرات ذات المحرك الواحد أن كان الطرف المصنع هي شركات تستطيع التعاون مع شركات المحركات من حول العالم أو حتى الشركات التي تقع تحت وطأة الحظر.
- ميزات استخدام الطائرات من دون طيار بمحركين

بشكل عام فإن الخصائص الأساسية لإستخدام طائرات ذات محركين هي رفع نسبة دقة الطائرة، زيادة سرعتها، وزيادة مديات طيرانها، وكذلك زيادة إمكانيتها لحمل مزيد من الأوزان. في الطرف المقابل، هناك تحديات تواجهه صناعة مثل هذه الطائرات وفي السعر النهائي لكل طائرة، إضافةً إلى كلفة تصليحها، تحتاج إلى كميات أكبر من الوقود ووزنها المرتفع. ولهذه الأسباب وبالنظر إلى المهمة التي توكل إلى طائرات الإستطلاع يتم تحديد أي نوع من الطائرات التي يجب إستخدامها بشكل يخدم هدف تنفيذ المهمة بشكل حاسم. على سبيل المثال لا الحصر، ومن أجل تنفيذ مهمة إستطلاع جوية فوق البحر، وبسبب المسافة الكبيرة التي يجب أن تقطعها طائرات الإستطلاع إضافةً إلى حملها لمعدات تجسسية متعددة وغالية الثمن، يُحبذ استخدام الطائرات ذات المحركين الأمر الذي يزيد من نسبة الثقة في تنفيذ المهمة وكذلك تُمكن المتحكم بالطائرة من تزويدها بحمولة أكبر. ان استخدام طائرات ذات المحركين يعزز من الثقة في تنفيذ الطائرة لمهامها، حيث أن أي تعطل في أحد محركاتها لا يؤدي إلى سقوطها أو خروجها من الخدمة الفعلية بل تستطيع إكمال مهمتها بمحركها الآخر حتى إتمامها وهبوطها بشكل سالم وخصوصاً تلك الطائرات التي تنفذ دوريات إستطلاع لساعات طويلة فوق المناطق السكنية أو قربها، فوجود محركين يمنع من سقوطها فوق هذه المناطق المأهولة وبالتالي لا يتعرض المدنيين فيها إلى أي أذى. هذه الفكرة دفعت إلى تصنيع أوروبا لطائرة إستطلاع جديدة ذات محركين تحمل اسم (RPAS) حيث من المقرر أن تدخل الخدمة الفعلية خلال العقد المقبل. وهو الأمر نفسه الذي دفع جمهورية إيران إلى تصنيع طائرات بدون طيار مزودة بمحركين بدل المحرك الواحد.

## مواصفات الطائرات الإيرانية الجديدة المزودة بمحركين
ان الطائرات الإيرانية الجديدة ذات المحركين مصنعة من مواد كربونية مركبة لمنحها الوزن الأمثل، كما تتمتع هذه الطائرة بشكل ذيل مزدوج وهذا خيار جيد للغاية لطائرات الإستطلاع الصغيرة والمتوسطة حيث أن هذا الشكل يمنحها القوة الكافية إضافةً إلى أنه يمنحها وزناً مناسباً. ان محركي هذه الطائرة تم وضعهمها على جناحي الطائرة كما أن فراشات المحركين هما من نوع الجاذب (يعني يجذب الهواء من مقدمة الطائرة إلى خلفها) وذلك من أجل زيادة سرعة الطائرة. وبالنظر إلى أنه تم استخدام محركات كابسة في تصميم هذه الطائرة فلا بد أنهما قد وفرا مجالاً أكبر لضب وإطلاق عجلات الهبوط وكذلك منح بعض المجال لوضع خزانات الوقود التي يحتاجها المحركين. ولا يختلف شكل مقدمة الطائرة الإيرانية عن مقدمات طائرات الإستطلاع المشابهة من حول العالم، ويحتوي على مكان كافٍ للمحسوسات وخاصةً (آنتن الاتصالات). ونظراً إلى أن أغلب أجهزة التجسس التي تصنعها وزارة الدفاع والشركات العلمية الإيرانية الخاصة، لن يكون هناك مشكلة في حمل هذه الطائرة للأوزان التي يجب أن تحملها من أجل تنفيذ المهام الموكلة إليها. كما أنه بالنظر إلى شكل جسد الطائرة المُصَمَم، لن يكون هناك حاجة إلى زيادة طولها حيث من المتوقع أن تؤدي هذه الطائرة مهامها بجسد صغير نسبياً. كما أن جسد الطائرة من الأسفل يسمح لتركيب معدات بصرية أو رادارية مع زاوية رؤية 360 درجة. وبالنظر إلى أبعاد الطائرة فإن طول جناح الطائرة يبلغ تقريباً 8 أمتار وكل جناح سيحمل محرك، وهي تستطيع الطيران على ارتفاعات تتراوح بين 7000 و 8000 متر وهو ارتفاع مناسب من أجل مهمة التجسس الجوي. ومن المفترض أن تبلغ مدة طيران هذه الطائرة حوالي 10 ساعات متواصلة.
اليوم وإضافةً إلى التطور في التقنيات المستخدمة لتكوين البنية التحتية لطائرات الإستطلاع، يجب على المصممين والمصنعين أن يتجهوا نحو الاستخدام الأمثل لأي نموذج وذلك بعدم التقيد بنموذج موجود والتصنيع على أساسه، بل يجب النظر إلى كافة مجالات تصنيع هذه الطائرات في كافة الميادين والمضي قدماً في تصنيع أفضل الطائرات بأفضل الإمكانات وأقل التكاليف. إن تصميم وصناعة نموذج لطائرة إستطلاع ذات محركين من قبل شركة علمية إيرانية هي بشارة عن إمكانية بداية هكذا نوع من التصنيع بتقنيات جديدة والاستفادة من الطاقات الموجودة من أجل إنتاج تصاميم ونماذج لطائرات إستطلاع من دون طيار وذلك من أجل تنفيذ مهام عسكرية ومدنية متنوعة فوق البر أو البحر.

## أول مناورات إيرانية ضخمة خاصة لاختبار الدرونات القتالية
هذه هي المرة الأولى التي يتم فيها اختبار مثل هذا العدد الكبير من الطائرات الإيرانية المسيرة في محاكاة لحالة قتالية. حيث أَطلق الحرس الثوري الإيراني سنة 2019م مناورات عسكرية كبيرة في مضيق هرمز تهدف إلى اختبار وعرض قدرات عشرات الطائرات بدون طيار محلية الصنع، بما فيها طائرات مسيرة مسلحة. وكان هذا التمرين الأكبر من نوعه على الإطلاق الذي تشهده جمهورية إيران. وأُطلِقَ على هذه المناورات اسم (إلى بيت المقدس 1). وخلال المناورات، قال الجنرال أمير حاجي زاده، قائد القوة الجو فضائية في الحرس الثوري الإيراني، إن إيران تمتلك أكبر أسطول طائرات بدون طيار مسلحة في المنطقة. وذكرت وكالة الأنباء الإيرانية (فارس) إن لإيران أكبر مجموعة من الطائرات المسيرة الأمريكية والإسرائيلية التي تم الإستيلاء عليها أو إسقاطها، بما في ذلك،(MQ9، MQ1، شادو، سكان إيغل، وRQ-170) بالإضافة إلى هرمس التابعة لإسرائيل. في أواخر عام 2018م، ذكرت شبكة (الجزيرة) الإخبارية باللغة العربية في تقريرٍ لها إن الجيش الإيراني يتجه بشكل متزايد إلى الطائرات بدون طيار للدفاع عن المجال الجوي للبلاد ومهاجمة أعدائه. وقال مسؤولون إيرانيون للشبكة إن الطائرات المسيرة الإيرانية بإمكانها التحليق في الجو لمدة تصل إلى 48 ساعة، ويتم التحكم بها عن بعد وبإمكانها ضرب أهداف تبعد عن الحدود الإيرانية مسافة تصل إلى 1000 كيلومتر. وقال التقرير أن إيران تَستَخدِم بالفعل الطائرات المسيرة لاستهداف منشآت تابعة لتنظيم الدولة في سوريا والقوات الكردية في شمال العراق. وفي يناير 2016م، حلقت طائرة مسيرة إيرانية فوق حاملة طائرات أمريكية في الخليج العربي وقامت أيضاً بتصوير سفينة تابعة إلى البحرية الفرنسية.

## تصدير الطائرات الإيرانية المسيرة إلى الدول الحليفة
ان تعزيز قدرات جمهورية إيران في مجال تصنيع الطائرات بدون طيار أدى إلى إنتاج عدة مئات من الأنواع المختلفة لهذه الطائرات، كما ان تصدير إيران في عام 2001م لطائراتها بدون طيار إلى الدول الحليفة كانت هذه الخطوة بداية حركة نحو المزيد من الدراسات والتصاميم لإنتاج أنواع مختلفة من طائرات بدون طيار قتالية بما يتناسب مع متطلبات قواتها المسلحة. ويمكن ان يكون صناعة طائرة «كرار» النفاثة من دون طيار من أهم جهود إيران في مجال صناعة هذه الطائرات القتالية، والتي ازيح الستار عنها عام 2010م. ويبلغ مدى الطائرة من دون طيار «كرار» 1000 كيلومتر وسرعتها نحو 900 كيلومتر في الساعة ولها إمكانية حمل شحنة تزن نحو 500 كيلوغرام وسقف تحليق يتراوح مابين 25 ألفاً و40 ألف قدم (7500 إلى 12000) متر وفضلاً عن إمكانية تجهيزها بقنابل 250 و500 باوند فقد تم تجهيزها بصاروخ كروز البحري «كوثر» أيضاً والذي بإمكانه إصابة الأهداف المعادية في البحار. كما وتم في الآونة الأخيرة كشف النقاب عن منجزات جديدة في مجال الطائرات الإيرانية المسيرة، ومن ضمنها تصميم وتصنيع رادار (SAR) وذلك لنصبه وإستخدامه في هذه الطائرات، في إشارة إلى إن هذا الرادار يحظى بإمكانيات من ضمنها التصوير على مدار الساعة. رادار SAR له إمكانية تصوير التحصينات والمنشآت العسكرية والكشف عن المنشآت والمعدات الخادعة، وإكمال معلومات التصوير البصري وتحديد تغييرات النسيج الأرضي الناجمة عن وجود المعدات وإيجاد المنشآت العسكرية والكشف عن التغييرات الناجمة. تم مؤخراً عرض جهاز تشويش اتصالات يثبت على الطائرات المسيرة في نطاق ذبذبات تتراوح ما بين 20 إلى 520 ميغاهيرتس، ومشروع (شاهد) لصنع منظومة تشويش الاتصالات باسم شاهين. ورغم كل هذه الإنجازات، إلا ان الجمهورية الإسلامية الإيرانية، تواصل جهودها في مجال الطائرات المسيرة، لتحافظ على ريادتها وترفع من مكانتها العالمية في هذا المجال. وكذلك لتحافظ على أن تبقى طائراتها المسيرة محافظة على مكانتها التصديرية من قِبَل الدول المستوردة لها كفنزويلا وسوريا والعراق واليمن ولبنان وبعض دول أمريكا اللاتينية وغيرها.

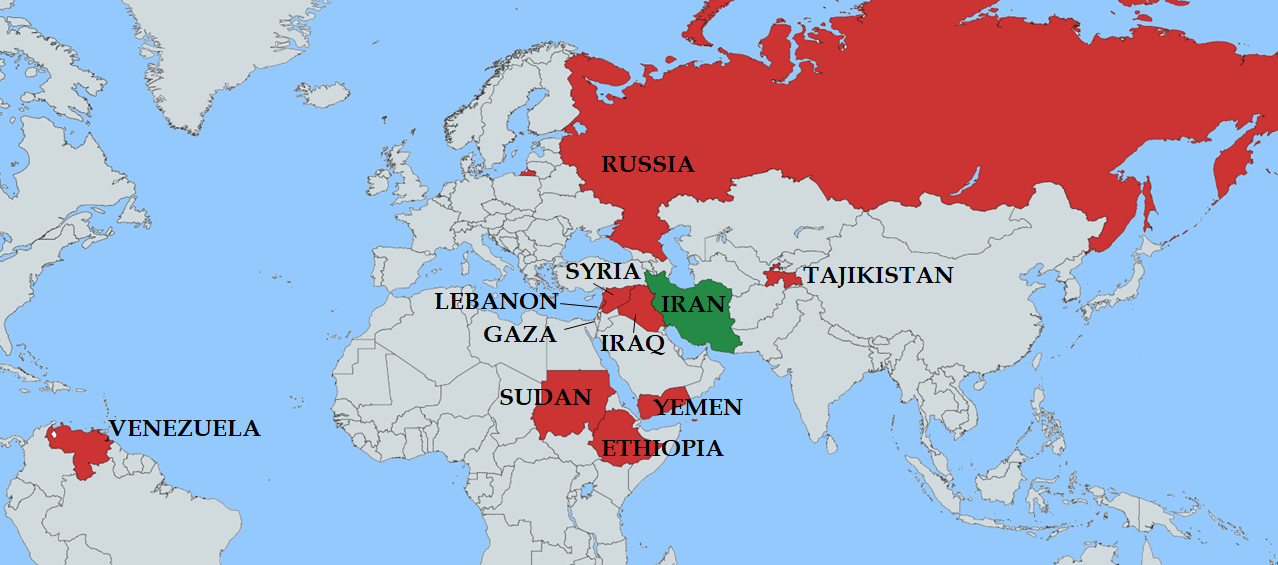
خريطة توضح وجهات تصدير الطائرات الإيرانية بدون طيار اعتباراً من شهر فبراير 2023م

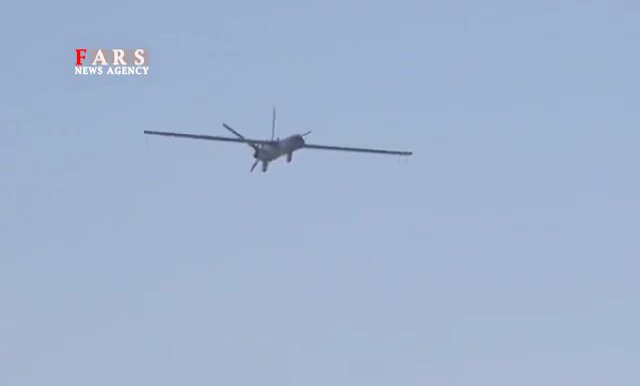
طائرة صماد -1 في المناورات العسكرية الإيرانية (الولاية 95)، وهي عائلة من الطائرات بدون طيار يمتلكها الحوثيون في اليمن، وهي صناعة يمنية تستند إلى التكنولوجيا الإيرانية

## مهام الطائرات الإيرانية المسيرة والهدف منها
ان الطائرات بدون طيار الإيرانية وعلى اختلاف أنواعها وأحجامها فقد أصبحت أكثر نشاطاً في منطقة الخليج العربي والطرق المائية الهامة الأخرى في جميع أنحاء الشرق الأوسط وتقوم بانتظام برحلات مراقبة بالقرب من السفن الحربية الأمريكية التي تعبر مضيق هرمز وتعمل في المنطقة. كما وتساهم تقنية الطائرات المسيرة لدى جمهورية إيران، في مساعدة وحدات الجيش والوحدات العسكرية الأخرى على إدارة مسرح العمليات ومطاردة قوات العدو، وتحديد أماكنها من خلال التصوير والبث المباشر لتجمعاتهم أو الدخول إلى موجات إتصالاتهم، بالإضافة إلى تحديد مواقع مدفعية العدو وتوجيه نيران القوات المدافعة وتصوير مواقع الوحدات المعادية، بالإضافة إلى إمكانية مواجهة الحرب الإلكترونية فضلاً عن إمكانية الاستفادة منها في مراقبة المناطق الحدودية وتهيئة خرائط المسح الجغرافي لهذه المناطق. عدا الإستخدامات المدنية الأخرى من قبيل رش المبيدات على المزارع وإطفاء الحرائق والحفاظ على البيئة. فبالإضافة إلى إجراء مهام المراقبة والاستطلاع في نطاقات لا تقل عن 200 كيلومتر، بإمكان هذه الطائرات حالياً ضرب أهداف أرضية فردية باستخدام القنابل والصواريخ الموجهة. ويمكن الإشارة إلى أن صاروخ (سديد) يعمل ضمن نطاق يتراوح ما بين 2.5 كيلومتر و 5 كيلومترات عند إطلاقه من الأرض. حيث يمكن للنسخة الانسيابية من هذا السلاح غير المزودة بمحركات أن تضيف بعض القدرة على التخفي من خلال إزالة علامة إطلاق الصاروخ. إلى جانب ذلك، كانت جمهورية إيران تحاول تحسين مرونة الطائرات بدون طيار الخاصة بها. ففي الماضي عرضت العديد من الطائرات بدون طيار مع أنظمة دفاع جوي محمولة تحت أجنحتها، والتي تم تغييرها لتعمل كصواريخ جو-جو. حيث بإمكانها أن تطرح تهديداً للطائرات والطائرات المروحية العسكرية والمدنية بطيئة الحركة، على افتراض أنه بالإمكان إستخدامها عملياً.

## نبذة عن أهم أنواع الطائرات الإيرانية المسيرة
(من إمتلك السماء فاز في الحرب)، مفهوم عسكري يؤكد أهمية سلاح الجو بالحروب، وهو مفهوم لطالما أثبت صحته في المعارك التي شهدها العالم. ذلك المفهوم يبرر التنافس الشرس بين دول العالم المصنِّعة للطائرات المقاتلة، لتكون طائراتها الأفضل، وهو ما يبرر أيضاً سعي دول أخرى لشراء الأفضل من هذه الطائرات. وتحتل صناعة الطائرات المسيرة مساحة هامة من قطاع تطوير الصناعات العسكرية في المنطقة والعالم في الوقت الراهن، فَتَعَدُد مهامها زاد من أهمية امتلاكها وإستخدامها، ولا تتوانى جمهورية إيران عن إنتاج طائرات بدون طيار لأهميتها الإستراتيجية لأمنها القومي بالذات لكن الأمور لم تتوقف عند الحدود الإيرانية، بل تعدتها لتصل مُسيّراتها إلى اليمن وسوريا والعراق ولحزب الله في لبنان، وهو ما يعني التأثير على دور طهران الإقليمي. وتُعتبَر جمهورية إيران من البلدان الرائدة في صناعة الطائرات بدون طيار منذ زمن، وحققت تقدماً كبيراً في صناعة وتصميم وتطوير تلك الطائرات منذ حرب الخليج الأولى وحتى يومنا هذا. في الوقت الحاضر، هناك شركات لصناعة الطائرات بدون طيار في جمهورية إيران أهمها شركتا (هسا) و (صنايع هوايي قدس) وهي تُعَد من أهم المواقع لتصميم وإنتاج هذه الطائرات. ومن أهم الطائرات بدون طيار التي صنعتها الجمهورية الإسلامية الإيرانية هي أبابيل من نوع بي، اِس وتي، وصاعقة (1و2) وتلاش (1و2) ومهاجر (1و2 و 3و4 و5 و6) وكذلك طائرة طوفان باز وتشابك پر وتيزپر وسهند، وطوفان وحازم وزحل وسفره ماهی وکرّار وسرير وحماسه وشاهد 129 وطائرة فُطرس. وهذه نبذة عن بعض الطائرات الإيرانية بدون طيار والتي تم تصميمها وتصنيعها داخل جمهورية إيران:

## عائلة طائرات تلاش (ثاني طائرة تتم صناعتها داخل جمهورية إيران، بعد طائرة رعد العسكرية)
تلاش 1: من هنا بدأ برنامج الطائرات الإيرانية بدون طيار وذلك بتصنيع أول الطائرات الإيرانية المسيرة. ففي عام 1983م قام مجموعة من الطلبة في إحدى جامعات أصفهان بتصنيع طائرات بدون طيار. كانت تلك الطائرات بسيطة وتطير بسرعة وارتفاع أقل كثيراً من طائرات اليوم وكانت مزودة بكاميرات عادية. وقد سمع قادة الحرس الثوري الإيراني بذلك. فأخذوا هذه الطائرات مع مصمميها إلى ميادين المعارك في حرب الخليج الأولى لتجريبها على أرض الواقع وهناك تعاونوا مع مصمميها لحل عيوب هذه الطائرات، وبالفعل تمكن أولئك الطلاب من صناعة أول طائرة إيرانية من دون طيار، تم تسميتها ب (طائرة رعد) العسكرية. وخلال تلك الحقبة الزمنية، قام عدد من الخبراء الإيرانيين بإجراء العديد من الاختبارات على طائرة رعد العسكرية في مناطق العمليات لتصحيح عيوب هذه الطائرات من دون طيار. وبعد ذلك تمكن الخبراء الإيرانيون تدريجياً من تطوير هذا النوع من الطائرات من دون طيار والتي أصبحت فيما بعد الأساس لتشكيل مقر (صناعة القدس الجوية) في عام 1984م. كذلك تمكنوا أيضاً فيما بعد، من صناعة طائرة تلاش من دون طيار والتي اُعتُبِرَت المنتج الأول لصناعات القدس الجوية. وكانت هذه الطائرات هي لبنة الأساس في مشروع صناعة الطائرات الإيرانية بدون طيار. وكانت باكورة هذا المشروع هي طائرات تلاش-1 (Talash-1) التي تم تصنيعها في مصانع القدس العسكرية التابعة للحرس الثوري الإيراني وكانت طائرة تدريب أولي لتأسيس أطقم مشغلي الطائرات بدون طيار ولتكون أهداف لأطقم الدفاع الجوي في تدريباتهم. وكانت تلاش-1 تتميز بسرعة 120 كيلومتر في الساعة ومدى 5 كيلومتر وارتفاع 2700 متر وكانت تقلع وتهبط على ثلاث عجلات.
تلاش 2: بعد ذلك تم تطوير نسخة محسنة من تلاش-1 (Talash-1) باسم تلاش-2 ضمن نفس الفئة وصُنِعَ منها كميات كبيرة وتميزت عن سابقتها بسرعة أكثر من 140 كيلومتر في الساعة وقدرة إطلاق بمنجنيق وهبوط مظلي وقدرة أكبر على تنفيذ المناورات. (Talash-2) كانت تعرف أيضاً باسم (الهدف 3000). وكان يتم التحكم بالنسختين تلاش-1 وتلاش-2 بجهاز تحكم راديوي محمول.

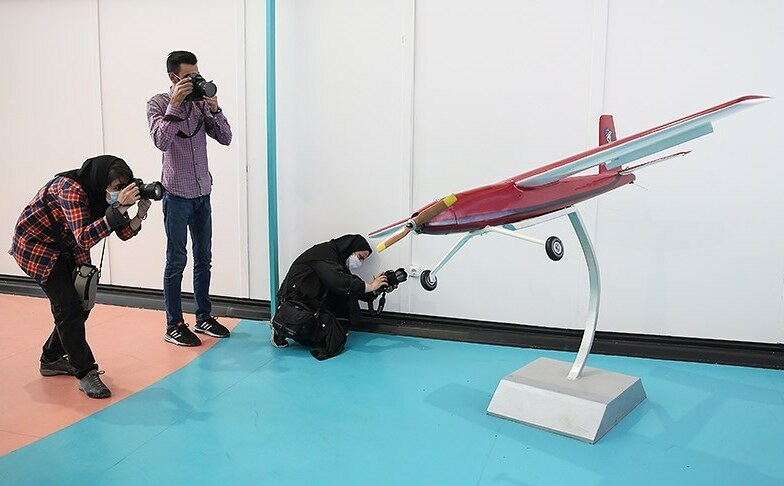
تم التقاط هذه الصورة لطائرة تلاش 2 في حديقة الفضاء الوطنية التابعة للحرس الثوري الإيراني

## عائلة طائرات أبابيل بدون طيار
هي طائرة بدون طيار إيرانية الصنع وتعني السنونو. هذه الطائرة تحتوي على مكونات للمراقبة الجوية، فهي تحمل كاميرا ومعدات للإتصالات الرقمية، ولكنها أيضاً يمكنها أن تُصنَع بمكونات هجومية، فتحمل رؤوساً شديدة الانفجار، يتم تسديدها بواسطة اصطدام الطائرة بالهدف المراد تفجيره. كما يمكن استخدام نظام إطلاق صاروخي من على سطح سفينة، والذي يمكن تجميعه أو تفكيكه للقدرة على النقل، يوفر نظام الاستعادة المظلي (بالبارشوت) معدل هبوط للطائرة يقدر بحوالي 44 متر في الثانية، في حين يمكن استخدام الزلاقات لعمليات الهبوط على المدرجات التقليدية أو في الحقول. ان نصف القطر الأقصى لعمليات الطائرة أبابيل يصل إلى 150 كم (93 ميل) وحدّها الأقصى للارتفاع هو 14000 قدم (4268 م). أيضاً الطائرة لديها قدرة على السفر بسرعة قصوى تبلغ 300 كلم/ ساعة (186 ميلاً في الساعة)، وقادرة على الطيران بحمولة تبلغ 45 كجم (أو 88 رطل). اما بالنسبة لحجم طائرة أبابيل فهي أصغر بكثير من حجم الطائرات التي يقودها طيار، فطولها 2.9 متر (9.5 قدم)، وهي بذلك تكون أقصر من سيارة فولكس فاجن بيتل (أصلية)، وهي تُدار بواسطة مروحة دافعة ذات ريشتين وبجناح مثبت في الخلف وذيل أمامي من أجل تحسين خصائص الهويان والإستقرار والقدرة على المناورة، ويمكن إطلاق الطائرة بواسطة قضبان مثبتة على ظهر شاحنة، التي بدورها توفر الطاقة اللازمة للقاذفة الهوائية. وقد طورت إيران من أبابيل القدس عدداً من الأنواع، تشتمل على عدة أنواع أهمها:
أبابيل 2: هي طائرة إيرانية بدون طيار ضمن سلسلة طائرات أبابيل، وتُعتبر هذه الطائرة إحدى النماذج المطورة والتي تمت صناعتها لتلبية احتياجات البلاد.

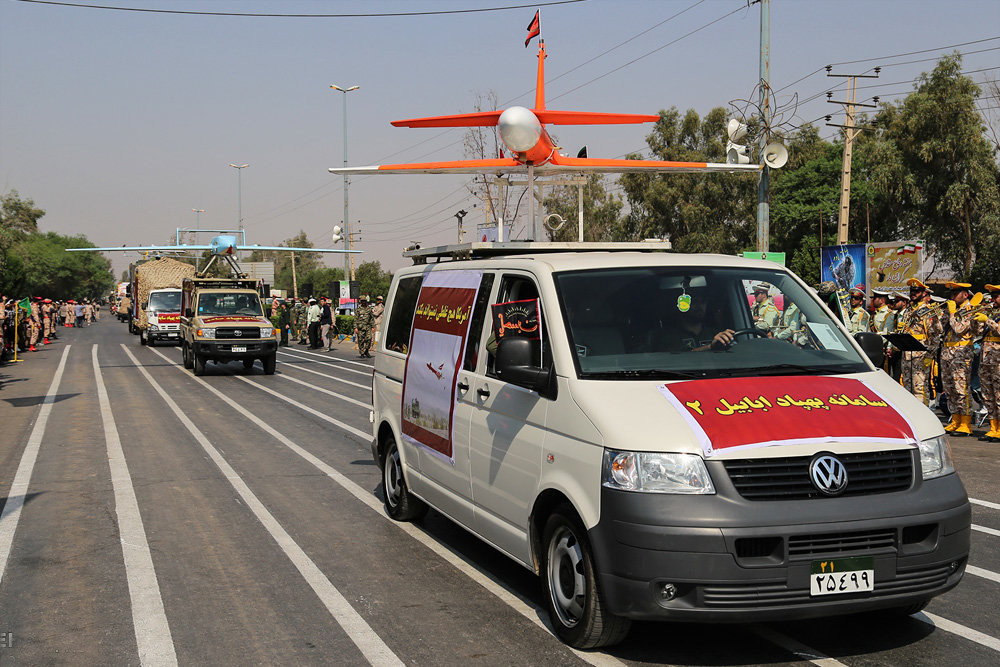
طائرة بدون طيار من طراز (أبابيل 2) على شاحنة صغيرة خلال عرض إيراني بمدينة الأهواز عام 2017م. أما الطائرة بدون طيار الموجودة خلفها، هي طائرة بدون طيار من طراز قدس مهاجر 4B

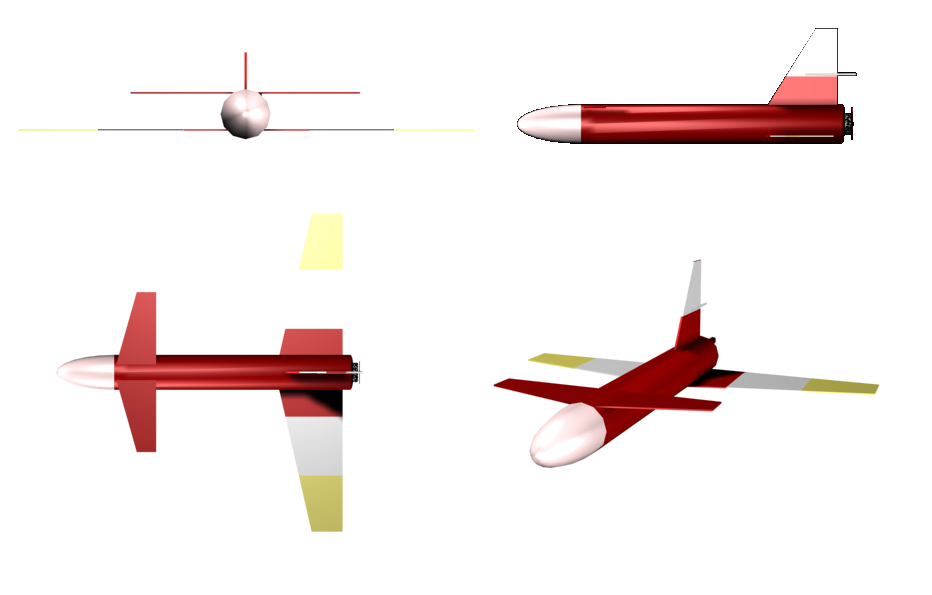
نماذج لطائرة أبابيل 2

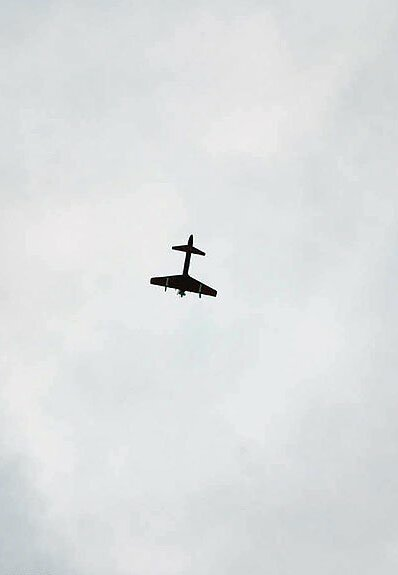
طائرة أبابيل 2 بدون طيار أثناء تحليقها في مناورات النبي الأعظم العسكرية

أبابيل 3: هي طائرة من دون طيار قادرة على التحليق حتى ارتفاع 15 ألف قدم لمسافة 250 كيلومتر وحتى 100 كيلومتر (62 ميل) وبحد أقصى للارتفاع التشغيلي يصل إلى 5000 متر (16000 قدم). ويمكنها تحمل الطيران لحوالي 4 ساعات. ومن خصائصها أنها تُستَخدَم لعمليات الرصد الجوي وإستطلاع الأهداف والحرب الإلكتروني ونقل الرسائل الإلكترونية والرصد والبحث عن الأهداف والإحداثيات للأهداف الواقعة على بعد 100 كيلومتر. وكذلك فرض التحكم على المرور في المدن والتقاط الصور لغرض توفير الخرائط الجغرافية فهذه الطائرة تتمكن من ان تؤدي واجبها في مختلف الظروف البيئية والجوية. كما ولهذه الطائرة المسيرة قدرات على الرؤية الليلية وتتمكن من إرسال الصور التي تلتقطها فوراً. فبإمكانها إرسال الصور الملتقطة إلى محطات التحكم الأرضية أو أي نوع نظام إستقبال آخر. ومحرك الطائرة هو من نوع 4 سيلندر بوقود البنزين وقادر على العمل لمدة 8 ساعات، كما أن الطائرة مصنوعة من الكامبوزي. ويبلغ طولها حوالي 2.9 متر، ويمكن إطلاق هذا النوع من الطائرات بواسطة قضبان مثبتة على ظهر شاحنة، التي بدورها توفر الطاقة اللازمة للقاذفة الهوائية. كما يمكن استخدام نظام إطلاق صاروخي من على سطح سفينة، والذي يمكن تجميعه أو تفكيكه للقدرة على النقل. ويوفر نظام الاستعادة المظلي معدل هبوط للطائرة يقدر بحوالي 4 م/ ثانية وهي تدار بواسطة مروحة دافعة ذات ريشتين وبجناح مثبت في الخلف وذيل أمامي من أجل تحسين خصائص الهويان والإستقرار والقدرة على المناورة. ويمكن للطائرة الطيران بحمولة تبلغ 45 كجم. ويمكن أن تُستَخدَم هذه الطائرة في أغراض التصوير فهي تحتوي على مكونات للمراقبة الجوية، كالكاميرات ومعدات للإتصالات الرقمية والإستخبارات أو تحويلها إلى طائرة مسلحة قتالية، من خلال تحميلها برؤوس شديدة الانفجار يتم تسديدها بواسطة اصطدام الطائرة بالهدف المراد تفجيره. حيث تم تزويد طائرة أبابيل-3 بقنابل قائم. والتي تُعتبَر من أهم القنابل بالغة الدقة التي تمكَّن خبراء الصناعات العسكرية الإيرانيين من صناعتها وهذا النوع من القنابل المتطورة مزود بأنواع البواحث المرئية والحرارية والإسطوانية وتصل دقتها إلى أقل من نصف متر، ويمكن نصبها على مختلف أنواع الطائرات المسيرة والمروحيات والمقاتلات لتدمير التحصينات والتجمعات والأهداف المتحركة. ومن أبرز خصائص قنبلة قائم، الأداء السريع على ارتفاع 4000 حتى 10000 قدم وقابلية نصب رؤوس حربية مختلفة عليه وهذه القنابل لديها أوزان ومديات وقدرة تخريب مختلفة ويمكن تجهيز الطائرات المسيرة بها مثل «شاهد 129» و«حماسة» و«مهاجر 6» و«أبابيل 3». يُذكَر أن أول الصور التي إلتقطتها الطائرة كانت خلال مناورات (النبي الاعظم ص) البحرية التي أجريت بالقرب من مضيق هرمز عام 2010م. وخلال تلك المناورات شارك هذا النوع من الطائرات في عمليات التدريب على ضرب الأهداف البحرية. أما المرة الثانية، فكانت في مناورة (النبي الأعظم ص) أيضاً البحرية عام 2012م. كما وتم التقاط صور أخرى لهذا النوع من الطائرات في مناورة (مدافعين حرمة الولاية) الجوية التي أجريت في عام 2013م. كما واستعرضت القوات العسكرية الإيرانية قدراتها الجوية سنة 2014م، على هامش معرض للصناعات الجوية والجوفضائية في جزيرة كيش، وعرضت خلاله نماذج لأحدث طائرة بدون طيار من صناعة محلية، وهي أبابيل 3. وقد إستَخدَمَت جمهورية إيران هذه الطائرة في العديد من الدول كسوريا والعراق واليمن ولبنان وغيرها، حيث أن وزارة الدفاع الإيرانية سلمت هذا النوع من الطائرات للقوات المسلحة الإيرانية لإستخدامها في عمليات مكافحة الإرهاب في شمال العراق. من ناحية أخرى أظهرت صور جوية ملتقطة بواسطة طائرات بدون طيار، وجود طائرة أبابيل 3 الإيرانية، في مطار حماة العسكري. كما وتم استخدام طائرة أبابيل 3 الإيرانية في تصوير حاملة الطائرات (يو إس إس رونالد ريغان) الأمريكية في منطقة الخليج العربي. وأظهر مقطع فيديو، نشرته وكالة تسنيم الإيرانية، تحليق طائرة بدون طيار (درون)، تابعة للحرس الثوري، فوق حاملة طائرات أمريكية في الخليج العربي. تظهر فيه طائرة مسيرة زرقاء كتب عليها أبابيل 3 بالأحرف الفارسية واللاتينية، وهي تقلع من مدرج صحراوي قريب من شاطئ البحر. وبعد إقلاع الطائرة تظهر لقطات من الجو لسفينتين حربيتين في البحر تابعتين كما يبدو لحاملة طائرات اقتربت منها الكاميرا. وكتب على سارية السفينة رقم 69 بالأحرف الكبيرة. وبعد ذلك يعرض التسجيل بشكل معلومات مضافة إلى الصورة تفاصيل عن أرقام عدد من الطائرات المتوقفة على السفينة، وبعضها يرى بالعين المجردة، وخصوصاً طائرتي إستطلاع أمريكيتين من طراز أواكس وبعض المقاتلات مثل إف 18. وأشارت تسنيم إلى التقاط صور جديدة أخيراً، مضيفة أن طائرات مسيرة لبحرية الحرس الثوري رصدت أسطول الأمريكيين في الخليج العربي. وتابعت: يسيطر الحرس على كل تحركات القوات الأمريكية في المنطقة والخليج العربي، ويرصد تحركاتها بدقة. ولم تتجاوز مدة الفيديو الدقيقة والنصف كثيراً ولكنها أظهرت ان تحركات القوات البحرية الأميركية في الخليج العربي بشكل قريب جداً وهذا يعني ان كل التحركات لهذه القوات في المنطقة تحت الرصد الدقيق لقوات حرس الثورة الإسلامية، وهي قادرة على توجيه ضربات موجعة لهذه القوات بسهولة ودقة تتماهى مع دقت الفيديو المعروض أو ربما أكثر.

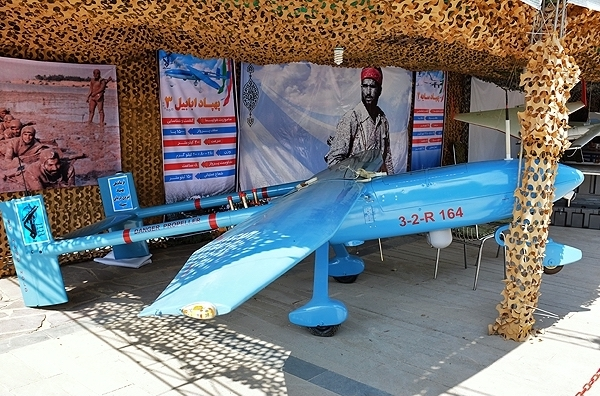
أبابيل 3 المسيرة في أحد المعارض

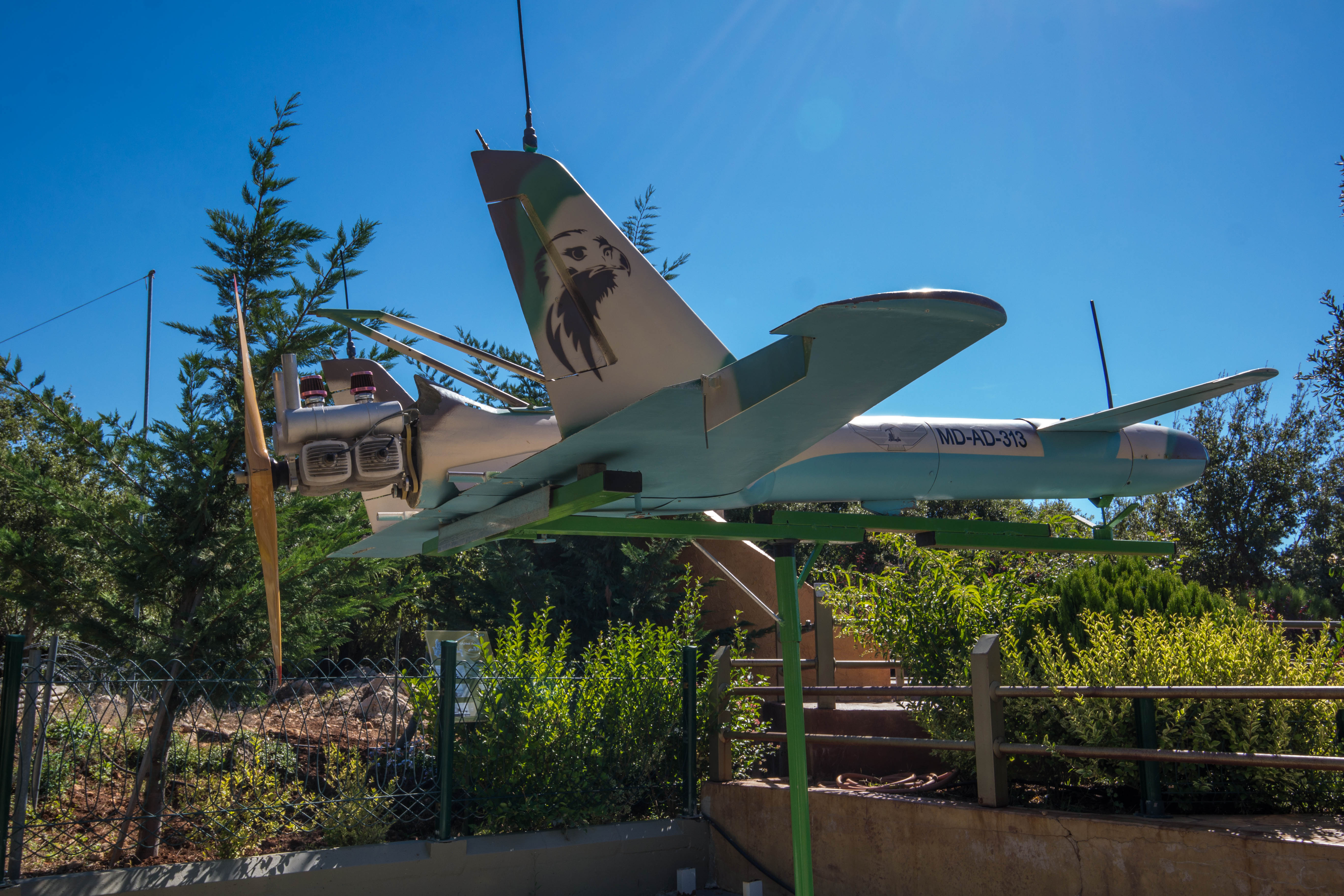
طائرة أبابيل 3، خلال عرضها في متحف بموقع مليتا العسكري السابق والتابع لحزب الله اللبناني (الجناح العسكري لحزب الله) في جمهورية لبنان

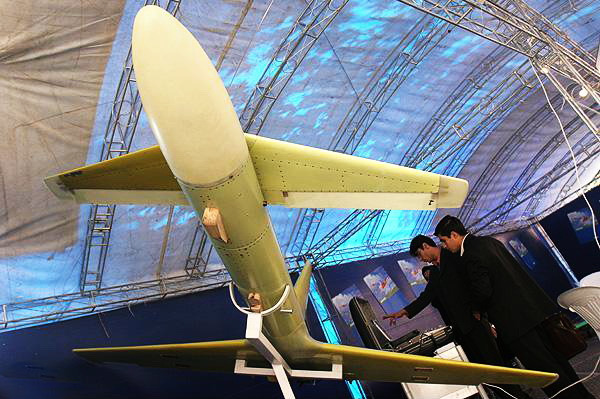
الجانب السفلي لطائرة أبابيل 3

أبابيل 5: هي طائرة متوسطة تكتيكية إيرانية الصنع تابعة لعائلة طائرات أبابيل المسيرة. وتُستَخدَم هذه الطائرة لعمليات الإستطلاع والمراقبة.
أبابيل- تي: هذه الطائرة تنتمي لعائلة أبابيل المسيرة عن بعد، وهي إحدى الطائرات المعروفة داخل جمهورية إيران. وتُستَخدَم طائرة أبابيل-T لشن هجمات قصيرة أو متوسطة المدى.
أبابيل بي وأبابيل أس: هذه الطائرات تعمل في جمهورية إيران وتنتمي لسلسلة طائرات أبابيل المعروفة بتفوقها في أداء مهامها.

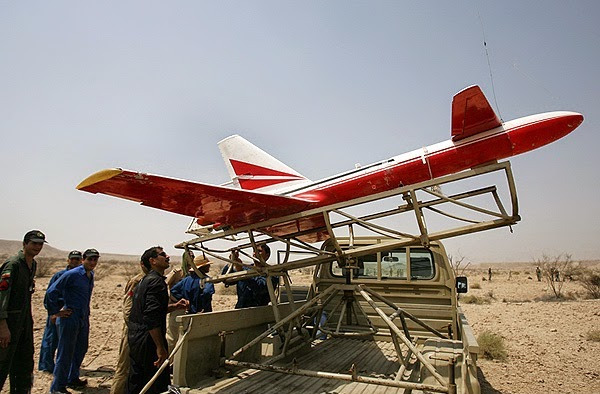
طائرة Ababil-B الإيرانية عام 2006م موضوعة على القاذفة الخاصة بها

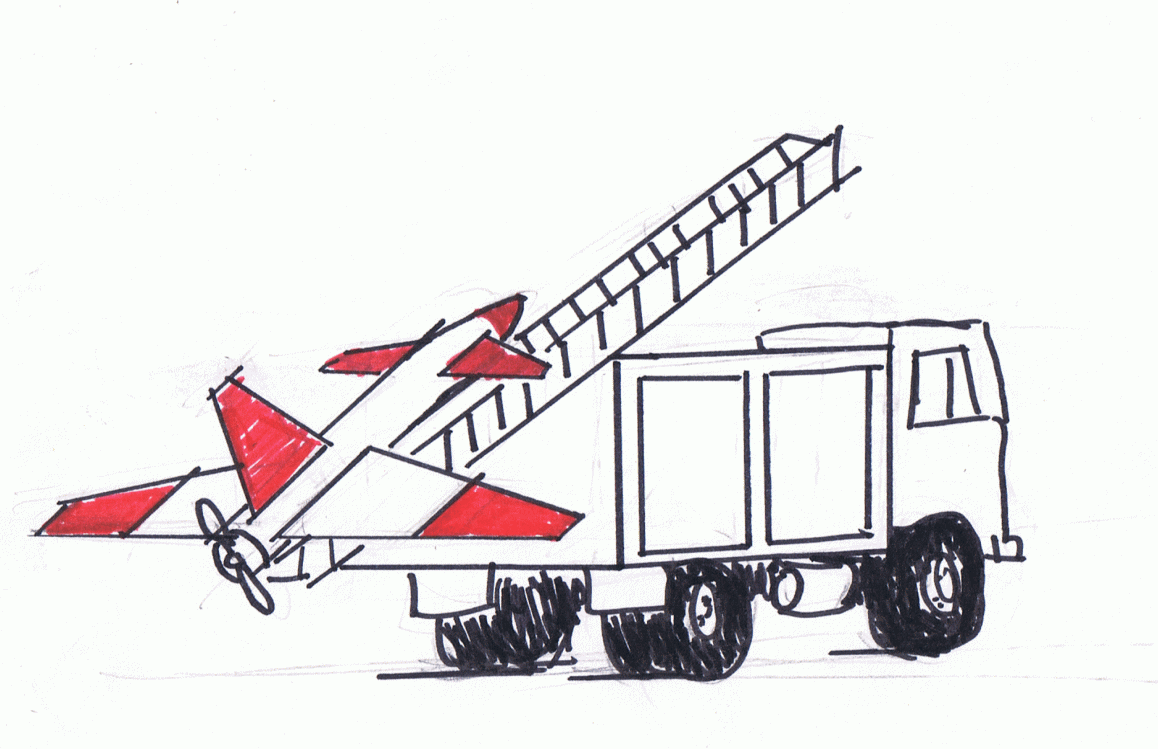
رسم يوضح إطلاق طائرة Ababil-R من قاذفة شاحنة تعمل بالهواء المضغوط

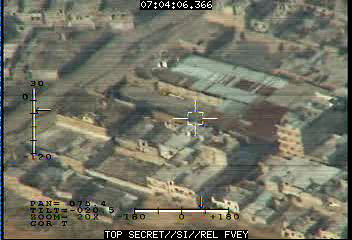
لقطة من تصوير فيديو لطائرة أبابيل فوق سوريا

## عائلة طائرات مهاجر المسيرة
هي طائرة بدون طيار إيرانية الصنع، فخلال الحرب (العراقية الإيرانية)، وضِعت أولى الدراسات لطائرة من دون طيار من قبل الجامعات الإيرانية، حين كانت إيران بحاجة إلى معدات لمراقبة وجمع المعلومات عن تحركات القوات العراقية. وقد بُنيَت أربع نماذج أولية سميت مهاجر 1 عام 1981م، حيث لَعِبَت في البداية دوراً في مراقبة وتصوير خطوط الجبهة العراقية، وحتى نهاية الحرب العراقية - الإيرانية كان قد تم إنجاز 619 طلعة جوية. بعد الاستخدام الناجح للمهاجر 1، باشرت إيران بتطوير نسخة بقدرات أكبر، فتم تصنيع مهاجر 2 ومهاجر 3 إلى أن أبصر مهاجر 4 النور، وهو من جيلٍ جديد، حيث أُعيدَ تصميم البدن بالكامل وتم تركيب كاميرات متطورة وإمكانيات التصوير الليلي، إضافةً إلى زيادة المدى والقدرة على التحمل أكثر من النسخ الأولى. ولم يمضِ وقتاً طويلاً حتى تم تجهيز أول أنموذج من هذه الطائرات أي «مهاجر» بعدد من قاذفات (RPG) وفي الواقع فإنها كانت التجربة الأولى لإيران في استخدام بهباد، في عملياتها الدفاعية في تلك الفترة.
مهاجر 1: هي أول نموذج من بين أربع نماذج بُنيَة إبان الحرب العراقية - الإيرانية، وذلك بعد أن وضِعت أولى الدراسات لطائرة بدون طيار من قبل الجامعات الإيرانية.

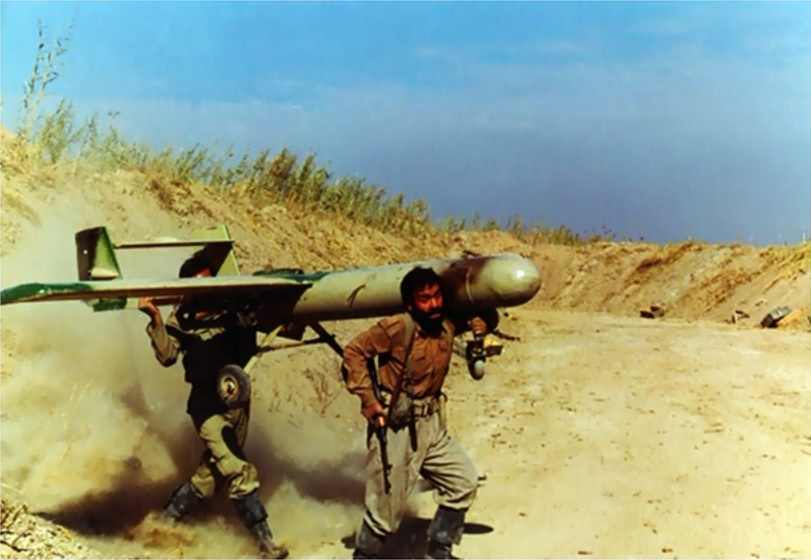
صورة لطائرة مهاجر 1 عام 1989م

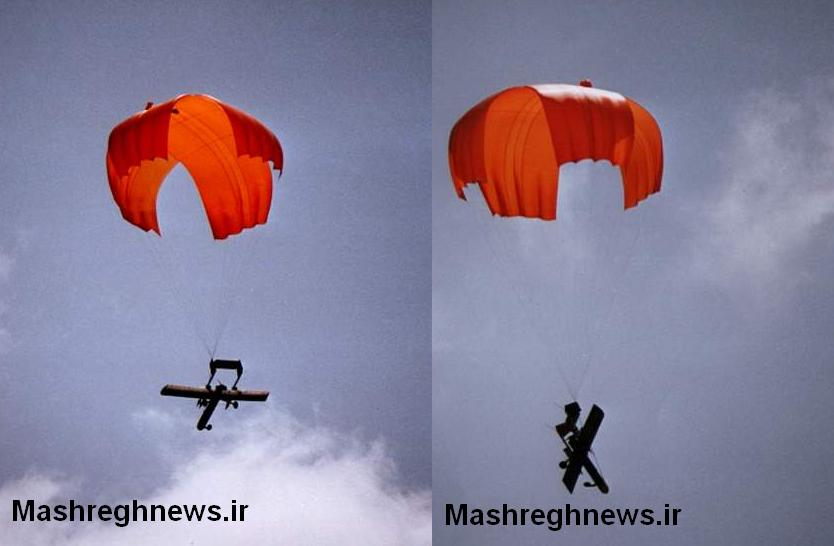
إستعادة طائرة مهاجر 1 بدون طيار بواسطة المظلة خلال الحرب العراقية الإيرانية. تُظهِر الصورة على اليسار بوضوح، أن هذه الطائرة بدون طيار مجهزة بأنابيب خاصة لصواريخ RPG-7

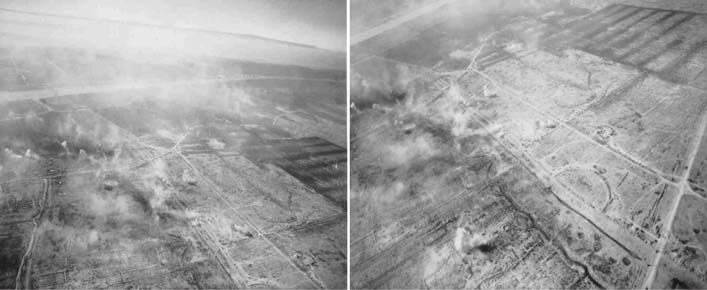
تم إلتقاط هذه الصور بواسطة طائرة مهاجر-1 من قبل جمهورية إيران لتحديد موقع نيران المدفعية خلال عمليات كربلاء 5 وذلك خلال حرب الخليج الأولى

مهاجر 2: هي النسخة الثانية والمطورة عن طائرة مهاجر الأم والتي تم تصنيعها مباشرةً بعد استخدام مهاجر 1 ونجاحها ميدانياً. وبدأت إيران بتطوير مهاجر 2 بقدرات أكبر من مهاجر 1. ان طائرة مهاجر 2 الحديثة تتميز بتفيذ عمليات انتحارية على بعد 250 كيلو متراً، بالإضافة إلى سرعتها التي تفوق قدرة مهاجر 2 القديمة بأربعة اضعاف.

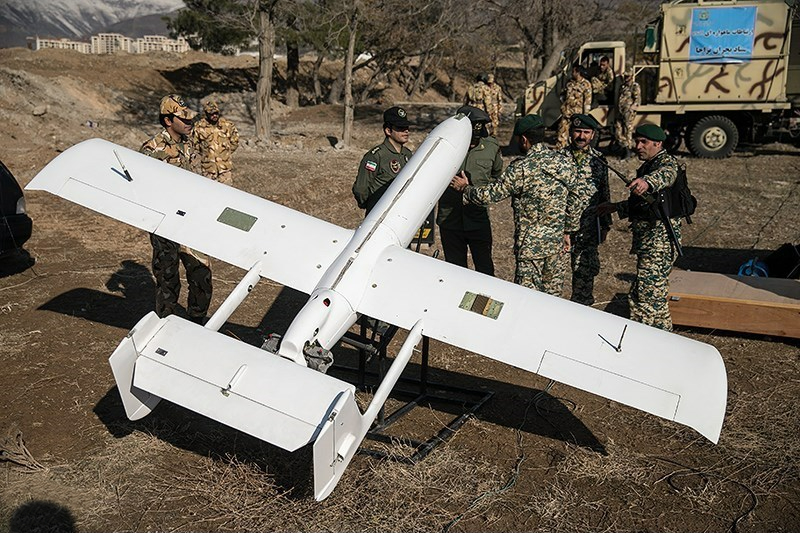
طائرة مهاجر-2 المسيرة سنة 2014م

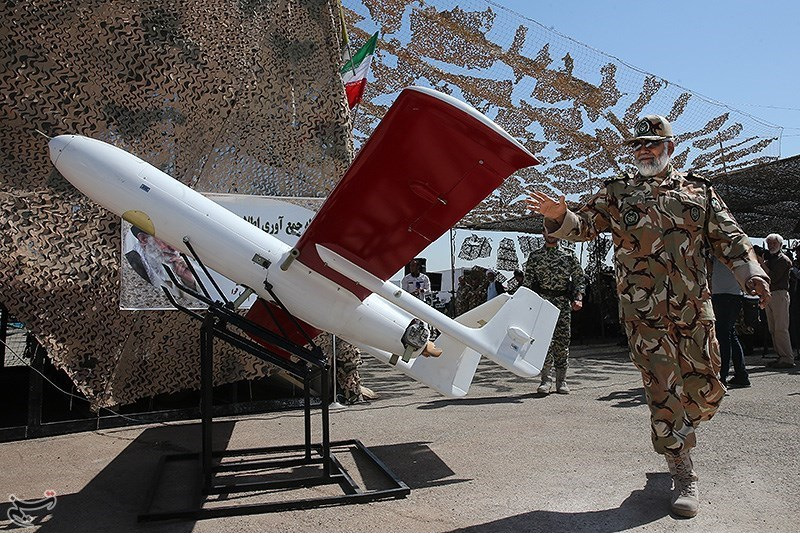
الجانب السفلي لطائرة مهاجر 2 المسيرة

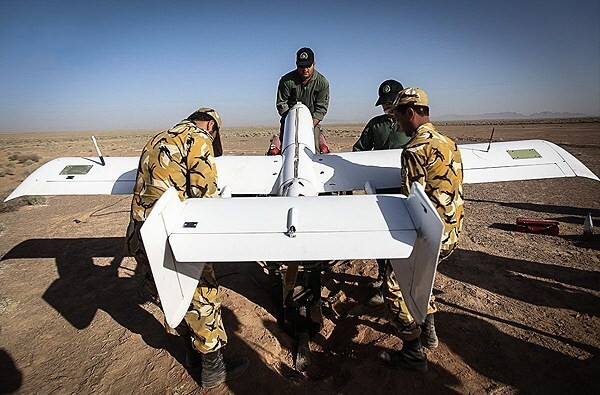
يقوم عسكريون إيرانيون بإعداد طائرة بدون طيار من طراز (Qods Mohajer-2) لإطلاقها خلال اليوم الثاني من تدريبات (بيت المقدس-26) التي أُقيمت في صحراء مرنجاب في محافظة أصفهان

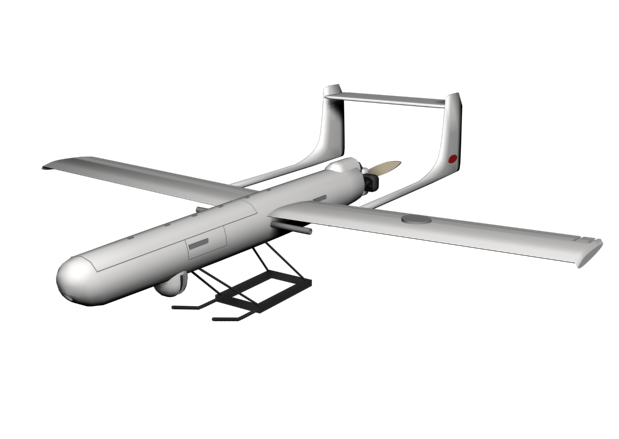
طائرة مهاجر 2 الإنتحارية الموجهة عن بعد

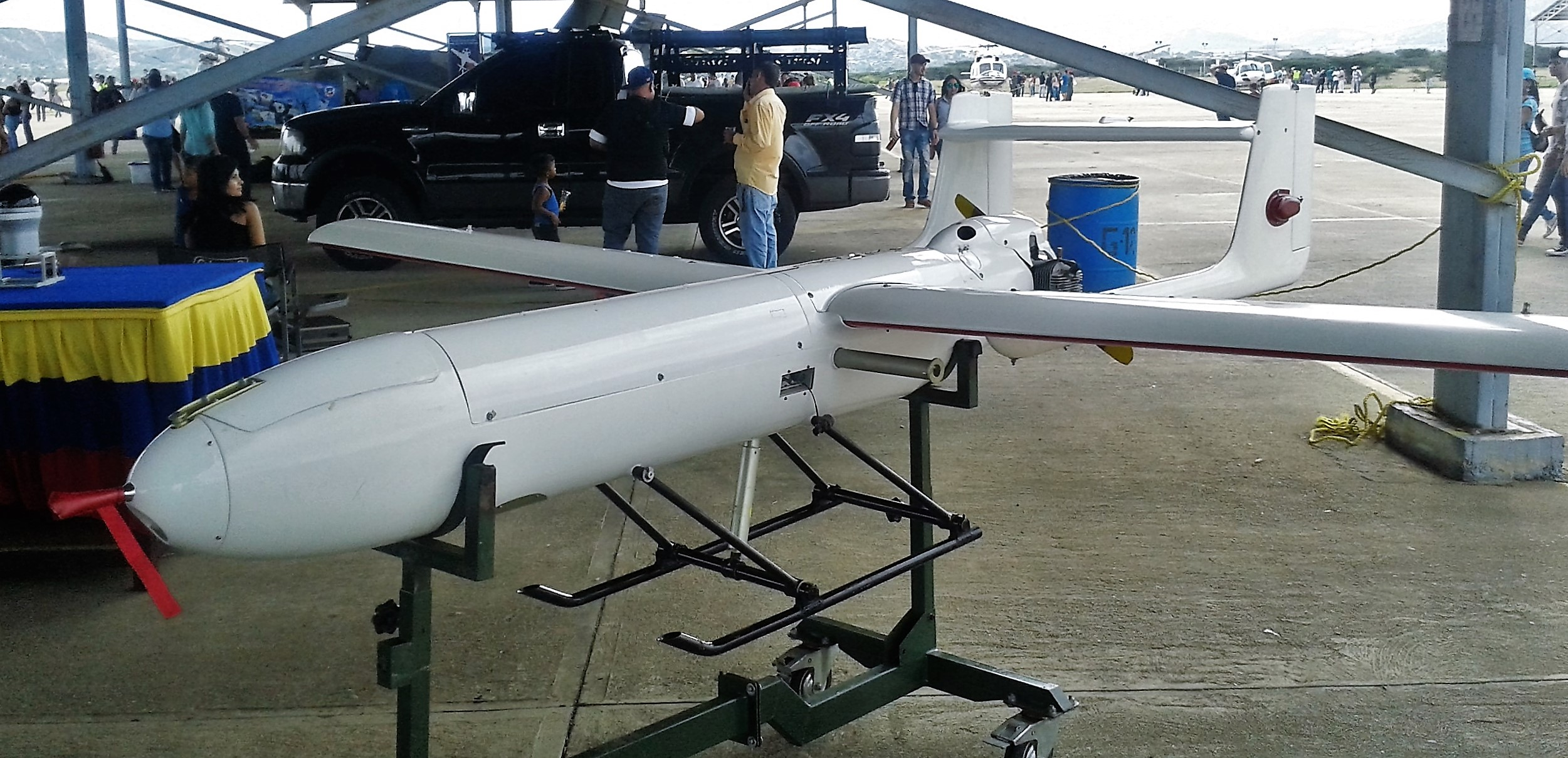
طائرة (SANT Arpía) الفنزويلية، هي نسخة من طائرة مهاجر 2 بترخيص من جمهورية إيران، والتي تم عرضها بمعرض الطيران (Balanda 2016)

مهاجر N-2: في عام 2014م، قدمت جمهورية إيران طراز جديد وهو (Mohajer-2N)، الذي يشترك في نفس التصميم مع طائرة (Mohajer-2)، ولكنه أدى إلى تحسن كبير في الأداء. تم في هذا الطراز الجديد، استبدال الإلكترونيات السابقة في طائرة مهاجر 2 بإصدارات أكثر حداثة. كما أن طائرة مهاجر N-2 تحتوي على خصائص طيران محسنة. يصل مدى (Mohajer-2N) إلى 150 كم، وسرعة الإنطلاق 180 كم في الساعة. وقدرة التحمل على الطيران لمدة 6 ساعات. ويُعتقد أن هذا يتم من خلال خزانات الوقود في الأجنحة جنباً إلى جنب مع التوفير في الوزن في أماكن أخرى. تحتوي طائرة (Mohajer-2N) على كاميرتين، واحدة للملاحة، والثانية تستخدم للمراقبة. بصورة عامة يتطابق طراز Mohajer-2N تقريباً مع Mohajer-2. وهو متميز بشكل أساسي بكونه أطول بمقدار 1 سم، وبطول جناحيه 2 سم، وكونه أثقل بخمسة كيلوغرامات. يمكن تزويد طائرة Mohajer-2N بمزلاقات هبوط من طراز Mohajer-2 أو بمعدات هبوط بعجلات.

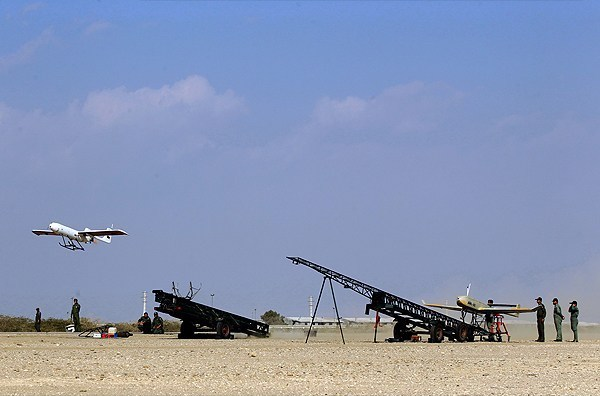
طائرة مهاجر 2-N أثناء الطيران

مهاجر 3: تم تصنيعها بعد طائرة مهاجر 2، وتُعتبَر مهاجر 3 من أقدم الطائرات التي تمتلكها إيران من هذا النسل، والتي تستطيع الطيران لمدة 90 دقيقة متواصلة وبسرعة 210 كيلومتر في الساعة، كما لديها القدرة على حمل 12 قذيفة (آر بي جي) يَزِنوا 30 كيلو غراماً.
مهاجر 4: هي طائرة قتالية وإستطلاعية لها القدرة على إجراء المسح الجوي بدقة وفعالية متناهية، وهي صالحة للإستخدام العسكري وغير العسكري، ولها قابلية كشف الأهداف وتحديدها على بعد 150 كيلومتر. ان سرعتها القصوى تصل إلى 200 كيلومتر بالساعة، وتستطيع التحليق لارتفاع يصل إلى 15000 قدم أي ما يقارب 4500 متر وهذا يشير إلى تحسين مستوى تحليق الطائرة بنسبة 36% مقارنةً بطائرتي مهاجر 2 و3. وهذه الطائرة مصنوعة أساساً من المواد المركبة، ذات الوزن الخفيف، والتي تتحمل الصدمات. كما أن بصمتها الرادارية ضئيلة نسبياً. وتُستَعاد الطائرة بواسطة زحافات بطنية، والتي تقلل من وزن الطائرة. في الواقع ان مهاجر 4 هي نسخة مطورة من مهاجر 2 و3 لاسيما في تغيير شكل الأجنحة حيث تم الاستفادة من أجنحة شبه منحرفة والتي تعزز من صلابة الأجنحة وتوسيع مساحتها مما يساعدها على سهولة الإقلاع وزيادة وزن تجهيزاتها. ويبلغ طول الطائرة مترين و87 سنتيمتر وارتفاعها الإجمالي متراً واحداً، إما باع جناحيها فأقل من أربعة أمتار بقليل. تتميز هذه الطائرة بامتلاكها جناحين غير مستدقين، مركبَين في وسط الهيكل. جسم الطائرة يشبه الصاروخ، ويحمل في الذيل محرك كباسي يولد 25 حصان، تؤازره مروحة دافعة، بشفرتَين. وللطائرة ذيل، يخرج من الجناحَين، على شكل ذراعَين ثنائيَين. وثمة زعنفتان، ودفتان، يصل بينهما سطح ذيلي أفقي. كما تم نصب الجناحين أسفل هيكل الطائرة لتقليل المقطع العرضي الراداري لها، كما وان شكل سطح الطائرة من الأمام يساعدها على سرعة وسهولة الإقلاع من المدرج جراء تقليل مقاومة الهواء. نظراً لمدى طيران هذه الطائرة فإنها تُدار بواسطة محطة القيادة التي تتواصل مع الطائرة عبر وصلة بيانات تَرسل المعلومات إلى نظام كمبيوتر يقَّيم موقف الطائرة عبر مراقبة المحركات والسرعة ومعدل إستهلاك الوقود ويعالج كل المعطيات الميدانية التي تقدمها الطائرة بالاستفادة من منظومة GPS. أي انها تدار بصورة شبه أوتوماتيكي أو أوتوماتيكي كامل. وتتمكن القيادة الأرضية إجراء تغييرات على مهمة الطائرة. حققت طائرة مهاجر 4 الأداء المطلوب باعتماد أجنحة حادة مما قلل من مقاومة الهواء والحد من إستهلاك الوقود، وبالتالي زيادة مدى الطيران. وجُهِزّت الطائرة مهاجر 4 بصاروخ أرض-جو من طراز الصواريخ المحمولة على الكتف، يوجه بالأشعة تحت الحمراء وهو صاروخ ميثاق-1 وله قابلية الإطلاق جو-جو ايضاً. كما وزُوِدَت الطائرة مهاجر 4 بنظام تحديد المواقع العالمي، الذي يعمل من خلال الأقمار الصناعية، وتحمل كاميرا تعمل بالأشعة تحت الحمراء إضافةً لمعالج رقمي، يسمح بإرسال الصور إلى مركز القيادة والتحكم في نفس وقت التقاط الصور. كما تحمل جهاز ترحيل الاتصالات اللاسلكية، وإعادة الإذاعة، كما تستطيع مواجهة الإجراءات الإلكترونية المضادة ECM. ان الطائرة مهاجر 4 صالحة للإستخدام العسكري وغير العسكري حيث يمكن لها ان تلعب دوراً كبيراً في مجالات الدفاع ومجالات تطوير البلد أيضاً. تقوم مهاجر-4 بتصوير المواقع عبر كامرتين الأولى في المقدمة (FLTV)، والثانية التي تختص بتصوير المواقع السفلى للطائرة وهي من طراز (DLTV). ان جمهورية إيران نجحت إلى حدٍ كبير في صناعة هذه الطائرة المسيرة. وبدأت إستخدامها منذ دخولها الخدمة داخل أراضيها، وبعد النجاح المتحقق في أدائها بدأت تستخدمها خارج حدودها، ونذكر هنا عدة دول تم استخدام طائرات مهاجر-4 فيها وهي:
- سوريا:

فقد أكدت مصادر غربية أن سوريا حصلت على طائرات مهاجر 4 بدون طيار، إيرانية الصنع. وقد تمكن بعض الهواة من التقاط صورة لهذه الطائرة فوق قرية كفر بطنا في ريف دمشق، وفق ما قاله موقع غربي متخصص نشر صوراً للطائرة. وأشار الموقع إلى أن تقنية هذه الطائرات تساعد وحدات الجيش السوري على إدارة مسرح العمليات ومطاردة المسلحين وتحديد أماكنهم من خلال التصوير والبث المباشر لتجمعاتهم أو الدخول إلى موجات إتصالاتهم.
- أفغانستان:

فقد تم استعمال مهاجر 4 خلال الحرب الأهلية في أفغانستان سنة 1990م، حيث تم الإبلاغ عن طائرات بدون طيار من نوع مهاجر 4 كانت جمهورية إيران قد أرسلتها لمراقبة الوضع على الحدود المضطربة.
- إسرائيل:

ففي 7 نوفمبر 2004م تم إستعمالها من قبل حزب الله الذي أرسل طائرة مهاجر 4 إلى شمال إسرائيل لمدة 5 دقائق. حيث دخلت الطائرة المجال الجوي الإسرائيلي بسرعة 100 عقدة وعلى ارتفاع حوالي 1000 قدم، وحلقت لفترة وجيزة فوق المدينة الساحلية نهاريا. ومن الفوائد الأخرى التي تعود على طهران من استخدام هذه الطائرة هو مراقبة الأساطيل الأمريكية والغربية المتواجدة في الخليج العربي. فقد نشر جهاز الحرس الثوري الإيراني سنة 2019م مشاهد عن رصد المدمرة الأمريكية (يو اس اس بوكسر). وتلك المشاهد إلتقطتها الطائرة المسيرة من طراز مهاجر-4. وعرضت العلاقات العامة للحرس الثوري مقاطع فيديو للمدمرة الأمريكية التي إلتقطتها الطائرة الإيرانية المسيرة مهاجر-4 وعادت سالمة إلی قاعدتها الجوية في جمهورية إيران.

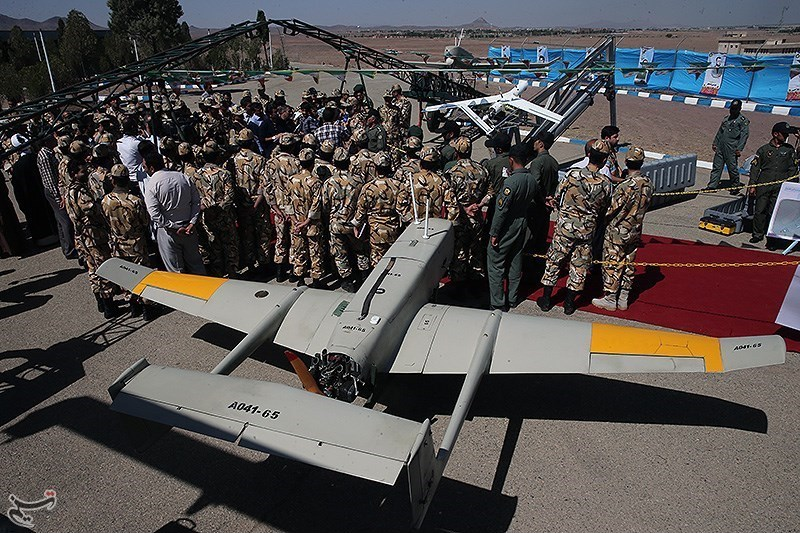
طائرة مهاجر 4، وهي الجيل الجديد من عائلة مهاجر المسيرة

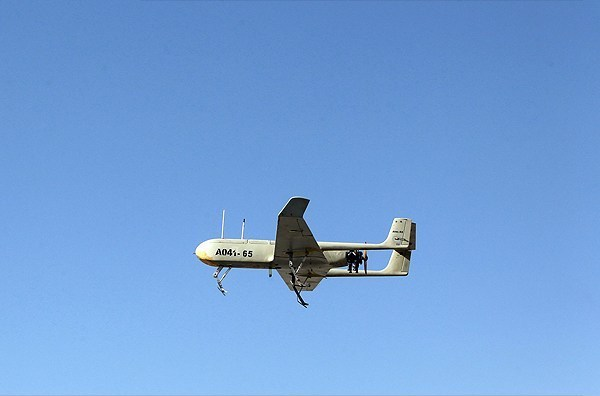
طائرة مهاجر 4 بدون طيار

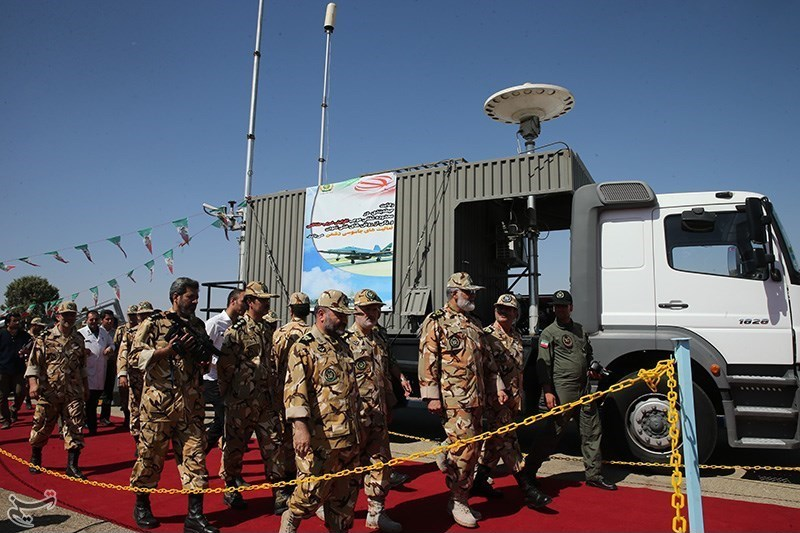
محطة مراقبة أرضية لمهاجر 4

مهاجر 4-B أو بهباد صادق 1: هو النموذج الجديد من طائرة مهاجر-4 وبحسب الصور والمعلومات التي نُشِرَت عن معرض الإنجازات الدفاعية لوزارة الدفاع الإيرانية تشير إلى ان الجيل الجديد من طائرة مهاجر- 4 بدون طيار يدعى بهباد (صادق-1) أو (مهاجر 4-B). والتي تُعتبَر نموذج إعتراضي مطور عن طائرة مهاجر 4. وقد تم الكشف عن بهباد صادق-1 في اليوم الثاني من إسبوع الدفاع المقدس وتم تجهيزها بصاروخين من طراز ميثاق-1 الإيرانية. يُعتبَر هذا الجيل الجديد، من الطائرات الاعتراضية المقاتلة بدون طيار. فقد تم تسليح طائرات مهاجر-4 بدون طيار الجديدة بصواريخ جو-جو والتي تُعتبَر من أول الطائرات الاعتراضية بدون طيار التي تملك إمكانية تنفيذ العمليات الهجومية ومواجهة الأهداف الجوية بكفاءة عالية. ان تصميم هيكل هذا البهباد الجديد يشير إلى تغيير في مقدمة الطائرة والقسم الخلفي لهيكل الطائرة بعد نصب أجنحتها مقارنةً مع طائرة مهاجر-4 بالإضافة إلى تغيير جانب المحرك. ومن التغييرات الأخرى التي طرأت على طائرة مهاجر-4 الجديدة، هي زيادة طفيفة في طول مقدمة الطائرة بعد نصب الأجنحة وكذلك تغييرات طفيفة في تصميم أقسام من ذيل الطائرة ومحل إتصالها بالأجنحة. ان إجراء تغييرات في شكل هيكل الطائرة، ساعد على تحسين انخفاض حرارة المحرك، تغيير شكل الهيكل عند أطراف المحرك وكذلك تغيير محل إتصال الذيل بالأجنحة وتغيير مكان نصب الأجنحة. كما وتم تغيير الموقع الرأسي لنصب الأجنحة، حيث تم نصب الأجنحة في الجيل الجديد من طائرة مهاجر-4 المسيرة في الوسط فيما النموذج الحالي يلاحظ بأن الأجنحة نُصِّبَت إلى الأسفل. ان هذه الميزة تساعد الطائرة على تخفيض سرعة طيرانها وبالتالي تمنحها فرصة أطول للإستطلاع. ان تغيير تصميم مقدمة الطائرة ساعد على الحد من مقاومة الهواء، كما تم حذف الزعانف الموجودة في نهاية أجنحة مهاجر-4 وفي المقابل تم توسيع مقدمة الأجنحة مما يعزز من إمكانيات التحليق في الجيل الجديد. كما وتم تزويد الجيل الجديد من طائرة مهاجر-4 بنموذج للصور الملتقطة (المسح التصويري). حيث يوجد في مقدمة الجيل الجديد بالإضافة إلى منظومة التصوير الجوي السفلي، كاميرا لأخذ الصور تم تركيبها في أسفل ومنتهى مقدمة الطائرة حيث تم نصبها على سكة ثابتة للإستطلاع، ولهذا يمكن القول ان الأجهزة التي تم تركيبها على الجيل الجديد من مهاجر-4 تزيد 50 كغم على الأقل من مهاجر-4 الاعتيادي.

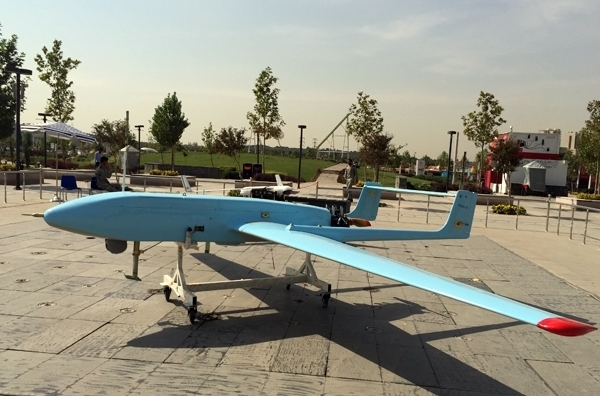
طائرة Mohajer-4B في أحد المعارض العسكرية في جمهورية إيران

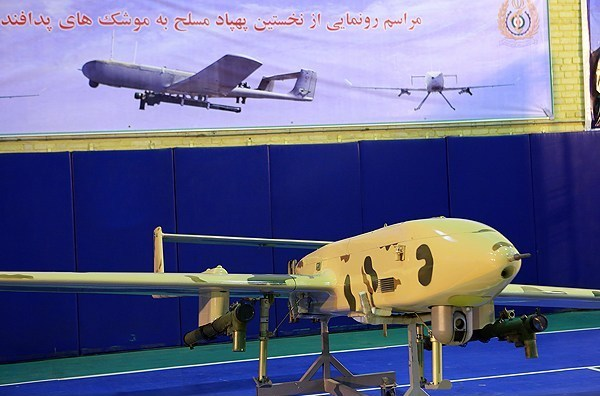
حفل الإعلان الرسمي عن طائرة مهاجر 4-B أو كما يطلق عليها صادق 1 في جمهورية إيران

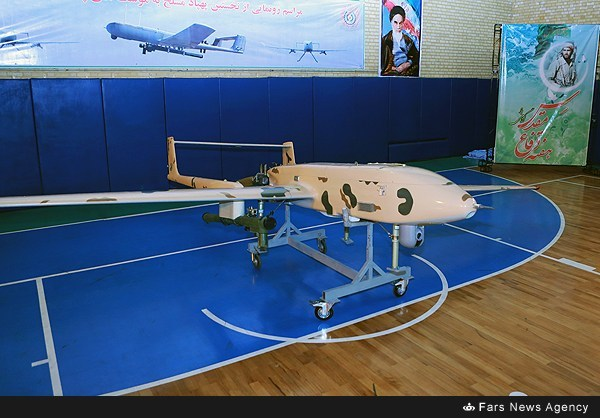
النموذج الجديد من طائرة مهاجر-4 والذي تعرف بمهاجر 4-B أو صادق

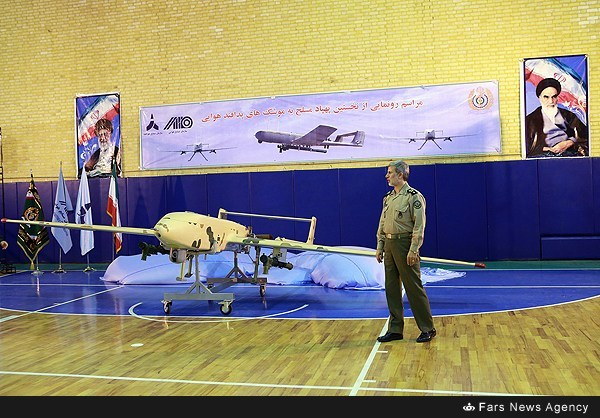
طائرة مهاجر 4-B

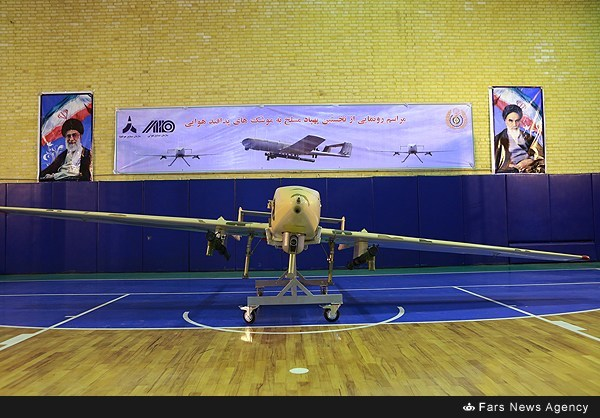
طائرة مهاجر 4-B

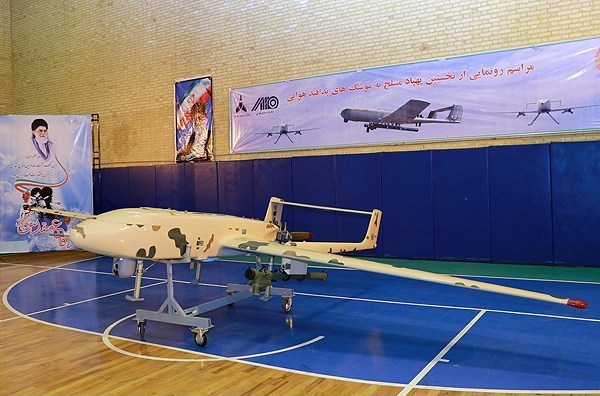
طائرة مهاجر 4-B

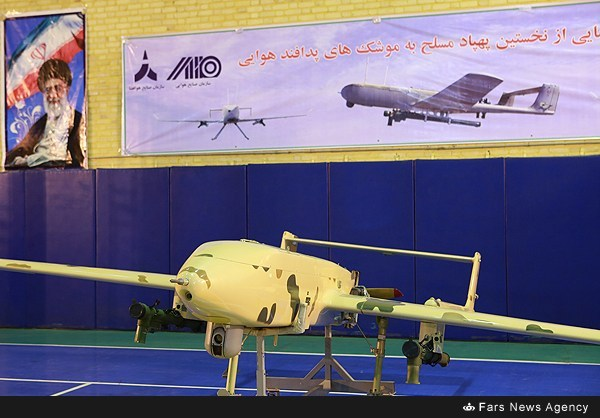
طائرة مهاجر 4-B

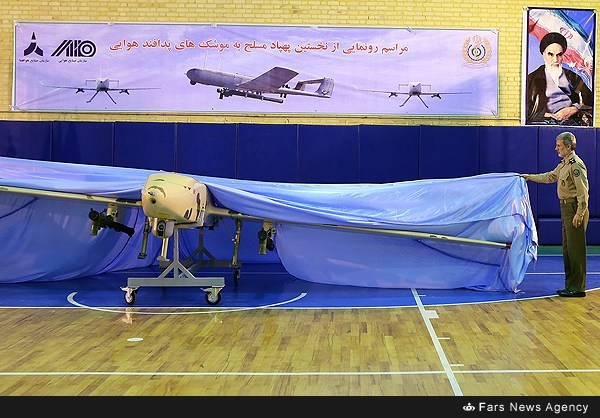
طائرة مهاجر 4-B

مهاجر 5: هي إحدى النماذج المطورة لعائلة طائرات مهاجر. والتي سبقت طائرة مهاجر 6 المسيرة. وتم استخدام هذه الطائرة الغير مأهولة وإسغلال إمكانياتها المتوفرة من قبل جمهورية إيران، وهو البلد المصَّنِع لهذه الطائرة والنماذج التي جاءت بعدها كطائرة مهاجر-6 ذات الإمكانات المتطورة.
مهاجر 6: هي طائرة مسيرة بدون طيار قتالية إيرانية الصنع والتصميم والتي تنتمي لعائلة طائرات مهاجر بدون طيار والمزودة بقنابل جوية ذكية دقيقة الإصابة. وتم كشف النقاب عن طائرة مهاجر-6 لأول مرة سنة 2017م ودخلت الإنتاج المتسلسل سنة 2018م وهي فئة أثقل من كل طائرات مهاجر السابقة، حيث تزن 600 كغ. ويبلغ طولها 5.67 متر وعرض أجنحتها 10 متر. ويمكنها البقاء في الجو حتى 12 ساعة متواصلة وسرعتها 200 كيلومتر في الساعة ومداها عن محطة التحكم 200 كيلومتر، ويمكن أن يصل مداها إلى 2000 كيلومتر (هذا المدى في حال تم تزويد الطائرة بإتصال بالأقمار الصناعية). اما سقف ارتفاعها فيصل حتى 5500 متر تقريباً، ويمكنها حمل وزن حتى 40 كغ (حمولة من الأسلحة عدا حمولة الكاميرات). ان هذه الطائرة المسيرة تمنح القوات المسلحة قدرة القيام بمهام الإستطلاع والمراقبة والقتال بنطاق عملياتي واسع واستمرار التحليق لفترة طويلة. ومن قدرات هذه الطائرة المسيرة ايضاً إرسال المعلومات مباشرةً وعلى مدار الساعة إلى مراكز القيادة والتحكم وتوفير المراقبة الإستخبارية الواسعة لمحيط العمليات. فهي قادرة على أداء مهامها في مختلف الظروف والأجواء أثناء العمليات العسكرية. الدقة العالية لهذه الطائرة المسيرة تعود إلى المعدات الوطنية الجيدة والتي تشتمل على المحركات المتميزة وأنظمة الاستشعار وآلية التحليق والهبوط والتي تتعرض من خلالها أكثر الطائرات المسيرة للتهديد والخطر. بالإضافة إلى قيام طائرة مهاجر 6 بمهام استطلاعية وعسكرية ضمن مساحة واسعة وبشكل مستدام، واستمرار التحليق لفترة طويلة فهي قادرة ايضاً على حمل عدداً من القنابل الجوية حيث تم تزويدها بقنابل قائم الذكية والنقطوية وبذلك تُعتبَر هذه الطائرة أحد الإنجازات الهامة للصناعة الدفاعية. بالإضافة إلى ذلك تستطيع النسخة السادسة من طائرات مهاجر حمل أنواع مختلفة من حمولات المراقبة والاستطلاع والقتال، حيث يمكن لها توفير إمكانية المراقبة الجوية الطويلة وتدمير الأهداف المختلفة بدقة عالية. فالقنابل الجوية الذكية التي تحملها هذه الطائرة قادرة على إصابة الأهداف الثابتة والمتحركة بشكل قائم وفي أي ساعة من الليل والنهار وإنها قادرة على الإستهداف والنفوذ في أنواع التحصينات. من ناحية أخرى صَمّمَت الصناعات الدفاعية الإيرانية نظاماً آلياً لمدفعية الهاون يمنح آمر هذه القطعة الحربية إمكانية إصلاح زاوية إطلاق مدفعه التي تتغير جراء الاهتزازات عن بعد الأمر الذي يسهل عليه تنفيذ رمايات نارية دقيقة على مواقع العدو. ويتم تركيب أقسام هذا النظام الآلي على جهاز هلال المرافيع التابع للسلاح وقسمي زاوية الإطلاق واتجاه المدفع فيما يتم التحكم به عن بعد بوساطة لوحة. اما بالنسبة لكشف النقاب عنها فتم ذلك من قبل وزارة الدفاع الإيرانية، عن إنتاجها هذه الطائرة المسيرة والمزودة بقنابل قائم الذكية وتم ذلك بالتزامن مع اليوم الخامس من عشرة الفجر، وعلى أعتاب الدخول في الذكرى الأربعين للثورة الإيرانية. بالإضافة إلى افتتاح خط إنتاج ضخم لطائرات مهاجر 6.

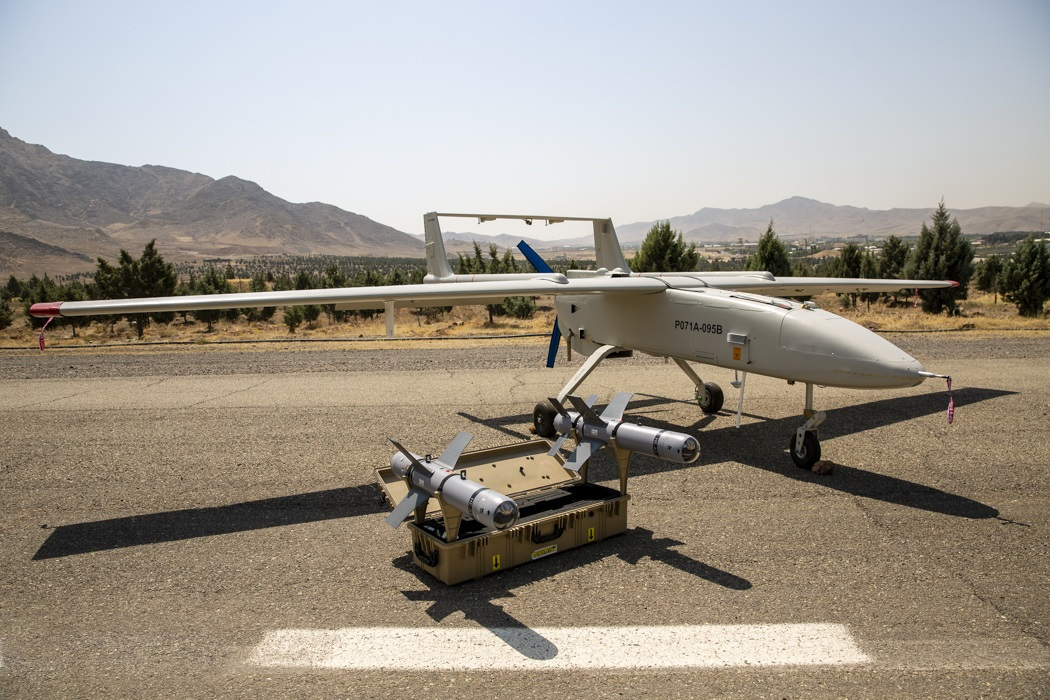
طائرة مهاجر 6 بدون طيار، إلى جانب قنبلتان انزلاقيتان من طراز قائم، خلال حفل تسليم معدات جديدة إلى القوة البرية التابعة للحرس الثوري الإيراني

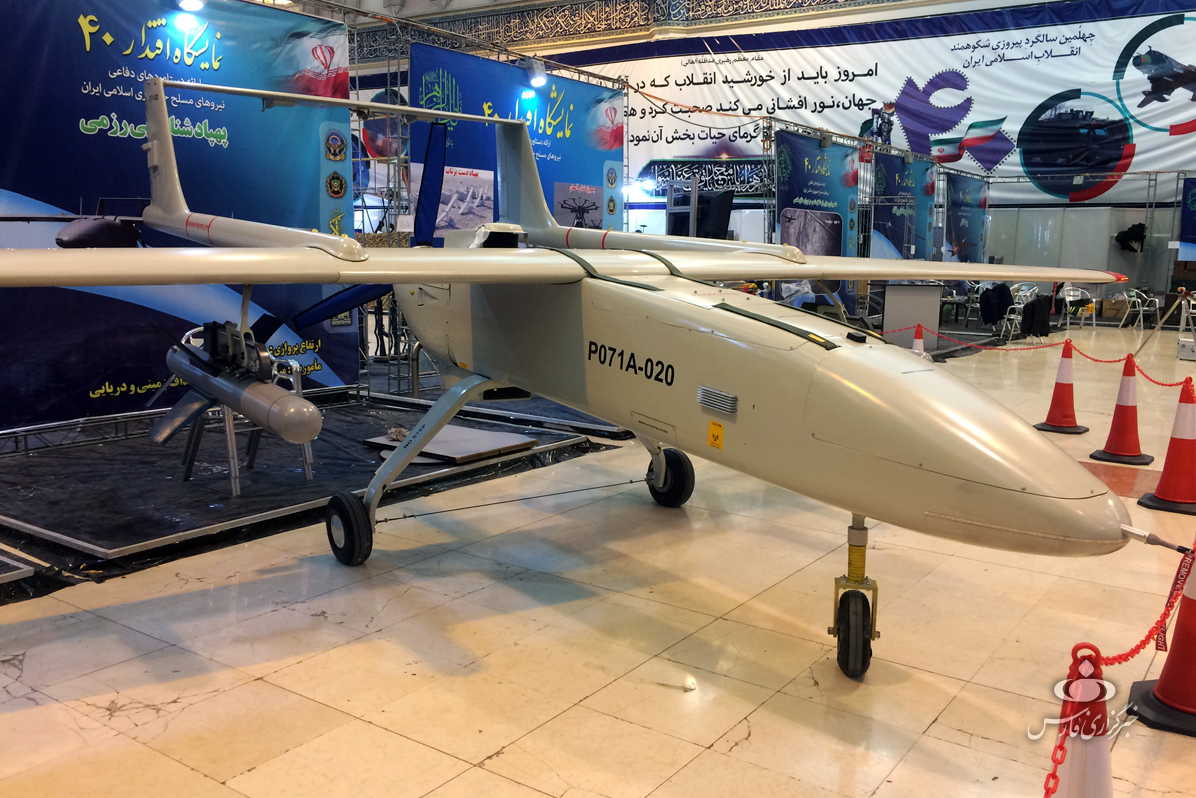
طائرة مهاجر 6 بدون طيار برقم تسلسلي (P071A-020)، خلال عرضها بمعرض إقتدار 40 الدفاعي في العاصمة طهران

مهاجر 10: (بالإنجليزية: MoHajjer-10) هي طائرة بدون طيار قتالية تكتيكية إيرانية الصنع.

 تَستَخدِم محرك مكبسي ذو 3 شفرات وقوة 115 حصاناً. تم الكشف عنها في عام 2023م. وتُعَد هذه الطائرة، هي النسخة المتطورة من مسيرة (مهاجر 6). فتعتبر الأحدث في سلسلة الطائرات بدون طيار من طراز (مهاجر) محلية الصنع. أما (طائرات مهاجر 7 و 9 فهي قيد الإنشاء). وتندرج مهاجر-10 في فئة الطائرات المسيّرة القتالية التكتيكية، وهي مصنّعة من قبل (شركة القدس لصناعة الطيران) التابعة للصناعات الجوية للقوات المسلحة الإيرانية، بناءً على الإعلان عن احتياجات القوات المسلحة، وخاصةً القوات البرية والبحرية التابعة لحرس الثورة والقوات البرية للجيش الإيراني. أعلنت جمهورية إيران يوم الثلاثاء 22/ 8/ 2023م، وبمناسبة يوم الصناعة الدفاعية في إيران. عن طائرتها الجديدة بدون طيار، وأطلقت عليها إسم (مهاجر-10). جاء كشف النقاب عن هذه الطائرة المتطورة بواسطة وزارة الدفاع الإيرانية إلى جانب إنضمام صاروخي (خرمشهر وقاسم سليماني) الباليستيين إلى القوات المسلحة الإيرانية والقوات الجوية التابعة للحرس الثوري الإيراني. وشارك الرئيس الإيراني إبراهيم رئيسي إلى جانب وزير الدفاع الإيراني العميد محمد رضا آشتياني، وقائد القوات الجوية في الحرس الثوري العميد علي حاجي زاده في مراسم يوم الصناعة الدفاعية في جمهورية إيران. يُذكَر أنّ وزارة الدفاع الإيرانية أزاحت الستار أيضاً، يوم الثلاثاء 22/ 8/ 2023م، عن قنبلتي (آرمان 1) و(آرمان 2)، في معرض المعدّات الدفاعية 1402، جنباً إلى جنب مع طائرة مهاجر 10 المُسيّرة، والتي تستطيع حمل هاتين القنبلتين. يبلغ النطاق التشغيلي للمسيرة الإيرانية الجديدة مهاجر-10، بناءً على الإتصالات عبر الأقمار الصناعية، 2000 كيلومتر (1240 ميلاً)، من دون الحاجة إلى وجود طيار، مما يعني إمكان وصولها إلى إسرائيل. وتتمتع هذه الطائرة بقدرات خاصة، بحيث تتمكن من التحليق على إرتفاع نحو 7 كيلومترات لمدة 24 ساعة متواصلة. كما يمكنها حمل ما يصل إلى 300 كيلوغرام من الصواريخ والقنابل، وتصل سرعتها إلى 210 كم/ ساعة، وتبلغ سعة الوقود القصوى 450 لتراً. ان هذه المسيرة قادرة على حمل القنابل ومجهزة بمعدات الحرب الإلكترونية ورصد المعلومات. وأكد مراقبون أن مهاجر-10 الجديدة لا تشبه أي من المسيرات الإيرانية التي كشفت طهران عنها سابقاً. تتسلح طائرة مهاجر 10 بأسلحة متنوعة، وهذه الأسلحة المتنوعة التي تستطيع مهاجر 10 أن تحملها، توفر لمشغلها إمكانية تجهيزها بأسلحة مختلفة حسب الموقع المعادي الذي سيتم استهدافه ومعداته، لتكون هذه الطائرة قادرة على مواجهة مختلف الأهداف. وعلى هذا الأساس يمكن تسليح طائرة مهاجر 10 الإيرانية محلية الصنع بجميع أنواع الذخائر والقنابل مثل قنابل (قائم والماس ودستواره)، كما أنها مجهزة بأنظمة الحرب الإلكترونية.

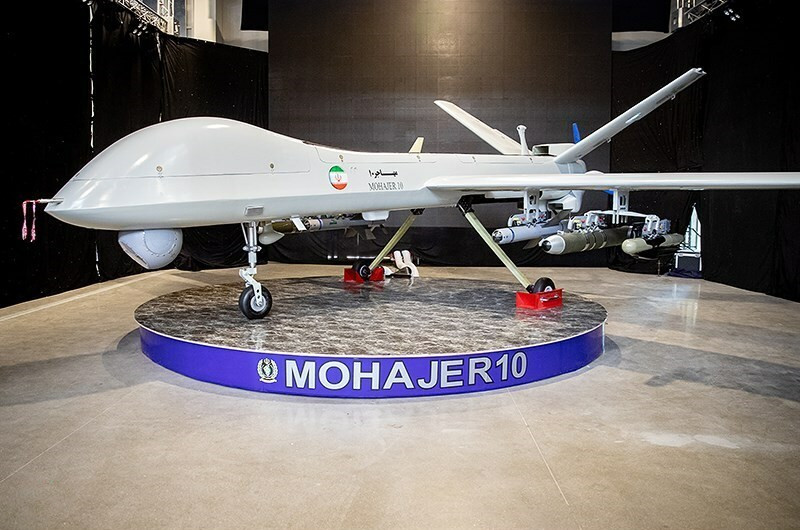
عرض طائرة مهاجر 10 بمناسبة الإعلان الرسمي عنها سنة 2023م

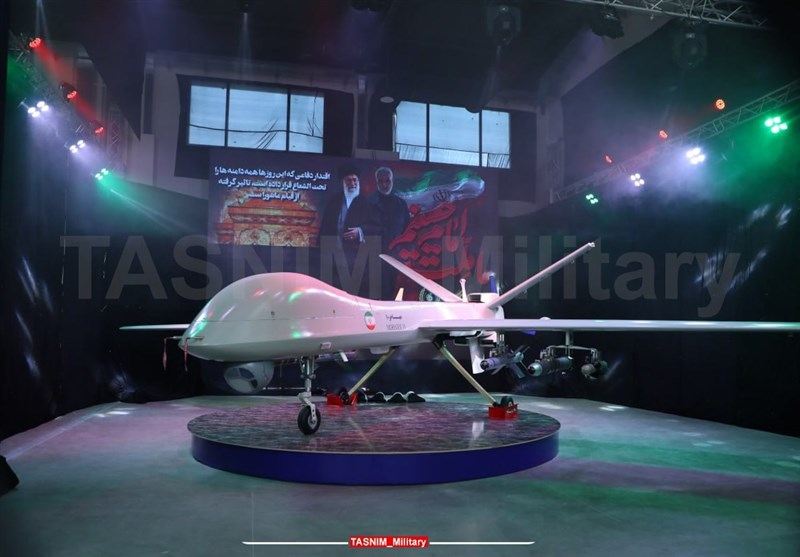
طائرة مهاجر-10 بمناسبة الإعلان الرسمي عنها

مهاجر B: هي إحدى نماذج عائلة مهاجر المتطورة والتي تم صناعتها للإستطلاع والتصوير والقتال ولإجراء الخطط التكتيكية والميدانية ودخلت الخدمة في جمهورية إيران بعد إنتاجها بالتعاون مع وزارة الدفاع الإيرانية. وقد تم تنظيم إستعراض عسكري سنة 2013م في جمهورية إيران للقوات المسلحة بمناسبة يوم الجيش بحضور الرئيس السابق محمود أحمدي نجاد وكبار قادة الجيش والحرس الثوري في إيران. وتضمن الإستعراض الكشف عن جيل جديد من الطائرات بدون طيار من طراز (حازم 3) و (مهاجر B).

## عائلة طائرات شاهد
شاهد 149 أو غزة: هي طائرة مقاتلة بدون طيار بعيدة المدى إيرانية الصنع والتصميم. تنتمي هذه الطائرة لعائلة طائرات شاهد بدون طيار الإيرانية. تم الإعلان الرسمي عنها سنة 2021م، وذلك من قِبَل الحرس الثوري الإيراني. هذه الطائرة المسيرة تتمتع ببدن عريض وثقيل ويمكن إستخدامها في مهام قتالية ومراقبة واستطلاع مختلفة. كما يمكن إستخدامها في عمليات البحث والإنقاذ وجهود الإغاثة بعد الكوارث الطبيعية والحوادث. ان طائرة غزة الإستراتيجية تتمتع بمدى تشغيلي يصل إلى 2000 كيلومتر، والتحليق على إرتفاع يزيد عن 10 آلاف متر، بسرعة 350 كيلومتر في الساعة. وتغطي دائرة نصف قطرها 500 كيلومتر في مهام الإستطلاع والمراقبة الإستخباراتية، وهي قادرة على حمل 13 قنبلة في المهمات العملياتية، و500 كيلوغرام من المعدات. كما ولها القدرة على التحليق 35 ألف قدم مع رحلة طيران مدتها 35 ساعة. في عام 2022م تم إجراء إختبارات ناجحة لطائرة غزة المسيرة. حيث أصبحت جاهزة للإنضمام إلى أسطول الطائرات المسيرة في جمهورية إيران. يذكر أن الحرس الثوري الإيراني هو من قام بتلك الإختبارات الناجحة للوقوف على جاهزية هذه الطائرة. وأوضحت وكالة تسنيم الدولية للأنباء، أنه "تم تنفيذ إختبارات طيران غزة دون طيار بنجاح في الأيام الأخيرة"، مشيرةً إلى أن هذه الطائرة تعمل دون طيار بكامل طاقتها. وأضافت أنه "يمكن إستخدامها في مجموعة متنوعة من مهام الإستطلاع والقتال.

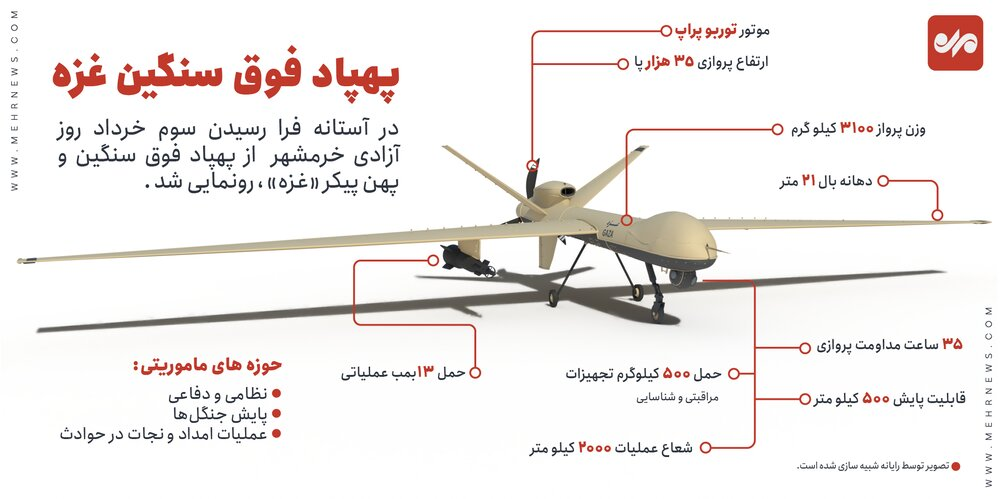
رسم بياني يوضح بالتفصيل خصائص ومميزات طائرة شاهد 149 أو كما يطلق عليها غزة

صورة إعلانية لطائرة شاهد 149، أو كما يطلق عليها غزة

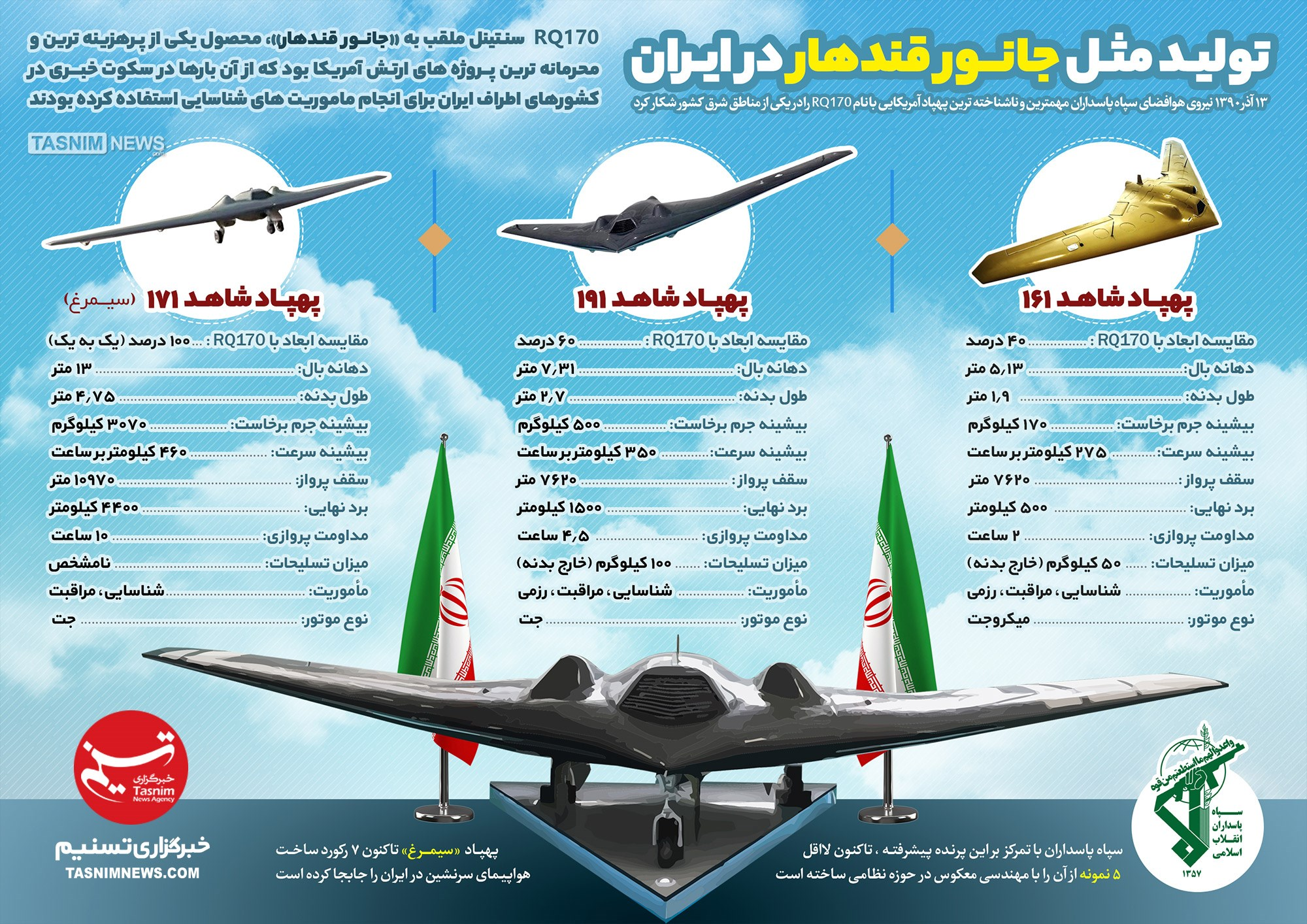
انفوجرافيك عن طائرات شاهد بدون طيار إيرانية الصنع

نموذج جديد لشاهد 149: أعلنت جمهورية إيران عن نموذج جديد لطائرة شاهد 149 أكثر تطوراً. حيث تتمتع هذه المسيرة بقدرة على التحليق تصل لأكثر من 35 ساعة على مسافة 7000 كيلومتر خلال طلعة واحدة. ويأتي الإعلان عن هذا النموذج الجديد بعد ان كشف الحرس الثوري الإيراني عام 2023م عن نموذج محدث من طائرات مسيرة من طراز (شاهد-149) أو كما يُطلَق عليها غزة. وقد جرى عرض المسيرات في القاعدة الجوية العسكرية بالقرب من مدينة كاشان بمحافظة أصفهان الإيرانية. وقد تم تزويد المسيرة بنظام هبوط جديد، ومركز تعليق مصمم لحمل معدات وأسلحة.
شاهد 147: هي طائرة تجسس بدون طيار مطورة. تعمل بمحرك توربيني. تنتمي لعائلة طائرات شاهد الإيرانية الشهيرة. أعلنت القوة الجو فضائية التابعة لحرس الثورة في جمهورية إيران عن Shaed-147، يوم الأحد 19 تشرين الثاني/ نوفمبر 2023م. وذلك خلال زيارة قام بها القائد العام للقوات المسلحة الإيرانية آية الله علي خامنئي إلى معرض إنجازات القوات الجوية التابعة للحرس الثوري في جامعة عاشوراء لعلوم وتكنولوجيا الفضاء. تمتاز هذه المسيَّرة بجسم عريض، كما يبلغ طول جناحيها 26 متراً، ويمكنها الطيران على إرتفاع يصل إلى 60 ألف قدم، وتستطيع راداراتها استكشاف أكثر من 1000 كيلومتر. كما أنها تشتمل على أحدث التقنيات، لا سيما رادار الفتحة الاصطناعية (SAR)، مما يعزز قدرات المراقبة إلى مستويات غير مسبوقة. حيث تعمل طائرة شاهد-147 على ارتفاعات عالية لفترات طويلة، ولها قدرات في مراقبة مناطق شاسعة، مما يجعلها رصيداً هائلاً في المراقبة وجمع المعلومات الاستخبارية. يؤدي دمج رادار الفتحة الاصطناعية إلى تضخيم قدرات طائرة شاهد-147، مما يسمح لها بتوليد صور عالية الدقة حتى في الظروف الجوية الصعبة. وتعزز هذه الميزة المتطورة مكانتها كلاعب رئيسي في أسطول طائرات التجسس بدون طيار في جمهورية إيران في المستقبل. ويؤكد الكشف عن هذه الطائرة بدون طيار المتقدمة إلتزام إيران بتعزيز قدراتها في الاستطلاع الجوي.
شاهد 121: (بالإنجليزية: Shahed 121 UAV) هي منتج تم تصميمه وبناؤه في مركز أبحاث الطائرات بدون طيار التابع لمنظمة جهاد الاكتفاء الذاتي للحرس الثوري الإيراني. فهي طائرة استطلاع بدون طيار إيرانية الصنع. ولها القدرة على حمل وإطلاق صواريخ من نوع (Sadid-1 PGM) إيرانية الصنع. تنتمي هذه الطائرة المسيرة لعائلة طائرات شاهد بدون طيار. وهي تتبع بدورها لسلاح الجو في الحرس الثوري الإيراني. تبلغ سرعتها القصوى 180 كيلومتر في الساعة، اما مدة تحليقها فتبلغ 10 ساعات ونصف، وتم ترقية السرعة الخاصة بها عام 2018م لتبلغ 20 ساعة تحليق مستمرة. قطر تشغيلها يبلغ 700 كيلومتر. ويمكنها أيضاً حمل حمولة تزن 30 كيلوجراماً. يرجع تأريخ طائرة شاهد 121 الإيرانية المسيرة إلى عام 2010م. حيث تم تصنيع الطائرة المسيرة شاهد-121 في تلك السنة. ودخلت في العام التالي أي في 2011م ساحة العمليات والدورية البحرية وتم تسجيل أول تحليق ليلي لها. وفي العام 2015م شاركت هذه الطائرة المسيرة في جبهة المقاومة، وتم تزويدها بقنابل موجهة ونظام ملاحة جوي (INS). وهوائي فضائي وإمكانية إرسال الصور مباشرةً. اما في العام 2017م نجحت في التحليق بطيار آلي وإمكانية التحليق والهبوط الذاتي. في 12 يناير/ كانون الثاني عام 2016م، حلقت طائرة شاهد 121 فوق حاملة الطائرات الأمريكية هاري ترومان. في واقعة هي الأولى من نوعها منذ عام 2014م. كما واقتربت من حاملة الطائرات الفرنسية شارل ديغول. حيث أرسل الفرنسيون مروحية لمراقبة الطائرة بدون طيار. ومن الواضح أنها صدمت الفرقاطة الفرنسية (FS Provence) و(USS Bulkeley). وقال الجيش الأميركي إن طائرة إيرانية مسيّرة غير مسلحة، حلقت مباشرةً فوق حاملة طائرات أميركية تعمل في المياه الدولية بالخليج العربي. ووفقاً لمقطع فيديو وتقرير حصلت عليهما وكالة (الأسوشيتد برس)، من البحرية الأمريكية، فإن الواقعة حدثت على بعد 89 ميلاً بحرياً من مدينة بوشهر الساحلية الإيرانية. وقال الجيش الأميركي إن طائرة إيرانية مسيّرة غير مسلحة، حلقت مباشرةً فوق حاملة طائرات أميركية تعمل في المياه الدولية بالخليج العربي. وأكدت المتحدثة باسم البحرية الأميركية الضابطة نيكول شويغمان في بيان "أن الطائرة اتجهت في البداية صوب حاملة الطائرات الفرنسية شارل ديغول، ثم حلقت مباشرةً فوق حاملة الطائرات الأميركية هاري ترومان، وفق ما أفادت به وكالة رويترز".

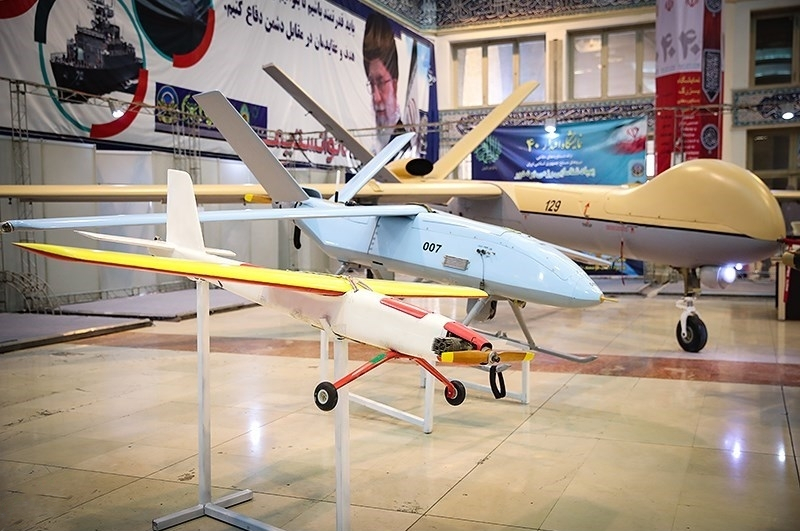
عرض طائرات شاهد 121 وشاهد 129 بالإضافة إلى طائرة بدون طيار مجهولة الهوية، وذلك في معرض إقتدار 40 في العاصمة الإيرانية طهران. وتظهر طائرة شاهد121 باللون الأزرق

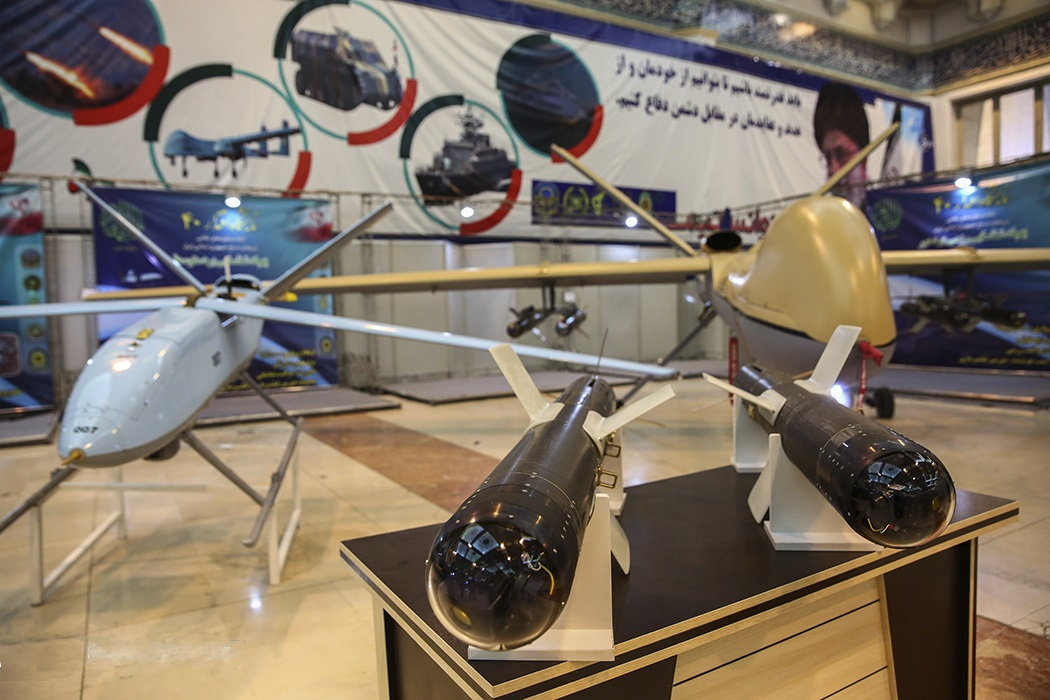
طائرة شاهد 121 بدون طيار على اليسار، وطائرة شاهد 129 بدون طيار على اليمين، وقنبلتان من طراز سديد 345 (AKA Sadid-345) في المقدمة. وذلك بمعرض إقتدار 40 للدفاع في العاصمة طهران

شاهد 136: هي طائرة مسيرة إنتحارية إيرانية الصنع تنتمي لعائلة طائرات شاهد بدون طيار. إن شاهد_136 قادرة على حمل رأس حربي، أو 50 كيلو من المتفجرات، وبالتالي يمكنها استهداف مواقع إستراتيجية أو منشآت بنية تحتية حيوية مثل المطارات أو منصات إنتاج الغاز أو المصانع أو غيرها من الأهداف. يقُدِّر نطاق طيران شاهد-136 ما بين 970-1500 كيلومتر (600-930 ميل)، لمدى يصل إلى 2000-2500 كيلومتر (1200–1600 ميل). ويبلغ طول الطائرة 3.5 متر (11 قدماً)، وطول جناحيها 2.5 متراً (8.2 قدماً)، وتطير بسرعة تزيد عن 185 كيلومتراً في الساعة (115 ميلاً في الساعة)، وتزن حوالي 200 كيلوجرام (440 رطلاً). وبحسب ما ذكرت صحيفة نيويورك تايمز الأميركية، فإن شاهد-136 الإيرانية تغوص نحو هدفها وتنفجر عند الاصطدام به. لهذه الطائرة جناح مثلثي، ويحمل رأساً حربياً يبلغ وزنه حوالي 80 رطلاً ويتم إطلاقه من مؤخرة الطائرة. وتحظى هذه الطائرة بحضور متزايد في أتون الحرب الروسية الأوكرانية، فالتقارير تشير إلى أن إيران زودت روسيا بأعداد كبيرة من هذه الطائرة التي يصعب التصدي لها، والتي تتسبب في دمار كبير عند إصابتها أهدافها. ومنذ أيلول/ سبتمبر 2022م إستخدمت روسيا هذا النوع من الطائرات في موجات لشل البنية التحتية الحيوية لأوكرانيا.

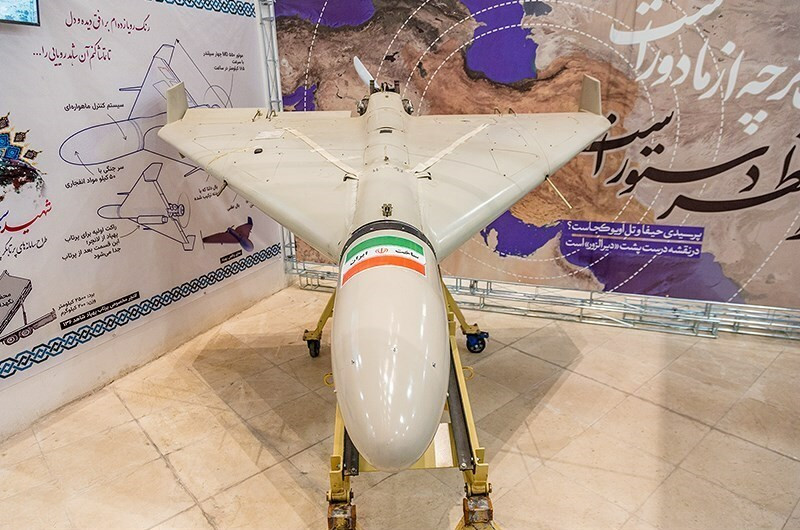
عرض طائرة شاهد 136 بدون طيار في أحد المعارض

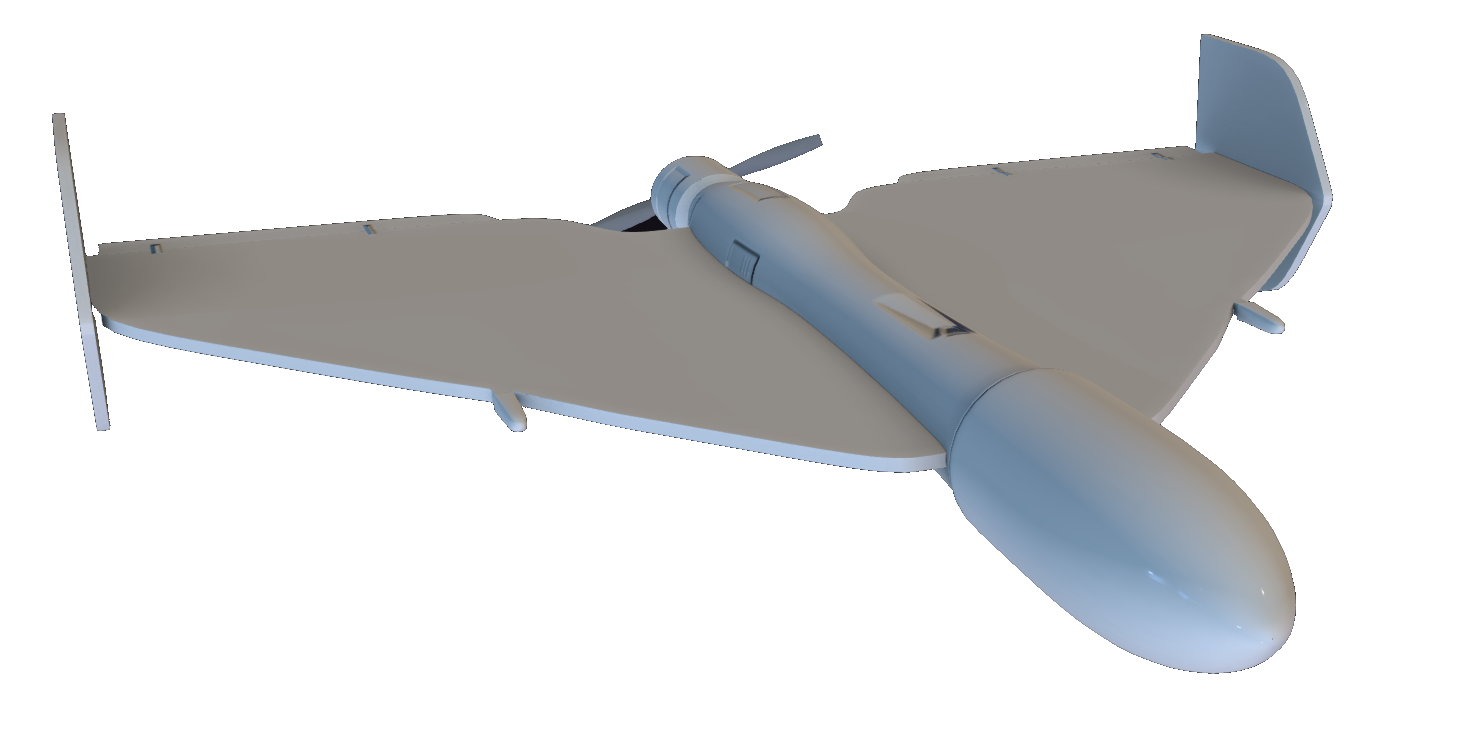
نموذج توضيحي لطائرة شاهد 136

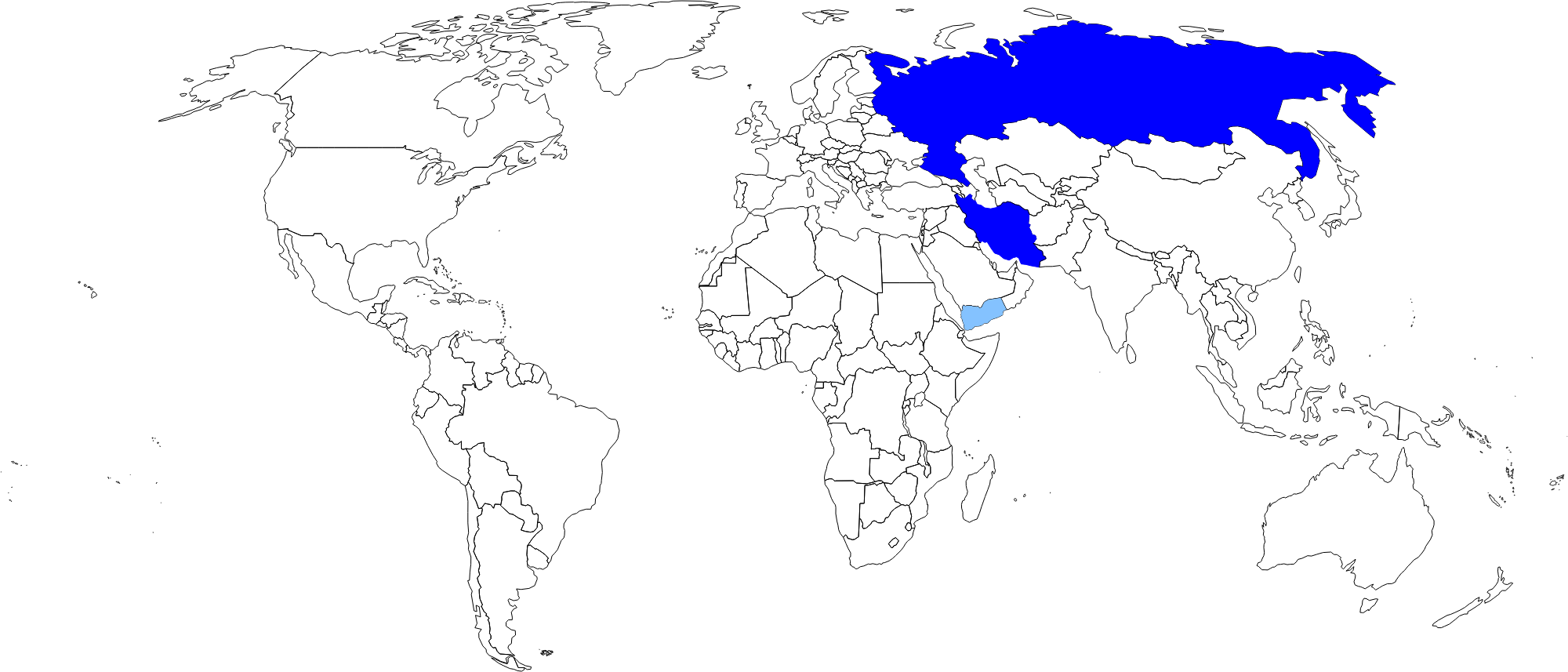
خريطة توضح مشغلي طائرة شاهد 136. اللون الأزرق المشغلون غير الحكوميين كالحوثيين في اليمن، اما اللون الأزرق الداكن يمثل الدول التي تشغل شاهد -136 كجمهورية إيران وروسيا

شاهد 131: هي مركبة جوية قتالية بدون طيار إيرانية من نوع كاميكازي. تُعرف أيضاً بإسم (الذخيرة المتسكعة)، والتي أصبحت معروفة على نطاق واسع في سنة 2022م أثناء الحرب الروسية الأوكرانية. تعمل هذه الطائرة بمحرك (Wankel) من طراز (Shahed-783/788). يزن رأسها الحربي 15 كيلوغراماً ومداها أكثر من 900 كيلومتر. وتشير بعض التقارير إلى أن مداها 1000 كيلومتر. وتعتبر نسخة أصغر من (شاهد–136). وقد إستخدمت روسيا بشكل متكرر وفي نطاق واسع الطائرات الإيرانية بدون طيار من طراز (شاهد 131) في حربها على أوكرانيا. حيث بإمكان جمهورية إيران توفير مجموعة متنوعة من الطائرات المسيّرة المتعددة الأغراض لروسيا.
شاهد 123: هي عبارة عن طائرة مسيرة بدون طيار إيرانية الصنع والتي سبقت طائرة شاهد-129 التي تُعَد إحدى أكبر الطائرات الغير مأهولة التي تمتلكها جمهورية إيران. وطائرة شاهد 123 أكبر مدى بكثير من بعض طائرات مهاجر. فمداها يصل إلى حوالي 750 كيلومتر وهي تصل إلى ارتفاع أعلى، فهي تستطيع الطيران حتى 7500 متر. كذلك تتحدث المصادر الإيرانية عن سرعة تصل حتى 700 كيلومتر في الساعة. وكما العادة في الطائرات الإيرانية تحمل هذه الطائرة مجموعة من التجهيزات البصرية التي تسمح لها بالتصوير وإجراء المراقبة البصرية. وتُعتبَر (شاهد 123) من أوائل الطائرات من دون طيار التي تنتجها شركة (HESA) الإيرانية الرائدة في صناعة الطائرات، وهي كذلك من أقل الطائرات إنتاجاً، حيث تُعتبَر مجرد خطوة تلاها ظهور أكبر طائرة مسيرة لدى جمهورية إيران والمسماة شاهد 129 والتي تم مشاهدتها بكثرة في سوريا. وقد خدمة هذه الطائرة المسيرة في سوريا سوءاً من قِبَل جمهورية إيران أو الدولة السورية ولكنها تُعتبَر نادرة الظهور في تلك الدولة بل تكاد تكون شبه معدومة الظهور، بسبب استخدام الجيل الأحدث منها لدى الدولة السورية وإيران والمعروفة (بشاهد 129). وقد شاركة سنة 2019م نسخة جديدة من الطائرات دون طيار Shahed-123 في تدريبات لوحدات الطائرات المسيرة المقاتلة التابعة للقوات الجوفضائية التابعة للحرس الثوري في الخليج العربي. ونُشِرَ فيديو عن هذا الحدث على الإنترنت. وقال الخبير العسكري يوري ليامين، شاركت نحو 50 طائرة هجومية من مختلف الأنواع في المناورات، وهاجمت أهدافاً باستخدام قنابل جوية موجهة، وفقاً لصحيفة روسيسكايا جازيتا الروسية. والطائرات المسيرة وكذلك الأسلحة التي تم إستخدامها هي من منتجات المجمع الصناعي العسكري الإيراني. وجذبت الطائرات دون طيار المصنوعة وفقاً لمخطط (الجناح الطائر) أكبر قدر من الاهتمام. وشاركت في التدريبات أيضاً طائرة Shahed-129، التي تحمل القنابل الجوية Sadid، والتي إستُخدِمَت مراراً في سوريا.
شاهد 126: تُستَخدَم هذه الطائرة في عمليات الاستطلاع وتوجيه الضربات الجوية للأهداف من الجو. وهي واحدة من أكثر الطائرات دون طيار قوةً في القوات الإيرانية. وهي قريبة في مظهرها من الطائرة الأمريكية (RQ-1 / MQ-1" Predator) كان أول إطلاق لها في عام 2012م. ان مدة الطيران والمسافة المقطوعة لطائرة شاهد-126 هي 24 ساعة، ويمكنها قطع مسافة 1700 كيلومتر. وبإمكانها أن تحمل 4 صواريخ من نوع (Sadid-345)، وتبلغ حمولة الطائرة 400 كيلوغرام. بالإضافة إلى ذلك تتميز هذه المسيرة بمكبس كامل المواصفات بطول جناح 16 متر.
شاهد 171: هي نموذج إيراني خالص عن الطائرة دون طيار الأمريكية (RQ-170 Sentinel) التي أسقطتها جمهورية إيران في شهر ديسمبر/ كانون الأول عام 2011م والسيطرة عليها إلكترونياً ومصادرتها من قبل الدفاع الجوي الإيراني. حيث كانت إحدى الطائرات دون طيار الأمريكية من هذا الطراز تجري مهمة إستطلاع في أفغانستان ودخلت المجال الجوي لجمهورية إيران. وقد تمت دراسة هذه الطائرة التي إستولت عليها إيران وذلك من قبل ممثلي صناعة الطيران الفضائي في البلاد، وبعد ذلك بدأوا في إنشاء الطائرات دون طيار الخاصة بهم من هذا النوع. وقد تم عرض المسيرة شاهد 171 في معرض للتقدم في تكنولوجيا الدفاع الذي عقد في العاصمة طهران. وكان المرشد الأعلى الإيراني آية الله علي خامنئي يجلس بالقرب من طائرة (RQ-170) خلال عرضها في 11 أيار/ مايو 2014م. وقد تم عرض المسيرة شاهد 171 أيضاً في معرض (اقتدار 40) سنة 2019م. الذي أُقيم مؤخراً في العاصمة الإيرانية طهران، حيث شهد عرضاً لأبرز الأسلحة والمنظومات العسكرية الجديدة، والتي تركزت بشكل واضح على الأسلحة التكتيكية، خاصةً الطائرات دون طيار والصواريخ بمختلف أنواعها. ومن أبرز هذه المعروضات صاروخ هويزه الذي يمثل الجيل الجديد من صواريخ سومار الجوالة.

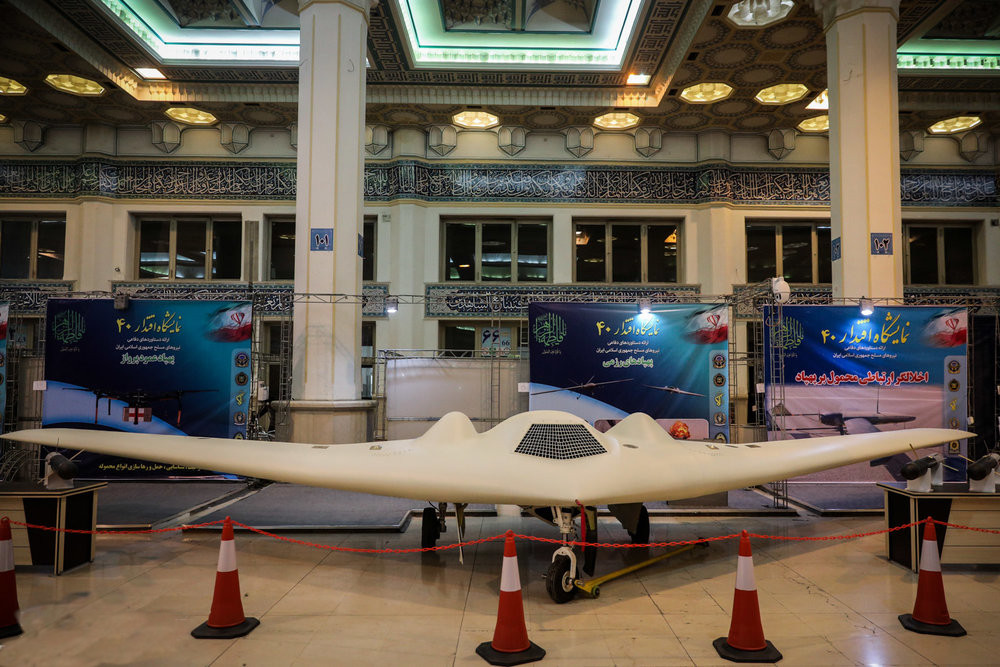
طائرة شاهد 171 بدون طيار. التقطت هذه الصورة في معرض إقتدار 40 للدفاع في العاصمة الإيرانية طهران

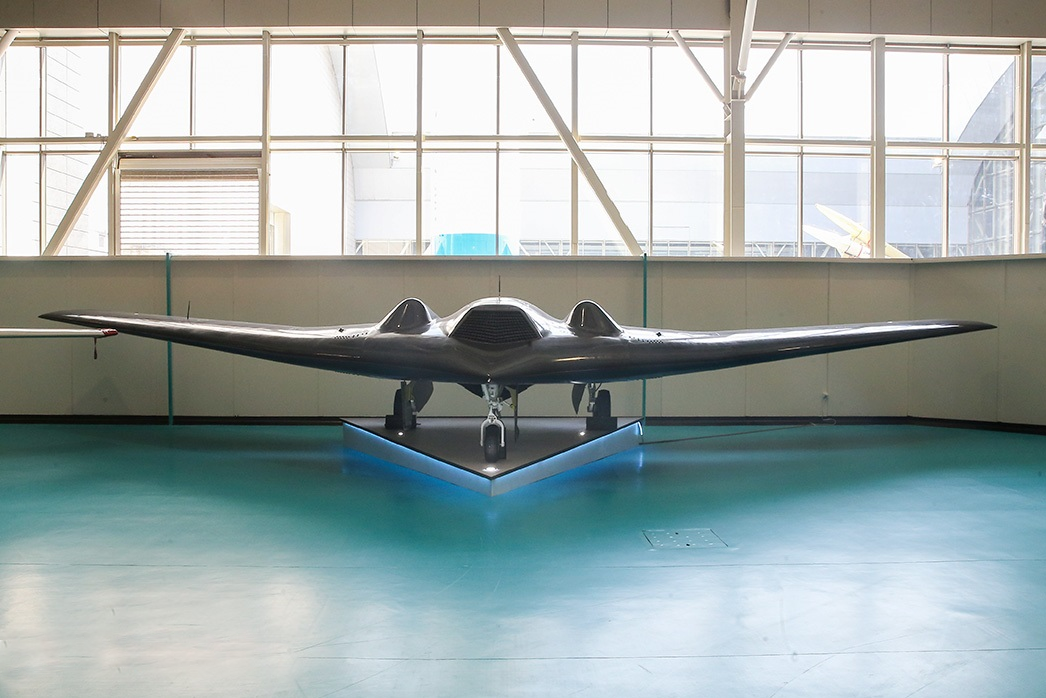
طائرة شاهد171 (سيمرغ)

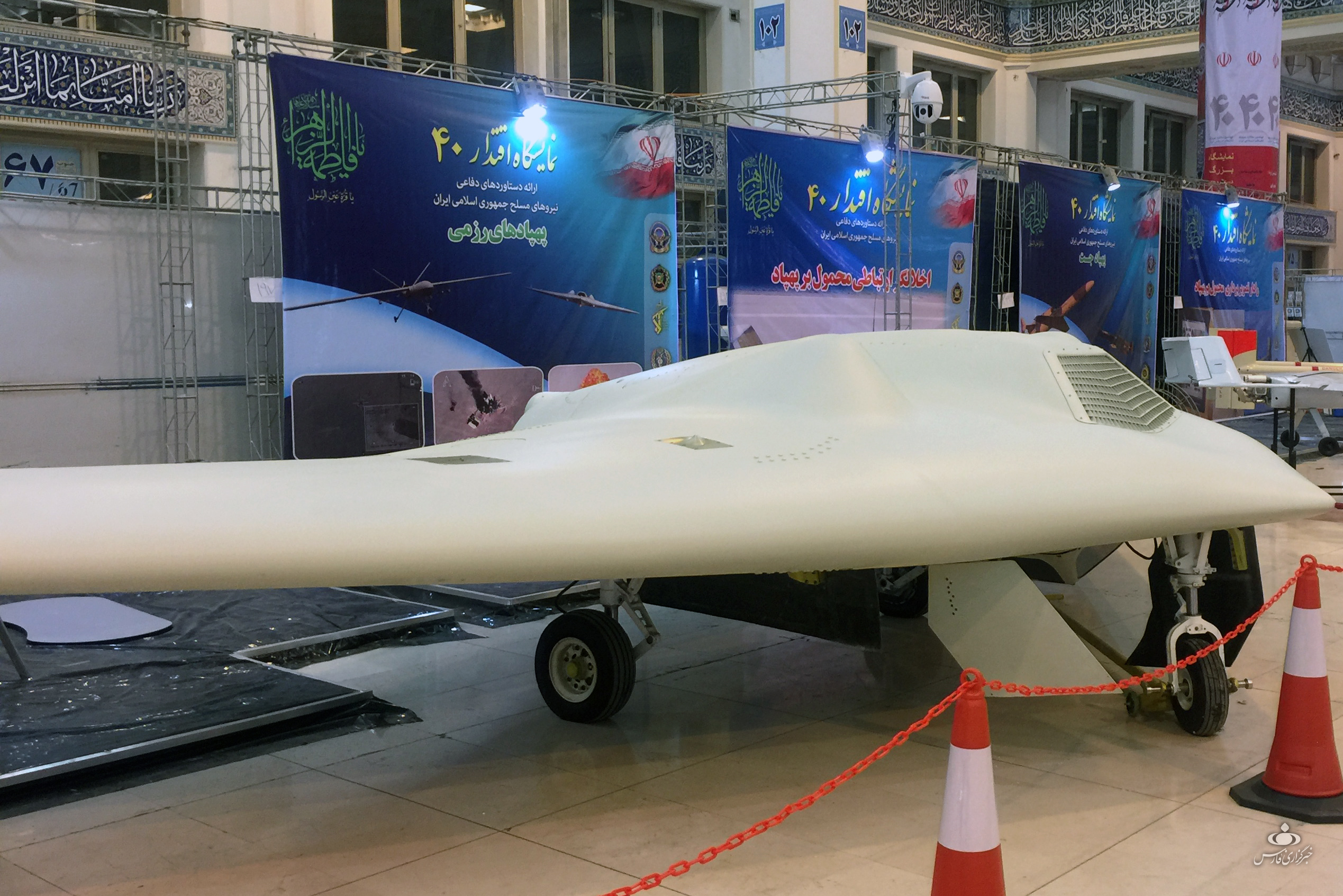
طائرة شاهد 171 (سيمرغ)، خلال معرض إقتدار 40 للدفاع الجوي في العاصمة الإيرانية طهران

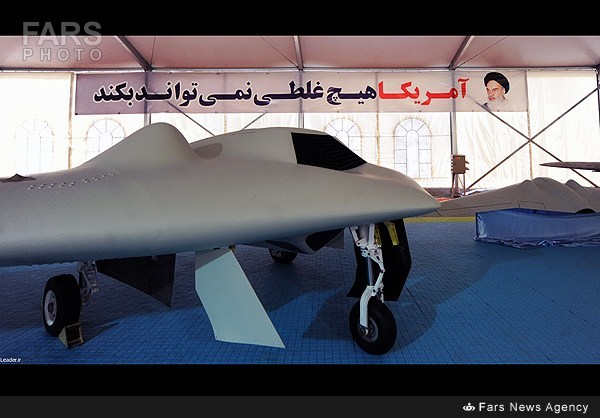
طائرة شاهد 171 بدون طيار من طراز (Simorgh) في معرض أسلحة تابع للحرس الثوري الإيراني

شاهد 129: هي طائرة قتالية قاذفة بدون طيار إيرانية. صُنِعَت محلياً بيد خبراء ومتخصصي القوة الجو-فضائية التابعة للحرس الثوري. وكانت أول رحلة تجريبية لطائرة شاهد 129 بدون طيار سنة 2007م. ولم يتم تقديم هذا المشروع بصورة رسمية إلا بعد أن تم کَشف النقاب عن هذه الطائرة في سبتمبر 2012م، وتم عرضها سنة 2013م. يبلغ طول هذه الطائرة 8 متر وبإمکانها تنفیذ مهامها على مسافة 1700 إلى 2000 کیلومتر من القاعدة التی تنطلق منها. والتحليق لمدة 24 ساعة متواصلة إلى ارتفاع 244 ألف قدم. ان شاهد-129، هي طائرة مقاتلة وقاذفة للصواريخ، فهي قادرة على حمل صواریخ موجهة مضادة للدبابات، حيث بإمكانها حمل ثمانية صواريخ ذكية كأن تكون من طراز صواريخ سديد، وتقوم بعمليات قتالية ضد الأهداف الثابتة والمتنقلة من خلال استخدام القنابل والصواريخ. ومن خصائصها الأخرى هو تنفيذها لمهام المراقبة والرصد وتدمير الأهداف في آنٍ واحد. وكذلك تحديد الأهداف في الحدود المائية والبرية والتقاط صور جوية. بالإضافة إلى شعاع عملياتها البالغ 1700 كيلومتر، أي بإمكانها أن تقوم بالتحليق حتى شعاع 1700 كيلومتر وذلك لإنجاز مهمتها الإستطلاعية وتعود إلى حظيرتها. فهي تستطیع أن تلبي الکثیر من احتیاجات البلاد بتکلفة ضئیلة جداً، باعتبارها أحدث إنجازات حرس الثورة الإسلامية فی مجال إنتاج طائرات من دون طیار. وأفادت وكالة تسنيم الدولية للأنباء أن نائب القائد العام للحرس الثوري العميد حسين سلامي أشار في برنامج تم بثه على القناة الثانية الإيرانية إلى خصائص وميزات هذه الطائرة، قائلاً إنه يمكنها التحليق لمدة كبيرة وبارتفاع عالٍ جداً، ولديها عدة خصائص مميزة. وتتمكن أيضاً من تصوير ما تريد القيادة من مواقع وبثها بشكل مباشر. وأشار إلى إحدى الصور التي عرضتها هذه الطائرة المسيرة، وكانت قد إلتقطتها لعرض بحري إيراني لـ (500) قطعة بحرية تابعة لقوات الحرس الثوري البحرية. ومن ردود الفعل الإيرانية ما أكده قائد سلاح الجو فضاء في قوات الحرس الثوري الإيراني العميد امير علي حاجي زادة في تصريح صحافي، نجاح طائرة «شاهد 129» في تنفيذ أحدث مهماتها، وقال إن هذه الطائرة تستطيع أن تلبي الكثير من احتياجاتنا بتكلفة ضئيلة جداً. وقد تم استخدام طائرة شاهد 129 في الكثير من الدول ومنها سوريا. حيث أعلن الحرس الثوري بأن طائرته دون طيار الملقبة بشاهد 129 توفر دعماً عسكرياً لسوريا. ويمكن لهذه الطائرة بدون طيار أن تطير مسافة ألفي كيلومتراً خارج حدود جمهورية إيران لتنفيذ أي نوع من المهام القتالية، ويفيد تقرير التلفزيون الرسمي الإيراني أنها تستطيع التحليق لمدة 24 ساعة وتصل إلى ارتفاع 7.3 كيلومتر.
ومن مواصفات طائرة شاهد هو ان التحكم بها يكون عن طريق أجهزة التحكم الأرضية المحمولة. كما ان هيكل الطائرة فيتكون من جسم إسطواني مقاوم، وتم نصب دفة عل شکل حرف (V) فی نهایة هیکل الطائرة، وتم نصب جناح مستطیل الشکل، کبیر نسبیاً ومرتفع إلى الأعلى وبعیداً عن الحافة الأمامیة للصاروخ، لتعزیز إمکانیة تصویر المناطق الإستطلاعیة أو المراد تدمیرها. وهذه مواصفات طائرة شاهد-129 المسيرة والقاذفة بالتفصيل:
- أبعاد الطائرة

نظراً إلى طول جناح هذه الطائرة والذي يبلغ 16 متر يمكن تقدير الأبعاد الأخرى للطائرة، وعلى هذا الأساس فإن طول شاهد 129 يبلغ نحو 8 أمتار وقطر هيكل الطائرة يبلغ 65 إلى 75 سم وارتفاع آليات الهبوط 1.1متر والارتفاع الكلي نحو 3 إلى 3.1 متر والمسافة بين نهايتي الذيل 4.4 متر.
- محرك الطائرة

اما بالنسبة لمحرك الطائرة فإنه من النوع المروحي حيث له ثلاث مروحيات ونصبت في نهاية هيكل الطائرة. وان مكان هذه المروحيات يساعد المنظومة الإلكتروبصرية المنصوبة في مقدمة الطائرة على الوصول إلى الوضع الأمثل. وهذا المحرك يكون من الطراز الإسطواني أو الطراز التوربيني، ونظراً لأن سقف تحليق الطائرة يتراوح مابين 25 ألفاً و40 ألف قدم (7500 إلى 12000) متراً فإنه يعزز احتمال وجود محرك من النوع الإسطواني.
- ذيل الطائرة

اما ذيل الطائرة شاهد فهو في نهاية الطائرة ويكون على شكل (V) له أساساً إثنين من المزايا الأولى، ان استبدال هذا الذيل بمثبتات الرأس الأفقي والعمودي في حالة وجود تقنيات مناسبة، يساعد على خفض وزن هيكل الطائرة اما الثانية، تقليل نسبة الموجات والذبذات المنعكسة عن الطائرة بسبب إيجاد سطوح بزاوية 90 درجة في هيكل الطائرة. اما معجّلة (آليات الهبوط) في الجيل الجديد من هذه الطائرة فهي قابلة للطي.
- أجهزة الإستشعار والتسليح

فيمكن ملاحظة نموذجين من المنظومة الإلكتروبصرية التي لها قابلية التحرك أفقياً وعمودياً في طائرة شاهد 129، حيث تم تجهيز بهباد شاهد 129 وجيلها الجديد بمنظومة (عقاب-6) المتطورة بالإضافة إلى وجود منظومة أقل منها تطوراً نصبت إلى جانب المنظومة المتطورة. ان منظومة عقاب-6 بالإضافة إلى تجهيزها بكاميرا للتصوير النهاري فإنها تحتمل وجود نظام للرؤية الليلية فيها تعمل بالأشعة تحت الحمراء للتصوير وتحديد المواقع ليلاً، كما ان هناك منظومة أقل تطوراً منها نصبت تحت هيكل الطائرة مابين طرفي معجّلة الهبوط.
- أجهزة الإستقبال

فقد تم نصب أجهزة إستقبال التحذير الراداري على حافة جناحي وأطراف هيكل شاهد 129، وتتولى هذه الأجهزة إعلام الطائرة عن المواقع التي تحيط بها وأنشطة الأنظمة الرادارية الأرضية والجوية للعدو. كما تحمل هذه الطائرة منظومات التنصت والملاحة من أجل كشف وتحديد الأمواج المعادية بهدف الإشراف الكامل والدقيق للطائرة على المواقع والمعدات التي تحيط بها.
- محفظة إستقرار معجّلة الهبوط الأمامية

فإن طَي جهاز الهبوط له أثر كبير في تقليل قوى مقاومة الهواء مما يساعد على إستمرار تعليق الطائرة لمدة أكثر لأن وزن الطائرة وقوة مقاومة الهواء لهما آثاراً سلبية على تحليق كل طائرة. ان الانخفاض النسبي للانعكاسات الرادارية وخلق رؤية أفضل للكاميرا في مقدمة الطائرة ومؤخرتها تُعتبَر من المزايا المهمة الأخرى لبهباد شاهد 129. ان الشكل الصقيل للأجنحة وهيكل الطائرة له أهمية كبيرة في الطيران البطيء وهذه الميزة تمت مراعاتها بصورة جيدة في تصنيع طائرة شاهد 129، كما ان المحور الطولي لهيكل الطائرة وهي مستقرة أو عندما تتحرك على الأرض أكثر انخفاضاً من الأفق.
- منظومة التهديف

فقد تم في واحدة من صواريخها نصب جهاز إستشعار تصويري له فتحة زجاجية مائلة إلى الأسفل اما النماذج الأخرى فلها أنظمة مختلفة. ونظراً لإمكانية الطائرة شاهد 129 على حمل 8 صواريخ من طراز سديد فلقد تم تخصيص مكان مناسب في كل جانب من جانبي الطائرة لحمل أربعة صواريخ.

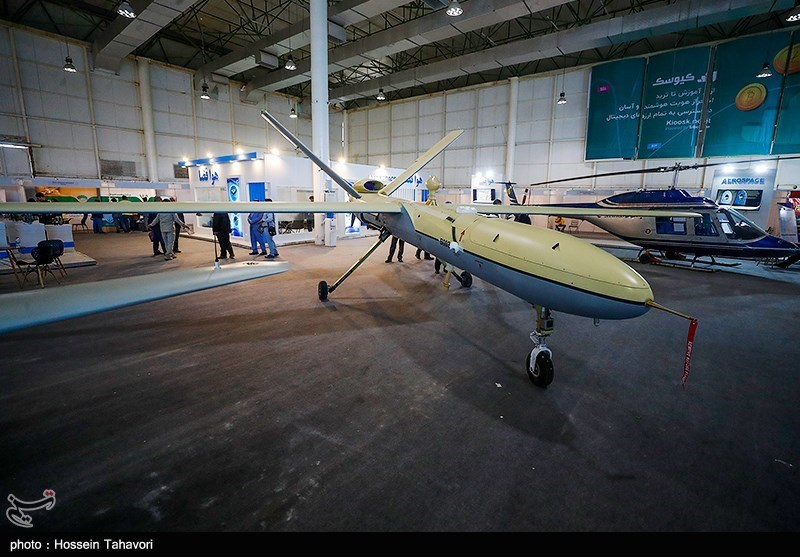
طائرة شاهد 129
في معرض صناعة الطيران الذي تقيمه جمهورية إيران بحضور 90 شركة من إيران وروسيا والصين وإثيوبيا في مركز كيش الدولي للمعارض

## عائلة كرار النفاثة القاذقة (UCAV) الغير مأهولة
بصورة عامة تمتلك مركبة القتال الجوي الغير مأهولة كرار مجموعة واسعة من الأهداف الجوية والتي تَستَخدِم الباحث البصري الحراري مع القدرة فائقة الدقة على الهجوم في جميع الظروف ليلاً ونهاراً. وأفادت وكالة تسنيم الدولية للأنباء أنه تم تقديم الطائرة بدون طيار الانتحارية كرار كأحدث عضو في عائلة الطائرات بدون طيار الإيرانية الأكثر إستخداماً في مناورات الدفاع الجوية عام 2019م، حيث ان الغرض من تطوير هذا النموذج، هو إجراء عمليات تشويش ضد الأهداف الجوية الهجومية. بالإضافة إلى قدرة جميع أنواع الطائرات المسيرة كرار على إطلاق مختلف أنواع القنابل التي تعتمد مبدأ السقوط الحر، والقنابل النقطوية مثل قنابل ياسين وبالإبان والتي تمت تجربتها بنجاح في العديد من المناورات. وفي سبتمبر 2014م، تم إزاحة الستار عن الطائرة المسيرة المعترضة كرار-4 المجهزة بصواريخ من طراز شهاب ثاقب. ويبلغ وزن العينات المشتقة من صواريخ شهاب ثاقب حوالي 70 كجم، في حين أن النموذج الأولي يبلغ 86 كجم. وجرى تدشين طائرة كرار التي تُعَد أول قاذفة قنابل بعيدة المدى تُنتَج محلياً في جمهورية إيران سنة 2010م في الذكرى 31 ليوم الصناعات الدفاعية وذلك من قِبَل الرئيس الإيراني السابق الدكتور محمود أحمدي نجاد. وقال أحمدي نجاد حينها وأثناء الحفل الذي أُقيمَ في قاعة جامعة (مالك الأشتر) في العاصمة الإيرانية طهران، إن الطائرة بدون طيار التي أُطلِقَ عليها اسم كرار ستكون مبعوث موت لأعداء إيران. وهذه نبذة مفصلة عن نماذج الطائرات بدون طيار كرار إيرانية الصنع والتصميم:

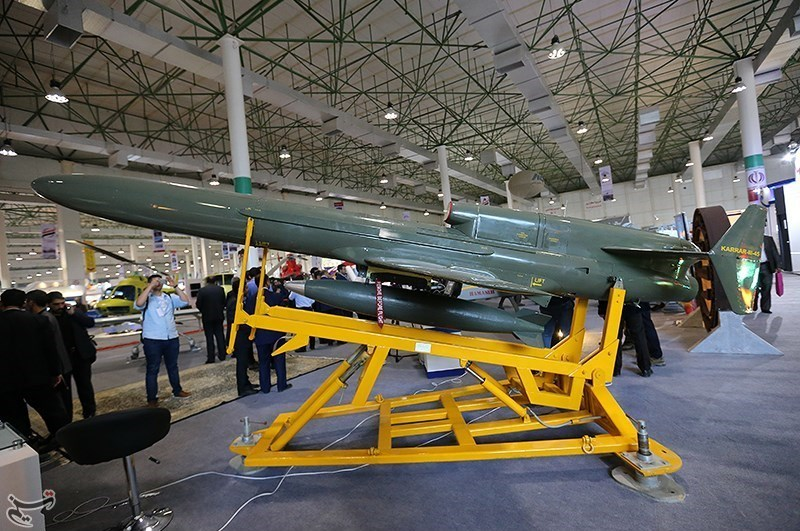
طائرة كرار بدون طيار خلال عرضها في معرض إيران الدولي الثامن للطيران في جزيرة كيش الواقعة وسط الخليج العربي

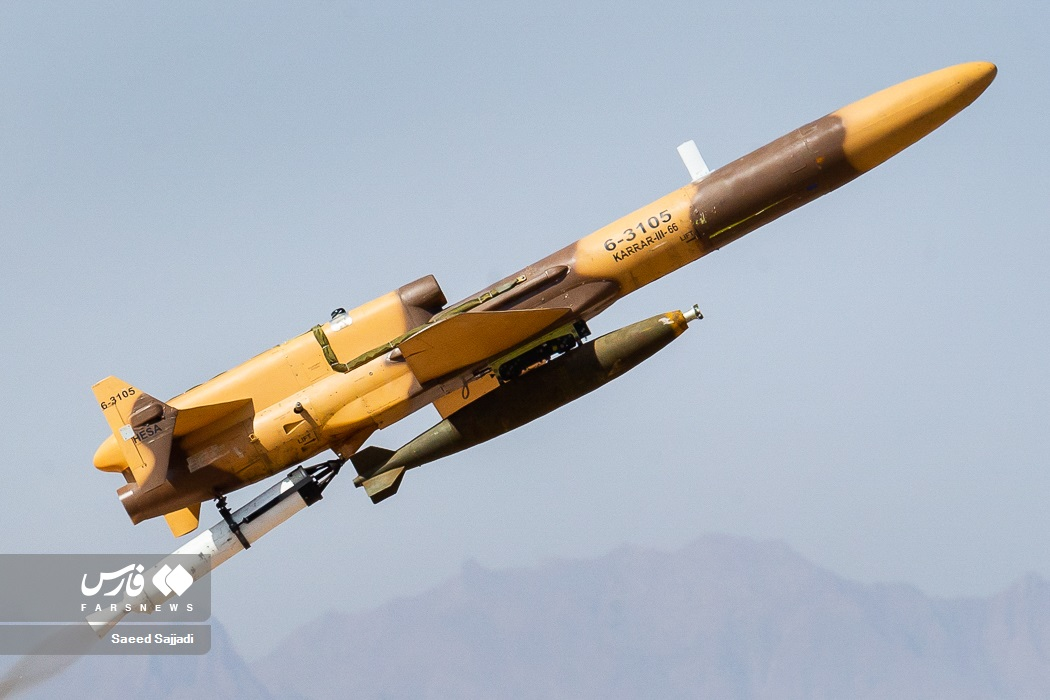
إحدى نماذج طائرات كرار، وذلك في اليوم الثاني من المناورات المشتركة للطائرات بدون طيار للجيش الإيراني

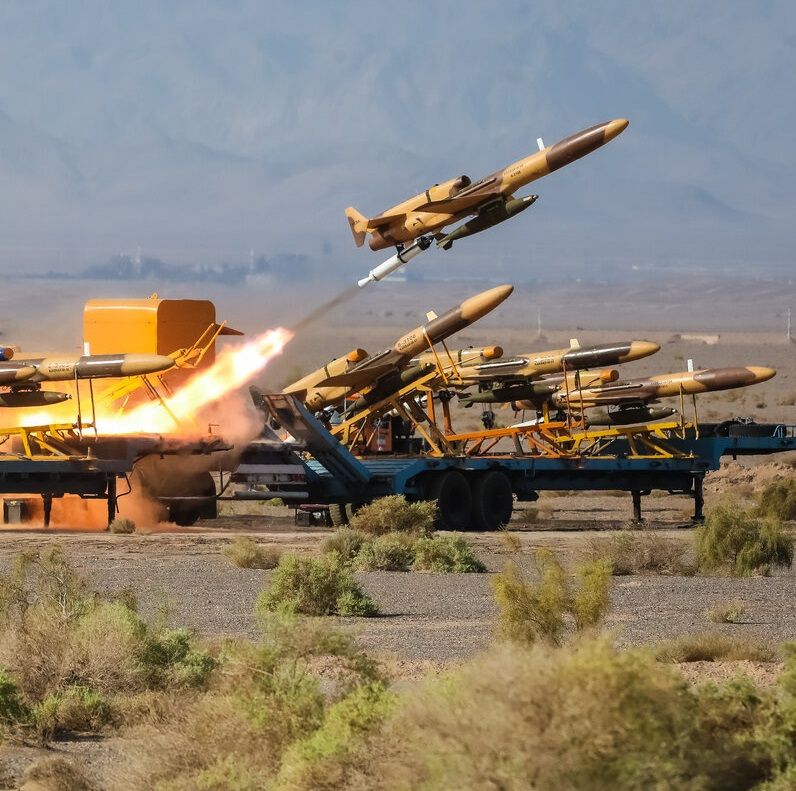
طائرة كرار القاذفة أثناء الإقلاع

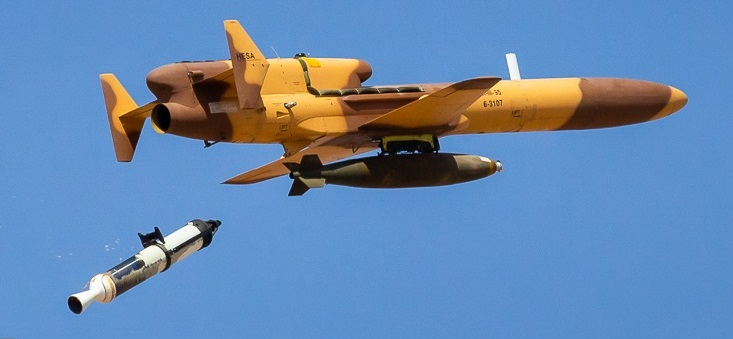
طائرة كرار بدون طيار بعد الإقلاع

طائرة كرار النفاثة (النموذج الأولي): هي مركبة قتال جوية مهاجمة وتُعَد الجيل الأول من الطائرات النفاثة الإيرانية دون طيار. ويمكن لهذه الطائرة المتطورة تفجير أهداف في سرعة عالية. وتُعتبَر هذه المركبة طويلة المدى ومجهزة بمحرك توربو نفاث يتيح لها الطيران بسرعة تصل إلى 900 كيلومتر في ساعة ويبلغ مداها 1000 كيلومتر (620 ميلاً) وتحلق من ارتفاع 7500 إلى 12 ألف متر ويمكن أن تحمل ذخيرة أو قنابل موجهة بدقة تصل إلى 250 كغم. ومن مهام هذه الطائرة هي أنها تتولى مهمة تنفيذ بعض العمليات المهمة ومنها إستعمالها في عمليات تدريب منظومة الدفاع الجوي بالإضافة إلى أن مهمتها الأساسية هي اعتراض الطائرات المعادية والتصدي لها. وتتميز طائرة «كرار» بقدرتها على الوصول إلى الأهداف البعيدة مع حملها لكميات من القنابل تُطلَق على تلك الأهداف. ان نظام الطيار الآلي مع القدرة على تنفيذ المهمات دون الحاجة إلى الارتباط مع المحطة الأرضية، والقدرة على التخطيط المجدد أثناء التحليق وتغيير المهمة الموكلة إليها وإمكانية قطع الاتصالات للحؤول دون نفوذ العدو في منظومة التوجيه والمراقبة هي من جملة المميزات المهمة لطائرة «كرار» بدون طيار. ويتم إطلاق النماذج الفعلية لطائرة كرار من منصّة أرضية ثابتة أو متحركة بواسطة صاروخ يعمل بالوقود الصلب ينفصل بعد انتهاء وقوده ويعمل المحرك النفاث للطائرة على تنفيذ المهمة ويتم إستردادها أو هبوطها بواسطة مظلة. ان طائرة كرار يمكنها أن تحمل إثنين من 250 باوند أي (115 كغم) من القنابل، أو من الذخيرة الموجهة بدقة بوزن 500 باوند. ويمكن أن تحمل كرار أيضاً صواريخ كوثر-3 البحرية وهي صواريخ مضادة للسفن خفيفة تعمل بالوقود الصلب وتزن هذه الصواريخ 120 كغم ومداها يبلغ نحو 25 كيلومتر ولها رأس حربي يزن 29 كيلومتر وتنطلق بسرعة قريبة من 0.8 من سرعة الصوت. ونظراً إلى صناعة القنابل الذكية مثل رعد 301 وكذلك قنبلة 342 الذكية، فإنه يمكن أن تكون هذه القنابل جزء من أسلحة «كرار» في المستقبل. ان قنبلة 342 هي من القنابل الذكية والموجهة بواسطة نظام GPS أو نظام GPS/INS ويبلغ طول الصاروخ حوالي 1.5 متر ويزن أقل من 50 كغم ويبلغ زمن الرحلة نحو 35 ثانية. ويتميز الرأس الحربي لهذا الصاروخ بأنه شديد الانفجار متشظٍ مضاد للمواقع غير المحصنة ويُستَخدَم أيضاً لتدمير المركبات الخفيفة. ان طائرة «كرار» بدون طيار يمكنها حمل عدداً من هذه الصواريخ المدمرة والقوية. كما وتم تجهيزها أيضاً بصاروخ يحمل اسم «شهاب ثاقب» وهو صاروخ سطح - جو، وصُنِعَ من قبل وزارة الدفاع الإيرانية. ويزن هذا الصاروخ نحو 84 كغم فيما يبلغ وزن رأسه الحربي 13.5 كغم وهو من النوع المتشظٍ وينطلق بواسطة محرك يعمل بالوقود الصلب وتصل سرعة الصاروخ 740 متر في الثانية أي نحو 2.2 سرعة الصوت. يبلغ مدى الصاروخ (سطح-جو) من 8.8 إلى 11 كيلومتر ويُستَخدَم ضد أهداف متنوعة. ولهذه الصواريخ ومن ضمنها صاروخ كوثر القدرة على إصابة وإغراق أهدافه المتمثلة بالسفن الحربية الصغيرة والمتوسطة، وذلك عبر 3 أوضاع مختلفة وهي ساحل - بحر، وبحر - بحر، وجو - بحر.

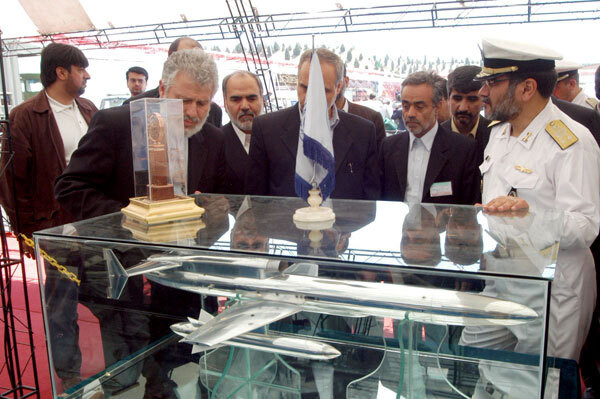
وزير الدفاع الإيراني السابق علي شمخاني يتفقد نموذج أولي مصغر لطائرة (HESA Karrar) عام 2004م

كرار-3: هي إحدى الأجيال التابعة لمركبة القتال الجوي كرار. وهذا الجيل الجديد من طائرات كرار قاذف للصواريخ أيضاً. وتبلغ قدرة ارتفاع هذا النموذج حتى 40000 ألف قدم، 12200 متر، وسرعة قصوى تبلغ 900 كيلومتر في الساعة. ويصل نطاق إتصال الطائرة بدون طيار كرار-3 مع المحطة الرئيسية إلى مدى 200 كيلومتر وفي حالة الطيران الأوتوماتيكي المجدول دون الحاجة إلى إتصال دائم مع المحطة بين 800 و 1000 كيلومتر.
كرار-4: هي من الطائرات القتالية الاعتراضية النفاثة. وتنتمي طائرة كرار 4 الاعتراضية إلى الجيل الجديد من طائرات جمهورية إيران النفاثة بدون طيار. وهي من صنع وتصميم معامل القوى الجوية الإيرانية وبالتحديد في منظمة الصناعات الجوية في وزارة الدفاع الإيرانية. ومهمة هذه الطائرة هي الاعتراض الجوي للطائرات المعادية والتصدي لها. وتمنح هذه الطائرة القوات المسلحة الإيرانية القدرة على إنجاز مهام أكثر تنوعاً إضافةً إلى القدرة على الدفاع عن مجالها الجوي على ارتفاعات أكبر ومجال أوسع، فإن امتلاك القوات المسلحة الإيرانية لهذا النوع من الطائرات النفاثة من دون طيار ستصبح لديها قدرات عملانية أكثر تنوعاً للدفاع الجوي في ارتفاعات عالية والدفاع عن أجواء البلاد. كما ولهذه الطائرة المسيرة القدرة على إجراء المسح الجوي بدقة وفعالية متناهية، وهي صالحة للإستخدام العسكري وغير العسكري، وتم بناؤها على أيدي الخبراء الإيرانيين بالتعاون مع الجامعات الإيرانية ومن المقرر أن تلعب هذه الطائرة دوراً كبيراً في مجالات الدفاع ومجالات تطوير البلد أيضاً. وقد تم الكشف رسمياً عن طائرة كرار-4 النفاثة يوم الأحد الموافق 24 أغسطس 2014م. إلى جانب أربعة منجزات دفاعية مهمة في منظمة الصناعات الجوية، التابعة للقوات المسلحة. وتشمل المنجزات الـ4 الجديدة صاروخي قدير ونصر بصير، من طراز كروز، وطائرتين من دون طيار هما، كرار 4 ومهاجر 4، حسبما ذكرت وكالة أنباء فارس الإيرانية. مشيرةً إلى أن صاروخ كروز قدير، يُعَد جيلاً جديداً من صواريخ كروز الإيرانية، بمدى 300 كيلومتر، وقادر على ضرب الأهداف البحرية المعادية، بدقة وقدرة تدمير عالية. وتُعَد الطائرة من دون طيار الإيرانية كرار 4، جيلاً جديداً من الطائرات النفاثة من دون طيار الإيرانية، المصممة والمصنعة في منظمة الصناعات الجوية بوزارة الدفاع الإيرانية، وتتولى هذه الطائرة مهمة الاعتراض الجوي للطائرات المعادية، حسبما ذكرت وكالة أنباء فارس. والطائرة من دون طيار مهاجر 4، متخصصة في التصوير المساحي وقادرة على وضع الخرائط الجوية، ولها إستخدامات عسكرية ومدنية. وذكرت وكالة أنباء فارس ان الرئيس الدكتور حسن روحاني وخلال زيارته معرض وزارة الدفاع الإيرانية رعى إزاحة الستار عن 4 منتجات جديدة لوزارة الدفاع شملت نوعين جديدين من صواريخ كروز البحرية وطائرتين بدون طيار من الجيل الجديد هما طائرتي كرار 4 ومهاجر 4. بالإضافة إلى حضور وزير الدفاع الإيراني العميد حسين دهقان.

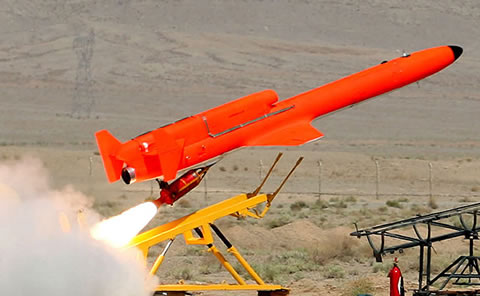
طائرة كرار المسيرة تظهر باللون البرتقالي أثناء الإقلاع

نموذج انتحاري لطائرة كرار 4: ان نموذج كرار-4 الانتحاري والذي تم الكشف عنه في إحدى المناورات الدفاعية الجوية، كان في الواقع نتيجةً لمراجعة الطائرات بدون طيار السابقة. مع إضافة أنظمة الملاحة المختلفة والباحث البصري إلى طرف المقدمة، وبطبيعة الحال، خط البيانات الآمن بين الطائرة بدون طيار ومحطة الدفاع الجوي، ولدى طائرة كرار الانتحارية القدرة على الطيران تلقائياً من موقع التخزين الخاص بها من أي مكان في البلاد، والتحرك نحو الهدف باستخدام أفضل طريق واصلة إليه من خلال تلقي معلومات الهدف مباشرةً. حيث تقوم طائرة كرار الانتحارية بتفجير نفسها بالهدف مباشرةً أو عن طريق الاقتراب إلى مسافة مناسبة من الهدف. وهكذا تم خلق طائر تشويش للدفاع النقطوي والذي يمكنه الإقلاع من مئات منصات الإقلاع من أي مكان في جميع أنحاء البلاد بدلاً من الإقلاع من القواعد الجوية المحدودة، للاشتباك مع أهداف العدو الجوية. ونظراً للمسافات البعيدة بين القواعد الجوية في البلاد والتي تبلغ عدة مئات من الكيلومترات، وفي حالة أن طائرة الدورية الجوية التي تحلق في البلاد ليست على مسافة كافية للتعامل مع العدو، يتم استخدام طائرات الصيد المسلحة بصواريخ جو -جو والجاهزة للطيران في القواعد الجوية. لكن هذه الطائرات تحتاج إلى وقت للوصول إلى مجموعة الطيران المستهدفة بعد الإقلاع الذي يستغرق وقتاً أكثر من الذي منه في الطائرات بدون طيار والذي يَستَخدِم منظومة قذف الصواريخ للإقلاع. بالطبع يحاول الصيادون المأهولون تقليل هذا الوقت إلى أدنى حدٍ ممكن من خلال القدرة على الطيران بسرعة فوق صوتية. ولكن يمكن لأكثر من 3600 محطة دفاعية مختلفة منتشرة في جميع أنحاء البلاد، والتي تبعد عن بعضها وعن الحدود مسافة قصيرة، أن تكون موطناً لبعض من المعترضات من طراز كرار الانتحارية وكرار-4 التي يجب ان تتموضع في أقرب نقطة دفاع في حال تسلل العدو، حيث يتم إطلاقها في فترة زمنية قصيرة جداً وتدخل في اشتباك مع الهدف. ويجب أن يتم استخدام المركبات الجوية المأهولة أو غير المأهولة في مهمة الدفاع الجوي بذكاء تام ووفقاً لشروط الأهداف، وتجدر الإشارة إلى أنه يجب استخدام الطائرة السريعة ضد جميع الأهداف في هذا الوقت، لأنه يقلل من عبئ عمل الصيادين، وعلى وجه الخصوص أنواع الدفاع النقطوية مثل طائرات ميج 29. هناك سيناريوهات مختلفة لكيفية إشراك طائرة كرار الانتحارية مع الأهداف. من أجل مجموعة الأهداف منخفضة القدرة على المناورة، مثل طائرات النقل الكبيرة والثقيلة والدوريات البحرية والمروحيات وطائرات الدعم القريب والطائرات بدون طيار وصواريخ كروز العدو، ونظراً إلى قدرة الطائرة بدون طيار كرار الديناميكية العالية فستكون لها اليد العليا في هذه الاشتباكات. ولكن إذا كانت هناك حاجة إلى الاشتباك مع الطائرات المقاتلة للعدو في المواقف التي تتيح فيها سرعاتها الجوية الاصطدام بالعدو، فإن السيناريو الناجح هو هجوم مفاجئ مع الاقتراب من نصف الكرة الخلفي لمقاتلة العدو، وقد تواجه الطائرة بعض التحديات في حال تم تغطيتها من قبل رادارات العدو. ومع ذلك تمتلك الطائرة بدون طيار الانتحارية كرار مجموعة واسعة من الأهداف الجوية والتي تَستَخدِم الباحث البصري الحراري مع القدرة فائقة الدقة على الهجوم في جميع الظروف ليلاً ونهاراً. يُعَد (تحديد مهمة جديدة) لمنتج حالي وفي الخدمة، سواءً كانت طائرات بدون طيار انتحارية ضد الأهداف البرية أو الجوية، مثالاً على إستراتيجية لتحقيق أقصى استفادة من القدرات في القوات المسلحة لتلبية مجموعة من الاحتياجات بأقل تكلفة ووقت ممكن. وبالنظر إلى معرفة وخبرة المتخصصين الإيرانيين الواسعة في مجال صناعة الطائرات بدون طيار، تستند إعادة الهيكلة هذه وتكليف المهمات إلى العلوم والتقنيات الحديثة حيث تم الحاقها بدورة العمليات للقوات المسلحة بعد عدة اختبارات لها في العديد من المناورات.

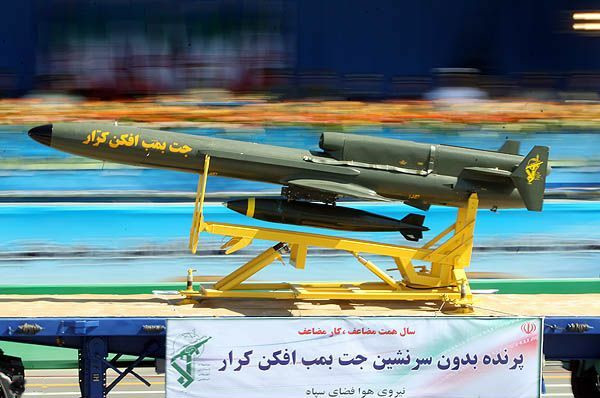
طائرة بدون طيار (HESA Karrar) خلال أسبوع الدفاع المقدس 2010م بإيران مع قنبلة (Mk. 82) مثبتة على خط الوسط

## عائلة طائرات كمان بدون طيار
كمان 12: (Kaman-12 UAV) أو (قوس 12). هي طائرة بدون طيار تشغيلية متعددة الوظائف إيرانية الصنع، والقادرة على حمل أربعة صواريخ جوالة من نوع (AKHGAR). من تصميم وإنتاج القوات الجوية الإيرانية كأول مسيرة لها، لتكون منصة قليلة الكلفة وقابلة لإحتواء تطويرات مستقبلية مثل ال (SATCOM) وال (SAR) مع قابلية لل (Scalability) ورفع الحجم. ففي النسخة الأولى تم تفادي الأجزاء المتحركة في ال (landing gear) الأمامية والخلفية منها على حساب قوى السحب التي ستقلل من قدرة بقائها. تم إنشاء طائرة كمان 12 أو (القوس 12) القتالية بوزن 450 كيلوغراماً للقوات الجوية الإيرانية، والتي ظهرت لأول مرة في معرض (إقتدار 40) في العاصمة الإيرانية طهران والمخصص لعرض أحدث إنجازات القوات المسلحة الإيرانية بذكرى إنتصار الثورة الإسلامية. وتصل سرعة هذه الطائرة المسيرة إلى 200 كم / ساعة، وقادرة على التحليق المستمر لفترة 10 ساعات، والإقلاع من مدرج بطول 400 متر كحد أدنى. ولها مدى يصل إلى 1000 كم. ويمكن أن تحمل ما يصل إلى 100 كغم من الحمل القتالي. كما بإمكان هذه الطائرة تنفيذ عمليات قتالية بصواريخ دقيقة التهديف وكذلك قدرتها على إدارة دفة الحرب الإلكترونية والرصد. ويصل مدى صاروخ آخكر الذي تحمله طائرة كمان المسيرة إلى مسافة 30 كيلومتراً، ويجري تسيير هذه الطائرة من موقع أرضي وبإمكانها تنفيذ عملياتها بشكل آلي. وقد إفتتحت جمهورية إيران خط إنتاج طائرة كمان – 12 المسيرة، وأول مركز لتأهيل المنشآت الجوية بتقنية الليزر في جهاز جهاد الإكتفاء الذاتي للقوة الجوية. وتم ذلك برعاية نائب الرئيس الإيراني لشؤون العلوم والتكنلوجيا سورنا ستاري وقائد سلاح الجو لجيش الجمهورية الإيرانية العميد الطيار عزيز نصيرزادة. يمكن تسليح طائرة كمان 12 ببعض الصواريخ، حيث تم تصميم ذخيرة (AKHGAR) عالية الدقة خصيصاً لطائرة كمان 12، والتي يمكنها حمل 4 صواريخ جوالة من هذا النوع، والذي هو عبارة عن صاروخ جوال صغير إيراني الصنع. ويبلغ وزن هذا الصاروخ جو – أرض 27 كغ، بينما تصل كتلة الرأس الحربي إلى 7 كغ. أما الطول فيبلغ 1.7 م، والقطر 13 سم، وسرعة الطيران القصوى 600 كم / ساعة، ومدى الصاروخ 30 كم. ويُلاحظ أن الإنحراف الدائري لا يتجاوز 1 متر.

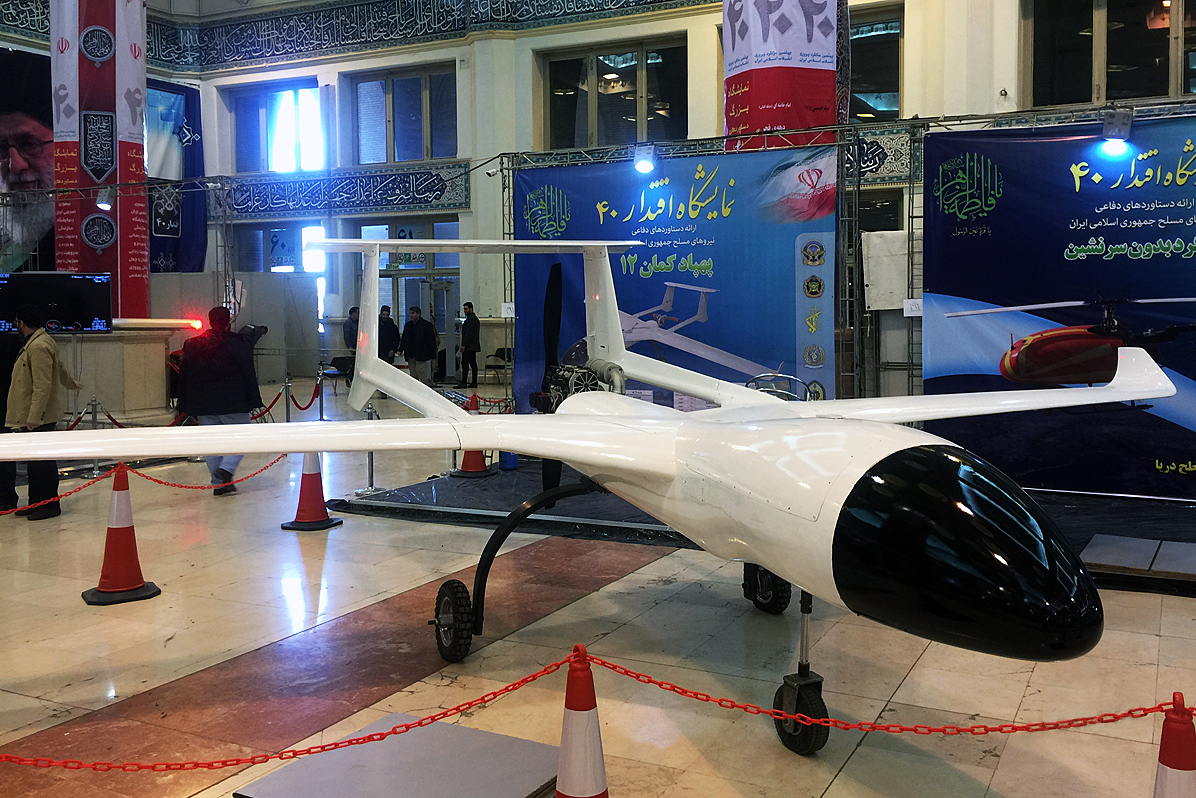
طائرة كمان 12 القتالية إيرانية الصنع. خلال عرضها بمعرض إقتدار 40 للدفاع في العاصمة الإيرانية طهران

كمان 22 Kaman-22 UAV: هي أول طائرة مسيرة قتالية في العالم يصل مداها إلى 3000 كم، ذات جسم عريض إيرانية الصنع. تم الإعلان الرسمي عن طائرة كمان-22 أي (القوس-22) بدون طيار سنة 2021م. وقد تم تصميمها على أساس المتطلبات التشغيلية لسلاح الجو الإيراني. وهي مصممة لتكون قادرة على حمل جميع أنواع المعدات، حيث لها القدرة على حمل 300 كغ من المعدات العسكرية والذخيرة القتالية. بفترة تحليق تتجاوز 24 ساعة ومدى يصل إلى 3000 كيلومتر. فقد تم تزويدها بمعدات قتالية وبصرية ووسائل الحرب الإلكترونية، ووسائل تحديد ورصد وجمع المعلومات وتصوير الأهداف البعيدة، وهي بذلك ستضيف قدرة قتالية عالية لسلاح الجو الإيراني من خلال تزويدها بمجموعة متنوعة من الذخيرة الذكية. وهذه الطائرة بدون طيار أكبر من مثيلتها (كمان 12) التي تزن 450 كغ، والتي تستطيع حمل ما يصل إلى 100 كغ من الحمل القتالي. وتَستخدِم جمهورية إيران الطائرات المسيرة المجهزة بكاميرات المراقبة المختلفة وأنظمة الإستطلاع وجمع المعلومات الإلكترونية في عمليات حماية ورصد الحدود، بحسب تصريحات مساعد القائد العام للجيش الإيراني لشؤون العمليات، الأدميرال محمود موسوي، بعد مناورات قتالية كبرى مشتركة للطائرات المسيرة التابعة للقوة البحرية والبرية والجوية الإيرانية، شمالي إيران. وتمتلك إيران عدة أنواع من الطائرات المسيرة، منها (سلسلة مهاجر وسلسلة أبابيل وصادق وحازم وكمان)، وهي واحدة من الدول الخمس الأكثر تطوراً في صناعة الطائرات من دون طيار (درون) بعد الولايات المتحدة وإسرائيل وروسيا والصين، بحسب تصنيف (مركز المصلحة الوطنية الأمريكي) (The National Interest). وقد أعلنت جمهورية إيران عن طائرتها كمان-22 بعيدة المدى في 24 شباط/ فبراير 2021. حيث كشفت القوات الجوية في الجيش الإيراني عن نموذج لطائرتها المسيرة الجديدة كمان-22. وقال قائد سلاح الجو بالجيش الإيراني "اليوم وصلنا إلى مرحلة النضج الكامل في صنع أنواع مختلفة من الطائرات المسيرة، بما في ذلك الطائرات القتالية والإستطلاعية والحرب الإلكترونية بمهام مختلفة، وحصلنا على تقنيات تمكننا من إنتاج أنواع مختلفة من الطائرات المسيرة بناءً على إحتياجات سلاح الجو، وفي المستقبل هناك أنواع أخرى من الطائرات المسيرة على جدول الأعمال". وتتميز هذه الطائرة الضخمة ذات الجسم العريض بالقيام بعمليات في مجال المراقبة والإستطلاع والقتال. وقال قائد القوة الجوية في الجيش الإيراني العميد عزيز نصير زادة، خلال زيارته التفقدية للمراحل النهائية من مشروع تصنيع طائرة كمان 22، إن هذه المسيرة "مزودة بحمولات قتالية وبصرية خاصة بالحرب الإلكترونية، وقد تم تصميمها بناءً على المتطلبات التشغيلية للقوة الجوية، وهي في المراحل النهائية من الإنتاج". وأشار زادة إلى أنها قادرة على الطيران لمدة 24 ساعة متواصلة بمدى 3000 كيلومتر، وتمتلك الإمكانيات الكافية لإكتشاف ورصد وجمع المعلومات وتصوير الأهداف البعيدة، وحمل مجموعة متنوعة من الذخيرة الذكية مما يمنحها قدرة قتالية عالية". وأجرى الجيش الإيراني، في مطلع كانون الثاني/ يناير 2021م، مناورات مشتركة للطائرات المسيرة التابعة لكل وحداته العسكرية، كما ونظّم عرضاً لأبرز منجزات وحدات الطائرات المسيرة العملياتية للقوات الـ4 للجيش. وجرى في تلك المناورة، تجربة طائرة (آرش) المسيرة الإنتحارية، وطائرة (كرار) التي جهزت للمرة الأولى بصاروخ آذرخش جو-جو. وتستعمل إيران أنواعاً عِدّة من الطائرات المسيرة مثل (شاهد 129) و(مهاجر 6)، كما تنتج طائرات مقاتلة من نوع (كوثر) و(صاعقة).
كمان 19: أعلن الجيش الإيراني في شهر أكتوبر 2023م، عن أحدث طائرة مسيرة له تحت إسم (كامان 19) أي (القوس)، خلال مناورات عسكرية مشتركة في أنحاء جمهورية إيران، وهي مناورات خاصة بالطائرات بدون طيار التي يمتلكها الجيش الإيراني. ونقلت وكالة إرنا الرسمية، عن المتحدث الرسمي بإسم التمرين المشترك للطائرات المسيرة للجيش الإيراني، ومساعد الشؤون التدريبية والتعليمية في الجيش الإيراني العميد علي رضا شيخ، القول إن وحدات الحرب الإلكترونية من قوات الجيوش الأربع، قامت بالتمرين وتنفيذ أساليب وحلول الحرب الإلكترونية. وأشار العميد إلى نجاح تشغيل طائرة كامان 19 المسيرة والتابعة للجيش خلال هذا التمرين المتخصص. مصرّحاً بأنها كانت الدورة التشغيلية الأولى من خلال القيام برحلة قتالية، والتحليق من إحدى قواعد الطائرات بدون طيار التابعة للجيش في البلاد. ونجحت الطائرة في تنفيذ الحرب الإلكترونية وتعطيل الرادار المحمول جواً.

## عائلة طائرات صاعقة بدون طيار
تُعتبَر طائرة قتالية بدون طيار حاملة للصواريخ إيرانية الصنع والتصميم متعددة المهام. تنتمي لعائلة سيمرغ المسيرة، من صناعة شركة شاهد الإيرانية الرائدة في صناعة الطيران. وتأتي بنموذجين هما صاعقة-1 وصاعقة-2 وتبلغ سرعة طائرة (صاعقة 2)، 300 كيلومتر في الساعة، وتصل ساعات تحملها إلى 4.5 ساعة، ويبلغ مداها إلى 450 كيلومتر، وحمولتها إلى 50 كيلوغرام. أما أقصى ارتفاع لها فهو 25.000 ألف قدم. يُذكَر أن طائرة صاعقة كان التحليق الأول لها في شهر نوفمبر عام 2014م وتم الإعلان عنها في شهر أكتوبر سنة 2016م، وبعد نجاح هذه الطائرة المسيرة باجتياز الاختبارات الكاملة تم إستخدامها من قبل الجيش الإيراني وحرس الثورة الإيراني. تم عرض نماذج مختلفة من طائرة صاعقة التي تعمل بواسطة المراوح الدافعة في المناورات التي جرت في إيران عام 2019م. وتحمل أسلحة على متنها من طراز سديد-1 وتهبط على زلاجات الهبوط الثابتة. ولم توفر الحكومة الإيرانية معلومات دقيقة عن هذه الطائرة ويعود السبب في ذلك بأن الحكومات الإيرانية المتعاقبة تحتفظ بجزء كبير من المعلومات عن أسلحتها ومنشئاتها النووية ومدنها الصاروخية تحت الأرض وتجعلها سرية لتربك أعدائها. وتُعتبَر طائرة صاعقة المسيرة النسخة الإيرانية من طائرات (لوكهيد-مارتن آركيو-170 سنتينل) الأمريكية التي استطاعت جمهورية إيران الاستيلاء على واحدة منها بعد السيطرة عليها وإنزالها في عام 2011م إثر دخولها إلى أجواء البلاد. وقد تم عرض طائرة صاعقة القتالية من قِبَل قوات الجو-فضاء التابعة للحرس الثوري الإيراني، سنة 2016م، والتي تُعَد أحدث طائراتها المسيرة. وأفادت وكالة تسنيم الدولية للأنباء ان هذه الطائرة من دون طيار تم عرضها في معرض قدرات قوات الجو-فضاء التابعة للحرس الثوري في مجال الطائرات المسيرة، مضيفةً أنها من عائلة طائرات (سيمرغ) من دون طيار. وقد تم استخدام هذه الطائرة المقاتلة في دولة سوريا. حيث استَخدَمَت القوات الجوية الإيرانية في 1 أكتوبر 2018م، الصواريخ البالستية والطائرات بدون طيار، والتي من المفترض أنها تتضمن طائرات صاعقة المسيرة، لمهاجمة أهداف في منطقة البوكمال في شرق سوريا. على الرغم من أن جمهورية إيران قد عرضت لأول مرة طائرة صاعقة مزودة بأربعة صواريخ من طراز سديد-1 وكانت هذه الصواريخ معلقة تحت جسم الطائرة، إلا أنه في هذا الهجوم نشرت جمهورية إيران فيديو قالت أنها تعرض فيه طائرة صاعقة وهي تطلق قنبلة واحدة من طراز سديد-1. بالإضافة إلى ذلك فقد أكدت وكالة أنباء فارس أن صاعقة-2 تم إستخدامها في المعارك التي إندلعت بجمهورية سوريا. وقد نقلت وكالة الجمهورية الإيرانية للأنباء (ارنا) عن العمید أمیر علي حاجي زادة، القائد البارز بالحرس الثوري، قوله إن طائرة صاعقة القادرة على حمل القنابل تستطیع إصابة أربعة أهداف بعیدة المدى بصواریخ ذکیة بدقة متناهیة. وقال نحن والأمیرکیون في مستوی واحد في صناعة الطائرات والتي یطلق علیها (المتخفیة وقاذفة القنابل). وأضاف أن بلاده لم تكتفِ باستخدام أسلوب الدفاع في التصدي لهجوم وحسب وإنما تستخدم الهجوم المضاد. وهذه نبذة عن نماذج طائرة صاعقة القتالية بدون طيار:
صاعقة-1: هي إحدى نماذج طائرة صاعقة المُنتجَة من قبل شركة شاهد الإيرانية للطيران. وقد عُرِضَت صاعقة 1 لأول مرة في معرض إكسپو الإيراني للأسلحة عام 2016م. وقالت وسائل الإعلام الحكومية الإيرانية أن صاعقة-1 يمكنها حمل أربع صواريخ موجهة مضادة للدبابات من طراز سديد-1. وهو صاروخ موجه إيراني الصنع ينتمي لعائلة قنابل وصواريخ سديد والذي يمكن إطلاقه من أنواع المروحيات الخفيفة والطائرات المسيرة. ان صاروخ سديد تمت صناعته في الأساس لضرب الأهداف الثابتة والمتحركة في كل الأحوال الجوية وهو مزود بنظام بحث حراري، ويمكن إطلاق صاروخ سديد الموجه من على المنصات الثابتة والمتحركة وسبقت لجمهورية إيران تسليح المروحية (شاهد 285) بصاروخ سديد بالإضافة إلى طائرات من دون طيار كطائرة شاهد 129 القاذفة وكذلك مروحيات أخرى إيرانية الصنع. ويُشار إلى أن صاروخ سديد مشابه في التكوين لصاروخ سبايك الموجه المضاد للدبابات، والذي يعمل ضمن نطاق يتراوح ما بين 2.5 كيلومتر و 5 كيلومترات عند إطلاقه من الأرض. ويمكن للنسخة الانسيابية من هذا السلاح غير المزودة بمحركات أن تضيف بعض القدرة على التخفي من خلال إزالة علامة إطلاق الصاروخ. كما تستخدم قنابل وصواريخ سديد نظامين للبحث عن الأهداف، واحد للرؤية النهارية وآخر نظام حراري يعطي السلاح قابلية (أطلق وانسى).
صاعقة-2: يُعرف هذا النموذج أيضاً باسم شاهد 191. والقادرة على حمل صواريخ دقيقة التوجيه. وتميزت النماذج المعروضة لاحقاً من هذا النموذج بامتلاكها مسرب هواء أمامي. ومن المحتمل أن النماذج ذات المحرك المكبسي فقط هي التي لا تمتلك مسربات هواء أمامية. تقلع الدرون من على مساند متخصصة مثبتة على مركبات تسير فوق مدرج (ربما شاحنات تويوتا هايلكس) ويتم استردادها على مدرج باستخدام زحافات هبوط قابلة للسحب. وتحمل طائرة صاعقة 2 داخلياً صاروخين من طراز سديد-1. وتبلغ سرعة (صاعقة 2) 300 كيلومتر في الساعة، وتصل ساعات تحملها إلى 4.5 ساعة، ويبلغ مداها إلى 450 كيلومتر، وحمولتها إلى 50 كيلوغرام. أما أقصى ارتفاع لها فهو 25.000 ألف قدم. وقد صرحت وكالة أنباء فارس أن صاعقة-2 استُخدِمَت في المعارك التي إندلعت بجمهورية سوريا. بالإضافة إلى ذلك فقد استُخدِمَت في روسيا، بحسب ما كشف مسؤولون أميركيون، حيث تسلَّمت روسيا طائرات إيران المُسيَّرة من طراز مهاجر 6 وشاهد 129 وشاهد 191 في شهر أغسطس/ آب 2022م، وتشير التقديرات الاستخبارية الأميركية إلى أن روسيا تعتزم استخدام طائرات إيران المُسيَّرة، التي يمكنها شن هجمات جو-سطح وحروب إلكترونية واستهداف في ساحة المعركة المُحتدمة في أوكرانيا.

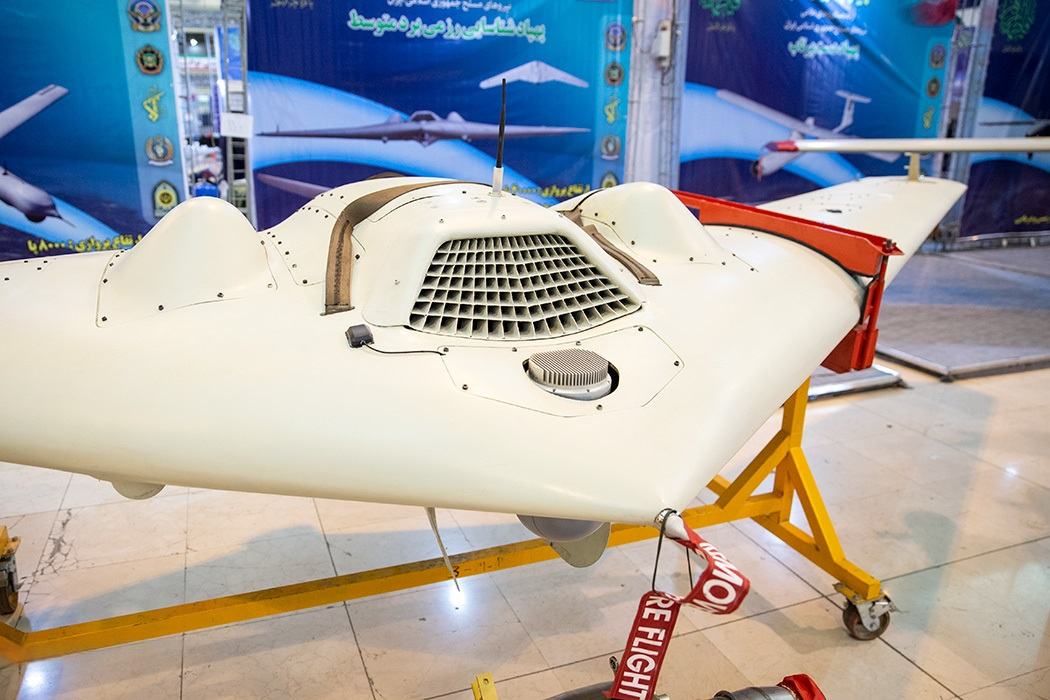
طائرة صاعقة-2 أو شاهد 191 في معرض الدفاع الـ40 في العاصمة طهران

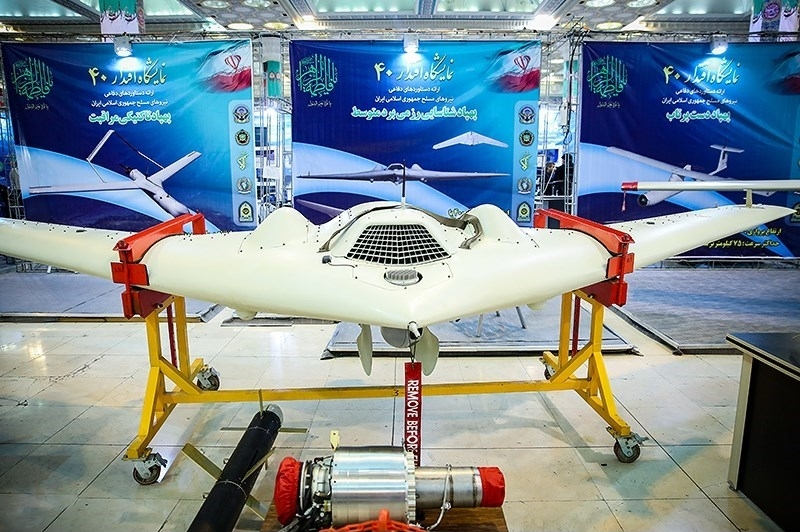
طائرة صاعقة -2 بدون طيار خلال عرضها في معرض إقتدار 40 الدفاعي في طهران. يمكن رؤية محرك طائرة (Saegheh) أمام الطائرة بدون طيار، وكذلك رؤية صاروخ (Sadid-1)، على اليسار

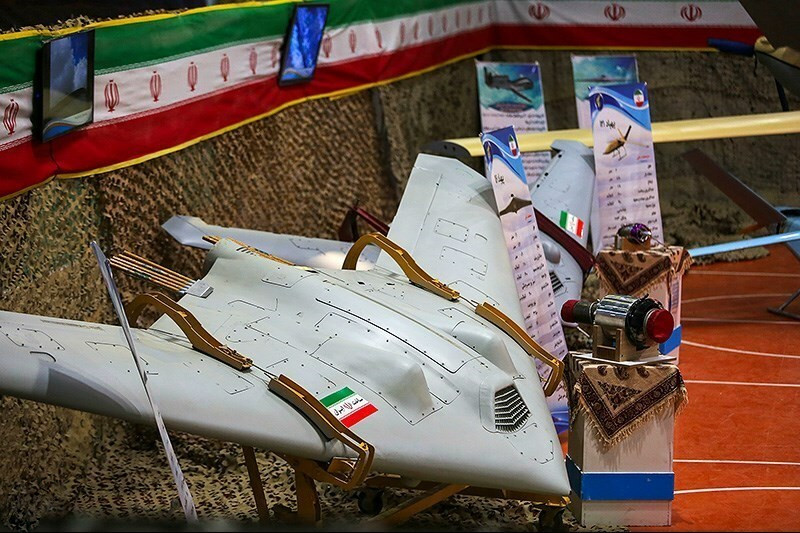
صورة لطائرة صاعقة 2 نشرتها وكالة تسنيم الدولية للأنباء مأخوذة من معرض قدرات وإنجازات القوة الجوية للحرس الثوري الإيراني في أصفهان

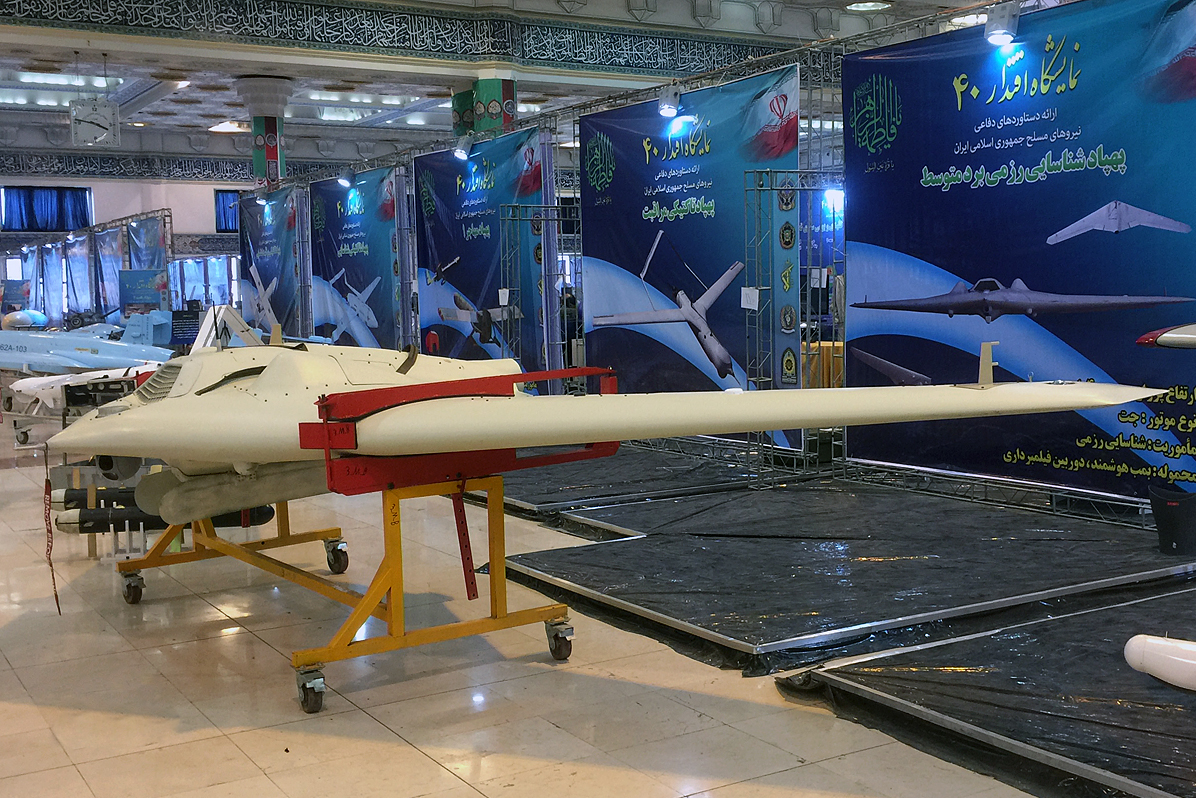
منظر جانبي لطائرة صاعقة -2 بدون طيار خلال معرض إقتدار 40 للدفاع الجوي في العاصمة الإيرانية طهران

## عائلة طائرات هدهد
هدهد 1: هي إحدى الطائرات المسيرة إيرانية الصنع والتصميم التي تمتلكها جمهورية إيران. تم صناعة هذه الطائرة من بدن بطول 150 سم، وجناح يبلغ طوله 190 سم، وتتمكن هذه المسيرة من التحليق لفترة 90 دقيقة، ويبلغ مداها 30 كيلومتر ويستفاد منها في تحديد إحداثيات تجمعات العدو وعتاده. وتمتاز طائرة هدهد-1 بخصائص عدة منها أنها مزودة بأحدث تقنيات التصوير الفوتغرافي وتمتاز بصغر حجمها وصغر المقطع الراداري، الأمر الذي يصعب اكتشافها وتتبعها ومحاولة إسقاطها بصواريخ الدفاع الجوي، وتتميز بصغر كمية الإشعاع الحراري، الأمر الذي يقلل من احتمالية إصابتها بالصواريخ الموجهة بالأشعة تحت الحمراء. ان بصمتها الصوتية قليلة، الأمر الذي يصعب سماع أزيزها في جو المعركة. وقد تم استخدام طائرة هدهد من قِبَل حركة أنصار الله اليمنية (الحوثيون). حيث يُعَد الحوثيون الجهة الوحيدة غير الحكومية الحاصلة على أكثر أنظمة الطيران المسيرة تعقيداً، فمع تنفيذهم هجمات على أهداف اقتصادية، بدأ فصلٌ جديدٌ في تأريخ حرب الطائرات المسيرة، والفرق الرئيسي بين الحوثيين وغيرهم من الجماعات المسلحة، هو نجاحهم في ربط طائراتهم المسيرة بواسطة روابط الأقمار الصناعية التجارية. ومن أبرز تلك الطائرات المسيرة المملوكة للحوثيين هي (قاصف 1) الهجومية، إضافةً إلى ثلاث طائرات إستطلاعية من طراز (راصد) و (رقيب) وطائرة (هدهد).
هدهد 3: هي طائرة كهربائية إيرانية مسيرة تحلق عمودياً وبصورة آلية تماماً في مختلف الأجواء. ذات ثمانية محركات وفي كل جناح ثلاثة مراوح. من تصميم وتصنيع الباحثون في (جامعة شريف) الصناعية بطهران. تبلغ السرعة القصوى لهذه الطائرة 70 كيلومتراً في الساعة وبإمكانها ان تحلق نحو 53 دقيقة. من خصائص هذه الطائرة هي القدرة على الإقلاع والهبوط العمودي، من دون حاجة إلى مدرج، بل ان بإمكانها مواصلة التحليق الآمن حتى في حال فقدان أو عطب أحد محركاتها. ومن خصائصها الأخرى أيضاً القدرة على نقل شحنة يبلغ وزنها ثلاثة كيلوغرامات، وبإمكانها أن تحمل مجموعة متنوعة من الكاميرات المتطورة وشحنات من الأدوية، وقد تكون مناسبة في الأماكن التي يتعذر الوصول إليها. كما وان الصوت المنخفض والقدرة على الطيران المستمر على علوٍ مرتفع من مزايا طائرة هدهد 3، كما وان هذه الطائرة من دون طيار متعددة الدوارات، وسهلة الاستخدام جداً. بالإضافة إلى ذلك تمتلك هذه الطائرة راصد للتصوير وعربة هبوط تُفتَح عند الهبوط وتُغلَق حين التحليق من أجل عدم إعاقة التصوير. والطائرة هذه ضئيلة الصوت ويمكن إعدادها بسرعة لتنفيذ المهمات وان تُحمَل من قِبَل شخص واحد. ومن المميزات الأخرى لهذه الطائرة من دون طيار التصليح السهل والنقل الآمن في صندوق النقل مع جميع المعدات اللازمة للعمليات وتميزها بالقوة والقدرة على التحليق في مختلف الأجواء مثل الغبار العالق في الجو والمطر الخفيف وفي الليل والنهار والبر والبحر، إضافةً إلى إمكانية تقليل حجمها من خلال جمع سواعدها. ومن القدرات الأخرى لهذه الطائرة إمكانية الإرسال المتزامن للمعلومات إلى المحطة الأرضية والعودة إلى القاعدة في الظروف الطارئة وإمكانية الهبوط الآلي تماماً والقدرة على التحليق الآلي الكامل خارج رؤية الطيار المتحكم بها. وتم الإعلان الرسمي عن هذه الطائرة سنة 2015م. التي أُطلِقَ عليها «هدهد 3»، في معرض منجزات (جامعة شريف الصناعية) بالعاصمة طهران. بمشاركة مساعد رئيس الجمهورية للشؤون العلمية والتكنولوجية سورنا ستاري. فيما كشف السيد مصطفى حسن پناه المتحدث باسم شركة (فاتح آسمان) ان تصميم وإنتاج هذه الطائرة. بدأ في أوائل سنة 2015م، وقد إستغرق إنجاز المشروع فترة ثمانية أشهر.

## عائلة كيان المسيرة
طائرة كيان بدون طيار : (بالإنجليزية: Kian UAV) هي منتج قتالي تم تصميمه وبناؤه من قبل خبراء وحدة الطائرات المسيرة في الدفاع الجوي للجيش الإيراني. وتُعَد طائرة نفاثة بدون طيار إيرانية تم إنتاجها بنموذجين قادرين على مهام المراقبة والاستطلاع، ومهاجمة الأهداف. تتمتع طائرة كيان النفاثة بالقدرة على حمل أنواع عدة من الذخيرة، والعثور على هدفها بدقة ومن ثم توجيه ذخيرتها نحوه. حيث يمكن لهذه الطائرة بدون طيار التي تم إطلاقها عام 2019م أن تحمل ذخائر مختلفة تمكن القوات المسلحة الإيرانية من إصابة أهداف العدو وتأمين الدفاع الجوي في أراضيها. بالإضافة إلى أنها تضطلع بمهام الرصد والاستطلاع ومهاجمة الأهداف خارج البلاد بدقة عالية. وتتمكن طائرة كيان من الصعود على إرتفاع 5000 متر (15000 قدم)، والطيران لأكثر من 1000 كيلومتر في الساعة. وقد كشفت جمهورية إيران عن هذه الطائرة بدون طيار لأول مرة في مناورة عسكرية في ديسمبر 2013م. ثم بعد ذلك تم الإختبار التشغيلي لهذه الطائرة وكان ذلك عام 2014م. ولكنها بقية بعيدة عن الأنظار لعدة سنوات. حتى أعلنت جمهورية إيران يوم الأحد 1/ سبتمبر-أيلول/ 2019م وبشكل رسمي، عن طائرة مسيّرة قتالية جديدة باستطاعتها أن تضرب أهدافاً خارج حدود البلاد. ولها قدرة عالية في السرعة لمهام الاعتراض والاستطلاع، واستمرارية التحليق المرتفع لمهام التصويب بدقة عالية جداً. ويأتي الإعلان عن هذه الطائرة تزامناً مع الذكرى السنوية لتأسيس مقر خاتم الأنبياء للدفاع الجوي خلال العرض الصباحي لقوة الدفاع الجوي، في العاصمة الإيرانية طهران. ويأتي كشف جمهورية إيران عن هذه الطائرة في وقت أشركت فيه ثلاثة أنواع من طائراتها المسيرة في معرض ماكس الدولي للطيران الجوي 2019م في مطار جوكوفسكي بالعاصمة الروسية موسكو. والذي انعقد على مدار خمسة أيام. وشاركت في هذا المعرض طائرات (مهاجر 6 وأبابيل 3 وفطرس) المسيرة إيرانية الصنع. اما في مجال تصميم الطائرة فقد ركز مصمموا مقاتلة كيان المسيرة، على إنتاج طائرة تتميز بسرعة عالية والتحليق لفترة طويلة في إرتفاعات عالية. فكانت طائرة كيان بدون طيار. إن هذه الطائرة تم تصميمها وإنتاجها واختبارها من قبل خبراء من قوات الدفاع الجوي الإيرانية في غضون عام تقريباً. حيث تم إنتاجها بالكامل من قبل وحدة الطائرات المسيرة في الدفاع الجوي للجيش الإيراني بأمر من القائد العام السابق للجيش الإيراني. ويأتي إنتاج طائرة كيان بعد أن أعلنت جمهورية إيران عن صناعة عدد كبير من الطائرات المسيرة المحلية في وقتٍ سابق. وقد عَمِلَت جمهورية إيران على تطوير صناعة أسلحة محلية كبيرة في مواجهة العقوبات والحظر الدولي الذي منعها من استيراد العديد من الأسلحة ونجحت في ذلك. تمت صناعت بنموذجين مختلفين في الوظائف والمهمات. حيث تم الكشف عن اللونين الأبيض والبرتقالي منها، أحدهما مخصص لاعتراض الطائرات والأهداف المعادية ويطير بسرعات عالية. والثاني مخصص لأعمال الرصد والمراقبة. في عام 2014م، وفقاً لما أورده موقع مشرق نيوز الإخباري، اختبرت جمهورية إيران طائرة كيان. حيث صرح المتحدث بإسم القوات الجوية آنذاك، امير شاهرخ شهرام بأن الجيش الإيراني يجري المزيد من الإختبارات على طراز جديد من الطائرات المسيرة القتالية. وقد تم الإنتهاء بنجاح من الإختبار التشغيلي لطائرة كيان بدون طيار في تدريبات الجيش الإيراني. وقال امیر شاهرخ شهرام، في مقابلة مع أحد المراسلين. إن طائرة "كيان" التي تم بناؤها من الصفر إلى المائة من قبل خبراء قاعدة أو مقر خاتم الأنبياء للدفاع الجوي. خضعت لأول مرة لاختبار عملياتي بهدف تقييم أنظمة الرادار والصواريخ في هذا المعسكر. وقد تم عرض هذه الطائرة من قَبل في معرض إنجازات الدفاع الجوي الذي أقيم عام 2016م بجانب العديد من الطائرات بدون طيار الآخرى التي تصنعها جمهورية إيران. وهذا توضيح بسيط لنماذج طائرة كيان المسيرة والتي تأتي في نوعين يتميزان بألوانهما البرتقالي والأبيض:
- النوذج الأول: وهو النموذج القتالي الأول لطائرة كيان بدون طيار الإيرانية والذي صمم وصنع داخل جمهورية إيران. وهذا النموذج القتالي يتمتع بقدرات كبيرة تتمثل بالسرعة العالية لمهام الاعتراض وكذلك اكتشاف واعتراض طائرات العدو واستمرارية التحليق المرتفع لمهام التصويب بدقة عالية جداً.[553]
- النموذج الثاني: وهو الإصدار الثاني من عائلة كيان المسيرة والذي تم تصميمه وإنتاجه لمهام الإستطلاع والمراقبة الطويلة الأمد.[554]

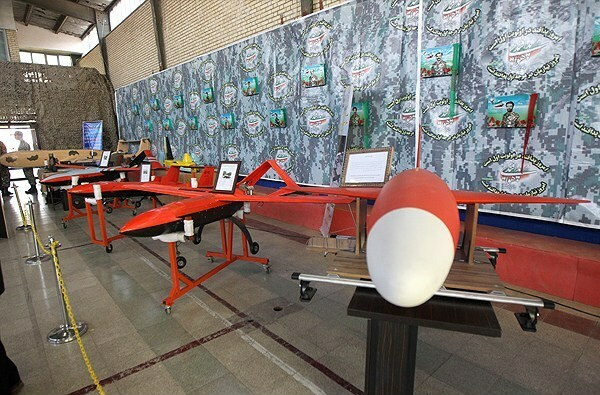
عرض طائرة كيان النفاثة في معرض إنجازات قاعدة الدفاع الجوي، في العاصمة الإيرانية طهران

## عائلة طائرات معراج الإنتحارية
بشكل عام، تتميز أنواع طائرات (المعراج) الإنتحارية المختلفة بخفة الوزن وسهولة حملها واستخدامها، بالإضافة إلى قدرة المستخدم على توجيهها من خلال الشاشة التي بحوزته نحو الهدف المنشود. كما أنها تتميز بفعالية كبيرة وتكاليف منخفضة، لكن جمهورية إيران لم تعلن دائماً عن أرقام التكاليف اللازمة لتصنيع طائراتها بدون طيار. وهذه نبذة تعريفية عن نماذج طائرات معراج إيرانية الصنع:
معراج (النموذج الرئيسي): (بالإنجليزية: Meraj UAV) هي منتج تم تصميمه وبناؤه في مركز أبحاث الطائرات بدون طيار التابع لمنظمة جهاد الاكتفاء الذاتي للحرس الثوري الإيراني. فهي طائرة تكتيكية بدون طيار إيرانية الصنع. تُعَد المسيرة الإيرانية معراج سلاحاً ذو مواصفات عالية، وتلبي إحتياجات القوات البرية الموجودة على الأرض. حيث يمكن لهذه الطائرة المسيرة أن تطير بسرعة 140 كيلومتر في الساعة، على إرتفاع 12000 قدم لمسافة 1000 كيلومتر. ويمكنها حمل حمولة بوزن 5 كيلوغرامات، ومزودة بكاميرا استطلاع لمهام الاستطلاع، خاصةً لمراقبة الحدود والقتال مع الجماعات المسلحة كما ويمكنها القيام بمهام مختلفة بخزان الوقود الخاص بها والذي تبلغ سعته التخزينية 10 لترات. يبلغ وزن هذه الطائرة بدون طيار 35 كجم، والتي تصل إلى 33 كجم عند إقلاعها. ويقدر مدى إرتباط إرسال واستقبال البيانات لهذه الطائرة بدون طيار بحوالي 150 كيلومتر. وبالنظر إلى الإحتياجات العملياتية للقوات البرية للحرس الثوري الإيراني في الجغرافيا الشاسعة الخاصة بجمهورية إيران، فإن هذا يجعل من المسيرة معراج طائرة بدون طيار تكتيكية مناسبة لمهام الاستطلاع لهذه القوة، خاصةً لمراقبة الحدود والقتال مع الجماعات المسلحة. فهي تُستَخدَم بشكل أساس من قِبَل القوات البرية التابعة للحرس الثوري الإيراني. وتُعَد "معراج" طائرة استطلاع دون طيار تَستَخدِم تقنية كاميرا المصعد. ولا تحتاج إلى مدرج للهبوط والإقلاع ويمكن تشغيلها في أي مكان. تساعد هذه الميزة القوات البرية للحرس الثوري الإيراني على تنفيذ مهامها بشكل جيد في الجغرافيا الشاسعة لإيران. وتتمثل المهمة الرئيسية لطائرة (Meraj) بدون طيار في تحديد مناطق العمليات وتوفير عمق استراتيجي للقوات الموجودة في ساحة المعركة. في 10 سبتمبر/ أيلول عام 2019م، عرضت جمهورية إيران ولأول مرة طائرتها التكتيكية المسيرة معراج، وذلك خلال استعراض عسكري في العاصمة الإيرانية طهران. ومنذ ذلك الحين لم ترد أي أخبار أو معلومات عن هذه الطائرة بدون طيار. بعد ذلك أعلن العقيد الإيراني أكبر كريملو، في حديث مع مراسل وكالة تسنيم الدولية للأنباء، عن الإختبار الناجح لهذه الطائرة بدون طيار والقضاء على عيوبها الطفيفة. اما في عام 2020م، أعلن الحرس الثوري الإيراني عن إستعداد طائرة مسيرة جديدة من صناعته وإنتاجه لدخول الخدمة. حيث أنها اجتازت مرحلة الإختبارات بنجاح وأنها على إستعداد لدخول الخدمة. إن طريقة إستعادة هذه الطائرة المسيرة هي من نوع الهبوط على بطن الطائرة، ولهذا السبب تَستَخدِم كاميرا مصعد قابلة للسحب في الجسم، مما يجعلها غير متضررة أثناء الهبوط. ويتم تثبيت Meraj على سيارة فان للإقلاع من الأرض، وفي نفس الوقت يتم تشغيل محرك الطائرة بدون طيار. بعد أن تصل السيارة إلى السرعة المطلوبة ويحصل محرك الطائرة بدون طيار على القوة الكافية للإقلاع من الأرض، تنفصل الطائرة عن السيارة وتطير. يمنح إستخدام هذا النوع من قاذفات الطائرات بدون طيار القدرة على الطيران بدون مدرج خاص للهبوط والإقلاع، ويمكنها الطيران فوق أي طريق، أو طريق سريع ذي سطح أملس.

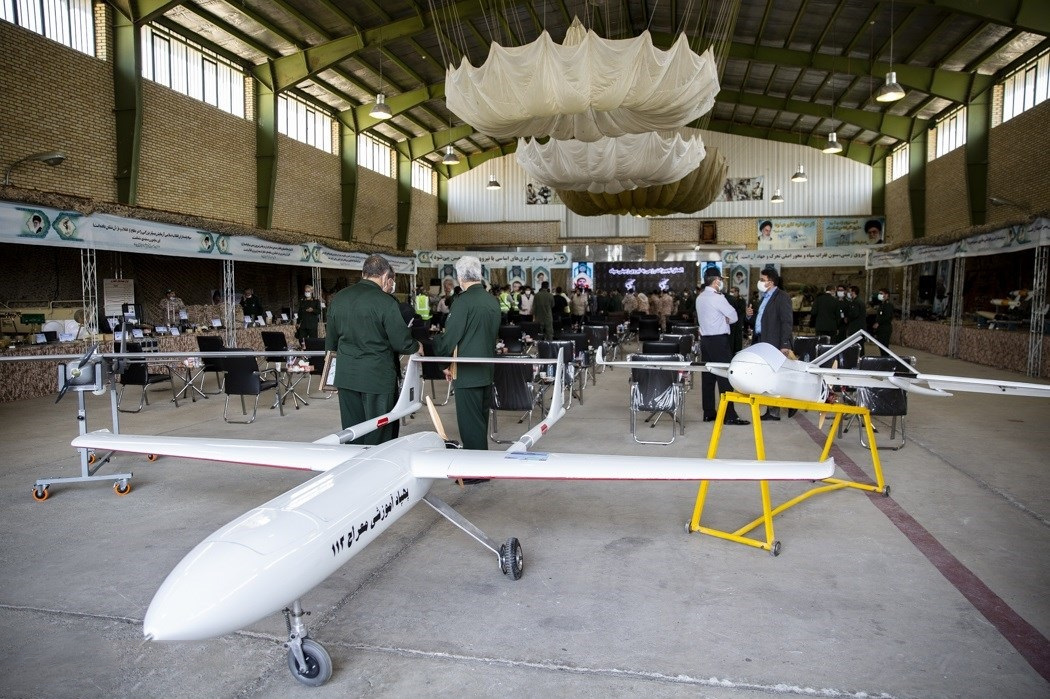
عرض طائرة معراج الاستطلاعية في معرض أسلحة الحرس الثوري الإيراني

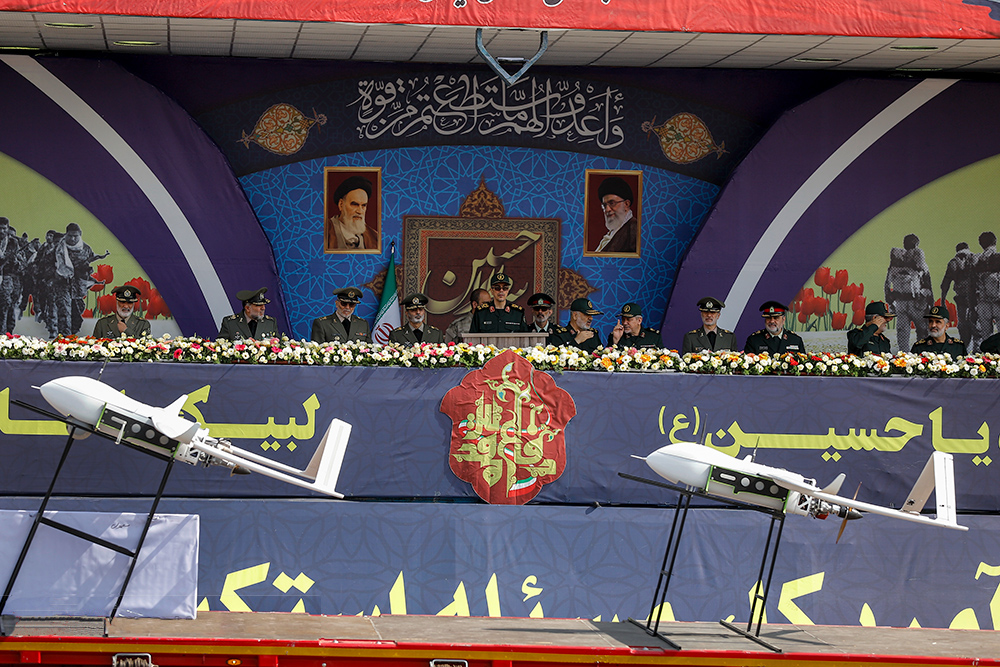
عرض طائرة معراج الاستطلاعية خلال موكب الدفاع المقدس الإيراني لعام 2019م، الذي أقيم جنوب العاصمة الإيرانية طهران

معراج 532: هي مسيرة إيرانية حديثة من فئة الطائرات الانتحارية بمحرك مكبسي. تم الإعلان الرسمي عنها في أبريل/ نيسان 2023م. إن طائرة معراج 532 من دون طيار، قادرة على التحليق على إرتفاع 12 ألف قدم، لمدة 3 ساعات متواصلة، وبمدى يبلغ 450 كيلومتر. إن هذه الطائرة يمكنها إصابة الأهداف بدقة عالية برأس حربي يبلغ وزنه 50 كيلوجراماً.
 تقلع هذه المسيرة من قاعدة مثبتة على سطح شاحنة صغيرة. وتتميز بسهولة التركيب على قاعدة الإنطلاق في وقت قصير، كما أن هيكلها سهل التركيب والتجميع، مما يزيد من سرعة تحضيرها من قبل المُستَخدِم، ويسهل التفاعل والاستخدام. على غرار الطائرات المسيرة التي تُستَخدَم للقيام بمهام عسكرية خاصة، تتميز طائرة معراج 532 بقدرتها على القيام بمهام قتالية أحادية الإتجاه في حالات الطوارئ، كما أن هيكلها ورأسها المتفجر مصممان ليناسب المهام الموكلة إليها. تم الكشف عن (معراج 532) من قبل القوات البرية في الحرس الثوري الإيراني، في التاسع من أبريل/ نيسان 2023م. وبث الحرس الثوري مقطعاً مصوراً يظهر الطائرة من دون طيار وهي تقلع من قاعدة مثبتة على سطح شاحنة صغيرة، مؤكداً قصفها الأهداف بدقة عالية. وأكد العميد علي كوهستاني، مسؤول "منظمة الأبحاث وجهاد الإكتفاء الذاتي" في القوة البرية بالحرس الثوري، اجتياز المسيرة الإنتحارية الجديدة جميع الاختبارات بنجاح، مبيناً أنها إيرانية الصنع بالكامل، وأن جميع مراحل التصميم والإنتاج تمت بسواعد خبراء القوات البرية في الحرس الثوري.
معراج 521: واصل الحرس الثوري الإيراني، تطوير الأجيال الأولى من طائرات معراج الإنتحارية حتى كشف في أكتوبر 2022م عن طائرة معراج 521 التي تشبه إلى حدٍ بعيد المسيرة الأمريكية سويتشبليد من حيث المظهر والأداء، ولها 4 أجنحة قابلة للطي. تتميز طائرات معراج 521 بمواصفات وقدرات عسكرية جيدة. حيث يبلغ مداها 5 كيلومترات. ووقت طيرانها 15 دقيقة. اما إرتفاع الرحلة فيبلغ حوالي 150 متر. ومزودة بثلاثة أنواع مختلفة من الرؤوس الحربية المتفجرة وهي 500 و 700 و 1000 جرام. تتصف الإنتحارية معراج 521، بخفّة الوزن وسهولة الحمل لإستخدامها في المعارك البرية بأفضل وجه ممكن، حيث أن معراج 521 من الممكن ان يحملها شخص واحد. ويتم إطلاق هذه الطائرة بدون طيار من قاذفات صغيرة تحت تصرف المشاة ويمكن لمستخدمها توجيهها إلى الهدف المقصود من خلال الشاشة الموجودة تحت تصرفه. وقد تم تجهيز وحدات الرد السريع التابعة للقوات البرية للحرس الثوري بهذه الطائرة الإنتحارية، حيث ضمت القوات البرية التابعة للحرس الثوري مثل هذه الطائرات المسيرة الجوالة باسم "معراج 521" إلى وحدة (صابرين) التابعة لها.
معراج 214: هي طائرة بدون طيار تُستَخدَم لاستهداف أنظمة الدفاع. وقد جرى تطوير وإجراء تغييرات على هذه الطائرة لتصميم وبناء نموذج إنتحاري جديد أُطلِقَ عليه (معراج 504).
معراج 504: ان طائرة معراج 504 الإنتحارية هي في الواقع جاءت نتيجةً للتغييرات والتحديثات التي أجريت على طائرة (معراج 214)، حيث جرى تطوير معراج 504 من قبل منظمة الجهاد والبحوث للإكتفاء الذاتي التابع للحرس الثوري الإيراني. إن هذه الطائرة تستخدم محرك مكبسي كقوة دافعة، وتصل إلى مدى 100 كيلومتر في الساعة. وقادرة على حمل حمولة متفجرة بزنة 2.5 كيلوغرام. كشف الحرس الثوري الإيراني عام 2022م عن طائرة إنتحارية دون طيار أطلق عليها (معراج 504)، وجاء ذلك خلال معرض أقامه الحرس الثوري في العاصمة الإيرانية طهران. ان تطوير وإجراء تغييرات على طائرة معراج 214 قد أدى إلى إنخفاض كبير في تكلفة تصميم وبناء هذه الطائرة الجديدة الموجودة حالياً لدى القوات البرية التابعة للحرس الثوري الإيراني وتُستَخدَم في سلك العمليات.

## سلسلة طائرات حازم بدون طيار
هي طائرة قاذفة موجهة عن بعد والقادرة على التحليق لمسافات بعيدة والقيام بعمليات قصف جوي. كما وتُستَخدَم في مهمات تتناسب مع توجهات الدفاع الجوي وكذلك تُستَخدَم للأستطلاع. ومن مميزاتها القيام بتقصي الأهداف والتعرف عليها وعند الحاجة يمكن إستخدامها لتحميل المتفجرات ما يعني ان الطائرة (حازم) يمكن إستخدامها كمدفعية وصواريخ إضافةً إلى إرسالها في مهمات إستكشافية. لقد تم إنتاج طائرة حازم المسيرة في 3 أنواع للمديات القصيرة والمتوسطة والبعيدة وهي مغلفة بطبقة خفية، عَمِلَ على إنتاجها كوادر من قوات مقر خاتم الانبياء للدفاع الجوي. وقد تم تنظيم إستعراض عسكري سنة 2013م في جمهورية إيران للقوات المسلحة بمناسبة يوم الجيش بحضور الرئيس السابق محمود أحمدي نجاد وكبار قادة الجيش والحرس الثوري في إيران. وتضمن الإستعراض الكشف عن جيل جديد من الطائرات بدون طيار من طراز (حازم 3) و (مهاجر B)، وهاتين الطائرتين مخصصتان للإستطلاع والتصوير والقتال ولإجراء الخطط التكتيكية والميدانية ودخلتا الخدمة حالياً بعد إنتاجها بالتعاون مع وزارة الدفاع الإيرانية. وقال قائد مقر خاتم الأنبياء للدفاع الجوي العميد فرزاد اسماعيلي سنة 2013م حول الطائرات من دون طيار من جيل حازم، حيث أكد "أنه تم استخدام طائرتي حازم 1 وحازم 2 العام الماضي أي سنة 2012م في مناورات الدفاع الجوي لعدة مرات"، وأكد "ان طائرة حازم 3 ايضاً تتمتع بميزات ومواصفات طائرة سرير من دون طيار".
ونماذج طائرة حازم هي:
حازم 1: تُستَخدَم في المدى الطويل.
حازم 2: تُستَخدَم في المدى المتوسط.
حازم 3: تُستَخدَم في المدى القصير.

## عائلة طائرات عرش
عرش 1: هي طائرة إيرانية بدون طيار. والتي تعتبر النموذج الأول لهذه العائلة. وقد طورت جمهورية إيران من طائرة (عرش 1) نسخة استراتيجية وبعيدة المدى أطلقت عليها (عرش 2).
عرش 2: هي طائرة بدون طيار طويلة المدى، وهي نسخة مطورة من طائرة عرش 1 إيرانية الصنع. إن هذه المسيرة يمكنها إصابة نفس أهداف الصواريخ الباليستية، كما أنها أسرع وأشد تدميراً من طائرات شاهد -136 التي تستخدمها القوات الروسية في أوكرانيا. يصل مدى عرش 2 إلى 2000 كيلومتر، ويمكن تزويدها بأجهزة مسح ضوئي وحراري، كما أنها قادرة على اكتشاف إشارات الرادار وتجاوز أنظمة الدفاع الجوي، بالإضافة إلى ذلك فإن هذه الطائرة لها القدرة على إعادة تحديد الهدف قبل إصابته. ويمكن إطلاق مسيرات عرش 2، من منصات في وسط البحر كما يمكن تغيير اتجاهها عدة مرات قبل الاشتباك مع الهدف. وقد تمت إضافة طائرات عرش 2 بالفعل إلى مخزون الجيش الإيراني، وسيتم عرض قدراتها بشكل أكبر خلال التدريبات العسكرية المستقبلية. نقلت وكالة مهر للأنباء الإيرانية شبه الرسمية الإثنين 12 سبتمبر/ أيلول 2022م عن قائد القوات البرية الإيرانية كيومرث حيدري الذي قال "إن البلاد طورت طائرة مسيرة انتحارية طويلة المدى مصممة لضرب تل أبيب وحيفا في إسرائيل"، حيث صنعت جمهورية إيران هذه الطائرة خصيصاً لضرب مدن إسرائيلية. ومن الممكن استخدام طائرة عرش-2 في الحرب الروسية الأوكرانية، حيث أكد معهد دراسة الحرب (ISW)، والذي هو عبارة عن منظمة أمريكية لبحث قضايا الدفاع، أن روسيا قد تحصل على طائرات إيرانية بدون طيار جديدة من طراز (عرش 2)، وهي مسيرات أكثر خطورة من التي تمتلكها روسيا ولا توجد معلومات كافية عنها. وأشار المعهد إلى معلومات من مسؤول استخباراتي أمريكي، تفيد بأن جمهورية إيران يمكن أن تزود روسيا بمئات الطائرات بدون طيار من طراز (عرش 2).

## عائلة طائرات سفير التدريبية
سفير: هي إحدى الطائرات الايرانية التدريبية بدون طيار. وتم تصنيع هذه الطائرة وفقاً للأنشطة التعليمية وبالتالي فهي تتمتع بقدرات ديناميكية هوائية خاصة وهيكل قوي. وتم تصميم جهاز الهبوط لهذه الطائرة بطريقة تصد الطاقة الواردة أثناء الهبوط ولا تسمح بنقلها إلى الهيكل، مما يسهل مهمة الهبوط لتدريب الطيارين، ومن ناحية أخرى، يحسن سلامة مستوى الهيكل أثناء الهبوط. وقد استخدم طلاب (دورة قيادة الطائرات المسيرة) في جامعة الشهيد ستاري لعلوم وتكنولوجيا الطيران طائرة سفير المسيرة في هذه الدورة. ومن المقرر أن طائرة شهاب التدريبية ستحل محل طائرة سفير التدريبية بعد اجتياز التقييمات الميدانية. ويبلغ سقف تحليق طائرة سفير 12 ألف قدم ومدة طيرانها ثلاث ساعات، ووزنها أكبر بكثير من طائرة شهاب التدريبية المسيرة.
شهاب: إن طائرة شهاب التدريبية المسيرة هي نسخة مطورة من طائرة سفير. تم الإعلان الرسمي عن طائرة شهاب المسيرة عام 2022م. وذلك بالتزامن مع أسبوع الدفاع المقدس، في معرض سلاح الجو في قاعدة الشهيد لشكري. يبلغ ارتفاع طيران هذه الطائرة 11 ألف قدم، وتستطيع ان تستمر في رحلتها الى ثماني ساعات. ويبلغ قطر طيرانها للأنشطة التعليمية 10 كيلومتر على الرغم من أن هذه الطائرة لديها القدرة على زيادة قطر الرحلة لمهمة الاستطلاع على مدى 200 كيلومتر.

## عائلة طائرات بليكان 2 للأغراض الزراعية
بليكان 2: أي (بجع البحر)، هي طائرة بدون طيار إيرانية الصنع للأغراض الزراعية. تمت صناعتها بنسختين وكُشِفَ عنها في العاصمة الكينية نيروبي سنة 2023م من قِبَل الرئيس الإيراني إبراهيم رئيسي في كينيا، وذلك خلال زيارته إلى أفريقيا التي استهدفت ثلاث دول أفريقية هي كينيا وأوغندا وزيمبابوي. تختلف هذه الطائرة، عن طائرة بليكان 2 بدون طيار الإستطلاعية القاذفة. ويأتي الإعلان عن بليكان 2، في إطار نجاح الشركات المعرفية الإيرانية في المجالات العلمية وتحقيق الإكتفاء الذاتي والإعتماد على الذات والطاقات الشابة. تتمتع هذه المسيرة بقابليات عديدة تُستَخدَم في الزراعة، حيث لديها تطبيقات مزدوجة لرش المحاصيل والأراضي الزراعية. كما وتتمتع بقدرات فريدة أخرى مثل الدفع الصناعي المقاوم للماء والغبار، والأذرع القابلة للفصل والتحضير في دقيقتين، ورش 2 هكتار لكل تحليق، وتغطية أفقية من 5-6 أمتار، والقدرة على تركيب جميع أنواع الوحدات الزراعية، إلى جانب ضخ 6 لترات في الدقيقة، كما تتمتع ببرنامج ذكي للكشف عن مسار التحليق، مع إمكانية معالجة الصور في مجالات رسم الخرائط واكتشاف الآفات الزراعية. كما أنّ طائرة بليكان 2 المسيّرة الزراعية، تساهم في خفض التكلفة في عملية رش السموم وزراعة البذور، ولها القدرة على حمل المبيدات والأسمدة السائلة والمبيدات المختلفة للمنتجات الزراعية. وجاء كشف النقاب عن الطائرة المسيرة الحديثة بليكان 2، علی هامش زيارة الرئيس الإيراني إلی أفريقيا. حيث أزاح رئيس الجمهورية الايرانية إبراهيم رئيسي الستار في العاصمة الكينية نيروبي عن نسختين لطائرة مسيرة إيرانية، تستخدمان في المجال الزراعي. وجرت مراسم إزاحة الستار عن هاتين الطائرتين المسيرتين خلال زيارة رئيس الجمهورية الإسلامية إلى المركز الإيراني للإبداع والتكنولوجيا في العاصمة الكينية نيروبي، وذلك بعد وصول الرئيس الإيراني إلى مطار نيروبي صباح يوم الأربعاء 12 تموز/ یولیو 2023م واستقبله مسؤولون كينيون. ولطائرة بليكان 2 نموذجين رئيسيين هما:
النموذج الأول: هو النسخة الأولى من طائرة بليكان 2 بدون طيار، والتي تم الإعلان الرسمي عنها في العاصمة الكينية نيروبي. ويُستَخدَم هذا النموذج لرش المبيدات الزراعية.
النموذج الثاني: هو النسخة الثانية من طائرة بليكان 2، ويُستَخدَم هذا النموذج لإجراء المسح للمَزارِع. وبامكان هذه الطائرة المسيرة بنماذجها والتكنولوجيا التي تعمل وفقها، ان تعزز العلاقات في المجال الزراعي بين جمهورية إيران والدول الأفريقية.

## طائرات إيرانية أخرى بدون طيار
رعد (أول طائرة بدون طيار إيرانية الصنع):
ان القوات المسلحة الإيرانية لم تكن تمتلك عدداً كافياً من الطائرات من دون طيار خلال الحرب العراقية الإيرانية (حرب الخليج الأولى) التي وقعت في ثمانينات القرن الماضي. وفي عام 1982م سمع قادة الحرس الثوري الإيراني أن هنالك طلاباً في جامعة أصفهان يبذلون الكثير من الجهود لصناعة طائرات من دون طيار ذاتية الدفع للتصوير الجوي وفي تلك السنوات، كانت طائرات الإستطلاع «أر إف 4» التابعة لسلاح الجو الإيراني محدودة الكفاءة ولم تكن بمقدورها التقاط الكثير من الصور الجوية، في حين كان توفير صور جوية لمناطق القتال أمراً بالغ الأهمية، ولهذا فلقد ذهب العديد من هؤلاء الطلاب إلى جبهة القتال بمساعدة قادة الحرس الثوري لإكمال مشروعهم، وبالفعل تمكن أولئك الطلاب من صناعة أول طائرة إيرانية من دون طيار، تم تسميتها بطائرة (رعد العسكرية). وخلال تلك الحقبة الزمنية، قام عدد من الخبراء الإيرانيين بإجراء العديد من الاختبارات على طائرة رعد العسكرية في مناطق العمليات لتصحيح عيوب الطائرات من دون طيار. وبعد ذلك تمكن الخبراء الإيرانيون تدريجياً من تطوير هذا النوع من الطائرات من دون طيار والتي أصبحت فيما بعد الأساس لتشكيل مقر (صناعة القدس الجوية). في عام 1984م وبعد ذلك تمكن الخبراء الإيرانيون من صناعة طائرة تلاش من دون طيار والتي اُعتُبِرَت المنتج الأول لصناعات القدس الجوية.
سفره ماهى (أول طائرة شبح لا يكتشفها الرادار):
تُلّقب أيضاً بشيطان البحر الإيراني. هي أول طائرة شبح عسكرية متعددة الأغراض إيرانية دون طيار لا يكتشفها الرادار. وقد تم تصميمها من قِبَل الخبراء في مجال الطيران وتكنولوجيا الفضاء في بداية العام 2010م. صُنِعَت بالاستفادة من التكنولوجيا المتطورة للغاية، وأُعتُبِرَت في حينها ذروة التطور التقني في العالم الذي حصلت عليه جمهورية إيران، فهي مجهزة بأدوات تتبع حديثة وعالية التقنية جداً والتي تشتمل على كاميرا ذات دقة عالية، وكاميرا تعمل بالأشعة تحت الحمراء بالإضافة إلى أجهزة رادار للكشف عن الأهداف الجوية لمسافة 350 كيلومتر، والأهداف البحرية ضمن 400 كيلومتر. ومن مهام طائرة شيطان البحر بدون طيار، هو إستخدامها في المجال العسكري، بالإضافة إلى مهمتها الرئيسية وهي الإستطلاع والبحث وكذلك إستخدامها في أعمال الدوريات. وبما أن طائرة سفره ماهى يمكن اعتبارها طائرة قتالية فمن المفترض أن تكون مجهزة بقنابل عالية الدقة والصواريخ. ومن مواصفاتها هي أنها مجهزة بمحرك نفاث. وأقصى سرعة للتحليق هي 920 كيلومتر في الساعة، اما أقصى ارتفاع للطيران فهو 9000 متر، اما أقصى مسافة لها تبلغ 750 كيلومتر، والوزن الأقصى للإقلاع هو 3500 كيلوغرام. ويبلغ طول الطائرة 2 متر، وطول الجناح يبلغ 8,7 متر. وقد استُخدِمَت في صناعة هذه الطائرة المحلية الصنع تقنية عالية ومواد تجعلها خفية عن الرادار. وهذا يجعل منها طائرة (شبح)، الأمر الذي يسمح لها أن تظل غير مرئية لمعظم أنظمة الرادار، وهذا بدوره يحسن إلى حدٍ كبير كفاءة استخدام الطائرات بدون طيار. وقد خضعت طائرة شيطان البحر الشبح إلى الاختبار وتمت تجربتها بنجاح بعد فشل أجهزة الرادار في رصدها، لتضاف إلى الترسانة العسكرية للجمهورية الإسلامية الإيرانية. وأعلن العميد عزيز نصير زاده مسؤول في سلاح الجو الإيراني سنة 2010 عن تحليق ناجح لجيل جديد من طائرات الإستطلاع بدون طيار متطورة لا يكتشفها الرادار وتحمل اسم (سفره ماهى) أي شيطان البحر. وقال مساعد قائد القوة الجوية الإيرانية لشؤون التنسيق خلال مراسم تجديد ذكرى البيعة لمنتسبي القوة الجوية مع آية الله الخميني الراحل عام 1979م، ان تحليق هذه الطائرة يُعَد ذروة التطور التقني في العالم الذي حصلت عليه إيران. وأشار إلى ان الاختبارات التي أجريت على الطائرة تمت بنجاح تام ووفق المعايير المطلوبة. وقال نصير زاده إنه إستُخدِمَت في صناعة هذه الطائرة المحلية الصنع تقنية عالية ومواد تجعلها خفية عن الرادار. وأشار إلى ان الطائرة سيتم إنتاجها صناعياً بعد الانتهاء من مرحلة الأبحاث وخاصةً في مجال تزويدها بالأجهزة الإلكترونية والعتاد. ونوه نصير زاده بالجهود التي بذلها العاملون في سلاح الجو الإيراني لتصميم وإنتاج هذه الطائرة المتطورة الأمر الذي يعكس قدرة الخبراء الإيرانيين في إنتاج وصناعة الطائرات المتطورة والحديثة منها طائرة صاعقة وتصميم طائرات لا ترصدها أنظمة الرادار رغم الحظر المفروض على بلاده.
خودكار (أول طائرة نفاثة عريضة):

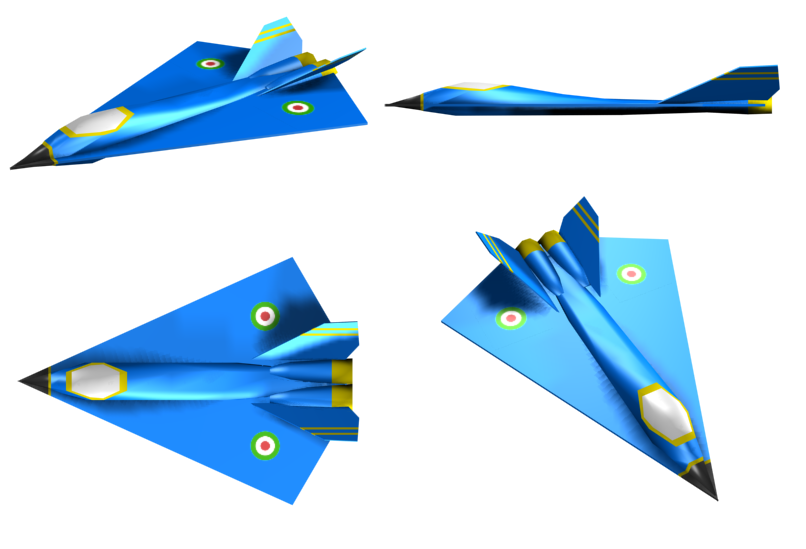
رسم توضيحي لطائرة سفره ماهى، هي أول طائرة إيرانية لا يكتشفها الرادار

هي أول طائرة نفاثة عريضة بدون طيار (أوتوماتيك) إيرانية الصنع والمزودة بمحرك توربيني (85-جي)، كما وتم تزويدها بكاميرتين، تم تثبيت إحداهما على الجزء الأمامي من جسم الطائرة كبديل لمجال رؤية قمرة القيادة، بينما تم تثبيت الكاميرا الثانية تحت جسم الطائرة لإستخدامها في عمليتي الهبوط والإقلاع. وعلى متن الطائرة تم تركيب هوائيات لاستقبال إشارات من سواتل النظام العالمي لتحديد المواقع (جي بي إس) وسواتل الشبكة العالمية المدارية (جلوناس)، وكذلك تم تثبيت هوائيات إرسال تعمل في نطاق مزدوج الأطياف. وقد تم الإعلان عن طائرة خودكار رسمياً داخل جمهورية إيران سنة 2019م من قِبل سلاح الجو الإيراني، والتي تُعَد إنجاز عسكري آخر محلي الصنع. وتم عرض هذه الطائرة غير المأهولة، المسماة (خودكار)، في معرض طهران لإنجازات القوات المسلحة الإيرانية في صناعة الطيران. وهي نموذج متطور من طائرة التدريب (تي-33) الإيرانية التي تم تطويرها إلى طائرة نفاثة عريضة بدون طيار.
رهام (أول طائرة تحلق وتهبط بشكل عمودي):
هي أول طائرة من دون طيار محلية الصنع تحلق وتهبط بشكل عمودي. وإحدى الطائرات المسيرة الإستطلاعية التي تمتلكها جمهورية إيران والمتخصصة بالمسح الجوي لتحديد مدار القمر الصناعي بدقة، وإعداد وإنتاج خرائط الطوبوغرافيا ثلاثية الابعاد. وقد تم الإعلان الرسمي عنها عام 2016م. وهي من نتاج التعاون بين الصناعات الدفاعية التابعة لوزارة الدفاع الإيرانية وبين المراكز العلمية في البلاد. ومن خصائص طائرة رهام الغير مأهولة، هي أنها تستطيع الهبوط والإقلاع بشكل عامودي لتنفيذ عملياتها من المناطق الوعرة. وكذلك إستخدامها في البحر والمناطق الجبلية والغابات. حيث تستطيع طائرة رهام من دون طيار الهبوط في أية نقطة والإقلاع من أية نقطة والتحليق بأي منطقة وفوق أي هدف منظور على علوٍ منخفض، والقيام بالتحليق بسرعة كبيرة. ومن خصائص طائرة رهام الأخرى هي أنها تحتفظ بكل قابليات طائرات من دون طيار. بالإضافة إلى ذلك تتغلب على القيود بقدرتها على التحليق العامودي. كما إن هذه الطائرة قادرة على أخذ معطيات الفوتوغرامتري أو المساحة التصويرية (المسح الجوي)، لتحديد مدار القمر الصناعي بدقة، وإعداد وإنتاج خرائط الطوبوغرافيا ثلاثية الابعاد (10000/1) و (25000/1) باستخدام صور الأقمار الصناعية. وكذلك قادرة أيضاً على إعداد وإنتاج نموذج الارتفاع الرقمي بصورة آلية بدقة 5 أمتار باستخدام صور الأقمار الصناعية. وكشفت جمهورية إيران وبحضور العميد حسين دهقان وزير الدفاع الإيراني سنة 2016م عن سبعة مشاريع مهمة في المجال الجغرافي، منها طائرة من دون طيار عمودية التحليق باسم (رهام). وأول منظومة لإعداد خارطة سريعة مبنية على منصة طائرة من دون طيار، ومنظومة أدوات لتحديد الزمن بدقة، ومنظومة برمجية لاستلام وإنتاج معلومات الأقمار الصناعية ما وراء الطيف.
زحل (أول طائرة على شكل طبق طائر):
على الرغم من أن جمهورية إيران قد اشتهرت بصناعة الأسلحة والمفاعلات النووية إلا أن قدراتها لا تتوقف عند هذا الحد. فها هي تفاجأ العالم بـ (أول طبق طائر) إيراني الصنع أُطلِقَ عليه زحل. وزحل هي أول طائرة إيرانية بدون طيار بشكل (طبق طائر) أُنتِجَت في جمهورية إيران. وقد قدمها الخبراء الإيرانيون في معرض التقنيات الإستراتيجية في طهران يوم 16 آذار/ مارس سنة 2011م. ويشار إلى أن طائرة زحل المسيرة هي مشروع مشترك لشركة (فارنس) المتخصصة في تكنولوجيا الطيران و (الجمعية الإيرانية) للبحوث في مجال الطيران والفضاء. وتوصف هذه الطائرة بأنها متعددة الوظائف، مع تخصصها في التصوير من الجو. وتم تجهيز الطائرة بنظام الملاحة GPS ونظامين منفصلين للتصوير ونقل الصور. وأفادت وكالة فارس الإيرانية للأنباء أن عرض الطائرة زحل تم في حضور مرشد الجمهورية الإسلامية أية الله علي خامنئي.
مبين:
هي طائرة بدون طيار إيرانية الصنع والتصميم، وهي واحدة من أحدث الطائرات من دون طيار التي تمتلكها جمهورية إيران. والتي تُعتبِر سلاحاً تكتيكياً يمكن إطلاقه من قاذفات برية ويمكن إطلاقه من على الطائرات الهجومية التابعة لقوات الجيش الجوية. ان هذه الطائرة التي ظهرت للعلن للمرة الأولى سنة 2019م بمعرض MAKS 2019 في روسيا يمكنها التحليق على ارتفاع 45 ألف قدم لفترة 45 دقيقة دون توقف، وتبلغ سرعة هذه الطائرة المسيرة كحد أقصى 900 كيلومتر في الساعة. ويمكن اعتبار طائرة مبين سلاحاً تكتيكياً يمكن إطلاقه من قاذفات برية ويمكن إطلاقه من على الطائرات الهجومية التابعة لقوات الجيش الجوية. وقد تم عرض هذه الطائرة التي تعمل بواسطة محرك توربيني من قبل منظمة صناعات الطيران الإيرانية (IAIO) بربع حجمها الطبيعي في معرض MAKS 2019 مصحوبة بنموذج بالحجم الطبيعي لمحركها يطلق عليه (Toloo-4) وهو محرك نفاث توربيني turbojet engine. ومن بين أبرز مميزاتها هي مقطعها الراداري الشبح الذي هو أقل من 0.1 متر مربع، والتوجيه خلال منتصف المسار (مما سيساعدها على تجنب العقبات الكبيرة) والتوجيه في مرحلة الطيران النهائية (لتوجيهها إلى الهدف). تم الكشف رسمياً عن طائرة مبين المسيرة من قبل وزارة الدفاع واسناد القوات المسلحة الإيرانية وذلك خلال معرض ماكس 2019 الجوي الدولي المقام بروسيا. وبدأ معرض ماكس 2019 الدولي للصناعات الجو – فضائية أعماله، بمشاركة جمهورية إيران و16 دولة أخرى، في مركز المعارض الجوية بمدينة جوكوفسكي الروسية. ويتضمن المعرض العالمي مشاركة 817 شركة عالمية متخصصة بعالم الطيران المدني والعسكري والتكنولوجيا من بينها 635 شركة روسية و182 شركة أجنبية تمثل 29 بلداً حول العالم من بينها جمهورية إيران متمثلة بشركاتها المعرفية من وزارة الدفاع واسناد القوات المسلحة الإيرانية، وقسم الشؤون العلمية والتقنية بمكتب رئاسة الجمهورية الإيرانية. ويقام معرض ماكس للطيران في روسيا منذ عام 1993م مرة واحدة كل سنتين. وأطلقت فعالياته هذا العام في مدينة جوكوفسكي بضواحي موسكو خلال الفترة ما بين 27 أغسطس/ آب إلى 1 سبتمبر/ أيلول 2019م. وتجدر الإشارة إلى نقطة مهمة حول هذا السلاح الانتحاري أو الطائرة من دون طيار، وهي الرأس الحربي خفيف الوزن تقريباً الذي يتمتع به هذا السلاح، ما يشير إلى أن المصممين الإيرانيين عملوا على رفع دقة هذا السلاح، وعملوا أيضاً على تقليل وزن رأسه الحربي، وذلك لأنه عند الجمع بين هاتين الصفتين سوف يتم تجنّب الآثار الجانبية. قد أظهرت التجربة في الأحداث الأخيرة في منطقة الشرق الأوسط أن الجماعات المسلحة مثل تنظيم الدولة أو جبهة النصرة كانت تبذل الكثير من الجهود للاختباء في مناطق مدنية مكتظة بالسكان، ما جعل الأمر صعباً للغاية على القوات المتصدية لهم كشف أولئك المسلحين والقضاء عليهم، ولهذا فلقد قامت الخبرات الإيرانية بالمضي قُدماً نحو تصميم سلاح ذي دقة عالية وخفيف لتنفيذ عمليات عسكرية ضد تلك الجماعات المسلحة التي تنتشر في الكثير من المناطق السورية والعراقية. بالطبع، لم يتم تقديم معلومات كاملة حول نوع هذا السلاح، ولكن قد تم ذكر حقيقة أنه يمكن أن يحمل مجموعة متنوعة من الرؤوس الحربية. وعلى هذا الأساس يشير تقرير صادر عن معهد روسي للدراسات الاستراتيجية، بعنوان (الطائرات المسيرة في الشرق الأوسط)، حول الدول الإقليمية المتقدمة في المجالات التقنية مثل جمهورية إيران، وتركيا، والذي يؤكد أن الجمهورية الإيرانية ورغم سنوات عديدة من الحظر الذي طال المجالات المختلفة بما فيها القوة الجوية في هذا البلد، لكنها تمكّنت وبصورة مستقلة من تطوير صناعة الطائرات المسيرة لديها وإستخدامها ضد الجماعات المسلحة في العراق وسوريا. اما مواصفات طائرة مبين القتالية وبحسب المعلومات الصادرة عن الجناح الإيراني ضمن معرض ماكس 2019 الروسي، يبلغ طول هذه الطائرة 3 أمتار وتزن 670 كغ، وهي قادرة على حمل مايبلغ 120 كغ من السلاح والأجهزة الضرورية في تنفيذ المهام الموكلة إليها. كما تسطيع الطائرة المسيرة مبين التحليق على ارتفاع 45 ألف قدم لفترة 45 دقيقة دون توقف، وتبلغ سرعة هذه الطائرة كحد أقصى 900 كم في الساعة. إن هذا السلاح المسير مزوّد بمقطع راداري منخفض جداً ولديه القدرة على التخفي من أنظمة الرادار، وفي الجزء الأول من الهيكل يمكن تثبيت أنواع من الرؤوس الحربية يصل وزنها إلى 120 كلغم. ان هذه الطائرة بينها وبين سلسلة طائرات كرار المسيرة بعض التشابه. فعند إلقاء نظرة فاحصة على هيكل وشكل السلاح نكتشف بعض النقاط المثيرة للاهتمام وهنا يبدو أن طائرة مبين الإيرانية لديها تشابه لا يمكن إنكاره مع طائرة كرار المسيّرة الهجومية، ويكشف تصميم الخوذات الخلفية لهذه الطائرة من دون طيار عن تشابهها مع تصميم طائرة كرار المسيّرة. في الواقع، تُعتبَر طائرة كرار المسيرة واحدة من أولى تجارب إيران في تطوير الطائرات ذات المروحة النفاثة، ونظراً لأن الطائرات من دون طيار وصواريخ كروز لها عدد من الخصائص المشتركة، فيمكن إستخدامها لتطوير بعضها البعض. لهذا السبب، يمكن اعتبار «مبين» سلاحاً تكتيكياً يمكن إطلاقه من قاذفات برية ويمكن إطلاقه من على الطائرات الهجومية التابعة لقوات الجيش الجوية وبالنظر إلى المدى الذي يستطيع هذا السلاح الوصول إليه، يمكن اعتبار مبين خياراً مثالياً للتعامل مع القوات العابرة للحدود الموجودة حول جمهورية إيران لأن الجمع بين الحجم الصغير والسرعة العالية والمنطقة المُستعرضة المنخفضة يجعل مبين مثالياً لمثل هذه العمليات العسكرية. ومن النقاط المهمة الأخرى التي يجب مراعاتها حول هذه الطائرة هو أن ما تم عرضه في معرض ماكس الروسي كان نسخة طبق الأصل، وأن المنتج النهائي والعملي الذي سيتم تسليمه للقوات المسلحة سيكون مختلفاً في التصميم والأبعاد عن ذلك السلاح الذي تم عرضه.
ملحمة أو حماسة:
هي طائرة شبح إيرانية بدون طيار ذات مهام استطلاعية وهجومية. والتي تُعتبَر إحدى الطائرات المسيرة التي تعتمد عليها جمهورية إيران كثيراً إلى جانب مثيلاتها من الطائرات المسيرة الأخرى، هذه الطائرة التي تم الكشف عنها سنة 2013م لها عدة نماذج مختلفة. ويتم تصميمها وصنعها من قبل جمهورية إيران وذلك عن طريق خبراء الصناعات الدفاعية لتُضاف إلى ترسانة الطائرات الإيرانية بدون طيار، ومن خصائص طائرة ملحمة أو حماسة هي قدرتها على القيام بتنفيذ عمليات هجومية حيث بإمكانها حمل صواريخ وقنابل ثقيلة بالإضافة إلى ذلك يمكنها تجنب الرادار وصعوبة كشفها وهي من الطائرات الإيرانية القليلة التي تم ربطها بالأقمار الصناعية. ومن سمات هذه الطائرة المسيرة الجديدة بالمقارنة مع سائر الطائرات يمكن الإشارة إلى إطالة أمد تحليقها بحيث تقدر أن تحلق في السماء لأمد طويل جداً لتنفيذ مهام استطلاعية وهجومية. اما خصائصها فقد أعلنت جمهورية إيران عن بعض خصائصها ومميزاتها دون إعطاء تفاصيل إضافية عن الطائرة غير التي تم ذكرها ومن أهمها هو قدرتها على القيام بمهام الاستطلاع والمراقبة وشن الهجمات الصاروخية جميعاً في آنٍ واحد، والقدرة على الطيران على علوٍ مرتفع كما وإنها قادرة على القيام بمهمات استطلاع وهجوم، وبإمكانها أن تحمل الصواريخ والقنابل الثقيلة بحيث لا يستطيع الرادار أن يكتشفها. ومن المميزات الأخرى لهذه الطائرة إنها طائرة شبح لا يمكن للعدو رصدها، وتُعَد إنجازاً عسکرياً هاماً لإيران. وحسب وزير الدفاع الإيراني الجنرال أحمد وحيدي، الذي نقلت تصريحاته وكالة أنباء مهر الإيرانية بمناسبة إزاحة الستار عن طائرة ملحمة، سوف تضيف هذه الطائرة قدرات جديدة لإستراتيجية الدفاع الإيرانية. ويُذكَر أن إيران طورت في السنوات الأخيرة برنامجاً لصناعة طائرات بدون طيار. وفي 18 أبريل/ نيسان عام 2013م كشفت عن ثلاث طائرات حديثة إيرانية الصنع. ويمتلك الجيل الجديد من طائرة ملحمة بدون طيار بالإضافة إلى طائرات شاهد بدون طيار وكذلك بهباد فطرس أنظمة ارتباط مع الأقمار الصناعية ومجهزة برادارات متطورة فضلاً عن امتلاكها أنظمة ليزر لتحديد المسافات ومراكز الأهداف حيث يمكن للباحث بالاستفادة من هذه المنظومة الليزرية ان يُقفَل في المرحلة النهائية على الهدف المنشود الذي لا يمكنه إطلاقاً التملص من إصابة صاروخ هذا البهباد، والذي يُعَد تطوراً مهماً في الإمكانيات القتالية للطائرات الإيرانية بلا طيار. اما الاستخدام الخارجي لطائرة ملحمة بدون طيار فقد ذكر موقع (ديلي بيست) الإخباري الأميركي في تقرير تحت عنوان (حرب الطائرات بدون طيار الإيرانية في سوريا)، أن هذه الطائرات الإيرانية بدون طيار لعبت دوراً أساسياً في منع نظام الأسد من السقوط. وينقل الموقع تصريحات الخبير الأميركي في معهد (c4ads) للأبحاث بواشنطن، فارون فيرا، حيث يقول، إن إيران لديها بضع عشرات من الطائرات بدون طيار، من بینها شاهد وعازم ومهاجر وحماسة (ملحمة) وسریر كُشِفَ الستار عنها عامي 2012 و2013م. ويضيف فارون: نظراً للدعم الإیراني الواسع للنظام السوري فإنه بالتأکید يتم إرسال طائرات بدون طیار إیرانیة لمساندة نظام دمشق، حيث تمت مشاهدة طائرات بدون طیار إیرانیة الصنع في قواعد جوية سوریة في حماة ودمشق والشعيرات في حمص عبر الأقمار الصناعية، إضافةً إلى طائرة الفانتوم. وتوجد نماذج عدة للطائرات الإيرانية بدون طيار في سوريا، منها تلك الطائرة صغيرة الحجم المسماة ياسر. ووفقاً للتقرير، فإن هذا الأمر لا يشكل مفاجأة، حيث إن برنامج إيران لصناعة الطائرات بدون طيار يعود إلى حقبة الثمانينات إبان الحرب مع العراق عندما بدأت إيران باستخدام طائرات بدون طيار للتجسس على المواقع العراقية. وخلال تلك الحرب، طور المهندسون الإيرانيون قذائف صاروخية محمولة على تلك الطائرات وأطلقوها على القوات العراقية.
فطرس:

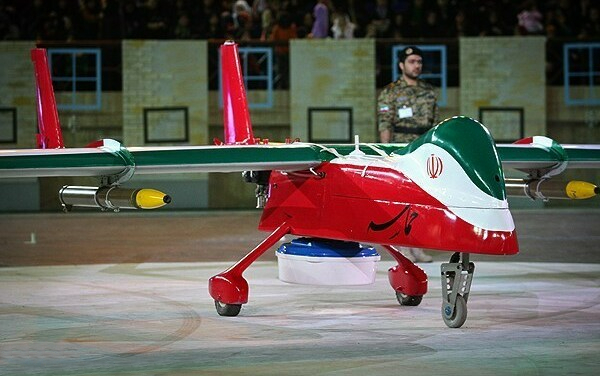
طائرة حماسة خلال حفل الإعلان الرسمي عنها عام 2013م

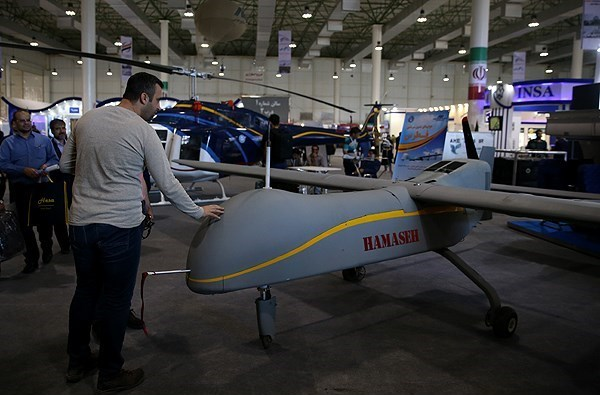
نموذج مصغر الحجم لطائرة حماسة بدون طيار في معرض أسلحة إيراني في جزيرة كيش، حوالي 16 نوفمبر 2016م

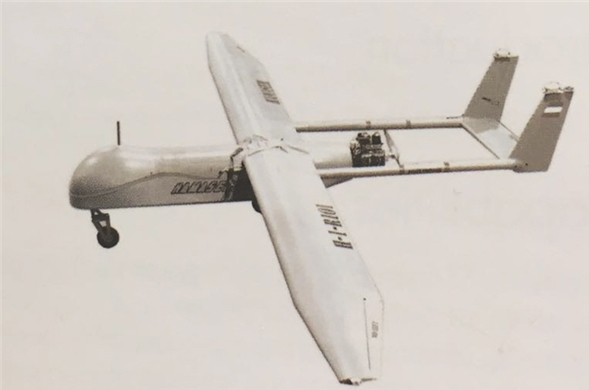
طائرة حماسة أو ملحمة بدون طيار

هي طائرة عسكرية وغير عسكرية بدون طيار إيرانية الصنع، والتي تُعَد أحدث وأكبر الطائرات من دون طيار الإيرانية الإستراتيجية في وقتها، والمصنعة من قبل منظمة الصناعات الجوية بوزارة الدفاع وإسناد القوات المسلحة الإيرانية. والقادرة على التحليق فوق كل منطقة الشرق الأوسط لأكثر من 30 ساعة. وتم الإعلان الرسمي عن فطرس في عام 2013م. كما وتتمتع بجناحين كبيرين وبقدرة على التحليق أكثر من يوم واحد. كما وتقوم هذه الطائرة بعمليات المراقبة والرصد والمسح الجوي وكذلك التصوير الجوي وإرسال صور الفيديو بصورة حية (إمكانية تسجيل الصور في محطة التحكم الأرضية) والقدرة على التخطيط للذهاب والمجيء وتنفيذ المهمة عبر الكومبيوتر والطيار الآلي وإرسال معلومات الطيران بصورة دائمة. كما ويمكن استخدام هذه الطائرة في عمليات المراقبة الجوية والإستطلاع عبر التقاط الصور وأشرطة الفيديو الجوية من عمق مواقع العدو والحرب الإلكترونية والرصد والكشف عن الأهداف والتحكم بحركة المرور ومراقبة الشريط الحدودي بهدف مكافحة التهريب ودراسات الأنواء الجوية والتقاط الصور لإعداد الخرائط الجغرافية أو سائر المهمات المطلوبة. فضلاً عن انها قادرة على القيام بعمليات قتالية نظراً لتجهيزها بأنواع من الصواريخ والقاذفات. حيث يمكن تسليحها بصواريخ جو-سطح، لإنجاز المهمات القتالية. وقد قُدِمت طائرة فطرس على انها الطائرة بلا طيار الأبعد مدى بين تلك التي بنتها جمهورية إيران في وقتها، وهذا المدى يسمح لها ببلوغ إسرائيل التي تقع على بعد ألف كيلومتر من جمهورية إيران. وتتميز الطائرة من دون طيار فطرس بمزيتين مهمتين مقارنةً مع النماذج السابقة وأهمها (شاهد 129)، وإحدى هاتين الميزتين، هي زيادة مدى التحليق بمقدار نحو 300 كيلومتر ليصبح 2000 كيلومتر. واستمرار فترة التحليق إلى نحو 30 ساعة أي بزيادة مقدارها 6 ساعات قياساً للطائرة شاهد 129. وهذا الأمر يعني تحسين تصميم الهيكل (خاصةً الجناحين) وكذلك زيادة قدرة المحرك ليتمكن من التحليق لفترة طويلة وبصورة مستمرة من خلال التزود بالوقود مرة واحدة. وتمكنت جمهورية إيران من ربط طائرة فطرس بدون طيار بالأقمار الصناعية، حيث تمتلك هذه الطائرة وكذلك الجيل الجديد من طائرات شاهد، وحماسة بدون طيار، أنظمة ارتباط مع الأقمار الصناعية ومجهزة برادارات متطورة فضلاً لامتلاكها أجهزة ليزر لتحديد المسافات ومراكز الأهداف. ومن ردود الفعل الإيرانية حول إنتاج طائرة فطرس ما صرح به وزير الدفاع وإسناد القوات المسلحة الإيرانية العميد حسين دهقان حيث قال، انه تم بنجاح اختبار هذه الطائرة في المختبرات والمراكز الأكثر تخصصاً في البلاد وقال، انه تم إجراء الاختبارات الأرضية وفق المواصفات الدولية في سرعات بطيئة ومتوسطة وعالية والتحليق بنجاح وبما يفوق الأهداف المرسومة. ولطائرة فطرس التي تستطيع التحليق لأكثر من يوم عدة مهام هي:
- مهام عسكرية:

حيث تستطيع هذه الطائرة القيام بمهمات قتالية وذلك من خلال تسليحها بأنواع محددة من الصواريخ. أي يمكن تجهيزها بصواريخ جو-أرض، لتنفيذ العمليات العسكرية المنوطة بها.
- مهام غير عسكرية:

وهي مراقبة الحدود البرية والبحرية، ورصد خطوط أنابيب النقل والاتصالات، وضبط مرور الطرق الخارجية، ورصد المناطق المنكوبة بالزلازل والحرائق والسيول، والرصد البيئي للحفاظ على البيئة، وإرسال أفلام فيديو وصور دقيقة خلال فترة أداء المهمة إلى المحطات الأرضية التي تتحكم بها.
- توجيه طائرة فطرس:

نظراً لمدى التحليق لهذه الطائرة، فان هنالك إمكانية توجيه الطائرة بواسطة المتحكم من محطة السيطرة الأرضية بصورة شبه آلية أو آلية بالكامل:
- الحالة شبه الآلية:

في هذه الحالة يقوم المتحكم من خلال رؤية معلومات الطيران على شاشة العرض في المحطة، بالتحكم بالطائرة وتوجيهها بما يتناسب مع المهمة الموكلة إليها.
- الحالة الآلية بالكامل:

يتم خزن الإحداثيات الجغرافية للنقاط المحددة سلفاً وفي مسار التحليق من قِبَل المتحكم عن طريق محطة التحكم الأرضية في ذاكرة المعدات الإلكترونية للطائرة، وبإمكان الطائرة من خلال استخدام نظام (الـجي بي اس) وجهاز قياس الارتفاع من قطع المسارات المحددة سلفاً، وباستطاعة المتحكم حين تحليق الطائرة من إجراء التعديلات الصادرة من قائد العمليات.
بليكان 2:

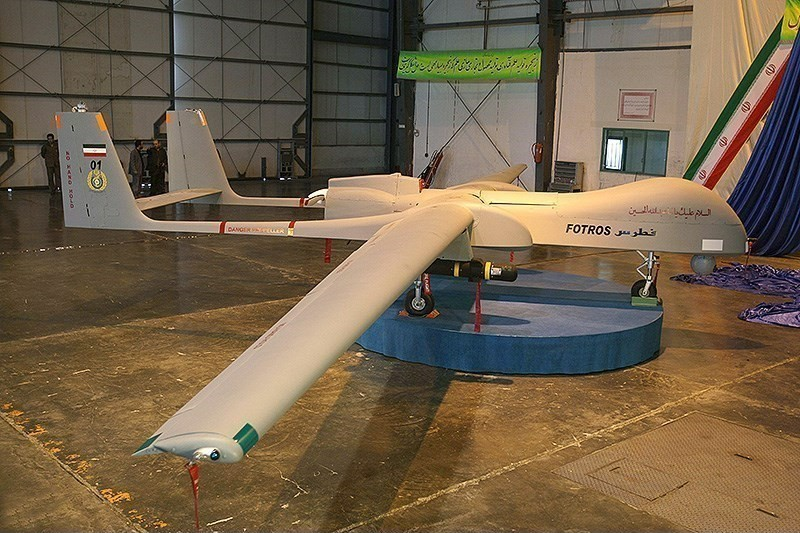
طائرة فطرس بدون طيار خلال الإعلان الرسمي عنها

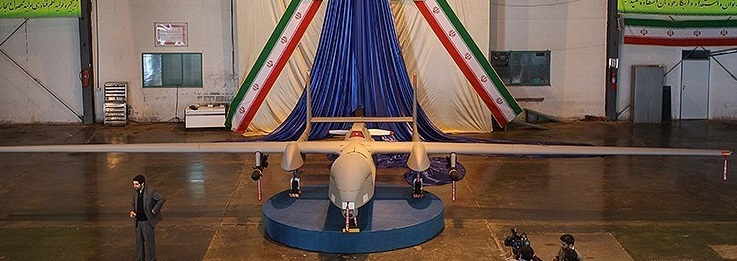
طائرة فطرس الإيرانية بدون طيار

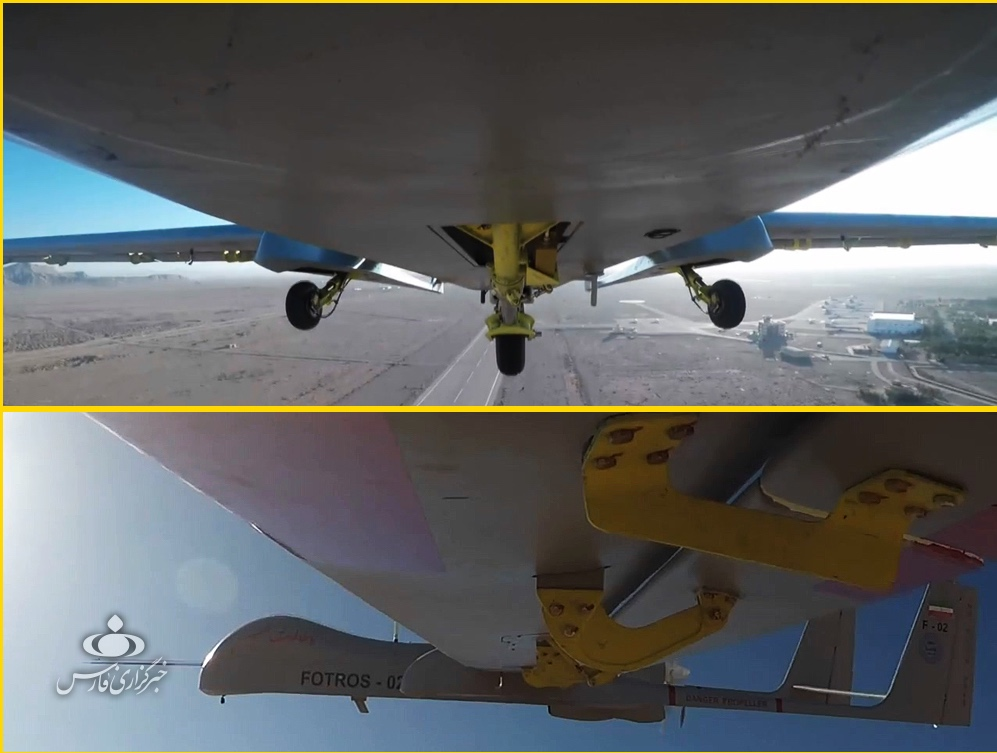
طائرة فطرس الإيرانية ويمكن من خلالها رؤية معدات هبوط جديدة وقابلة للطي

هي طائرة إستطلاعية وقاذفة مسيرة. تَستَخدِم خمسة محركات أربعة منها عمودية وواحد للدفع الأفقي. وهي قادرة على الإقلاع والهبوط العمودي من فوق السفن الحربية. تم الكشف عنها في 30 تشرين الثاني (نوفمبر) سنة 2019م. من قِبَل مؤسسة الأبحاث والجهاد الكفائي التابعة لقوات البحرية الإيرانية وبحضور المساعد التنفيذي لرئيس هيئة أركان الجيش الأدميرال محمد محمودي وقائد قوات البحرية في الجيش الإيراني الأدميرال حسين خانزادي. وتتمتع الطائرة بدون طيار (Pelican- 2) بالقدرة على الاختراق العميق والقدرة على القيام بمهام دوريات المراقبة والإستطلاع. والتحليق في مديات واسعة والتعرف على المحيط ومراقبة القطع البحرية العائمة للعدو وخاصةً المشكوك في أمرها وتقديم صور عن الانتشار التكتيكي لقطع العدو في ساحات المواجهة. بالإضافة إلى ان هذه الطائرات بدون طيار تتمتع بالقدرة على الإقلاع والهبوط العمودي على العوامات البحرية المتحركة مستخدمةً أربعة محركات للطيران العمودي ومحرك دفع قوي للطيران الأفقي. حيث يتم فصل الطائرة أولاً عن السفينة بشكل عمودي باستخدام محركاتها الأربعة المتزامنة، ومن ثم يتبعها نمط تلقائي مصمم في نظام الطيران الآلي، حيث تنطلق الطائرة بشكل أفقي من خلال عملية مدروسة جيداً بدون الإخلال بالتوازن والانهيار المفاجئ للطائرة. ويتم تنفيذ هذه العملية عكسياً عند عودة الطائرة بدون طيار من رحلة الإستطلاع لتهبط على السفينة. ومن الجوانب الأخرى التي تتميز بها هذه الطائرة المسيرة الملاحة الإيجابية ومقاومتها للاختراق عند الهبوط على سطح الماء، مما يسمح لهذه الطائرة بالهبوط وإعادة التدوير على سطح الماء في حالات الطوارئ بدون أي ضرر. كما إجتازت الطائرة بدون طيار (بليكان 2) جميع اختباراتها الميدانية (HAT و SAT) بنجاح. وقد أدى الأداء غير المسبوق لهذه الطائرة بدون طيار في العمليات التلقائية وفي الظروف الغير عادية إلى تغلبها على باقي الطائرات المسيرة العادية حيث لم تتمكن هذه الطائرات من أداء المهمة الموكلة إليها في الظروف الصعبة، بالإضافة إلى ان الطائرة المسيرة بليكان 2 لا تحتاج إلى منشآت وبنية تحتية واسعة النطاق ومكلفة للعمل، مما دفع قوات البحرية في جيش الجمهورية الإسلامية الإيرانية إلى استخدم هذه الطائرة لتنفيذ المهام المسندة إليها في الوحدات العائمة والمياه البعيدة تحت سيطرتها التشغيلية. ومن ردود الفعل الإيرانية حول طائرة (Pelican-2) قال قائد بحرية الجيش الإيراني اللواء حسين خانزادي : «تُعَد طائرة بليكان المسيرة من أهم الإنجازات التي عُرِضَت اليوم والتي تنفرد بميزات خاصة وهذه الإنجازات تضفي ميزات جديدة وذكية على البحرية الإيرانية وتجعلها تطال مسافات أبعد وإمكانات أكبر في تدبير الأهداف المنشودة البعيدة». وقد أعلن العديد من الخبراء العسكريين الإيرانيين بأن هذه الطائرة يمكنها التحليق لمسافات طويلة والهبوط على الماء وإطلاق الكثير من القذائف وإصابة أهدافها بدقة عالية.
سرير 1 أو H-110:
هي طائرة إيرانية بدون طيار عسكرية وغير عسكرية لا ترصدها الرادارات. والتي يمكن تسليحها بصواريخ مضادة للجو كما وانها قادرة على حمل عدد من الكاميرات والتصوير بها. وقد تم الإعلان الرسمي عن طائرة سرير بدون طيار سنة 2013م وذلك من قِبَل الجيش الإيراني بمناسبة ذكرى تأسيسه. ان طائرة سرير 1 المسيرة تتمتع بعدة خصائص أبرزها هي قدرتها على تغيير إتجاه تحليقها، والتحليق بالاتّجاه المعاكس، بمعنى عندما تكون تسير نحو جهة الغرب، تستطيع أن تتجه نحو الشرق باستخدامها محركاً آخراً وذلك بحسب ما أكده قائد مقر خاتم الأنبياء للدفاع الجوي فرزاد إسماعيلي. وأوضح إسماعيلي أن السرعة والقدرة على التخفي والتمويه من خصائص طائرة سرير من دون طيار، مضيفاً أن هذه الطائرة تتمتع بطاقة كبيرة في كشف الأهداف وتصوير المواقع المنشودة. ووصف إسماعيلي، طائرة سرير من دون طيار بأنها مناسبة لتنفيذ جميع المهام، مشيراً إلى أن منظومتها الصاروخية، صُممت في مقر خاتم الأنبياء للدفاع الجوي، بيد المتخصصين الداخليين الإيرانيين وأن هذه الصواريخ تمكَّن طائرة سرير من دون طيار، من إستهداف مختلف الأهداف بما فيها طائرات من دون طيار مهاجمة.
رعد-85:

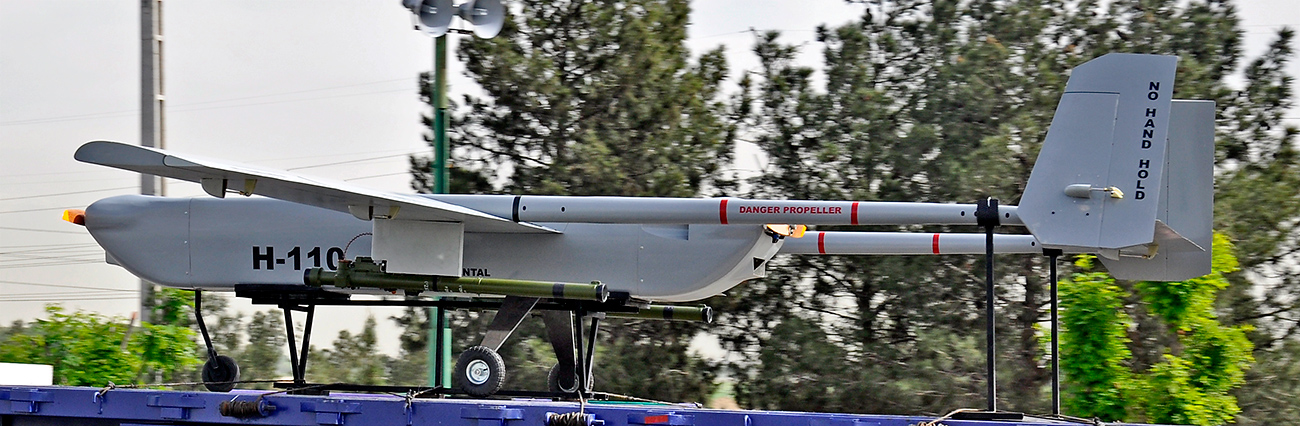
نموذج تجريبي للطائرة بدون طيار الإيرانية H-110 Sarir

هي جيل جديد من الطائرات المقاتلة الانتحارية من دون طيار، والتي تم تطويرها من قبل المهندسين الإيرانيين عام 2013م. ولهذه الطائرة القدرة على إستهداف وتدمير الأهداف الثابتة والمتحركة عن بعد، وتم إنتاجها بأحجام مختلفة تتناسب مع أهداف ومهمات متنوعة. تُعتبَر هذه الطائرة عنصر فعال في ترسانة الطائرات الإيرانية بدون طيار. حيث أنها صُمِمَت بمدى 100 كيلومتر لضرب الأهداف الكبيرة. وتصيب طائرة رعد 85 الهدف بهامش خطأ يبلغ 5 متر فقط، ويبلغ مدى الشظايا الناجمة عن الانفجار 300 متر، فيما تصل سرعتها إلى 450 كيلومتر في الساعة. وبإمكانها إرسال الصور التي تلتقطها إلى القاعدة بصورة مباشرة حتى اللحظة الأخيرة. وتستطيع (رعد-85) تحديد الأهداف الثابتة أو المتحركة، مثل الطائرات المروحية أو المقاتلة، وتدميرها، وكذلك الدبابات والمنشآت وتدميرها أيضاً. ويمكنها نقل شحنات متفجرة، و (الطائرة رعد الانتحارية) عبارة عن صاروخ مزود بكاميرا مراقبة يتم التحكم بها عن بعد. كما أنها قادرة على التقاط صور وأشرطة فيديو إلكترونية وتنفيذ مهمات أخرى، بينها الإستطلاع الجوي. وقد باشرت جمهورية إيران بعمليات الإنتاج المكثف لهذه الطائرة عام 2013م، بحسب تأكيد قائد سلاح البر الإيراني الجنرال أحمد رضا بوردستان. اما بخصوص عمل طائرة رعد الانتحارية، فهي تعمل كصاروخ كروز يدمر الهدف، حيث أنها تمتلك هذه القابلية ومجهزة برأس حربي قوي يتسم بالدقة المتناهية في إصابة الأهداف. فهي صممت للإصطدام بأهدافها وإطلاق رؤوسها الحربية. فطائرة رعد 85، تُكلف بمهام محددة وتمتلك قابلية تلقي مهمة ومسار جديدين على مدى تحليقها، وبإمكانها العودة إلى قواعدها عند إلغاء المهمة. يُذكَر ان جمهورية إيران وبحسب الوكالات العالمية، من ضمن القوتين أو الثلاث في المنطقة بمجال الطائرات بدون طيار. وأكدت السلطات الإيرانية أن السلاح الجديد، الذي عرض على الشاشات الإيرانية المحلية، تم إنتاجه سنة 2013م بأحجام مختلفة. وذكرت وكالة فارس للأنباء أن هذه الطائرة الانتحارية نفذت مهمتها بنجاح وأصابت الهدف المطلوب. وذلك خلال مشاركتها في مناورات محمد رسول الله (ص) التي شهدتها منطقة مضيق هرمز. حيث أجرى الجيش الإيراني يوم الخميس 25 ديسمبر/ كانون الأول 2014م، على رقعة تبلغ مساحتها (2,2 مليون) كيلومتر مربع، بدءاً من شرق مضيق هرمز وإلى المدار 10 الشمالي في المحيط الهندي. اختبار 3 طائرات من دون طيار انتحارية وان هذه الطائرات هي نوع من صواريخ كروز إيرانية الصنع بالكامل. حيث تم أثناء المناورات اختبار نموذجين متطورين من طائرات من دون طيار من طراز يسير ورعد-85 بالإضافة إلى اختبار طائرات من دون طيار انتحارية وكانت جميع الاختبارات ناجحة. اما ردود الفعل الدولية حول تصنيع طائرة رعد الغير مأهولة هو ما صدر من دولة الصين. فقد كتبت وكالة أنباء شينخوا في تقريرٍ لها: تجري حالياً مناورات بمشاركة القوات البرية والبحرية والجوية لجيش الجمهورية الإيرانية على منطقة واسعة من جنوب وجنوب شرق البلاد، حيث إستُخدِمَت فيها القوات المسلحة الإيرانية أحدث المعدات العسكرية واختبرت نوعاً جديداً من طائرات بدون طيار باسم رعد 85. وأُطلِقَ في هذا التقرير اسم (طائرة انتحارية بدون طيار) على الطائرة بدون طيار الجديدة من صناعة إيران، حيث يتم اختبارها للمرة الأولى من قبل الوحدات العسكرية الإيرانية. واستندت وكالة الأنباء الصينية إلى تصريحات قائد القوة البرية لجيش الجمهورية الإيرانية، العميد احمد رضا بوردستان، أنه نظراً إلى القابليات والقدرات العالية لهذه الطائرة بدون طيار، فإنها قادرة على إستهداف أي هدف في البر أو الجو. ووصف التقرير المذكور هذه الطائرة ب (القنبلة المتحركة). وكتب نقلاً عن العميد بوردستان: ان هذا الطائر الحديدي يُستَخدَم لمهاجمة الأهداف الجوية والبرية، وفي حال رؤية أي هدف مشكوك فسيبدي رد فعل سريع ويهاجمه.
يسير:

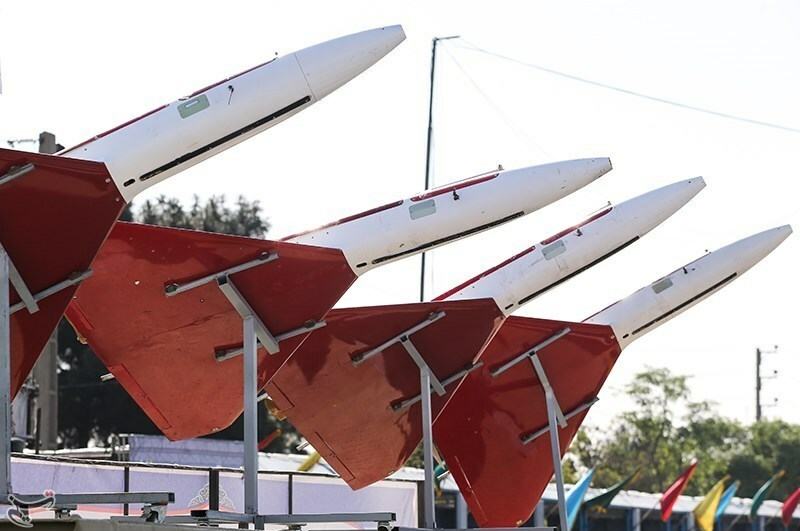
طائرة رعد 85 بدون طيار خلال عرضها في يوم الجيش الإيراني سنة 2022م في العاصمة الإيرانية طهران

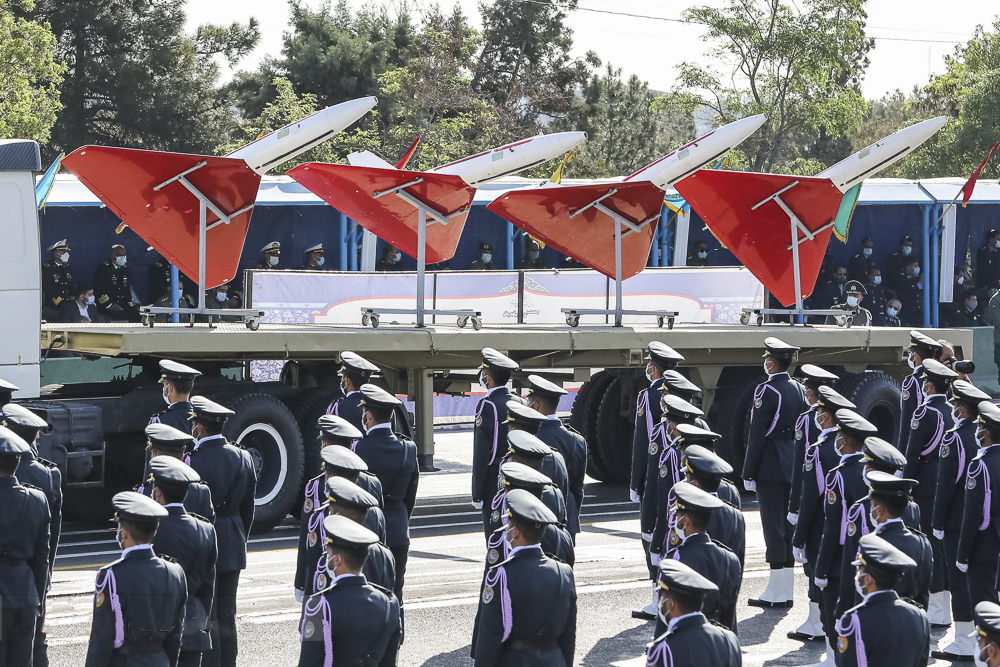
مقطورات عسكرية إيرانية تحمل طائرة بدون طيار رعد 85 وذلك خلال مسيرات يوم الجيش الإيراني عام 2022م

أي بمعنى تسهيل. هي مركبة إستطلاع جوية من دون طيار يصل مداها إلى 200 كيلومتر وقادرة على الطيران حتى ارتفاع 4500 متر. ولهذه الطائرة القدرة على كشف ومراقبة الأماكن البعيدة، فضلاً عن أنها لا تحتاج إلى مدرج للانطلاق أو الهبوط. ان طائرة يسير من دون طيار مزودة بكاميرات قوية جداً قادرة على التقاط صور للعدو ونقلها إلى مركز مراقبة على الأرض. وتستطيع هذه الطائرة التحليق لمدة ثماني ساعات متواصلة وتُطلَق بواسطة دافع ما يتيح إطلاقها بشكل سريع. وتم الإعلان رسمياً عن طائرة يسير المسيرة سنة 2013م من قِبَل الجيش الإيراني الذي أطلق اسم يسير على هذه الطائرة. وقال قائد سلاح البر الإيراني الجنرال احمد رضا بوردستان خلال الاحتفال الذي أُقيم بمناسبة تقديم هذه الطائرة «إنها قادرة على كشف ومراقبة الأماكن البعيدة». وأضاف الضابط الإيراني ان اسم يسير، يعني تسهيل، أي ان هذه الطائرة قادرة على الدخول إلى قلب مناطق العدو.
نذير:
هي إحدى الطائرت الإيرانية المسيرة والمستخدمة في جمهورية إيران. التي تمتلك برنامجاً واسعاً من الطائرات المسيرة الإستطلاعية أو العسكرية. ان طائرة نذير بإمكانها رصد الصواريخ الباليستيه وصواريخ كروز وطائرات الشبح منخفضة الرادار.
كوادكوبتر:
هي طائرة من دون طيار إيرانية الصنع والتصميم. أُطلِقَ عليها اسم (كوادكوبتر)، بمدى تحليق يصل إلى 100 كيلومتر وقادرة على حمل شحنة. وبإمكان هذه الطائرة المسيرة مواصلة التحليق لمدة 4 ساعات، وحمل وزن التحليق لها يبلغ 20 كغم. وقد تمت صناعة هذه المركبة الجوية الغير مأهولة من قِبَل مجموعة ولي عصر لتصنيع الطائرات من دون طيار. وقد أعلن الجيش الإيراني سنة 2018م عن صناعة هذه الطائرة المسيرة، إلى جانب مجموعة من الصناعات العسكرية الجديدة محلية الصنع، حسبما أفادت وسائل إعلام إيرانية. وبحسب وكالة أنباء فارس الإيرانية، أزاح قائد القوة البرية الإيرانية العميد كيومرث حيدري، الستار عن صناعات عسكرية جديدة أنجزتها هذه القوة. من ضمنها صاروخ إيراني ذكي له «قدرات خاصة» بالإضافة إلى طائرة كوادكوبتر الغير مأهولة ومنظومة السيطرة من قبل القيادة مع إمكانية الإتصال بالصورة والصوت والمعلومة بين الوحدات بصورة مشفرة. وذلك خلال زيارته التفقدية لمعرض منجزات مهرجان «الشهيد نامجو» للأفكار الإبداعية.
ياسر:
هي طائرة آلية خفيفة بدون طيار إيرانية الصنع والتي تُعتبَر أحدث جهاز من هذا الطراز في الجيش الإيراني، لتُضاف إلى ترسانة الطائرات الإيرانية بدون طيار، وهذه الطائرة يتم تصنيعها من قبل جمهورية إيران عن طريق الهندسة العكسية اعتماداً على طائرة الإستطلاع الأميركية (Scan Eagle) التي أعلن الحرس الثوري الإيراني يوم الخامس من كانون الأول عام 2012م أنه غنمها بعد خرقها المجال الجوي الإيراني فوق الخليج العربي حيث أنزلتها جمهورية إيران إلكترونياً بصورة سليمة وبدون أضرار بعد ان شوشت على منظومة الاتصالات الأمريكية. في 17 ديسمبر 2012م أعلنت جمهورية إيران أنها أنهت عمليات الهندسة العكسية وسوف تشرع بفتح خط الإنتاج لهذا النوع من الطائرات المسيرة. حيث يتم إنتاج طائرة ياسر بدون طيار من قبل شركة (IAIO) لصناعة الطيران والفضاء الايرانية. صُمِمَت هذه الطائرة المسيرة اساساً للخدمة في القوات البحرية الأيرانية لتمتعها بعدة مزايا من أهمها تم تزويدها بكاميرات حديثة تستطيع العمل في الأجواء السيئة بجانب أنها مضادة للماء. كما وتستطيع الطيران لمدى يصل إلى 200 كيلومتر على ارتفاع يصل إلى 15 ألف قدم أي حوالي 5 كيلومتر، فيما بلغ مدى الطيران الأقصى 400 كيلومتر، اما زمن التحليق المستمر فهو 8 ساعات متواصلة. ويتم إطلاقها من منصة إطلاق صغيرة جداً ومن ثم عقب الطيران يتم التحكم بها عن طريق غرفة تحكم لا تكون بالضرورة موجودة في موقع الإطلاق. ولا تحتاج إلى حيز تخزيني كبير حيث أنها تكون مفككة في حقيبتين ويتم تجميعها في موقع الإطلاق. ومن مواصفات طائرة ياسر، يبلغ عرض جناحيها حوالى 3 أمتار، وتم تعديلها لتتمكن من التحليق على ارتفاع يصل لغاية 4.5 كيلومتر. ويحمل رأس الطائرة أجهزة الإستشعار التي تبقيها على إتصال بمشغليها على الأرض، وكاميرات تعمل بالأشعة تحت الحمراء للتصوير في الليل، ويتم إطلاقها عبر قاذفات مطاطية من الأرض أو من القطع البحرية.
ومن المواصفات الأخرى لطائرة ياسر المسيرة بالتفصيل:
- الإلكترونيات:

طائرة ياسر مجهزة بكاميرا HD عالية الدقة تنقل صوراً ملونة مباشرة أثناء الطيران وكاميرا رؤيا ليلية ومنظومة اتصالات للتحكم في الطائرة داتا لينك متطورة مزوة بمنظومة حماية من التشويش.
- التصميم:

أجرت جمهورية إيران تعديلات عليها وذلك بعد ان أنزلتها إلكترونياً بصورة سليمة وبدون أضرار بعد ان شوشت على منظومة الاتصالات الأمريكية أواخر سنة 2012م لتتحكم إيران بالطائرة الأمريكية بعد ان اخترقت المياه الإقليمية لإيران فوق الخليج العربي.
- التغييرات الإيرانية على التصميم:

ان إيران لم تلتزم بمواصفات النموذج الأصلي فقد أرادت نموذج أكثر اقتصادية وفعالية وسهل الاستخدام من قبل مجموعات عسكرية شبه نظامية. حيث صنعت نموذجاً أخف وزناً، أصغر حجماً، أبسط إستخداماً، وأسهل نقلاً (بحيث صارت يمكن تفكيكها ونقلها بواسطة حقيبتين صغيرتين وتركيبها في موقع الإطلاق) كما قللت المدى والسرعة وحافظت على مستوى الارتفاع. هذه التغييرات جعلتها قادرةً على الإقلاع عمودياً من شوارع وأزقة قصيرة وضيقة وأنسب لحروب المدن. كما جعلتها أسهل نقلاً بحيث تُجزَّأ وتنقل بواسطة حقيبتين صغيرتين تحمل كل حقيبة من قِبَل شخص واحد.
اما الاستخدام الخارجي لطائرة ياسر فيمكن إيجازه بالتالي:
مما لا يخفى على أحد أهمية الطائرات بدون طيار في الحروب الحديثة وخاصةً في مجال الاستطلاع والمراقبة والتجسس والتصوير والرصد والتتبع الأرضي، ومن بين أكبر منتجي الطائرات بدون طيار على مستوى العالم الصين والولايات المتحدة الأمريكية وإيران والأرجنتين وإسرائيل. لذلك كان من البديهي حصول حلفاء إيران على هكذا نوع من التسليح. ومن بين هؤلاء الحلفاء هم:
- روسيا الاتحادية:

في سنة 2013م وفي أثناء زيارة قائد القوات الجوية الروسية إلى العاصمة طهران تلقى هذه الطائرة كهدية من قائد الحرس الثوري الإيراني. الروس صرحوا ان هذه الطائرة الإيرانية سوف تساعدهم على تطوير صناعتهم للطائرات بدون طيار فيما أعتبرها الإيرانيون عربون صداقة بين البلدين، وكما أظهرت الصور فأن وزير الدفاع الروسي يبدو سعيداً باستلام ذروة التكنولوجيا الأمريكية بنسختها الإيرانية.
- سوريا:

أثناء فترة الحرب في سوريا، حصلت جمهورية سوريا من إيران على أعداد مجهولة من هذه الطائرات كما حصلت على أنواع أخرى (من بينها شاهد 129 التي تحلق لمدة 20 ساعة لمسافة 1700 كيلومتر). وقد إنظمت هذه الطائرة إلى أنواع أخرى من الطائرات إيرانية الصنع التي تم تسجيل طيرانها في الأجواء السورية وهي مهاجر 4 وابابيل 2 وبهباد ومرصاد 1 والتي تم تسجيل ظهورها جميعاً في أجواء حمص وحلب. كما وتُعتبَر طائرة ياسر ثاني طائرة حديثة بدون طيار يتم إستخدامها من قبل الجيش السوري بعد الطائرة الأيرانية (حماسة - ملحمة) التي تم تسجيل أول تحليق لها في أجواء الغوطة الشرقية والتي تستطيع حمل صاروخي جو - أرض.
- لبنان:

قام حزب الله باستخدام هذه الطائرات لمراقبة الجرود الحدودية مع سوريا لمنع تسلل المتمردين. كما ونقل موقع "ديبكا" الإسرائيلي أن الطائرة بدون طيار التي اخترقت المجال الجوي الإسرائيلي لمدة ساعة دون أن تتمكن المضادات الإسرائيلية من إسقاطها هي طائرة من صنع إيران تسمى "ياسر". وانطلقت الطائرة من قاعدة تابعة لحزب الله في جبل القلمون على مسافة 60 كم في خط جوي من وسط هضبة الجولان السورية. وبحسب الموقع، ليست هناك معلومات ما إن كانت الطائرة أطلقت على يد مجموعة إطلاق إيرانية أم أخرى تابعة لحزب الله. المشكلة العملياتية التي يواجهها الجيش وسلاح الطيران الإسرائيليان، وكذلك الجيوش الغربية، وفي مقدمتها الجيش الأمريكي، هو تزويد إيران هذه الطائرة بأنظمة إلكترونية أمريكية متطورة، نقلها الخبراء الإيرانيون من الطائرة الأمريكية الحديثة بدون طيار (ScanEagle) التي أسطقتها إيران في 17 ديسمبر 2012م بينما كانت تحلق في مجالها الجوي.
- العراق:

في سنة 2014م نشرت حركة حزب الله النجباء العراقية، صوراً لهذه الطائرة المسيرة بحوزتها رافعةً فوقها راية الحركة الصفراء الفاقعة وشعارها، وقد استُخدِمَت هذه الطائرة المسيرة في سامراء وبلد وديالى ومناطق أخرى من جمهورية العراق.
صادق:

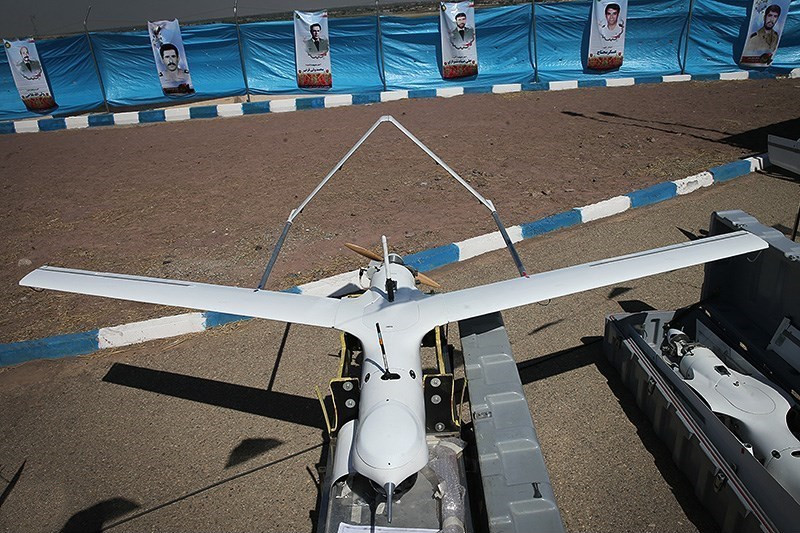
طائرة ياسر بدون طيار خلال عرضها بأحد المعارض العسكرية

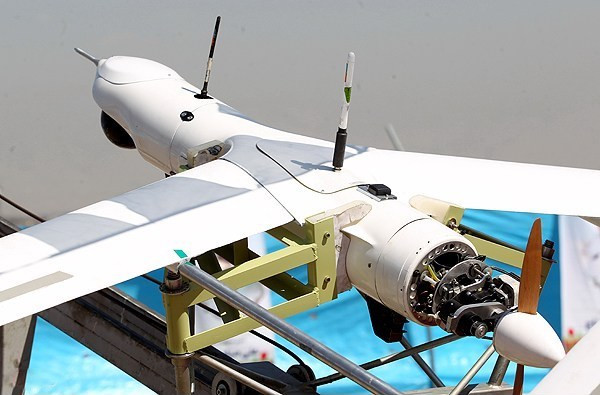
طائرة ياسر المسيرة على قاذفة الإطلاق الخاصة بها

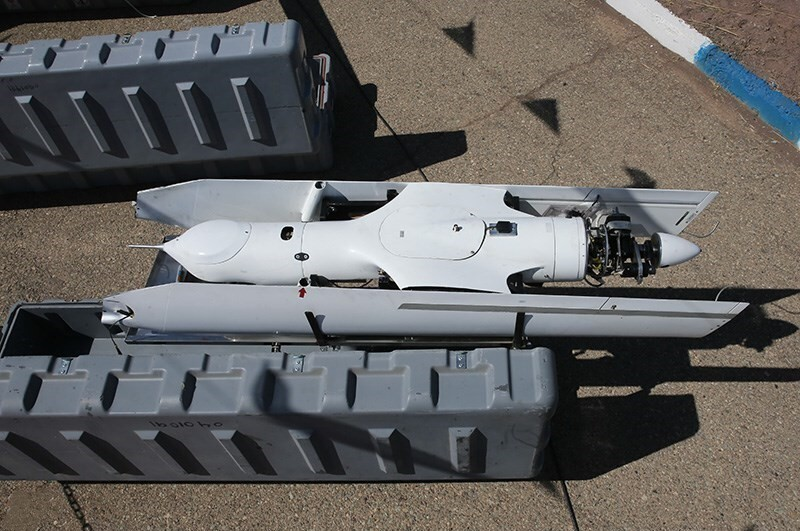
طائرة ياسر بدون طيار بعد تفكيكها ووضعها في الحقيبة الخاصة بها

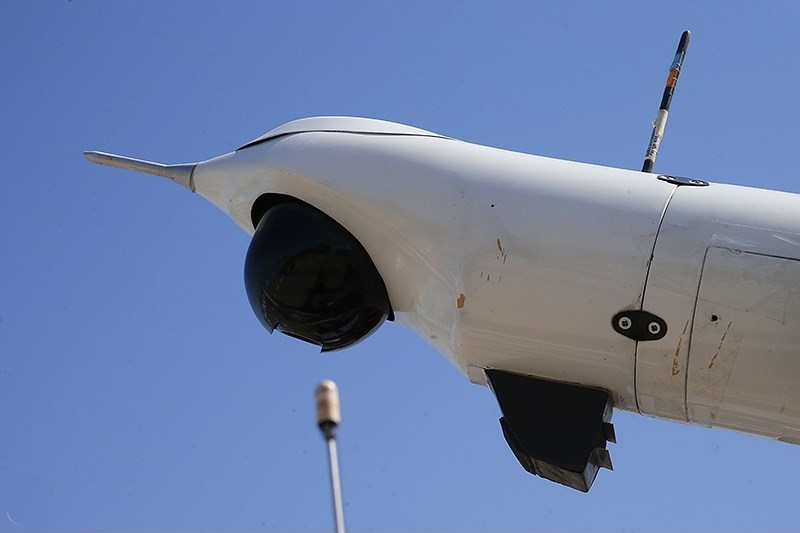
المستشعر الخاص بطائرة ياسر

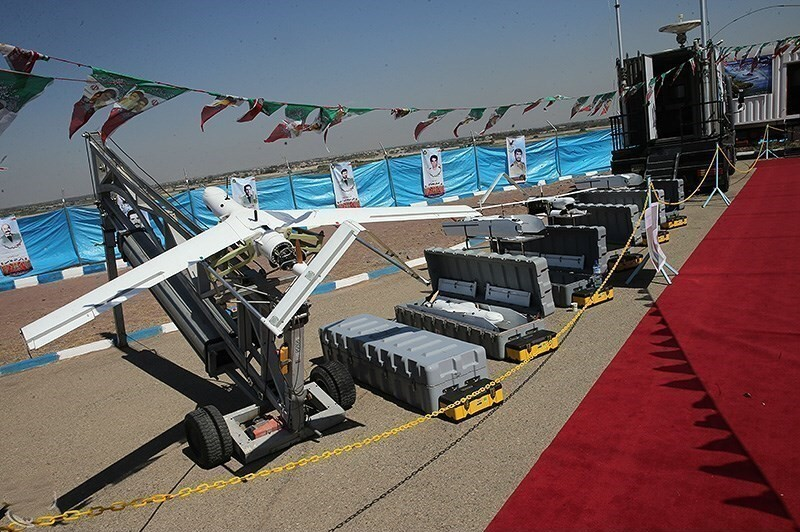
طائرة ياسر موضوعة على قاذفة الإطلاق

هي طائرة قتالية بدون طيار تفوق سرعتها سرعة الصوت، وتأتي بنموذجين عسكري وإستكشافي. تم الكشف عنها سنة 2014م ودخلت الخدمة الفعلية سنة 2016م. وتستطيع التحليق على ارتفاع 25.000 ألف قدم. ويبلغ مدی هذه الطائرة 2000 کیلومتر وقادرة علی حمل مختلف أنواع الصواریخ اللیزریة والتوجیهیة. كما ويبلغ طول جناحيها حوالي 4 أمتار ومحركها تم نصبه في مؤخرة الطائرة. وتشبه هذه الطائرة إلى حدٍ كبير جيل طائرات دون طيار من طراز أبابيل. وقد دخلت طائرات صادق القتالية الخدمة الفعلية وذلك بعد مشاركتها ولأول مرة في مناورات النبي الاعظم (ص) الأمنية التي بدأت في سنة 2016م، والتي تجريها قوات حرس الثورة الإسلامية. وقد تم تسلیم هذه الطائرة لسلاح البر فی قوات حرس الثورة الإسلامیة حیث بدأت الخدمة الفعلية من خلال تحلیقها فی أجواء منطقة المناورات. وأكد مصدر عسكري إيراني أن طائرة بدون طيار (صادق) قد دخلت في هذه المناورات الخدمة ولأول مرة فيما تم رصد عمق مواقع العدو بطائرات دون طيار (شاهد 129). وأوضح قائد مقر القدس التابع لقوات حرس الثورة الإسلامیة المتحدث باسم مناورات النبی الأعظم (ص) العمید علی رضا عسکري :«أن طائرات بدون طیار (صادق) و (شاهد 129)حلقت فی أجواء المنطقة وترصد کل تحرکات العدو الوهمي». وشدد علی أن قوات حرس الثورة الإسلامیة تشرف أمنیاً بشکل کامل علی کل مناطق المناورات. مؤکداً أن ذکاء ویقظة هذه القوات أدت إلی إرساء أمن مستقر في هذه المناطق.
بهروز:
هي طائرة تدريبية يمكن تطويرها لتصبح طائرة قتالية متعددة المهام. تم الإعلان الرسمي عنها سنة 2022م، وذلك في اليوم الأول من افتتاح معرض (الإقتدار الجوي) للقوات الجوية للجيش الإيراني في غرب العاصمة الإيرانية طهران. ويمكن الاستفادة من هذه الطائرة المسيرة في مهام تجسسية قصيرة المدى ومتوسطة المدى، بالإضافة إلى استخدامها لاستهداف أهداف بطيئة الحركة، ومراقبة الحدود، والبحث والامداد، ومراقبة الغابات، وتقييم أضرار الكوارث الطبيعية. يبلغ طول هذه الطائرة المسيرة 2/30 متراً، وعرض الأجنحة 4/50 متراً، وارتفاعها 1/2 متراً، وهي قادرة على التحليق حتى ارتفاع 12 ألف قدم وبسرعة 210 كيلومتر في الساعة. ويبلغ مدى هذه الطائرة 200 كيلومتر وبمدة تحليق متواصل يبلغ 6 ساعات. اما وزن هذه المسيرة فيبلغ 65 كيلوغراماً، وهي قادرة على حمل 22 كيلوغراماً من الاسلحة.
سيمورا:
هي طائرة مسيرة كشف عنها الجيش الإيراني سنة 2019م. حيث أكد انضمام سلاح جديد إلى الترسانة العسكرية الإيرانية، وهي طائرة بدون طيار جديدة إسمها (سيمورا) وأعلن أنها تمتلك تقنيات عسكرية وقادرة على تنفيذ العديد من العمليات القتالية والإستطلاع التكتيكي. كما أشار إلى أن الهدف من تطوير الطائرة بدون طيار (سيمورا) هو مراقبة الملاحة البحرية في منطقة الخليج العربي ودعم السفن البحرية الإيرانية، حيث صرَّح قائد القوات البحرية الإيرانية، حسين هانزادي، أن الطائرة الجديدة ستجعل السفن البحرية الإيرانية (مقاتلة). وأوضحت التقارير الإيرانية في السياق ذاته أن الطائرة سيمورا، قادرة على الطيران لمدة 24 ساعة حتى 1500 كيلومتر على ارتفاع يبلغ مداه 25000 ألف قدم، بالإضافة إلى قدرتها على حمل الصواريخ والقنابل، والمناورات المتعلقة بالحرب الإلكترونية.
ناصح:
هي من الطائرات القتالية المسيرة التي إنضمت بدورها إلى برنامج الطائرات الإيرانية بدون طيار لتدخل الخدمة وتصبح من الدرونات الفاعلة التي تعتمد عليها طهران. وتم الإعلان عنها رسمياً سنة 2016م. من قِبَل قوات الدفاع الجوي في جمهورية إيران. وقد أعلن وزير الدفاع الإيراني حسين دهقان رسمياً عن صناعة هذه الطائرة المقاتلة من دون طيار وأطلق عليها اسم ناصح. وتُعتبَر طائرة ناصح نموذجاً مطوراً عن طائرات من دون طيار القتالية الموجودة لدى مقر الدفاع الجوي. وجرت مراسم الإعلان عن الطائرة الجديدة أثناء افتتاح معرض الإنجازات الدفاعية لمقر خاتم الأنبياء (ص) للدفاعات الجوية الإيرانية. وقد أبرز مقر خاتم الأنبياء (ص) في المعرض، المعدات التي أنتجها في مجال الدفاعات الجوية ومنها الرادارات بعيدة المدى، وطائرة (كيان) من دون طيار، وطائرة (VSTT) من دون طيار، وأنظمة الاتصالات والقيادة والسيطرة (فكور)، ورادار (فتح 2) بعيد المدى، ونظام (تلاش)، ونظام (صافات) ونظام (سراج) وطائرة (صادق) من دون طيار، ونظام (مطلع الفجر) للإتصال التكتيكي.
سيراف:
هي مركبة جوية مقاتلة من صناعة المتخصصون في كلية الدفاع الجوي للقوة البرية الإيرانية. وتتمتع المقاتلة سيراف حسبما أفادت وكالة الأنباء الإيرانية (إرنا) بالقدرة على التقاط الصور وإرسالها إلى مركز القيادة، كما يمكنها التحليق لمسافة 100 كيلومتر، وقد أصابت أهدافها بنجاح بصواريخ عيار 105 ملم، الأمر الذي جعلها تنضم بدورها إلى الطائرات العسكرية الإيرانية المقاتلة بدون طيار. وقد أعلنت القوة البرية في جيش الجمهورية الإسلامية الإيرانية، عن دخول طائرة الإستطلاع الحديثة الطراز سيراف للخدمة العسكرية سنة 2016م. وذلك بعد ان تم كشف النقاب عنها من قِبَل جمهورية إيران خلال المرحلة الثالثة من مناورة (بيت المقدس 28) في منطقة نصر آباد للعمليات بمحافظة أصفهان. وبدأت مناورة (بيت المقدس 28) سنة 2016م. وأطلقت المرحلة الأولى منها صاروخي الفجر والنازعات، في صحراء منجاب، بمحافظة أصفهان وواصلت المرحلة الثانية والثالثة فيما بعد. وقد أعلن قائد القوة البرية في الجيش الإيراني، العميد أحمد رضا بوردستان، في 22 آيار/ مايو 2016م عن انطلاق مناورات بيت المقدس 28 الصاروخية، وسط جمهورية إيران. وقال إن مناورات الصواريخ ستنطلق في منطقة كاشان وسط إيران بمناسبة ذكرى تحرير مدينة خرمشهر.
سيمرغ:
هي النسخة البحرية للطائرة المسيرة (شاهد 129) محلية الصنع. والتي تمتلكها القوة الجو-فضائية للحرس الثوري الإيراني. وهي مركبة جوية غير مأهولة إيرانية ذات المهام القتالية والإستطلاعية والتكتيكية والحرب الإلكترونية. والتي تتميز بتنفيذ العمليات القتالية ضد الأهداف الأرضية باستخدام القنابل الذكية ومزودة بنظام تسديد للتصويب بدقة. وتتمتع طائرة سيمرغ المسيرة بقدرة بعيدة المدى ومتعددة الأغراض لمراقبة وتنفيذ التكتيكات القتالية. وهي قادرة لأن تصبح يد قوات البحرية الطويلة والممتدة في المياه البعيدة ضد الخصوم. حيث يبلغ شعاع تشغيل الطائرة بدون طيار سيمرغ الميداني 1500 كيلومتر مربع، وحد ارتفاع الطيران يصل إلى 24000 ألف قدم واستمرارية طيران لمدة 24 ساعة متواصلة، ويمكن لهذه الطائرة بدون طيار أن تحمل ثمانية صواريخ ذكية من نوع (سديد). ويمكن أيضاً للطائرة بدون طيار سيمرغ تنفيذ برامج مثل دوريات المراقبة والإستطلاع وتكتيكات القتال لقوات البحرية في الجيش الإيراني. وكشفت جمهورية إيران سنة 2019م في منطقة جابهار البحرية المطلة على خليج عمان النقاب عن الطائرة المسيرة سيمرغ وأعلنت إلحاقها بخدمة القوة البحرية للجيش الإيراني. والطائرة المسيرة سيمرغ هي النسخة البحرية للطائرة المسيرة شاهد 129. وجرت هذه المراسم في حفل أقيم في مدينة كوناراك الساحلية الجنوبية الشرقية بحضور المساعد التنسيقي لقائد الجيش الإيراني الأميرال حبيب الله سياري، وقائد القوة البحرية الإيرانية الأدميرال حسين خانزادي، في المنطقة البحرية الثالثة (نبوت). وقد نجحت جمهورية إيران في إستنساخ طائرة سيمرغ التي تُعَد أحد أشهر الطائرات بدون طيار لدى إيران، عن طريق الهندسة العكسية لطائرة (آر كيو 170) الأميركية. ففي 4 ديسمبر/ كانون الأول 2011م أعلنت جمهورية إيران عن سيطرتها على الطائرة التجسسية الأمريكية بدون طيار التي إخترقت أجواء شرق إيران وكانت في مهمة لجهاز الإستخبارات الأميركية. حيث تمكنت وحدات الحرب الإلكترونية والدفاعات الجوية الإيرانية من رصدها وإنزالها باستخدام نظام إلكتروني والذي يعمل على تشويش نظام الطائرة، عندما كانت الطائرة فوق مدينة كاشمر في شرق جمهورية إيران وعلى بعد 225 كيلومتراً من الحدود مع أفغانستان. ثم قام الخبراء العسكريون الإيرانيون بتفريغ المعلومات، التي كانت تختزنها الطائرة، وكشف أسرارها. وفي 9 ديسمبر 2011م، قدمت جمهورية إيران شكوى رسمية إلى هيئة الأمم المتحدة بسبب اختراق الطائرة الأمريكية الأجواء الإيرانية معتبرةً ذلك عدواناً صارخاً على سيادتها. فعرضت طهران طائرة سيمرغ في سنة 2014م، واعتبرتها البلاد (كابوساً) للولايات المتحدة الأمريكية، كون طهران حصلت على تكنولوجيتها وعلى ما فيها من معلومات. المسيرة الأميركية تُستَخدَم للتجسس خلال مهام طويلة الأمد، وذكرت القوات المسلحة الإيرانية أنها صنعتها باستخدام الهندسة المعكوسة، فجاءت سيمرغ بذات الشكل تقريباً. وعرضت جمهورية إيران في تشرين الأول/ أكتوبر 2016م، مسيرة صاعقة باعتبارها الجيل الجديد من طائرة سيمرغ، وهي القادرة على إستهداف أربع نقاط بذات الوقت وبدقة عالية ومن مسافة بعيدة، وهي واحدة من الطائرات بدون طيار التي استخدمها الحرس الثوري في قصف مواقع لداعش في البوكمال بجمهورية سوريا في سنة 2018م. ومن ردود الفعل الإيرانية حول طائرة سيمرغ بدون طيار ما قاله الأدميرال حبيب الله سياري خلال مراسم إزاحة الستار عن الطائرة بدون طيار سيمرغ، انه تمت صناعة هذه الطائرة بالفكر والمعرفة والمهارة الإيرانية وهي الآن جاهزة للطيران قبالة ساحل مكران. اما ردود الفعل الدولية ما أشارت إليه القناة الإسرائيلية، إلى أن الإيرانيين أعلنوا أن (سيمرغ) مخصصة لتعقب الملاحة البحرية، ودعم السفن البحرية الإيرانية، ناقلةً عن قائد البحرية الإيرانية حسين خانزادي أن الطائرة الجديدة هي من ستجعل سفن البحرية الإيرانية قاتلة.
شاهين:
هي طائرة إيرانية ثقيلة غير مأهولة، إستطلاعية وقتالية، حيث يمكن تزويدها بقنابل. وتُعَد أكبر طائرة بدون طيار من حيث الوزن تابعة للقوة البرية لجيش الجمهورية الإسلامية في إيران. كما وتُعتبَر طائرة شاهين بدون طيار نموذجاً مطوراً من الجيل الرابع لطائرة (مهاجر) المسيرة، ويبلغ وزنها 230 كيلوغراماً، وهي أثقل طائرة غير مأهولة تُستَخدَم في القوة البرية للجيش الإيراني. هذه الطائرة بدون طيار قادرة على تنفيذ عملياتها في عمق 150 كيلومتراً والعودة إلى قاعدتها، أو التحليق 300 كيلومتر والوصول إلى قاعدة أخرى. وتتمثل المهام الرئيسية لطائرة شاهين بدون طيار في مجال الإستطلاع وجمع المعلومات، فقد تم تركيب كاميرا بقابلية تقريب 28 مرة في مقدمة بعض هذه الطائرات، وتغطية النقاط العمياء ما يساعدها على إنجاز مهمتها بصورة مميزة، حيث بإمكانها أن تشكل العين الثاقبة لهذه الطائرة، لترفع من قدراتها الميدانية. وتتمتع هذه الطائرات كما سائر الطائرات بدون طيار الإيرانية، بقابلية إرسال الصور المباشرة، الأمر الذي يمكن القادة العسكريين من الإطلاع على المعلومات الإستطلاعية والصور اللازمة عن المناطق المطلوب إستطلاعها في أقل فترة زمنية ممكنة. ومن منطلق أنه قد لا يكون من الصواب حفظ المعلومات على الطائرات بدون طيار ، فإنه لا يجري عادةً حفظ المعلومات على هذه الطائرات (رغم إمكانية توفير ذلك)، بل يتم إرسال المعلومات بصورة مباشرة إلى المحطات الأرضية. ورغم ان المهمة الأساسية للطائرة شاهين تم تعريفها في مجال الإستطلاع إلا أنها مجهزة بأسلحة مثل القنابل لذا يمكن إستخدامها في مواجهة بعض الأهداف وهو ما تم اختباره وتقييمه في بعض المناورات التي جرت في البلاد. وتبلغ السرعة القصوى للجيل الرابع من طائرة مهاجر بدون طيار 200 كيلومتر في الساعة وهي قادرة على التحليق على ارتفاع 15000 ألف قدم (قرابة 4500 متر)، حيث بإمكانها تغطية مساحة أكبر لعملياتها الإستطلاعية، وتُعَد طائرة شاهين إحدى النماذج المطورة للجيل الرابع من مهاجر وهي تتمتع بمزايا أفضل من النماذج المشابهة الأخرى. وفي هذا الإطار، صرح العقيد رضا خاكي، قائد وحدة الطائرات بدون طيار بالقوة البرية لجيش الجمهورية الإسلامية في إيران أن جميع الطائرات بدون طيار مجهزة بقابلية إرسال الصور المباشرة، واليوم تنشط وحدة طائرات بدون طيار في أي نقطة من البلاد تنشط فيها القوة البرية، وفيما إذا تطلبت الحاجة فسيكون الخط الأمامي للإستطلاع في هذه المناطق وفي المناطق الحدودية. ونظراً لمدى تحليق هذه الطائرة التي تخرج تماماً من نطاق الرؤية للمتحكم بها في المحطة الأرضية، لذا فإن إمكانية توجيهها من قِبَله تتم بصورتين وهما:
- آلية بالكامل: في هذه الحالة تكون الإحداثيات الجغرافية معرفة مسبقاً والمعلومات المتعلقة بمسار التحليق مخزنة من قِبَل المتحكم بالطائرة في المحطة الأرضية. وبإمكان الطائرة قطع المسافات المحددة سلفاً بواسطة استخدام منظومة GBS وقياس الارتفاع. وبطبيعة الحال يمكن للمتحكم بالطائرة في مسار التحليق إجراء التصحيحات المطلوبة من قِبَل قائد العمليات. كما هنالك طريقان فيما يتعلق بهبوط الطائرة شاهين بدون طيار، أحدهما عن طريق المظلة والثاني بواسطة عربة الهبوط.[842][843]
- شبه آلية: في حالة شبه الآلية، يعطي المتحكم بالطائرة في المحطة الأرضية معلومات التحليق التي تُعرَض على شاشة المحطة، ثم يقوم بالتحكم بالطائرة وتوجيهها بما يتناسب مع المهمة المكلف بها.[844][845] وقد تم إطلاق طائرة شاهين المسيرة في اليوم الأول للمناورات التي أُطلِقً عليها اسم (محمد رسول الله) سنة 2014م. وهي أكبر طائرة من دون طيار تابعة للقوات البرية. يذكر أن هذه المناورات استمرت أسبوعاً كاملاً، وتشارك فيها وحدات من القوات البرية والبحرية والجوية، وتُجرى في المنطقة الواقعة بين شرق المضيق وشمال المحيط الهندي، وتشمل ولايات بلوشستان وسيستان على الحدود مع باكستان جنوب جمهورية إيران، وتمتد المناورات على مساحة 2.2 مليون كيلومتر، ويشارك فيها 13 ألف جندي.[846]

حيدر 2:
تم الإعلان الرسمي عن طائرة بدون طيار تحت إسم حيدر 2 عام 2022م. وجرت مراسم الكشف عن هذا الدرون الذي قامت جمهورية إيران بتطويره بالقاعدة 313 لصناعة الطائرات المسيرة التابعة للجيش الإيراني. وأقيمت هذه المراسم برعاية رئيس هيئة الأركان العامة للقوات المسلحة الايرانية، اللواء محمد باقري، الذي قام بزيارة تفقدية للقاعدة 313. ولم ترد معلومات كافية من قِبَل جمهورية إيران حول هذه الطائرة.
فرباد:
هي طراز جديد ومتفوق من طائرات فرباد بدون طيار الإيرانية التي تقذف باليد والمخصصة لإجراء الدوريات وعمليات الرصد والتفتيش. وجرى الإعلان الرسمي عن تصنيع المسيرة فرباد سنة 2019م من قِبَل قائد القوة البرية للجيش الإيراني العميد كيومرث حيدري الذي أكد بتصريحٍ له في 30 تشرين الأول/ أكتوبر 2019م على قدرات وحدة الطائرات المسيرة على تصميم وتصنيع مثل هكذا طائرات. وقد جرى تسليم هذا الطراز إلى الوحدات العملياتية للجيش الإيراني. وبعد أن إجتاز هذا النموذج من الطائرات المسيرة كافة مراحل الاختبارات بنجاح دخل مرحلة الاستخدام العملياتي. ومن خصائص طائرات فرباد المسيرة المحمولة باليد هي أنها تُستَخدَم في مجال إجراء الدوريات وعمليات الرصد والتفتيش، ومراقبة الحدود وكافة العمليات ذات الصلة الأخرى. كما وأنها تُستَخدَم خاصةً لتجهيز الوحدات الهجومية المتحركة ووحدات الاستجابة السريعة والوحدات الإستخباراتية. بالإضافة إلى ذلك فإن هذا الطراز من طائرات فرباد بدون طيار مزود بنظام الطيار الآلي ومحطة أرضية محمولة ويتمتع بالميزات اللازمة في مجال الحرب الإلكترونية، ويستطيع تصویر الأهداف المحددة. ولفت العميد كيومرث حيدري إلى التأريخ الطويل للجيش الإيراني في مجال تصنيع الطائرات المسيرة، مضيفاً انه يتمتع اليوم بمجموعة منوعة من أنظمة الطائرات بدون طيار، بما في ذلك الطائرات الشبح والطائرات المسيرة القادرة على الكشف والقتال في الليل.
شماران 2:

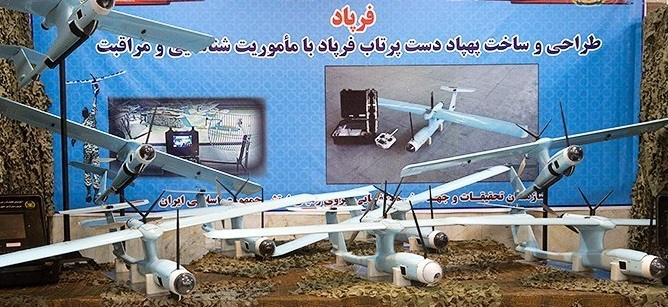
طائرة فرباد الاستطلاعية

بالإنكليزية (Chamran 2) وتعني الطوفان. هي طائرة عسكرية انتحارية بدون طيار، إيرانية الصنع والتصميم. والتي إنضمت إلى برنامج الطائرات الإيرانية بدون طيار بعد نجاحها في الاختبارات والمهام التي أوكِلَت إليها. تبلغ سرعتها 250 كيلومتر في الساعة ومن المحتمل ان يكون قد جرى تعديلها لزيادة المدى الخاص بها. طائرة شماران-2 تحمل شحنة صغيرة متفجرة شديدة التدمير. ويمكن برمجت هذه الطائرة المسيرة قبل الإطلاق وتحديد المسار والهدف، كما ويمكن إطلاقها من مواقع مختلفة، ويعتقد أنها شاركت في الهجوم العسكري على معامل أرامكو بتأريخ 2019/9/14م. من خصائص هذه الطائرة المسيرة هي أنها تحلق بارتفاع منخفض وسرعة عالية، ومجهزة بكاميرا أمامية وكاميرا أخرى خلفية، كما وتضم هذه المسيرة باحث بصري لتحديد الأهداف، بالإضافة إلى ذلك فإنها تمتلك نظام GPS حديث. وقد تم صناعة هذه الطائرة من مادة الفيبر وطلاء مخصص لامتصاص أشعة الرادار.
عقاب:
هي إحدى المسيرات الإيرانية الفعالة. والتي أعلنت عنها طهران رسمياً سنة 2017م. حيث أنها تمكنت من تصميم وتصنيع وإنتاج هذه الطائرة التي تعمل بدون طيار. وتُستَخدَم في أغراض مكافحة الإرهاب والإستطلاع. وأعلن الجيش الإيراني أن الطائرات الإيرانية الجديدة تم تصميمها وإنتاجها اعتماداً على القدرات الذاتية الداخلية للبلاد، وأطلقت طهران على طائراتها الجديدة التي تعمل بدون طيار اسم (العقاب) نسبةً إلى طائر العقاب الجارح، وجرت اختبارات النسخة التجريبية من طائرة عقاب مطلع عام 2017م في مناورات أطلقت عليها (محمد رسول الله) بجنوب شرق جمهورية إيران دون الإعلان عن ذلك في حينه.
ساية:
هي طائرة إيرانية محلية الصنع تأتي بنموذجين (ساية-1) و(ساية-2). تمت صناعتها عن طريق الهندسة العكسية للطائرة الأميركية اسكن ايغل، التي تم قنص إثنتين منها من قبل الحرس الثوري الإيراني في وقتٍ سابق. وقد تم عرض هذه الطائرة التي يتم إنتاجها محلياً سنة 2020م، حيث تم عرض طائرة ساية 2 في معرض أقامه الحرس الثوري الإيراني في العاصمة الإيرانية طهران على ضفاف بحيرة (جيتكر) الواقعة شمال غرب مدينة طهران والبالغة مساحتها 130 هكتاراً. وذلك لعرض القدرات البحرية للحرس الثوري كأنواع الزوارق والصواريخ والرادارات والطائرات من دون طيار والمروحيات. يُذكَر ان النموذج الذي تم عرضه هو من طراز «ساية 2» التي تزن نحو 20 كيلوغرام. وهي قادرة على التحليق المستمر لفترة 8 ساعات وبسرعة نحو 120 كيلومتر في الساعة، ومستوى إرتفاع 15 ألف قدم وشعاع عمليات 100 كيلومتر.
فالكون:
هي طائرة إستطلاع دون طيار إيرانية الصنع والتصميم. وجرى الإعلان عن تشغيل فالكون المسيرة رسمياً سنة 2017م لتدخل الخدمة الفعلية وتلتحق ببرنامج إيران للطائرات دون طيار. وقد تم إنتاج هذه المسيرة في برنامج رَفَعَت عنه طهران السرية مؤخراً والذي حمل الاسم الكودي (الشهيد محسن جوتزولو). ومن خصائص هذه الطائرة الإيرانية جمع معلومات عن المواقع الأرضية المعادية على مدار أربع وعشرين ساعة، ومراقبة الأهداف الأرضية والبحرية سواءً كانت ثابتة أو متحركة وعلى ارتفاعات متعددة.

## معرض الصور

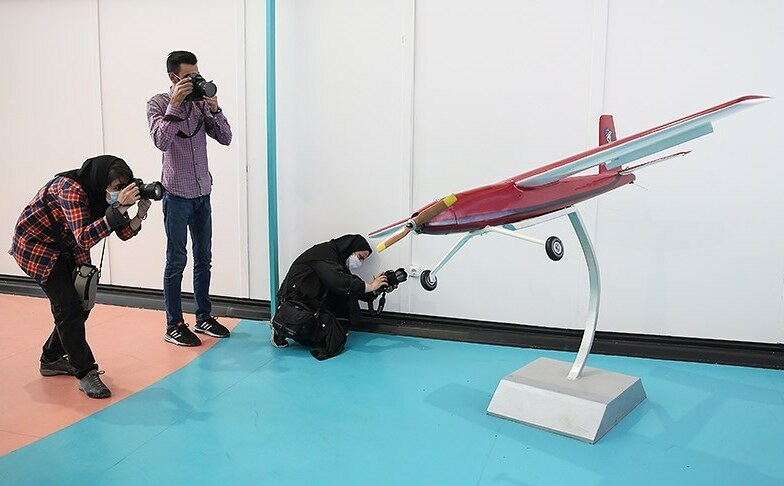
تم التقاط هذه الصورة لطائرة تلاش 2 في حديقة الفضاء الوطنية التابعة للحرس الثوري الإيراني
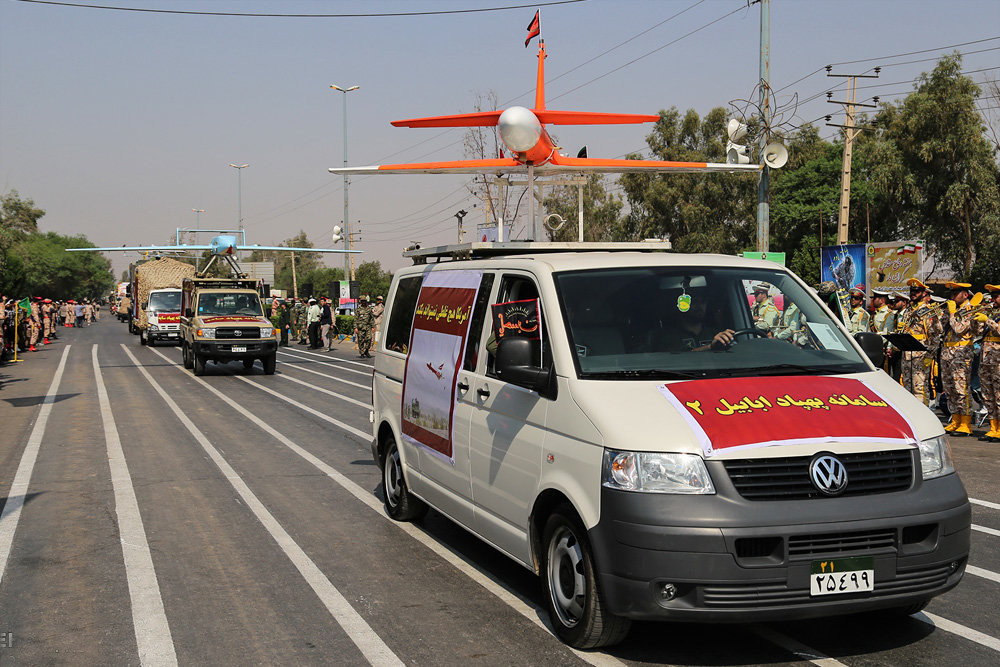
طائرة بدون طيار من طراز (أبابيل 2) على شاحنة صغيرة خلال عرض إيراني بمدينة الأهواز عام 2017م. أما الطائرة بدون طيار الموجودة خلفها، هي طائرة بدون طيار من طراز قدس مهاجر 4B
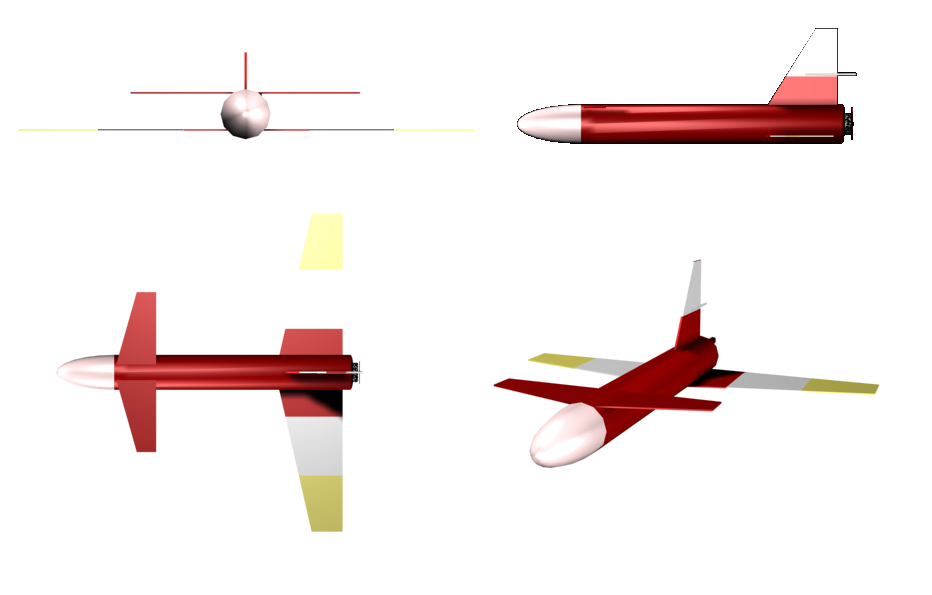
نماذج لطائرة أبابيل 2
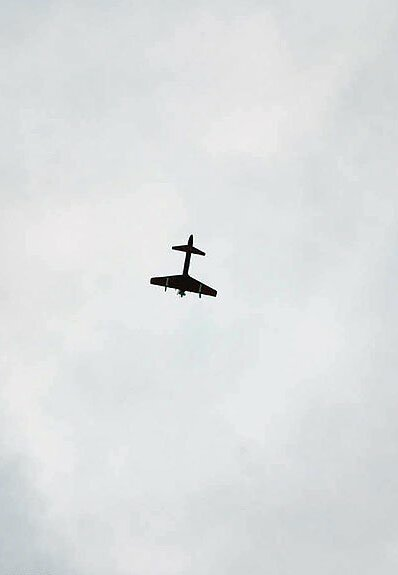
طائرة أبابيل 2 بدون طيار أثناء تحليقها في مناورات النبي الأعظم العسكرية
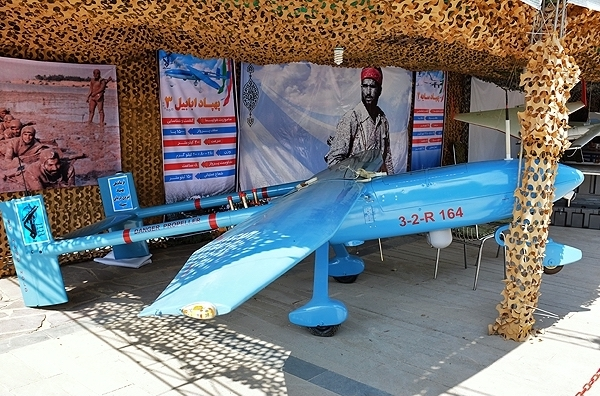
أبابيل 3 المسيرة في أحد المعارض
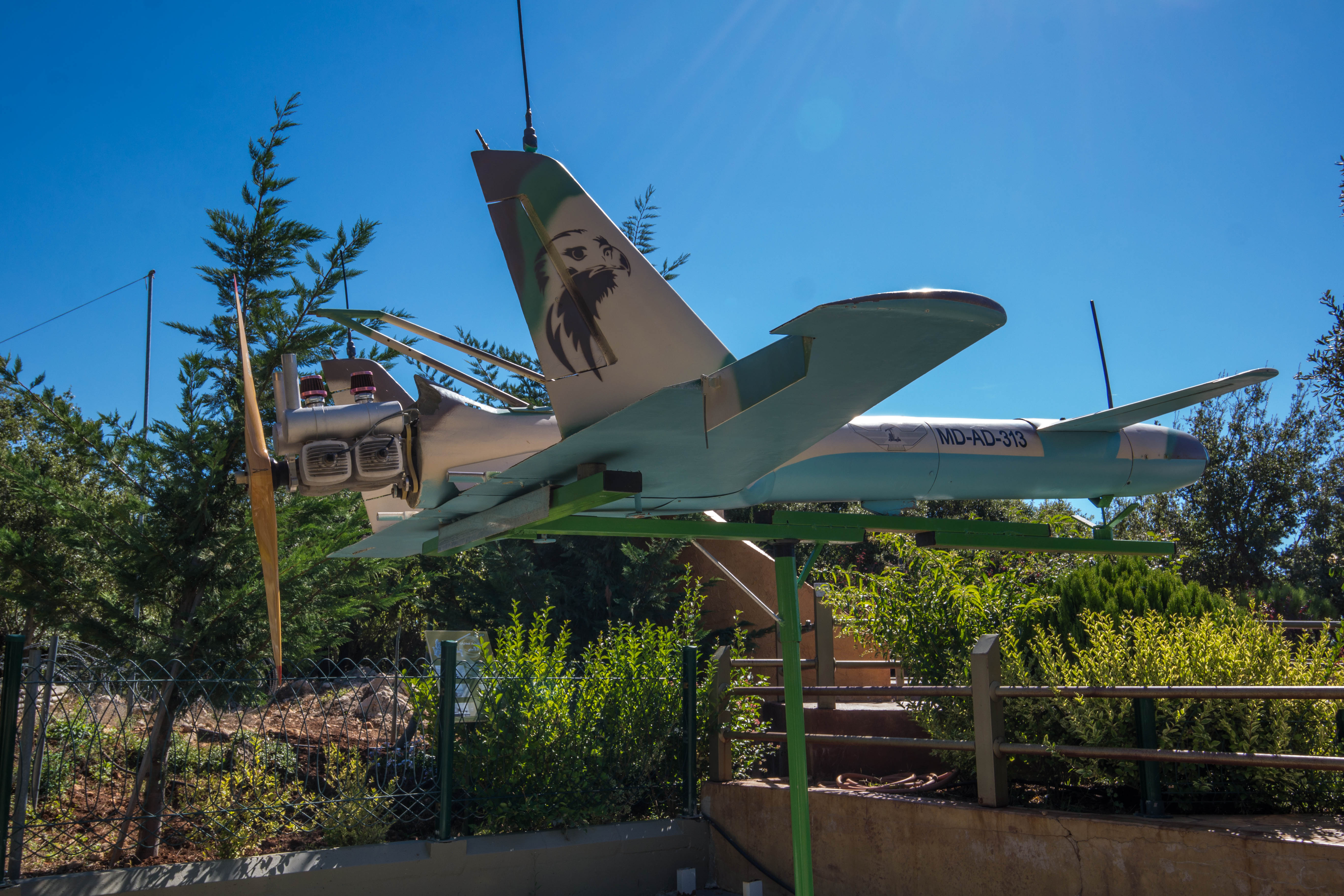
طائرة أبابيل 3، خلال عرضها في متحف بموقع مليتا العسكري السابق والتابع لحزب الله اللبناني (الجناح العسكري لحزب الله) في جمهورية لبنان
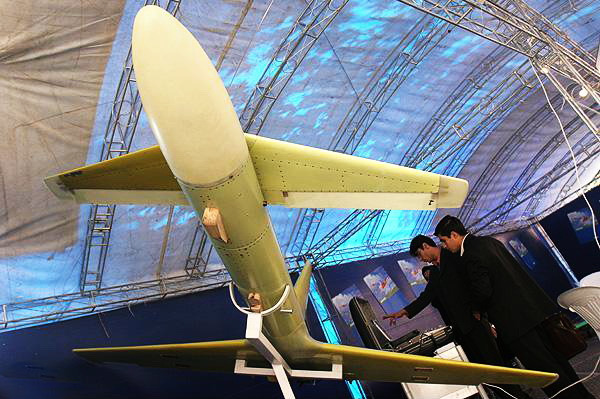
الجانب السفلي لطائرة أبابيل 3
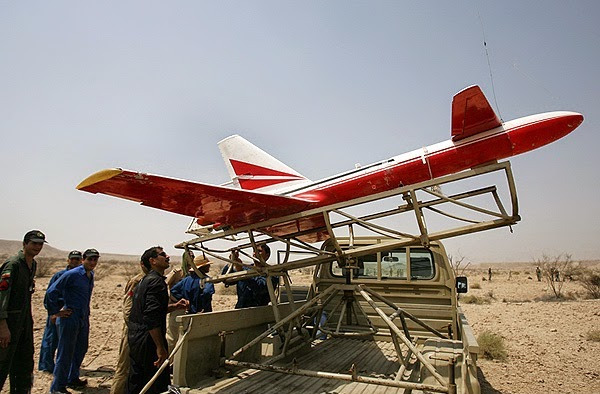
طائرة Ababil-B الإيرانية عام 2006م موضوعة على القاذفة الخاصة بها
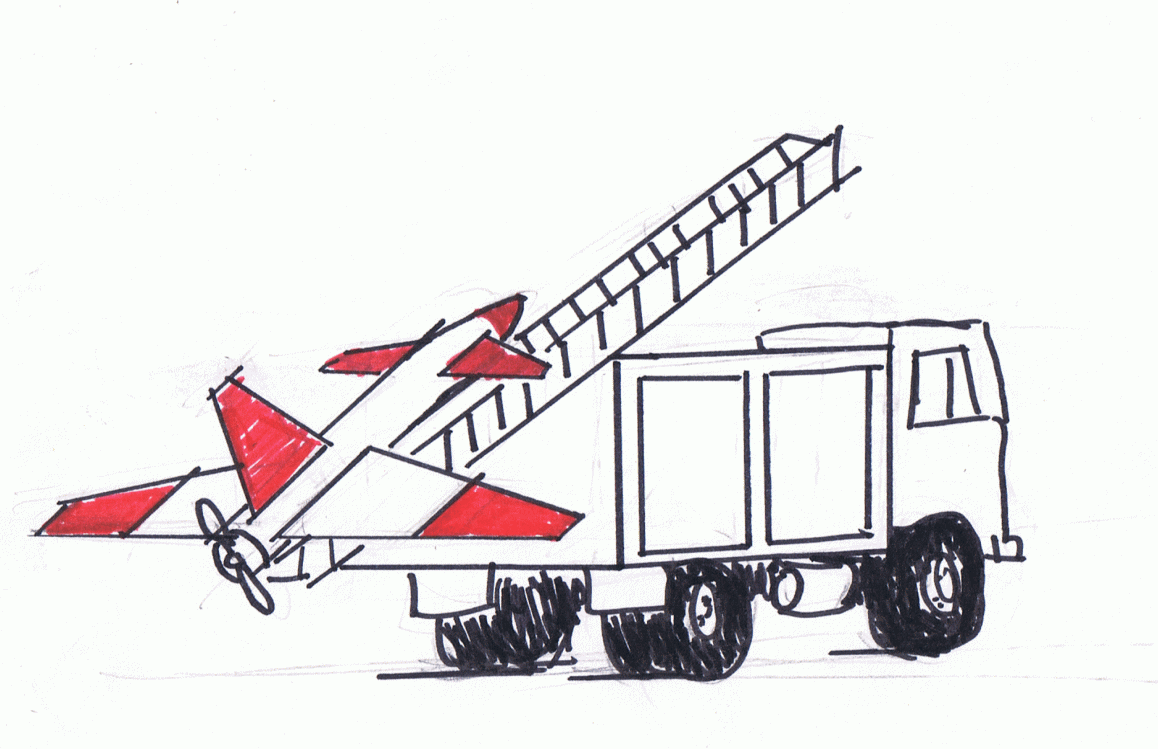
رسم يوضح إطلاق طائرة Ababil-R من قاذفة شاحنة تعمل بالهواء المضغوط
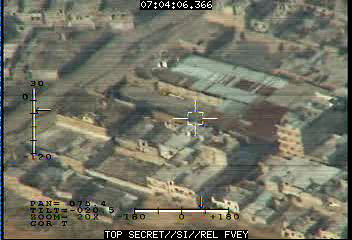
لقطة من تصوير فيديو لطائرة أبابيل فوق سوريا
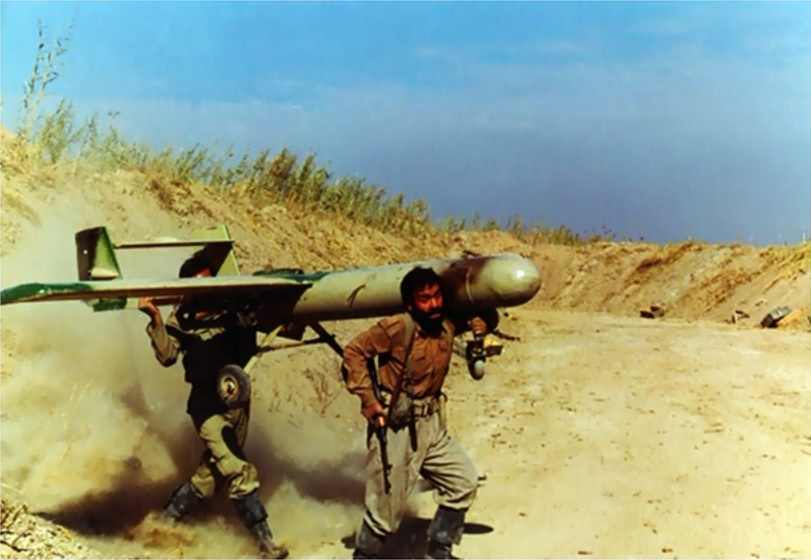
صورة لطائرة مهاجر 1 عام 1989م
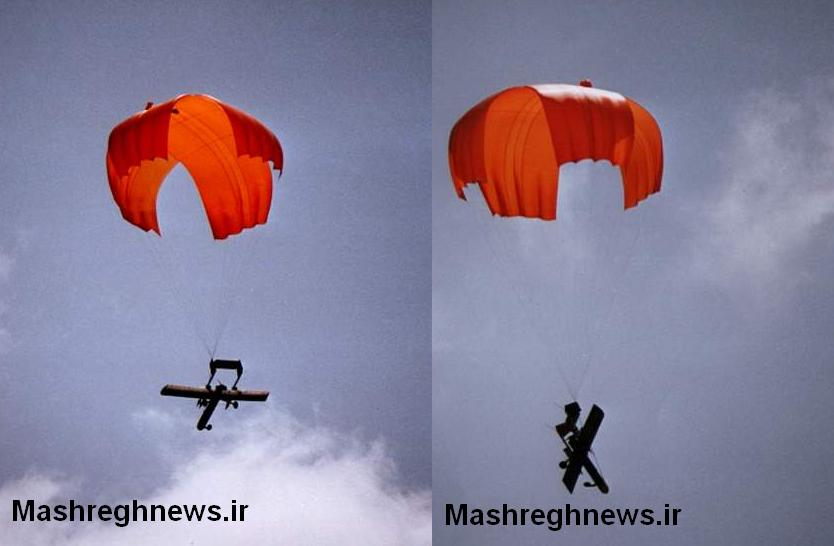
إستعادة طائرة مهاجر 1 بدون طيار بواسطة المظلة خلال الحرب العراقية الإيرانية. تُظهِر الصورة على اليسار بوضوح، أن هذه الطائرة بدون طيار مجهزة بأنابيب خاصة لصواريخ RPG-7
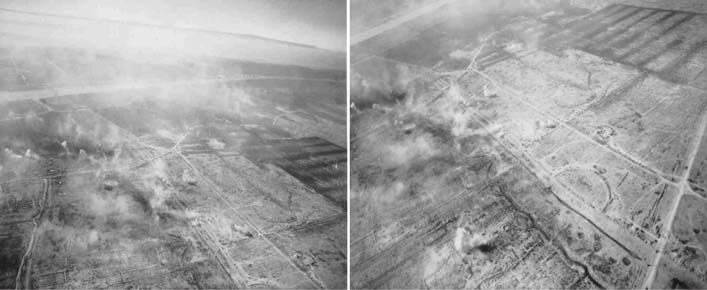
تم إلتقاط هذه الصور بواسطة طائرة مهاجر-1 من قبل جمهورية []إيران
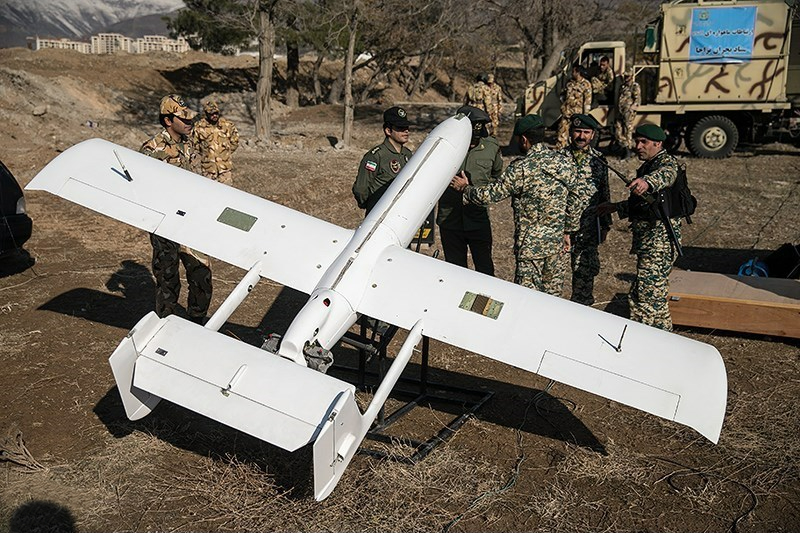
طائرة مهاجر-2 المسيرة سنة 2014م
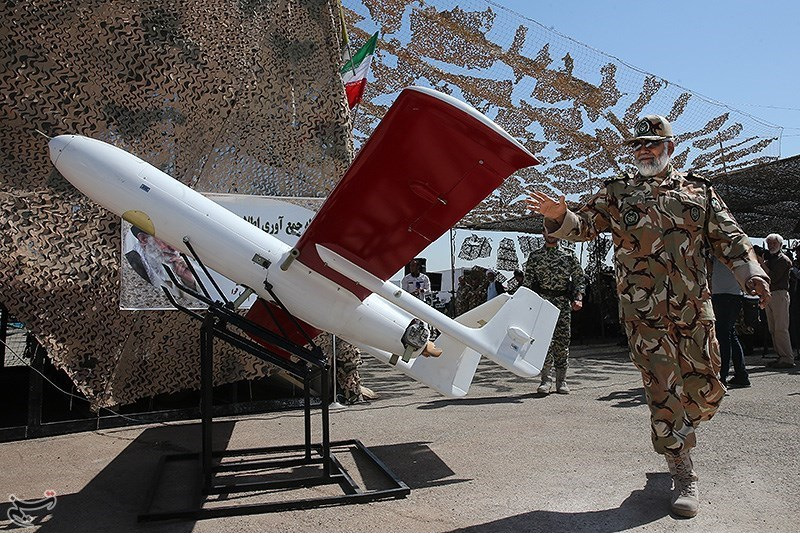
الجانب السفلي لطائرة مهاجر 2 المسيرة
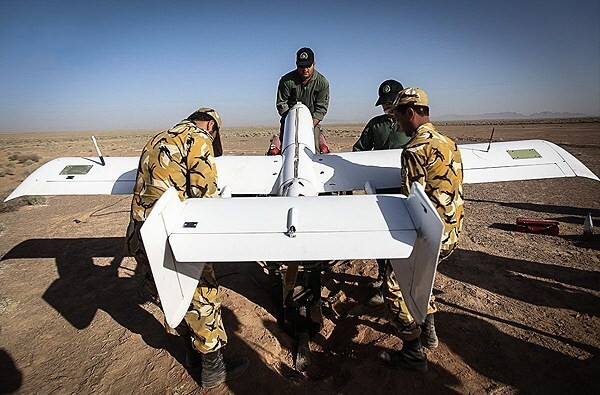
يقوم عسكريون إيرانيون بإعداد طائرة بدون طيار من طراز (Qods Mohajer-2) لإطلاقها خلال اليوم الثاني من تدريبات (بيت المقدس-26) التي أُقيمت في صحراء مرنجاب في محافظة أصفهان
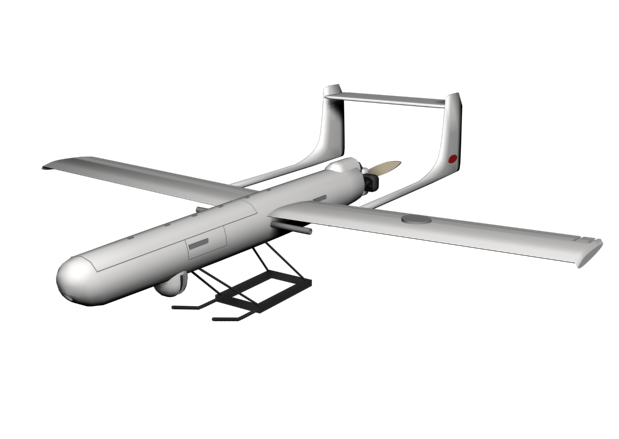
طائرة مهاجر 2 الإنتحارية الموجهة عن بعد
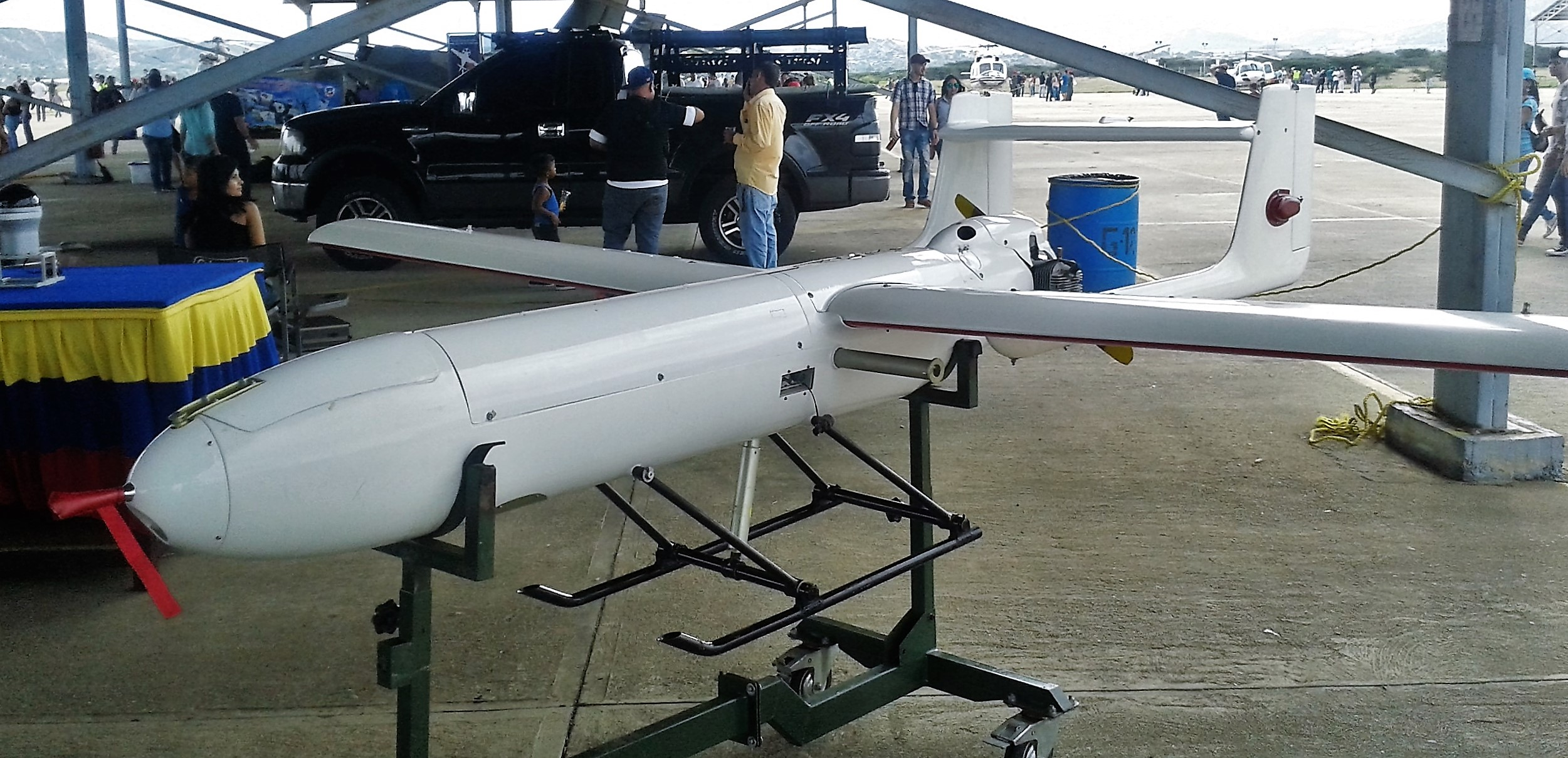
طائرة (SANT Arpía) الفنزويلية، هي نسخة من طائرة مهاجر 2 بترخيص من جمهورية إيران، والتي تم عرضها بمعرض الطيران (Balanda 2016)
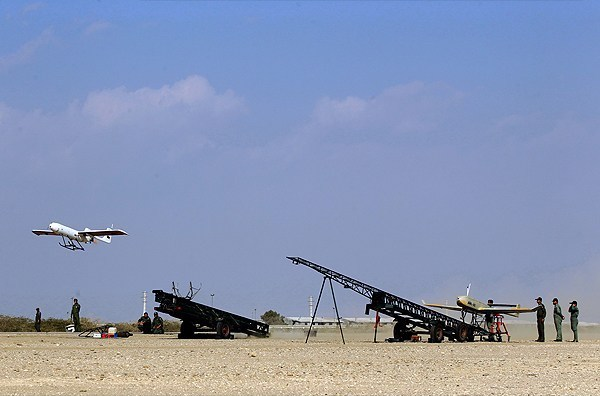
طائرة مهاجر 2-N أثناء الطيران
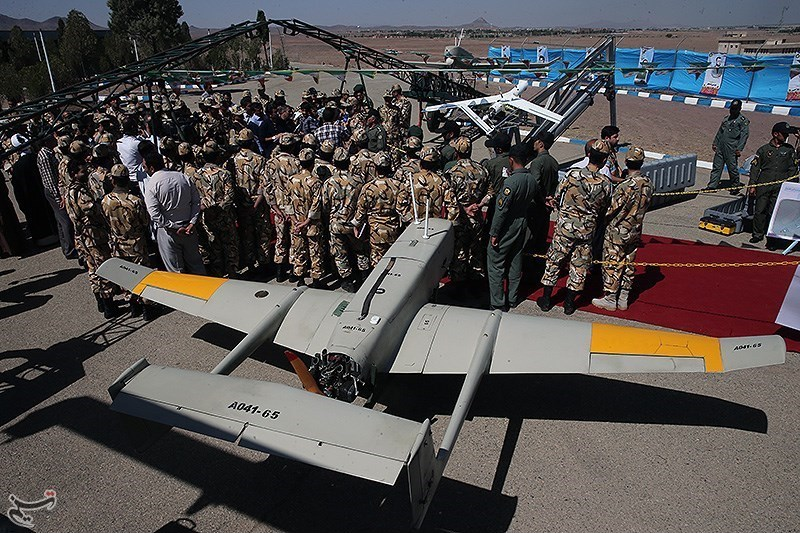
طائرة مهاجر 4، وهي الجيل الجديد من عائلة مهاجر المسيرة
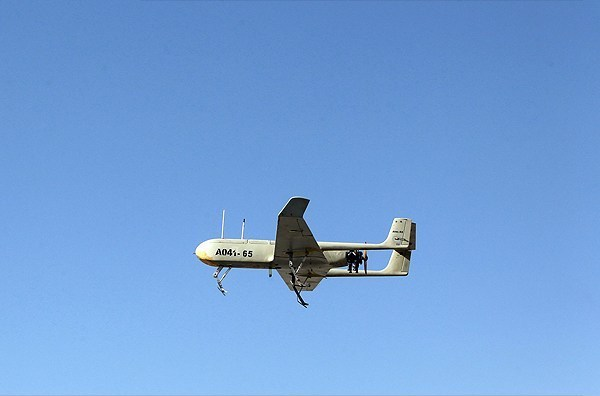
طائرة مهاجر 4 بدون طيار
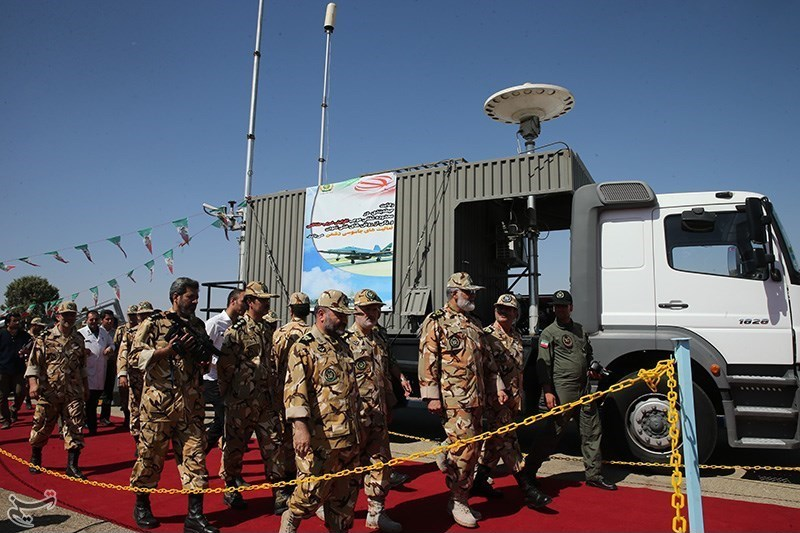
محطة مراقبة أرضية لمهاجر 4
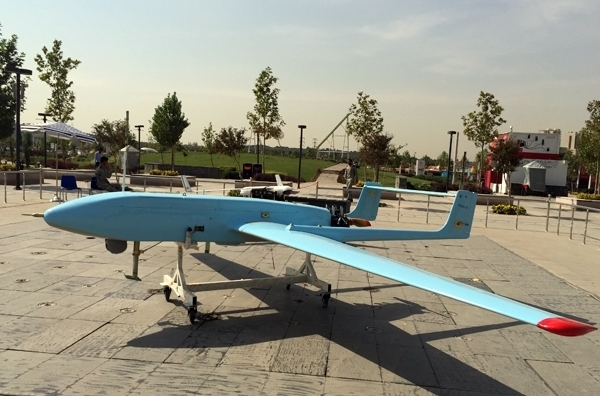
طائرة Mohajer-4B في أحد المعارض العسكرية في جمهورية إيران
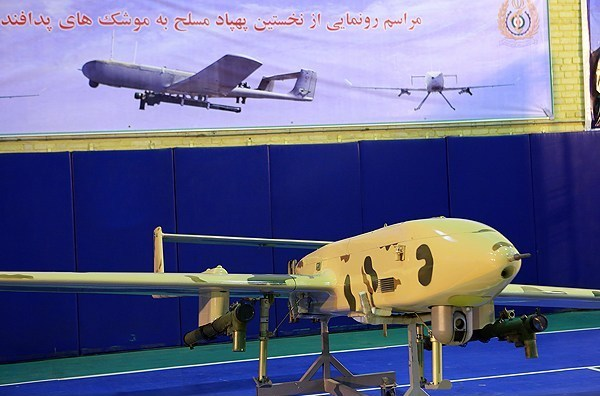
حفل الإعلان الرسمي عن طائرة مهاجر 4-B أو كما يطلق عليها صادق 1 في جمهورية إيران
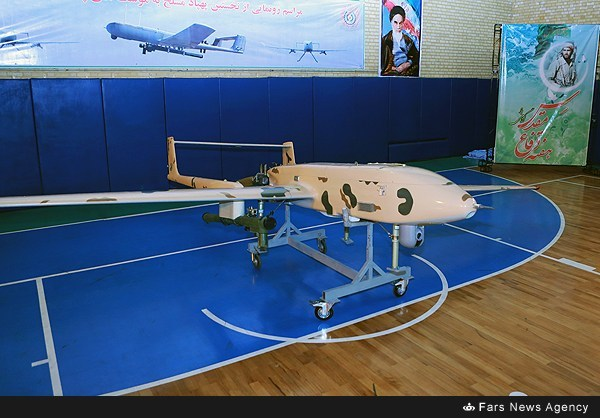
النموذج الجديد من طائرة مهاجر-4 والذي تعرف بمهاجر 4-B أو صادق
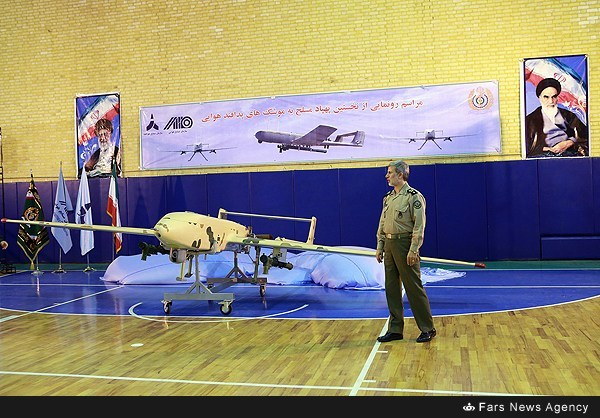
طائرة مهاجر 4-B
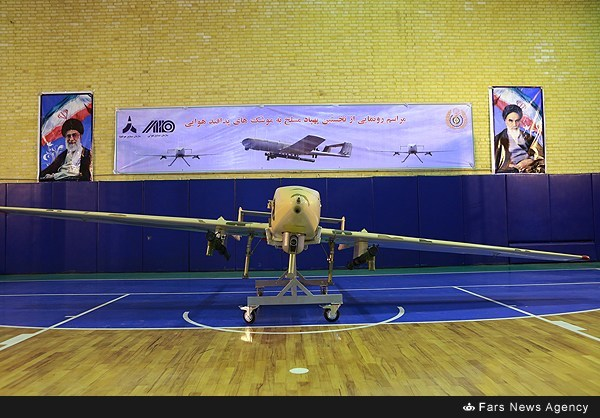
طائرة مهاجر 4-B
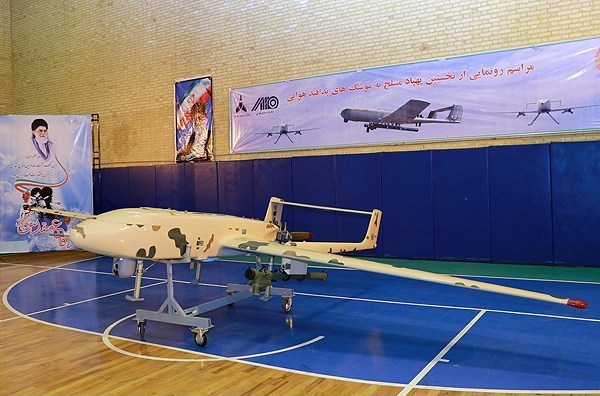
طائرة مهاجر 4-B
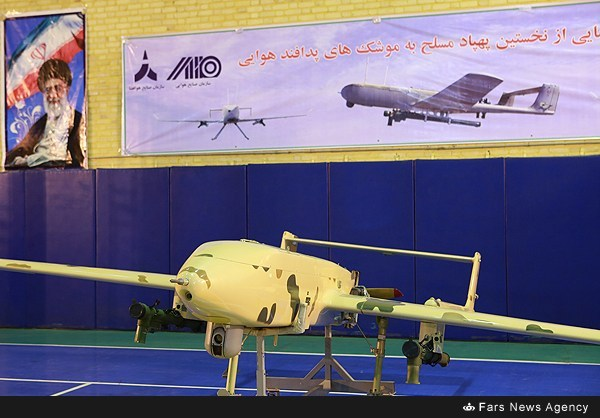
طائرة مهاجر 4-B
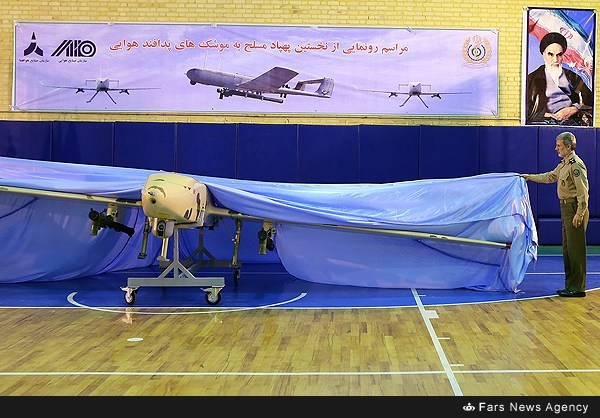
طائرة مهاجر 4-B
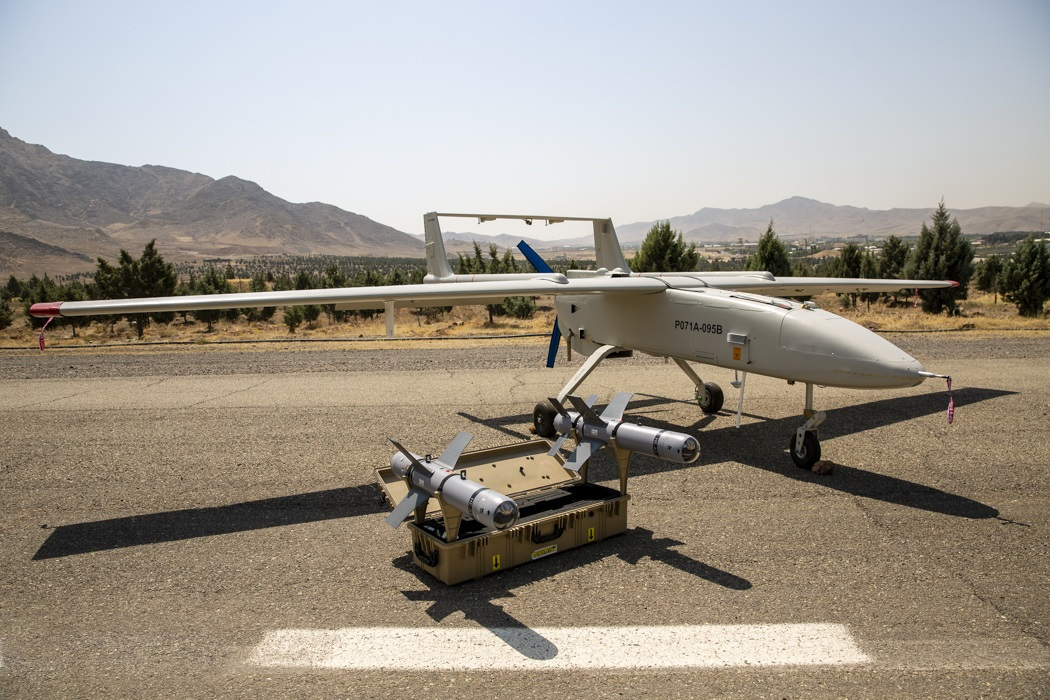
طائرة مهاجر 6 بدون طيار، إلى جانب قنبلتان انزلاقيتان من طراز قائم، خلال حفل تسليم معدات جديدة إلى القوة البرية التابعة للحرس الثوري الإيراني
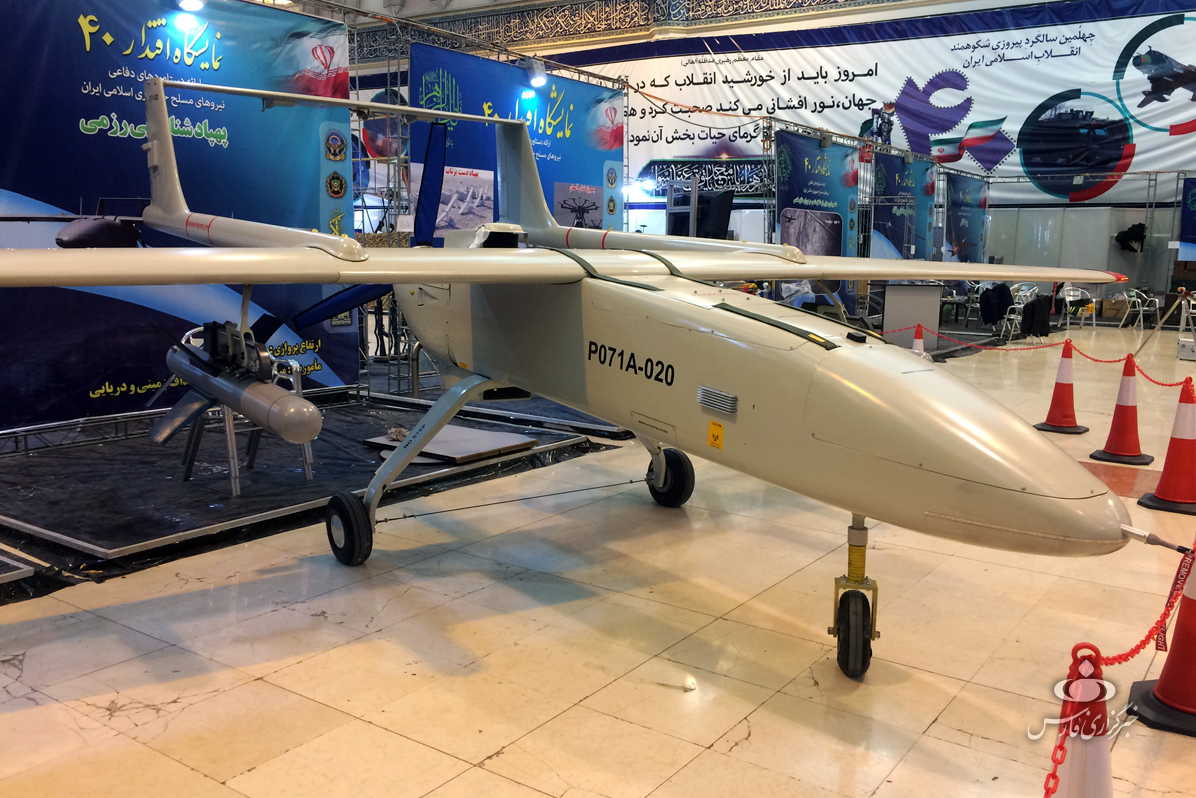
طائرة مهاجر 6 بدون طيار برقم تسلسلي (P071A-020)، خلال عرضها بمعرض إقتدار 40 الدفاعي في العاصمة طهران
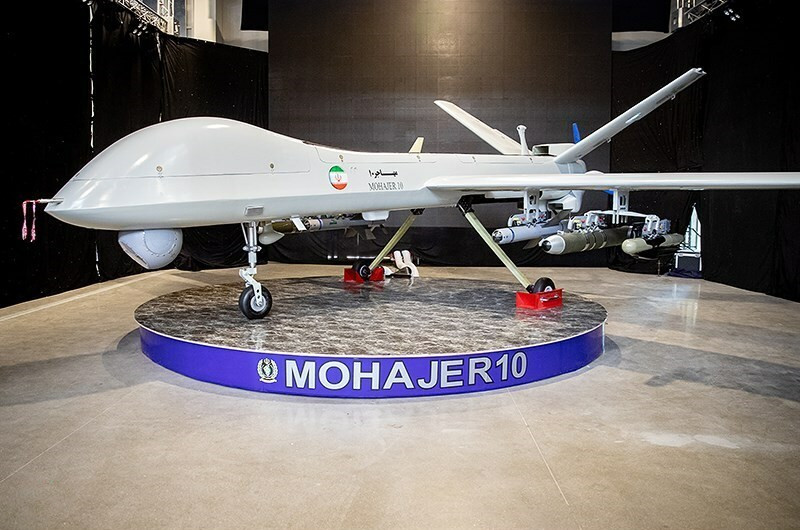
عرض طائرة مهاجر 10 بمناسبة الإعلان الرسمي عنها سنة 2023م
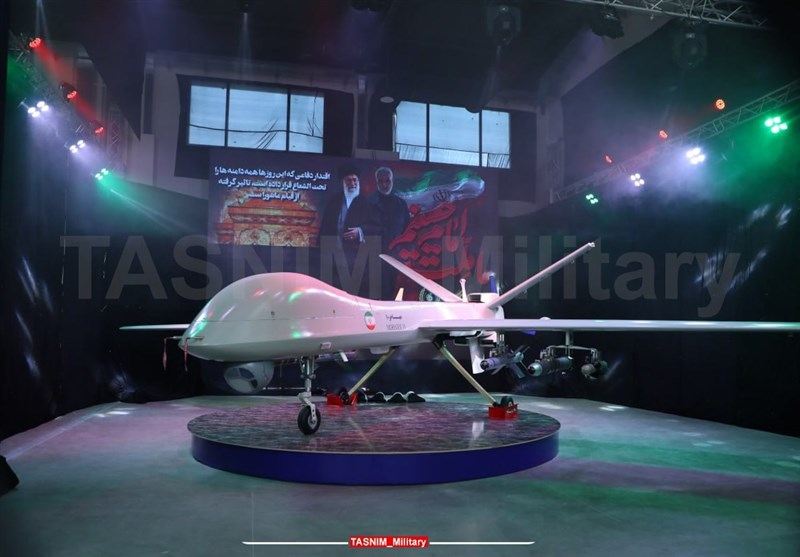
طائرة مهاجر-10 بمناسبة الإعلان الرسمي عنها
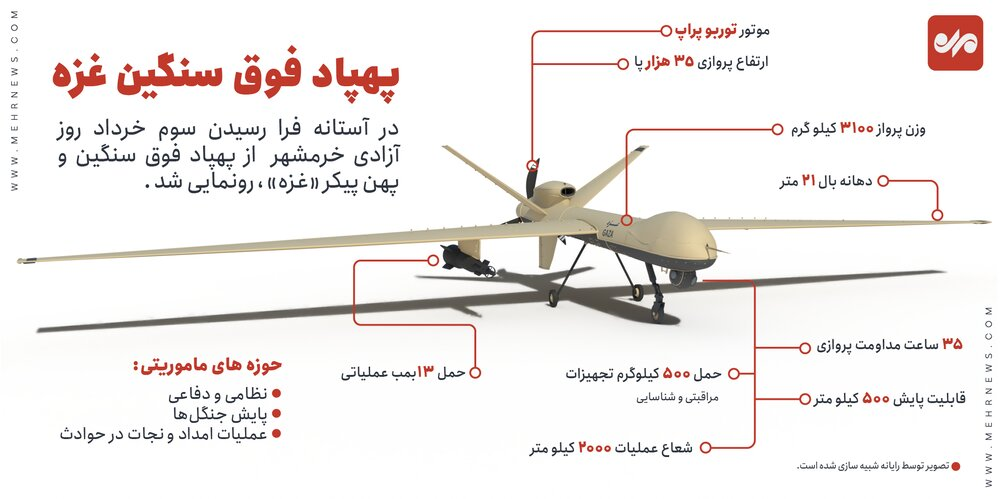
رسم بياني يوضح بالتفصيل خصائص ومميزات طائرة شاهد 149 أو كما يطلق عليها غزة
صورة إعلانية لطائرة شاهد 149، أو كما يطلق عليها غزةصورة إعلانية لطائرة شاهد 149، أو كما يطلق عليها غزة
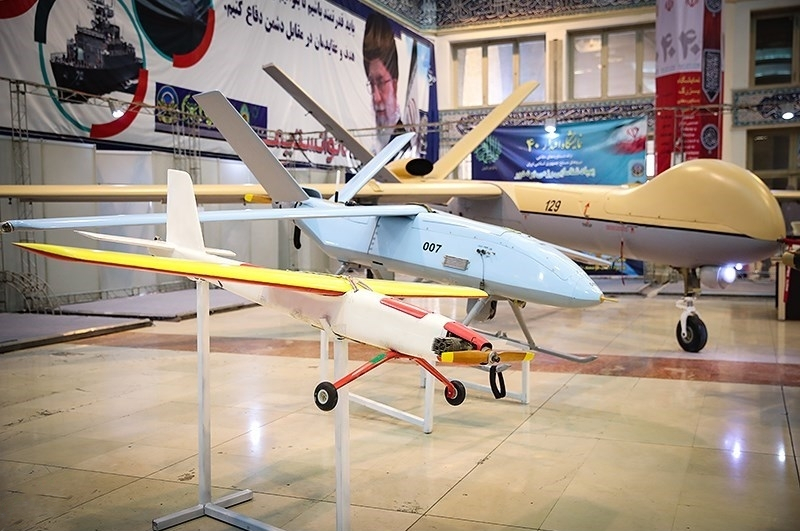
عرض طائرات شاهد 121 وشاهد 129 بالإضافة إلى طائرة بدون طيار مجهولة الهوية، وذلك في معرض إقتدار 40 في العاصمة الإيرانية طهران. وتظهر طائرة شاهد121 باللون الأزرق
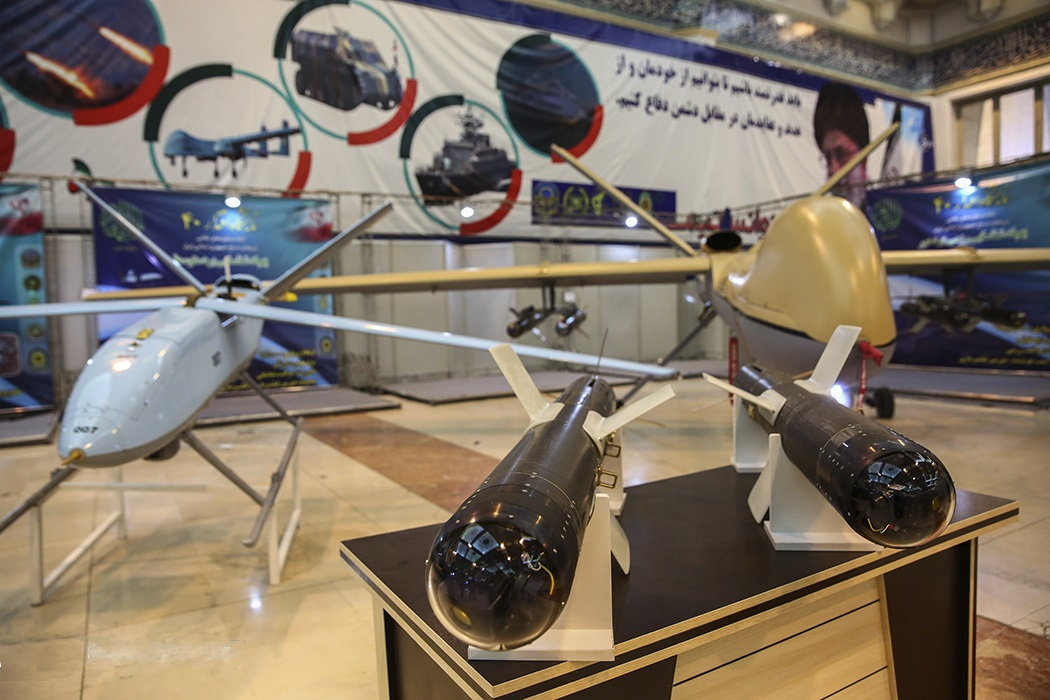
طائرة شاهد 121 بدون طيار على اليسار، وطائرة شاهد 129 بدون طيار على اليمين، وقنبلتان من طراز سديد 345 (AKA Sadid-345) في المقدمة. وذلك بمعرض إقتدار 40 للدفاع في العاصمة طهران
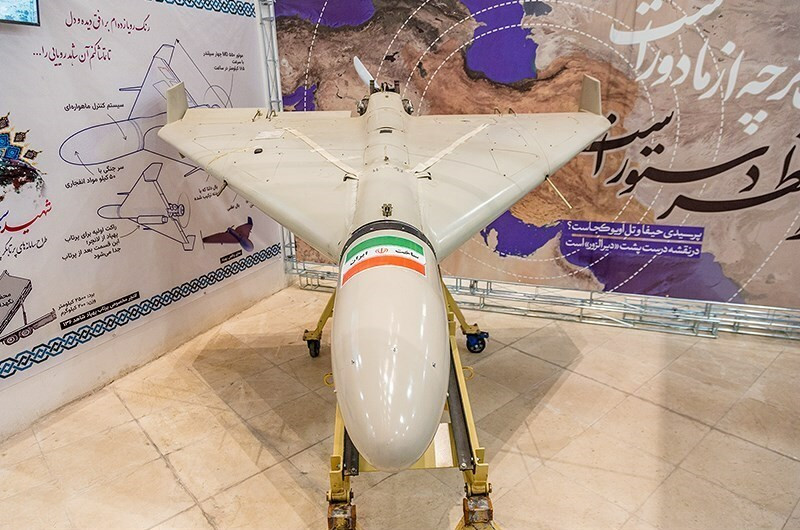
عرض طائرة شاهد 136 بدون طيار في أحد المعارض
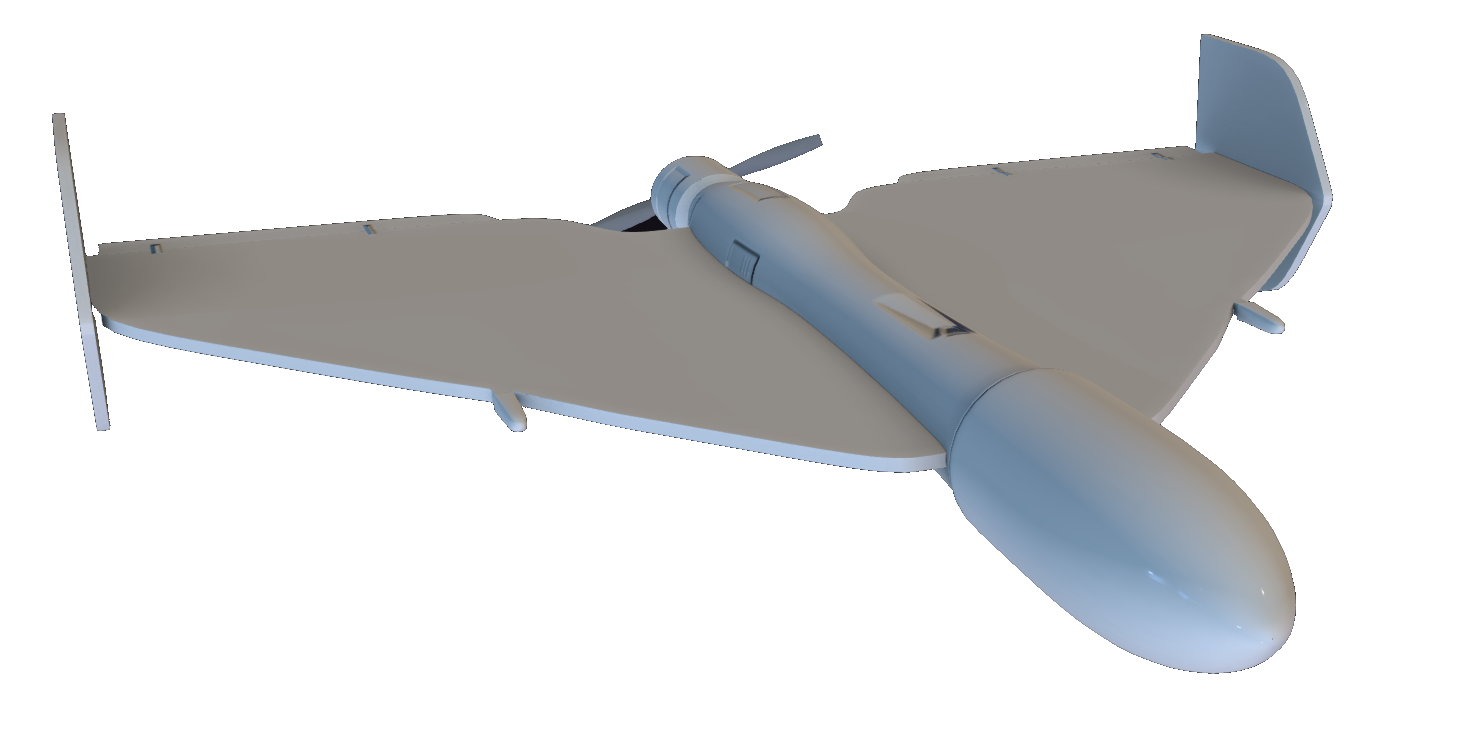
نموذج توضيحي لطائرة شاهد 136
- صورة توضيحية للطائرة المتسكعة شاهد 136
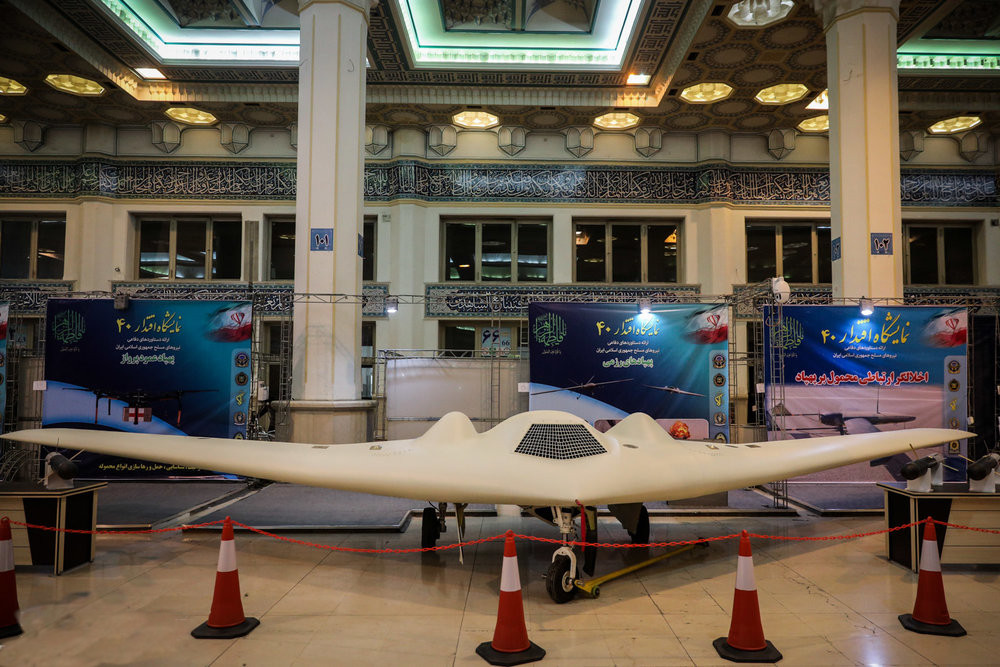
طائرة شاهد 171 بدون طيار. التقطت هذه الصورة في معرض إقتدار 40 للدفاع في العاصمة الإيرانية طهران
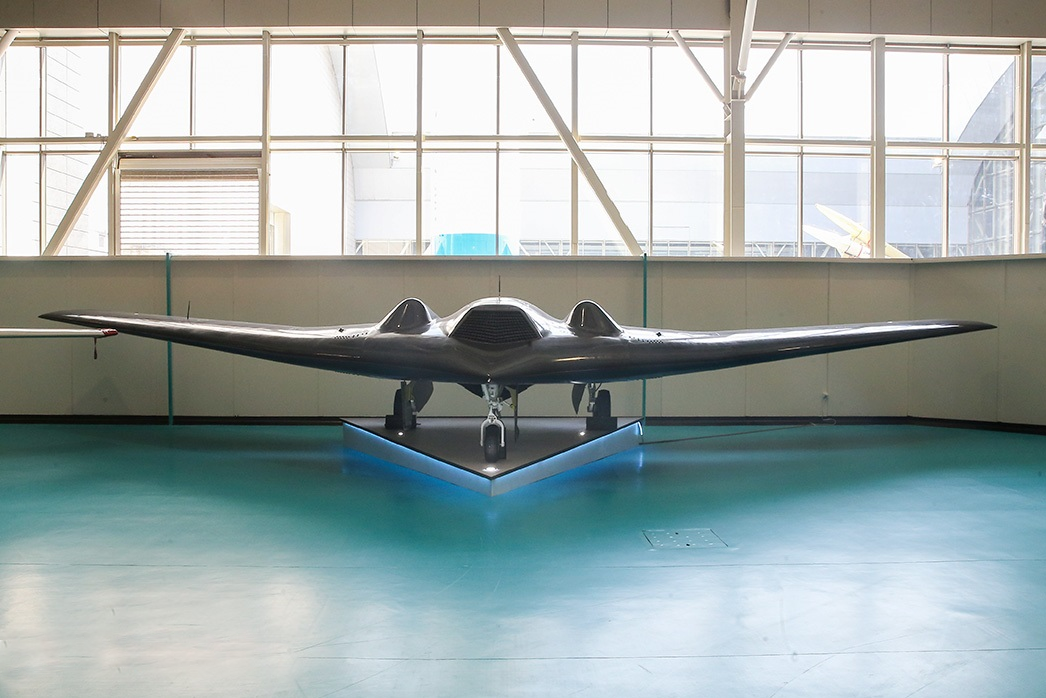
طائرة شاهد171 (سيمرغ)
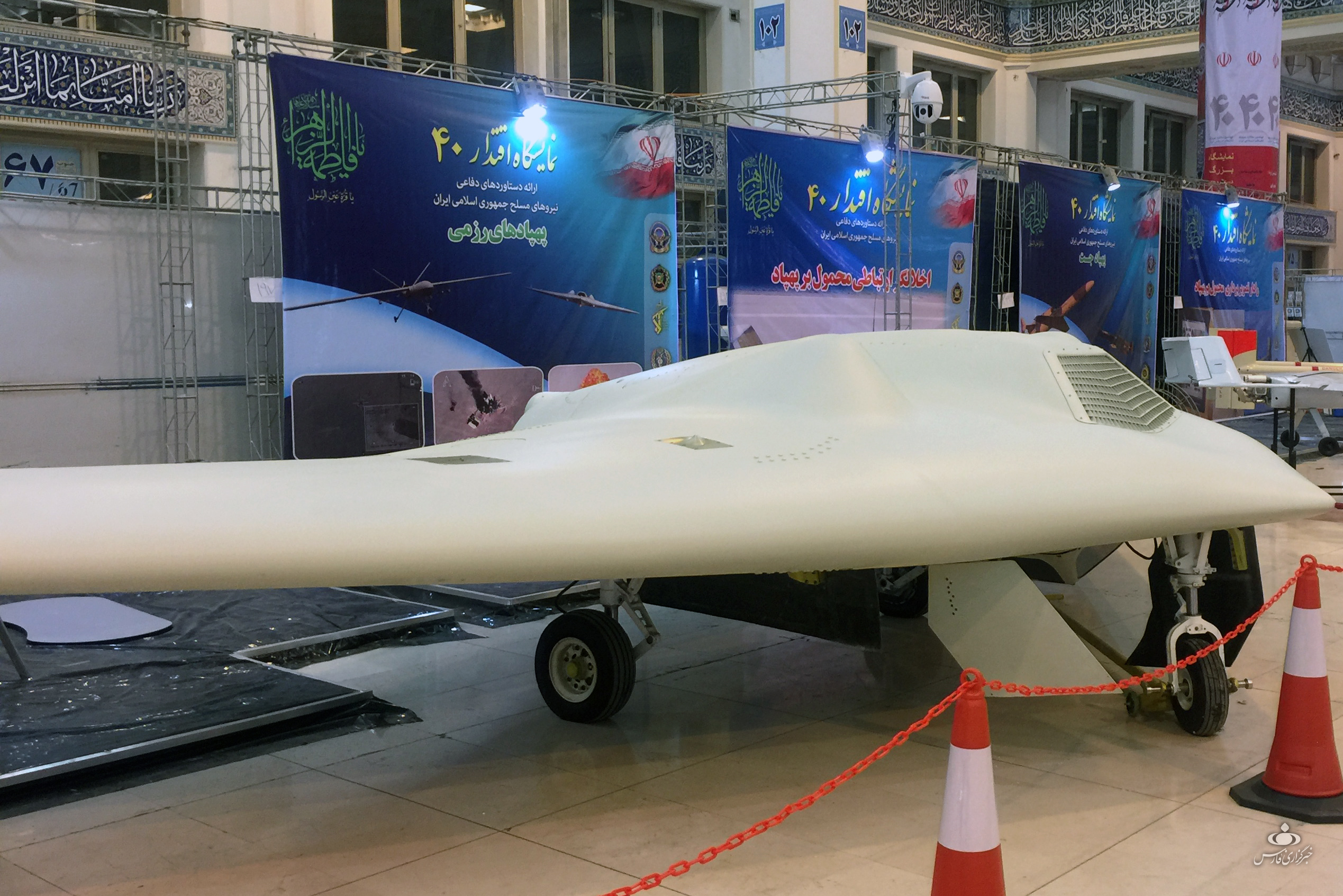
طائرة شاهد 171 (سيمرغ)، خلال معرض إقتدار 40 للدفاع الجوي في العاصمة الإيرانية طهران
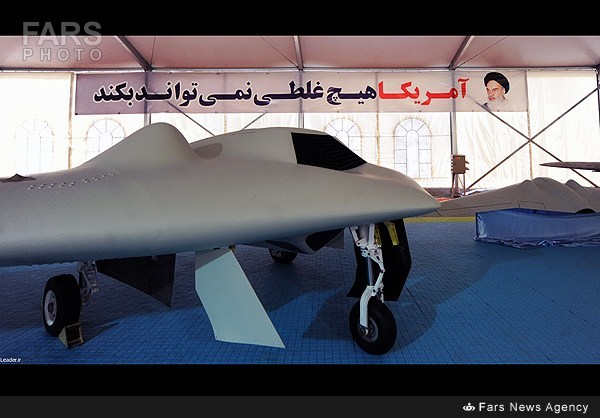
طائرة شاهد 171 بدون طيار من طراز (Simorgh) في معرض أسلحة تابع للحرس الثوري الإيراني
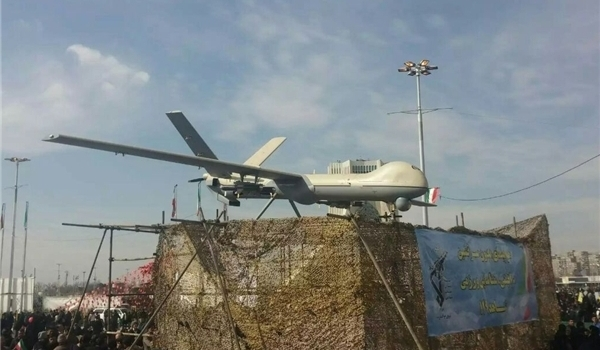
تم كشف النقاب عن الجيل الثاني من طائرة Shahed 129 المسيرة عندما تم وضعها في ميدان (Azadi Square) في العاصمة طهران في عام 2016م
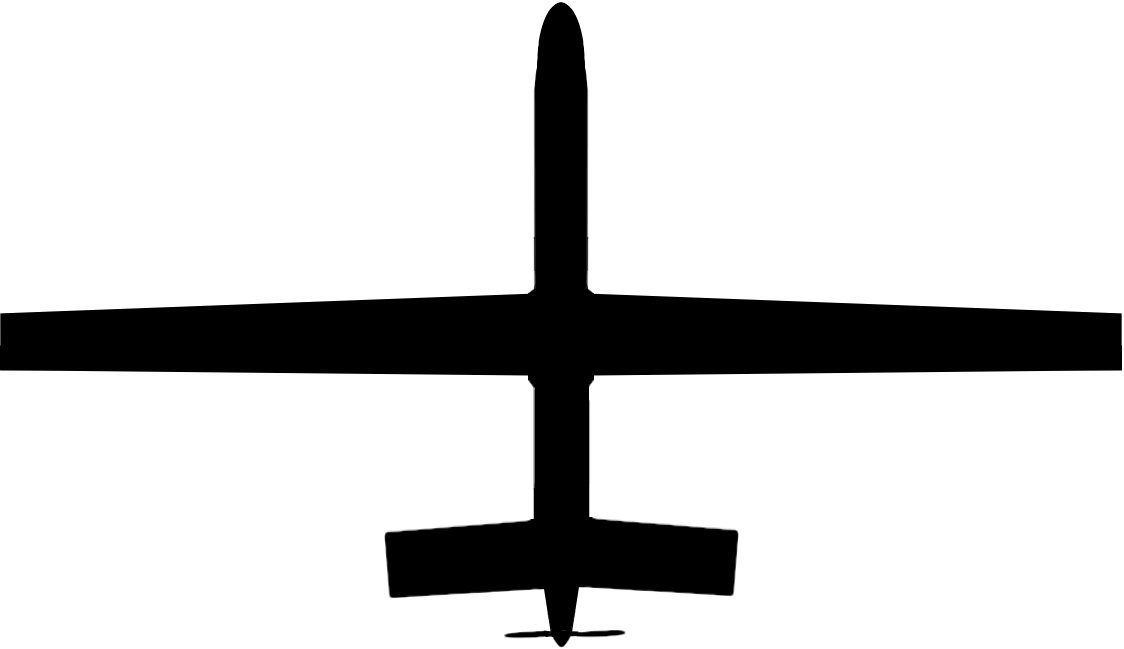
صورة ظلية من الأعلى إلى الأسفل لطائرة شاهد 129 بدون طيار
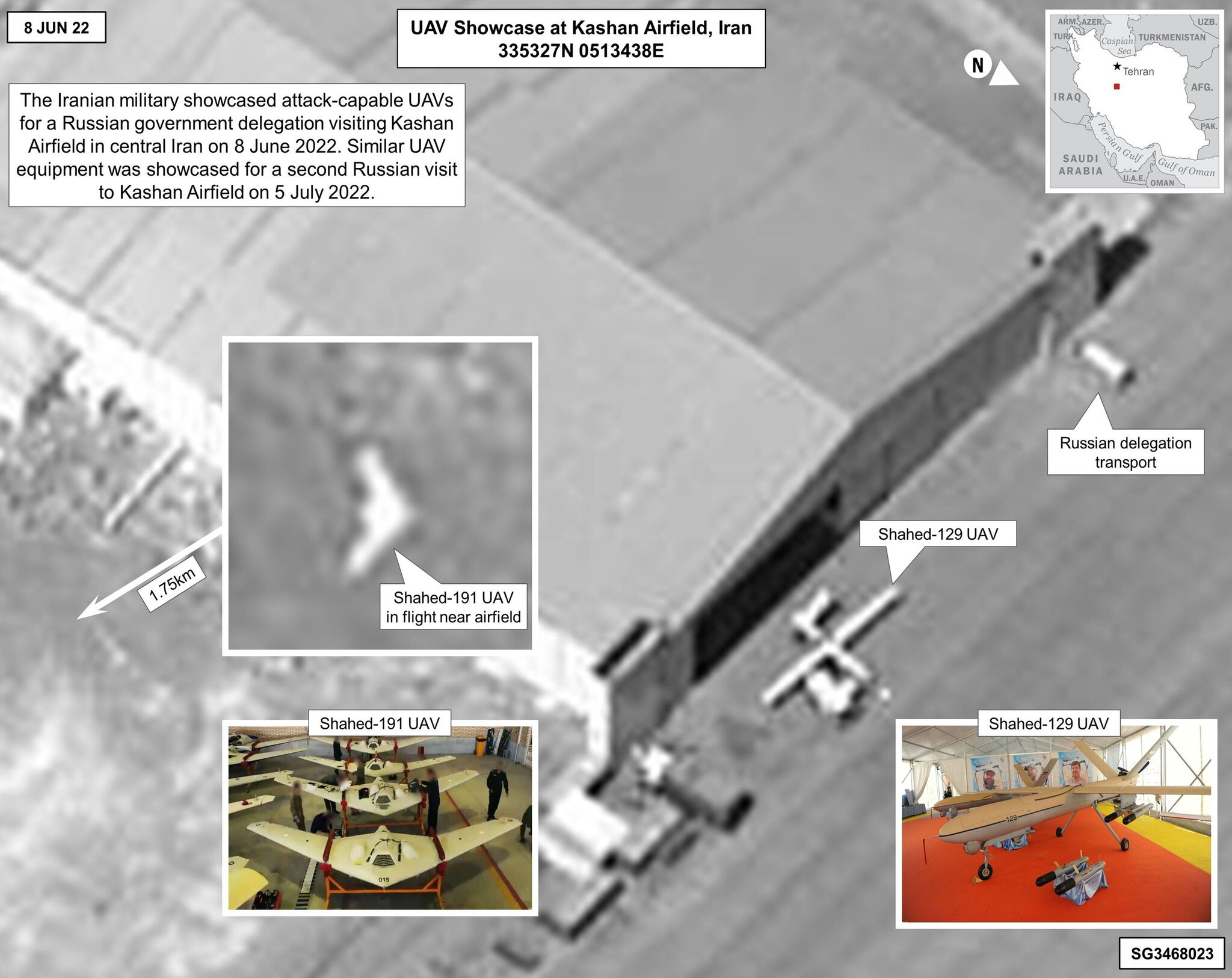
صورة ملتقطة بواسطة الأقمار الصناعية توضح قيام وفد روسي بمشاهدة الطائرات الإيرانية بدون طيار، بما في ذلك الشاهد 129 وصاعقة، في مطار كاشان بإيران في يونيو/ حزيران 2022م خلال الحرب الروسية الأوكرانية
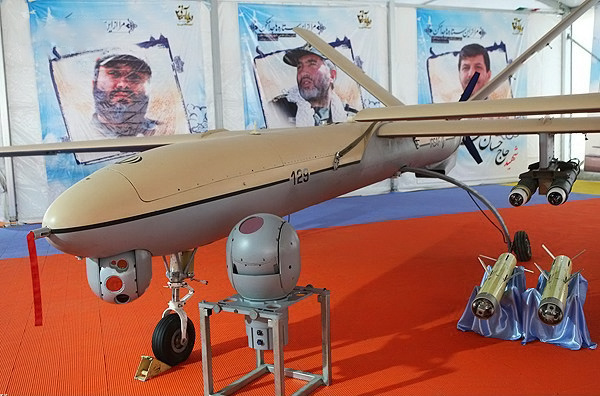
أول نموذج لطائرة شاهد 129، مع رقم التسجيل (129-001)، حيث يمكن تمييزه عن طريق معدات الهبوط الخلفية الثابتة
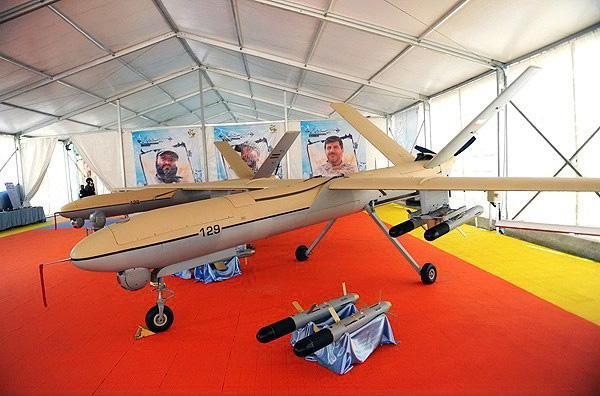
الجيل الأول من طائرة شاهد 129 المسيرة في أحد المعارض في جمهورية إيران
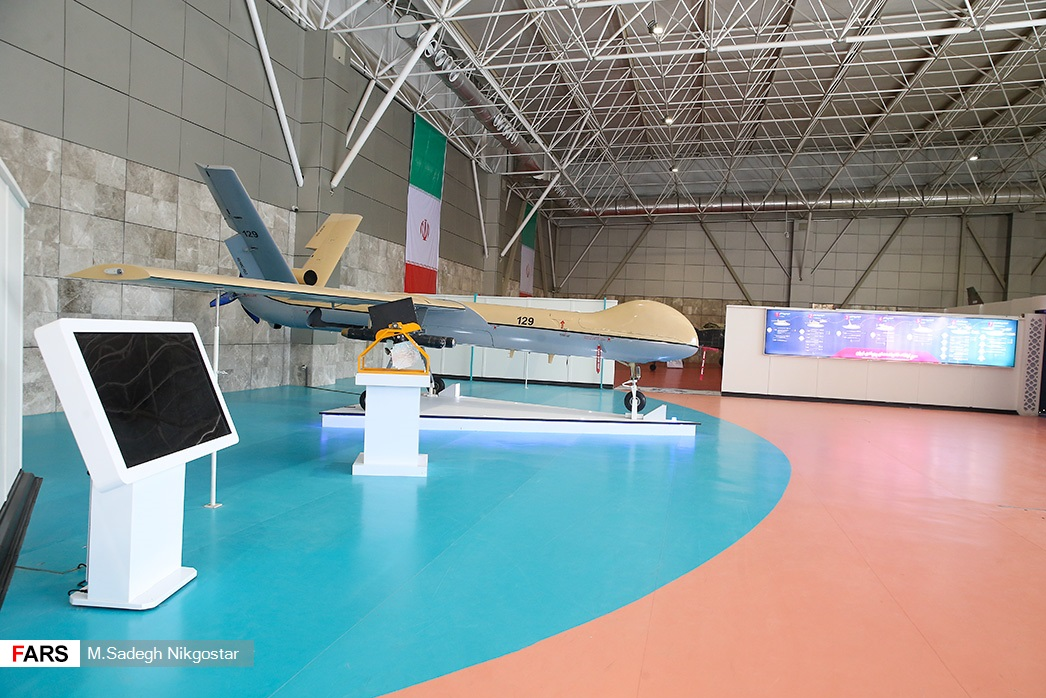
شاهد 129B UAV. يمكن رؤية بعض الذخيرة مجهولة الهوية في المقدمة

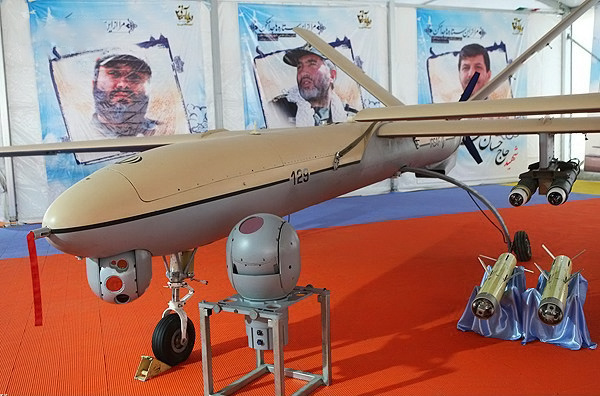
أول نموذج لطائرة شاهد 129، مع رقم التسجيل (129-001)، حيث يمكن تمييزه عن طريق معدات الهبوط الخلفية الثابتة

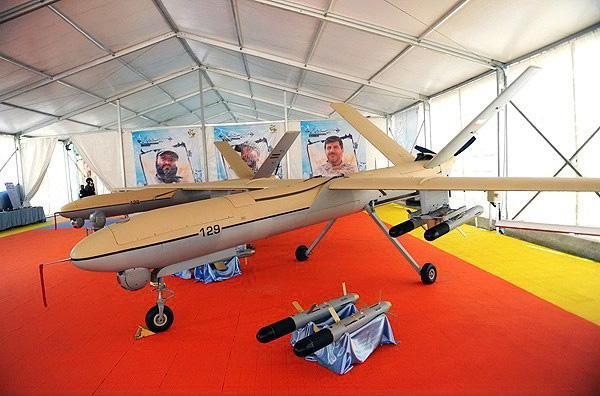
الجيل الأول من طائرة شاهد 129 المسيرة في أحد المعارض في جمهورية إيران

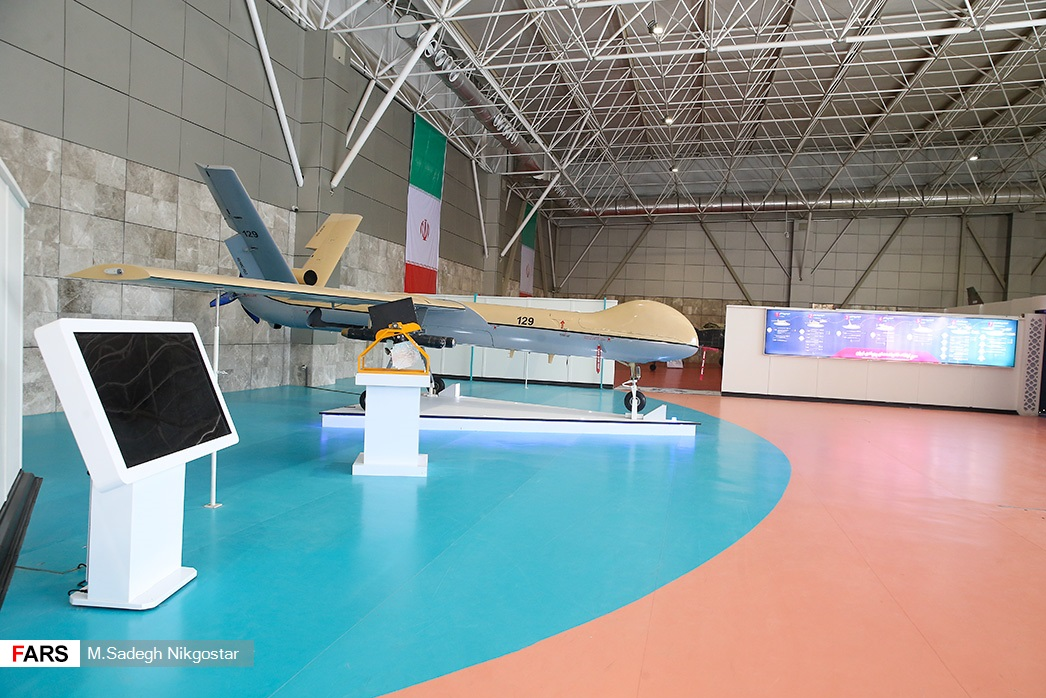
شاهد 129B UAV. يمكن رؤية بعض الذخيرة مجهولة الهوية في المقدمة

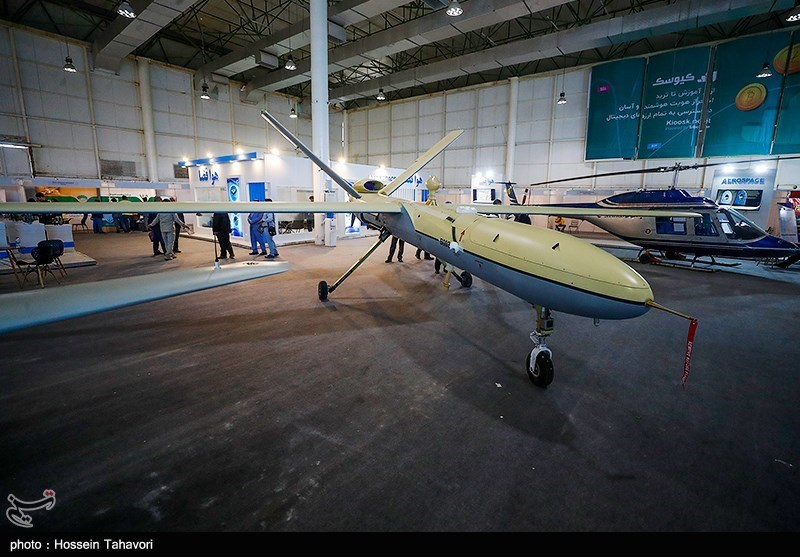
طائرة شاهد 129 في معرض صناعة الطيران الذي تقيمه جمهورية إيران بحضور 90 شركة من إيران وروسيا والصين وإثيوبيا في مركز كيش الدولي للمعارض

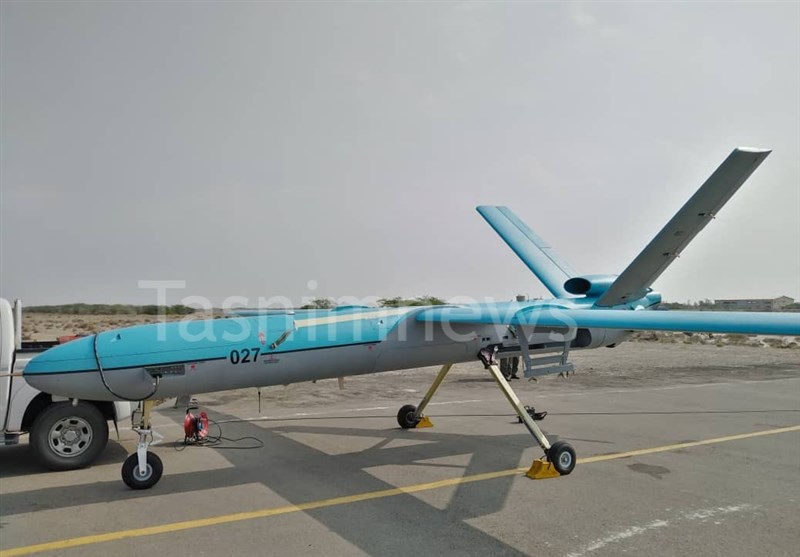
طائرة شاهد الإيرانية 129 على المدرج، ويظهر الرقم (027) على ذيل الطائرة

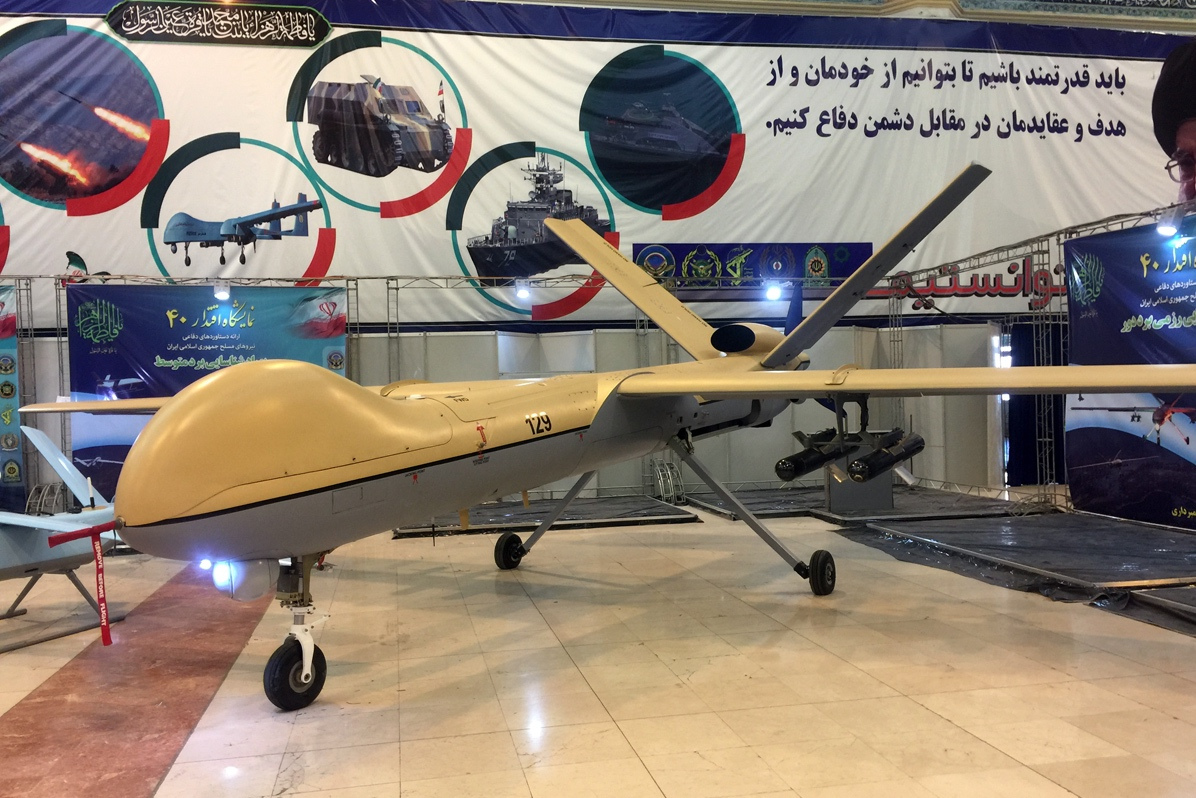
طائرة شاهد 129 بدون طيار في معرض إقتدار 40 بالعاصمة الإيرانية طهران

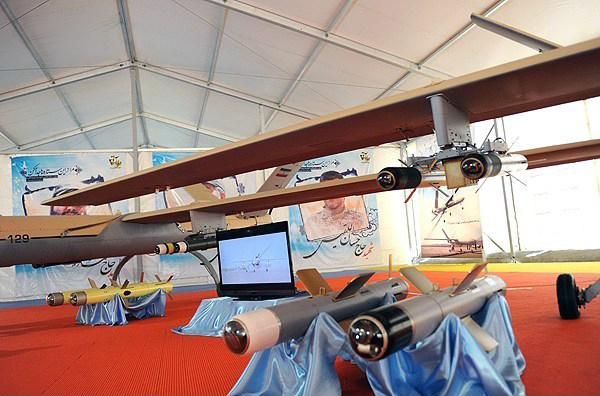
تحتوي طائرة شاهد في المقدمة على ذخائر ذات دقة موجهة من نوع (Sadid-345) بالإضافة إلى ذخائرة معلقة على الأجنحة، وإلى أقصى اليسار وهي من نوع (ATGMs Sadid)

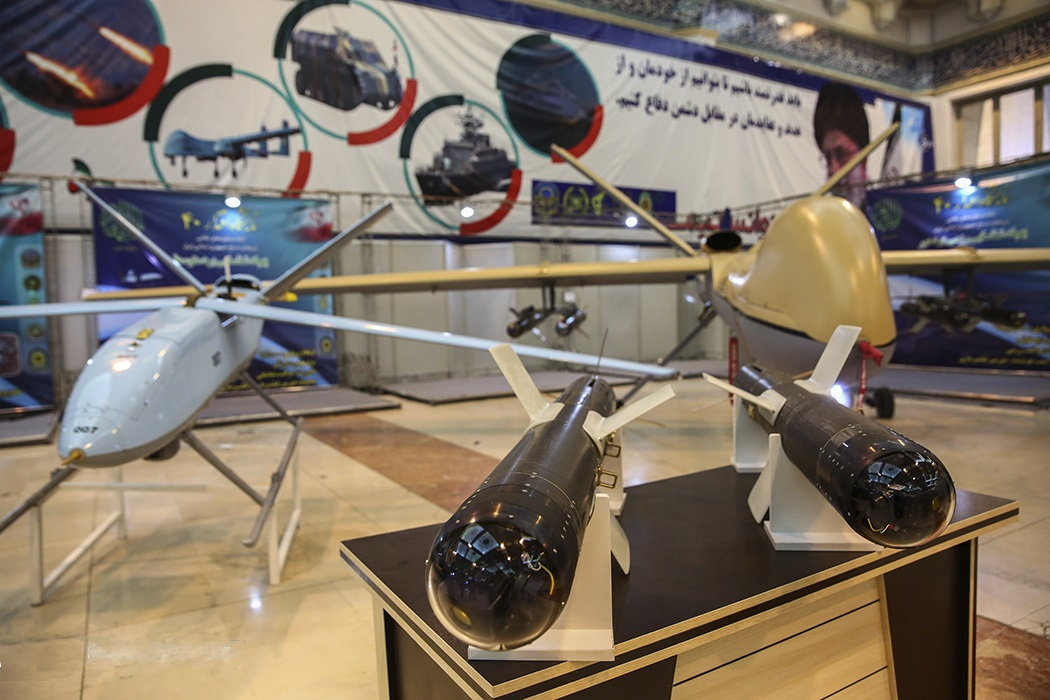
طائرة شاهد 121 بدون طيار على اليسار، وطائرة شاهد 129 بدون طيار على اليمين، وقنبلتان من طراز سديد 345 (AKA Sadid-345) في المقدمة. وذلك بمعرض إقتدار 40 للدفاع في العاصمة طهران

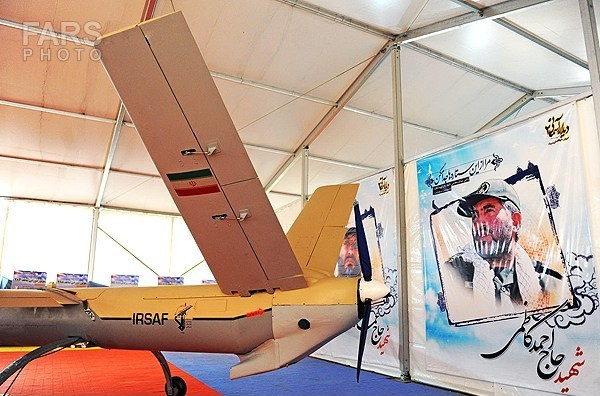
ذيل طائرة شاهد 129 (الجيل الأول)، في أحد معارض الأسلحة التابع للحرس الثوري الإيراني

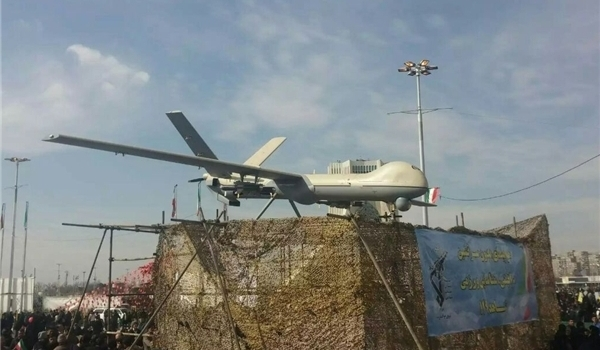
تم كشف النقاب عن الجيل الثاني من طائرة Shahed 129 المسيرة عندما تم وضعها في ميدان (Azadi Square) في العاصمة طهران في عام 2016م

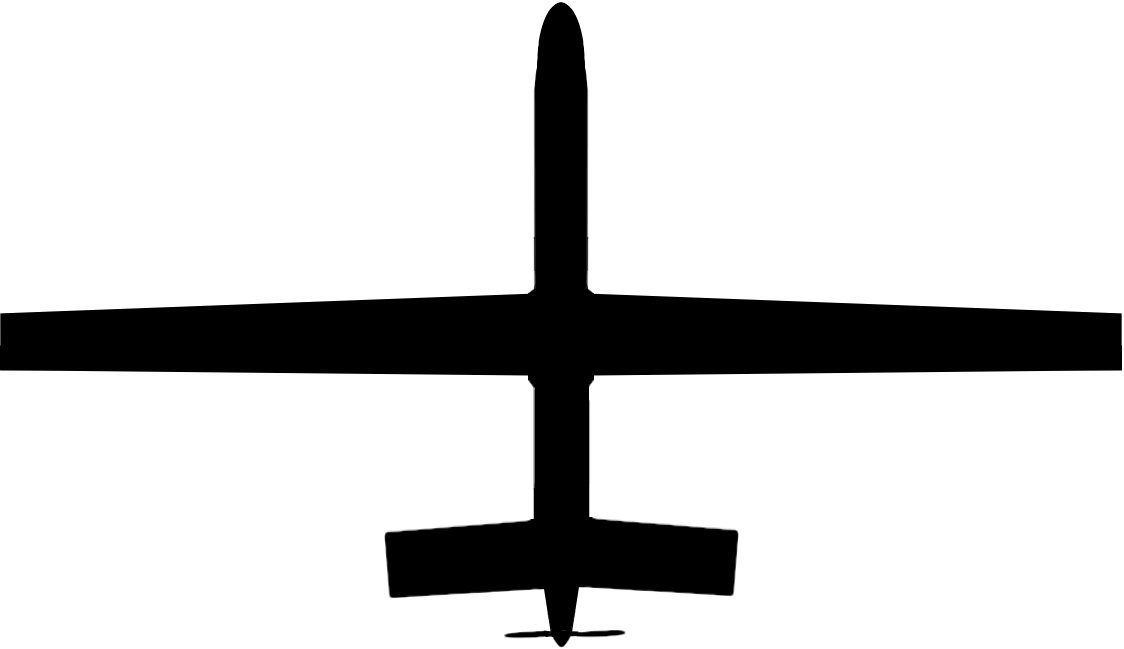
صورة ظلية من الأعلى إلى الأسفل لطائرة شاهد 129 بدون طيار

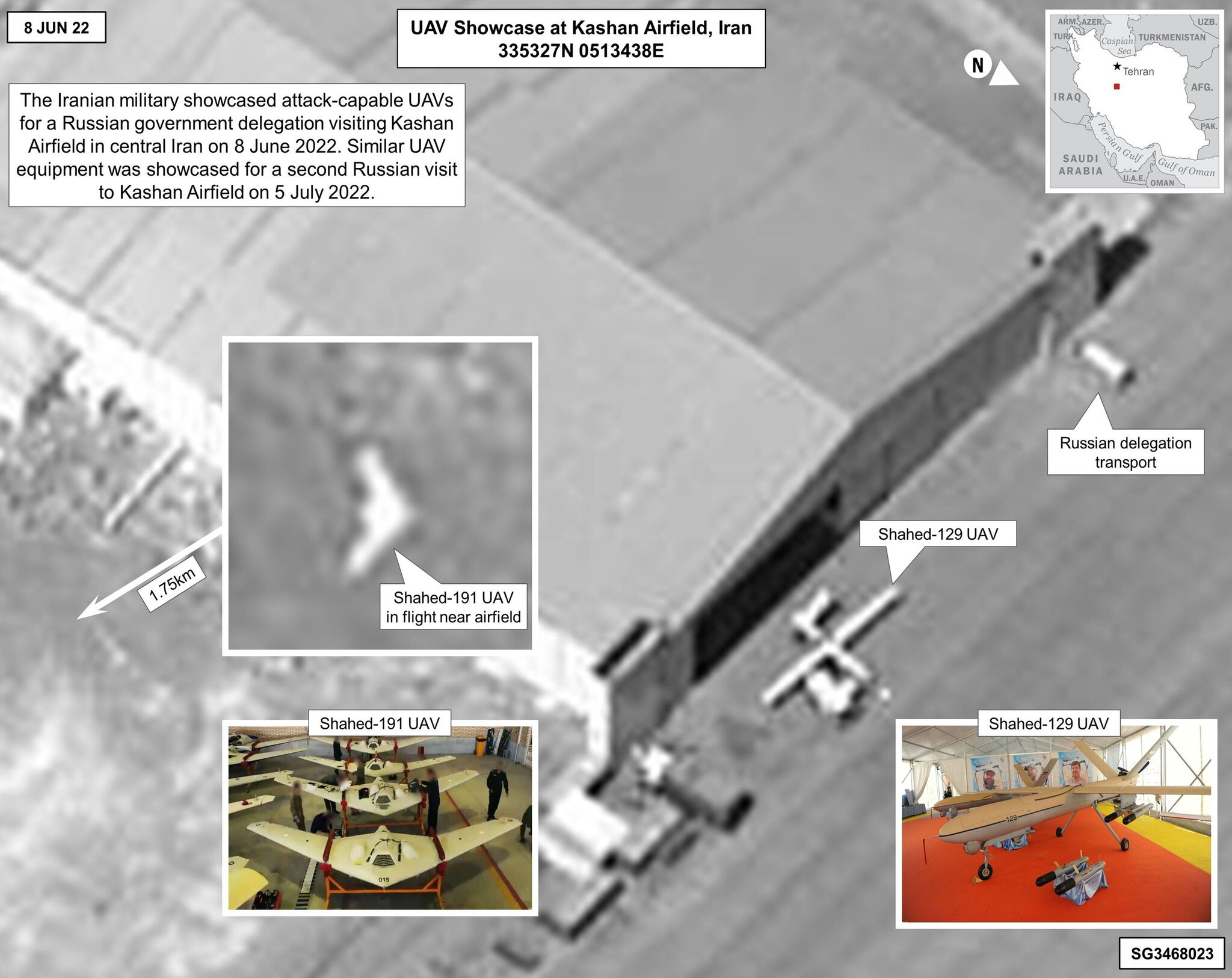
صورة ملتقطة بواسطة الأقمار الصناعية توضح قيام وفد روسي بمشاهدة الطائرات الإيرانية بدون طيار، بما في ذلك الشاهد 129 وصاعقة، في مطار كاشان بإيران في يونيو/ حزيران 2022م خلال الحرب الروسية الأوكرانية

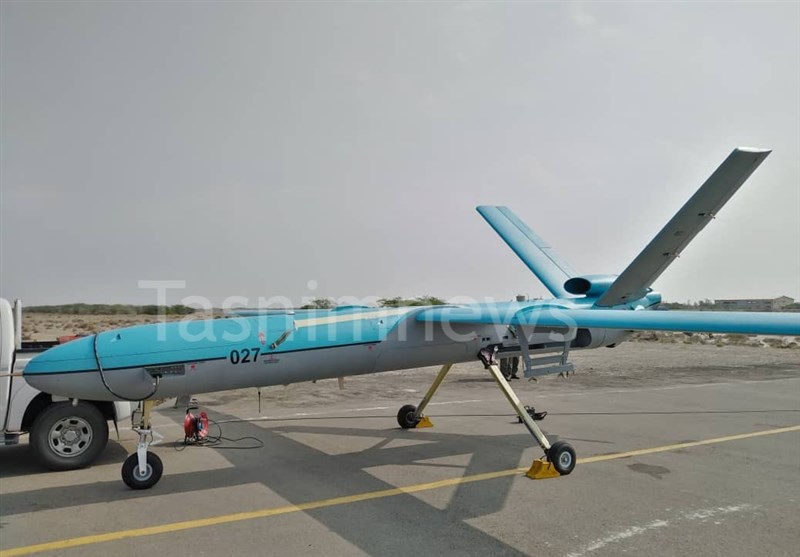
طائرة شاهد الإيرانية 129 على المدرج، ويظهر الرقم (027) على ذيل الطائرة
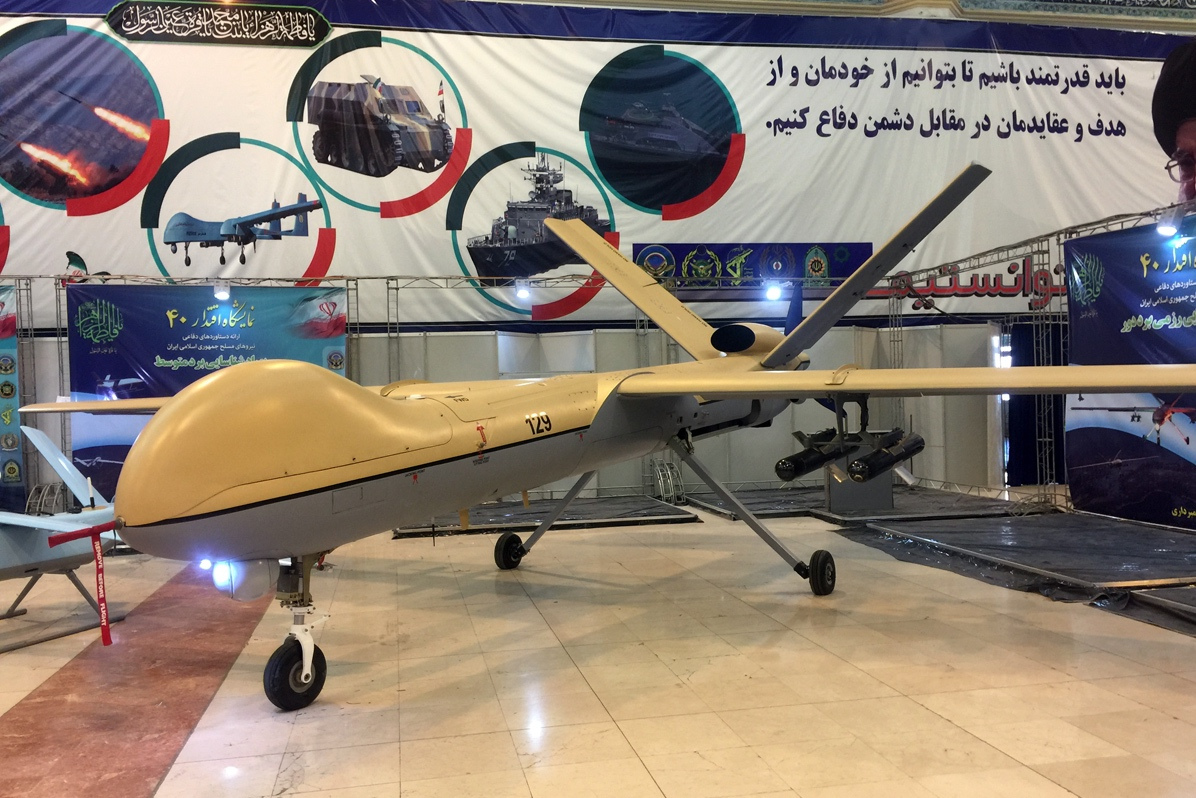
طائرة شاهد 129 بدون طيار في معرض إقتدار 40 بالعاصمة الإيرانية طهران
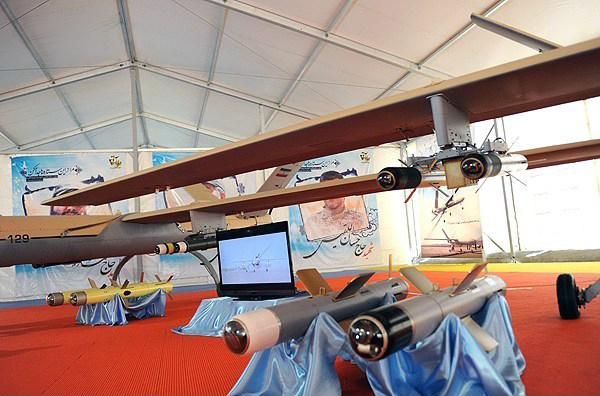
تحتوي طائرة شاهد في المقدمة على ذخائر ذات دقة موجهة من نوع (Sadid-345) بالإضافة إلى ذخائرة معلقة على الأجنحة، وإلى أقصى اليسار وهي من نوع (ATGMs Sadid)
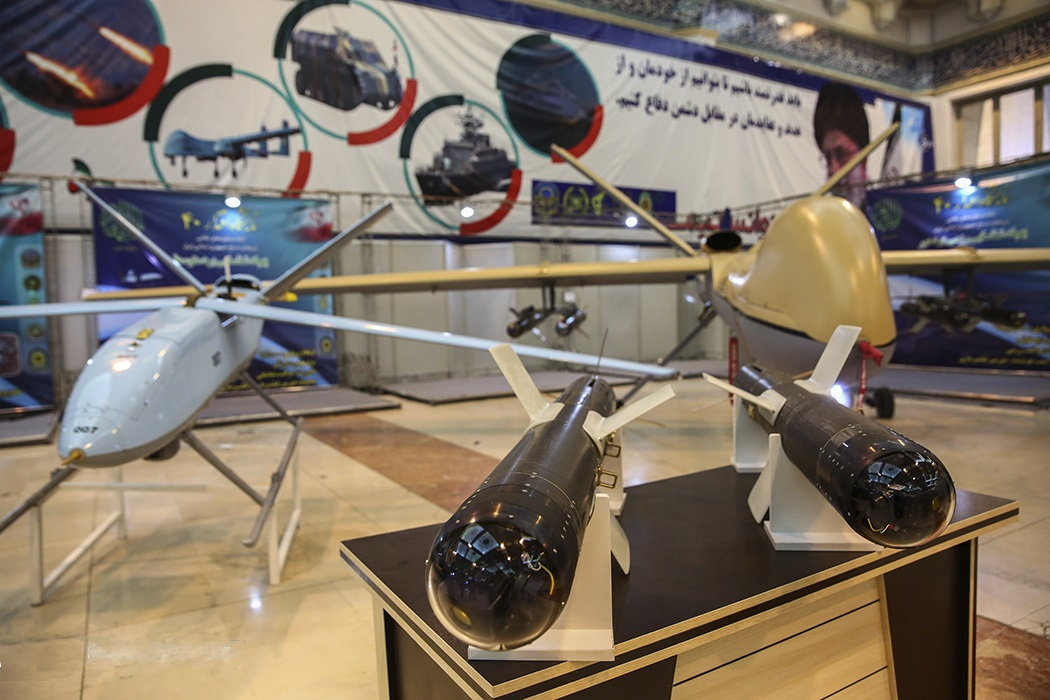
طائرة شاهد 121 بدون طيار على اليسار، وطائرة شاهد 129 بدون طيار على اليمين، وقنبلتان من طراز سديد 345 (AKA Sadid-345) في المقدمة. وذلك بمعرض إقتدار 40 للدفاع في العاصمة طهران
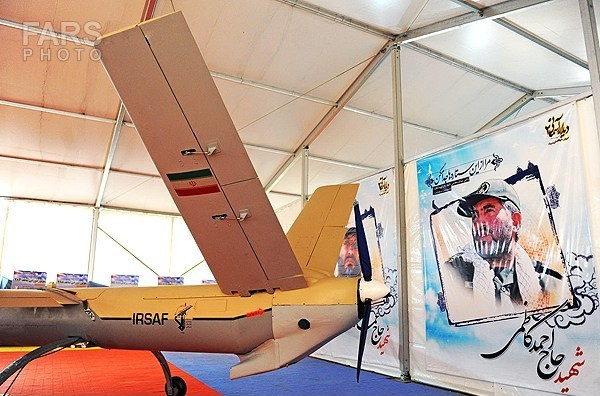
ذيل طائرة شاهد 129 (الجيل الأول)، في أحد معارض الأسلحة التابع للحرس الثوري الإيراني
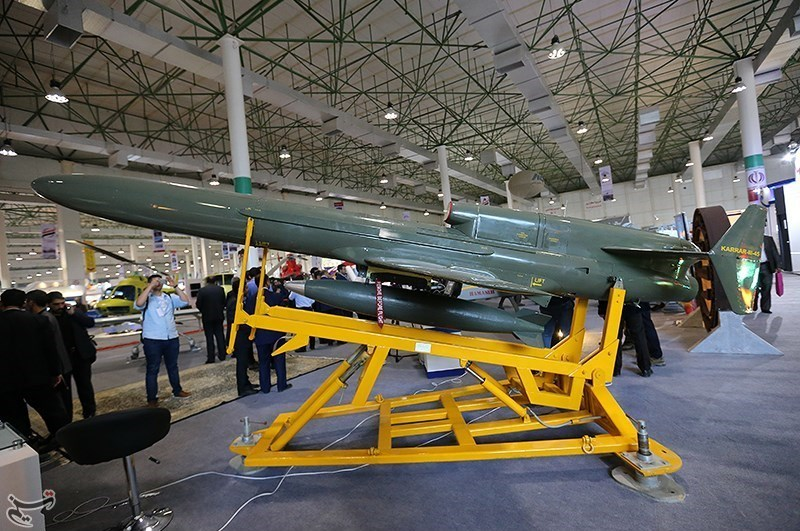
طائرة كرار بدون طيار خلال عرضها في معرض إيران الدولي الثامن للطيران في جزيرة كيش الواقعة وسط الخليج العربي
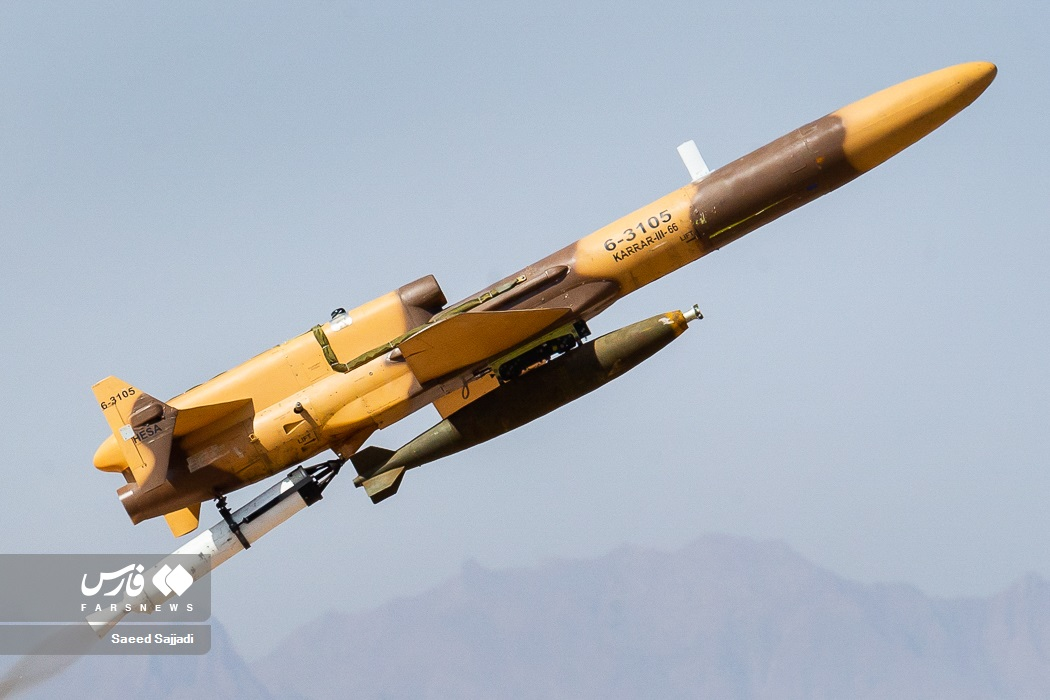
إحدى نماذج طائرات كرار، وذلك في اليوم الثاني من المناورات المشتركة للطائرات بدون طيار للجيش الإيراني
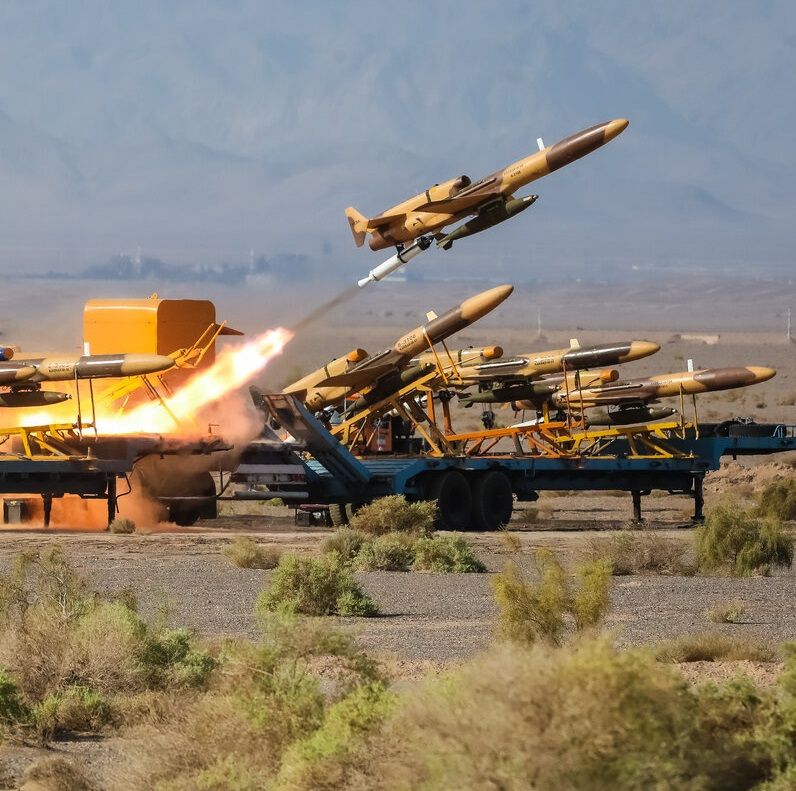
طائرة كرار القاذفة أثناء الإقلاع
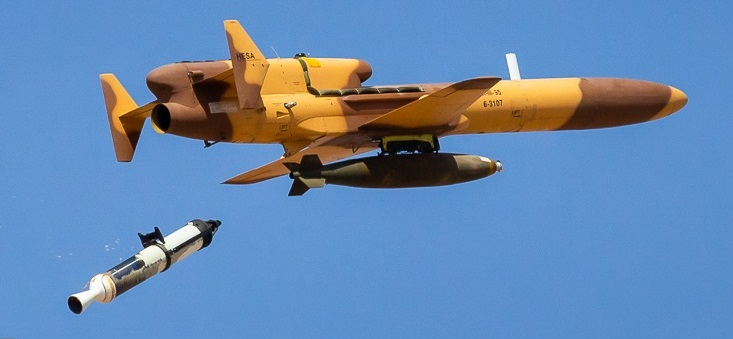
طائرة كرار بدون طيار بعد الإقلاع
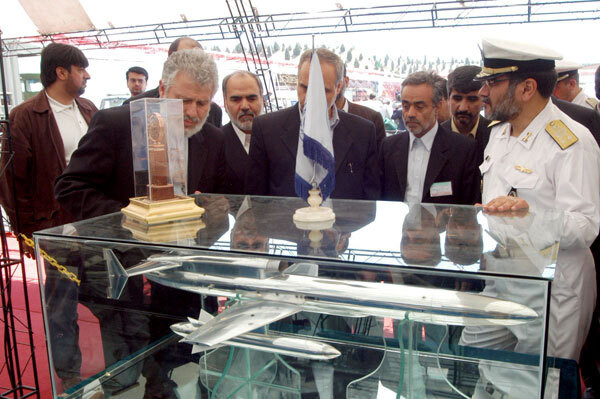
وزير الدفاع الإيراني السابق علي شمخاني يتفقد نموذج أولي مصغر لطائرة (HESA Karrar) عام 2004م
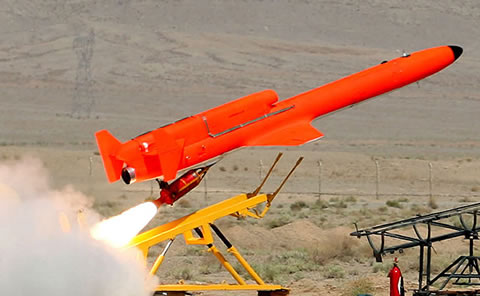
طائرة كرار المسيرة تظهر باللون البرتقالي أثناء الإقلاع
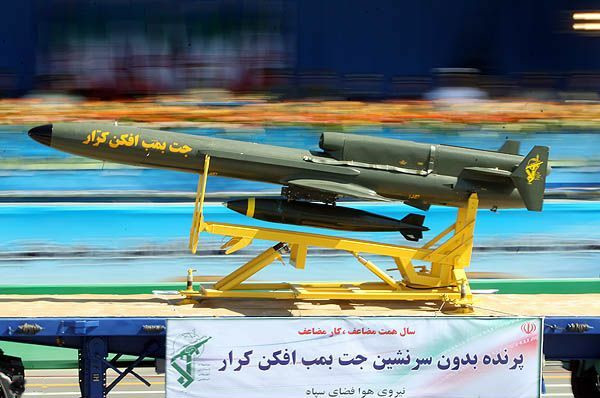
طائرة بدون طيار (HESA Karrar) خلال أسبوع الدفاع المقدس 2010م بإيران مع قنبلة (Mk. 82) مثبتة على خط الوسط
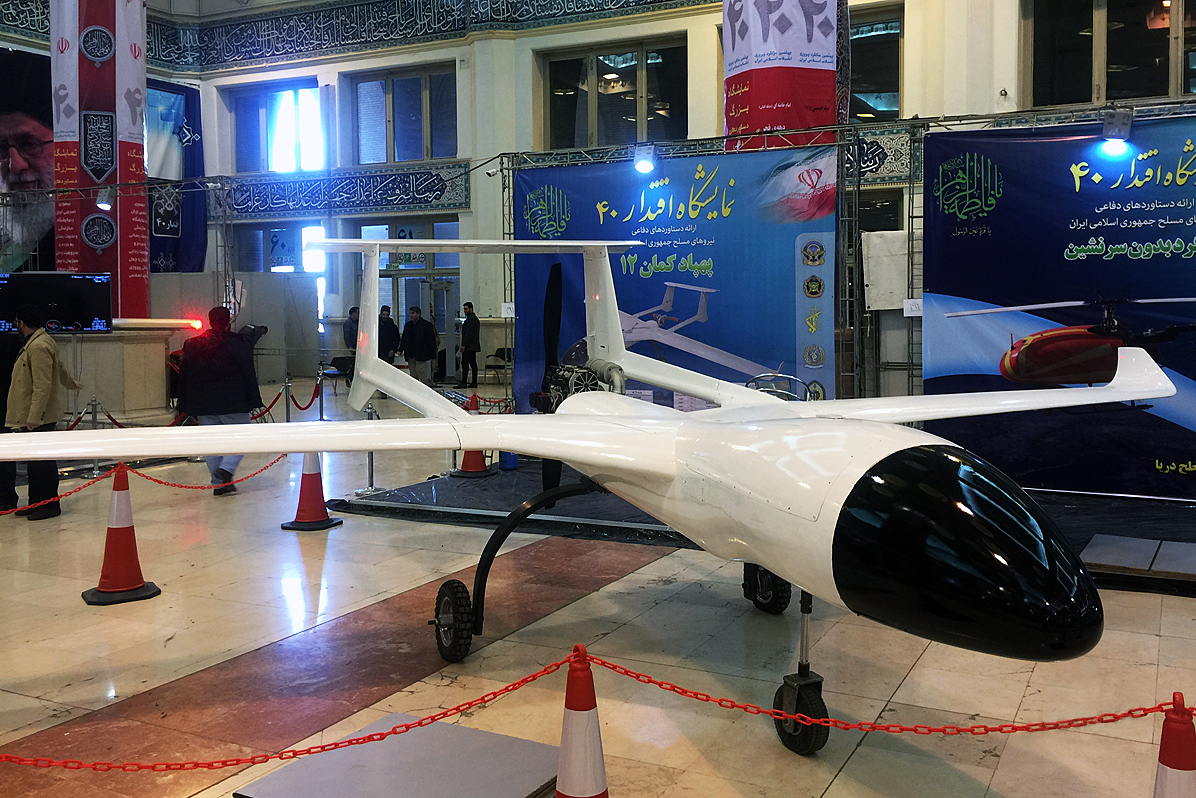
طائرة كمان 12 القتالية إيرانية الصنع. خلال عرضها بمعرض إقتدار 40 للدفاع في العاصمة الإيرانية طهران
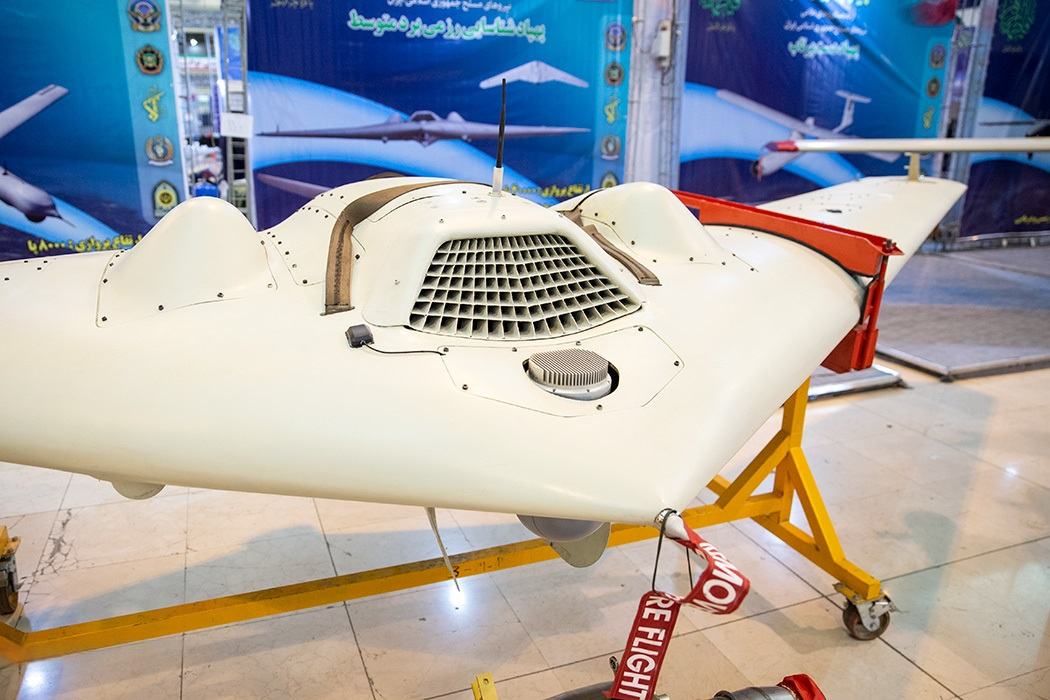
طائرة صاعقة-2 أو شاهد 191 في معرض الدفاع الـ40 في العاصمة طهران
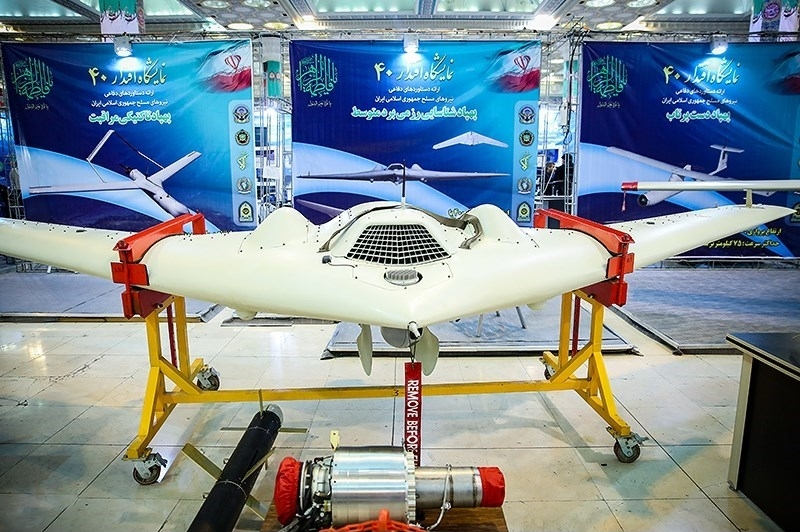
طائرة صاعقة -2 بدون طيار خلال عرضها في معرض إقتدار 40 الدفاعي في طهران يمكن رؤية محرك طائرة (Saegheh) أمام الطائرة بدون طيار، وكذلك رؤية صاروخ (Sadid-1)، على اليسار
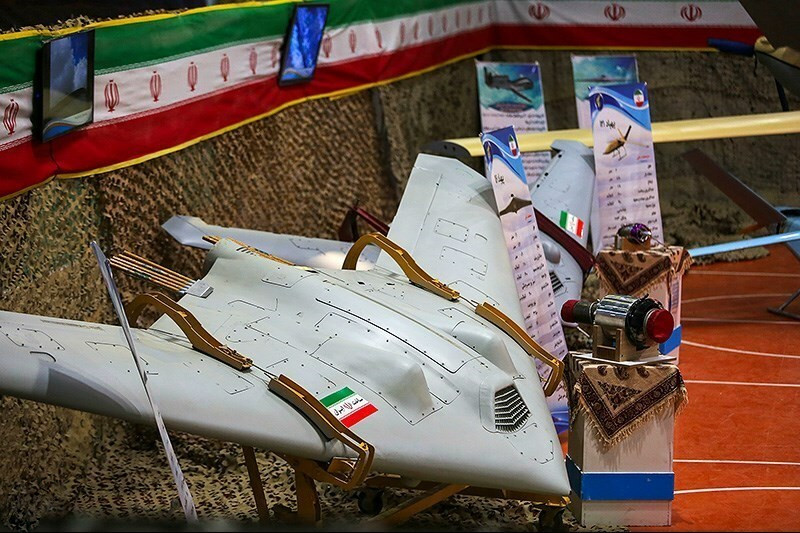
صورة لطائرة صاعقة 2 نشرتها وكالة تسنيم الدولية للأنباء مأخوذة من معرض قدرات وإنجازات القوة الجوية للحرس الثوري الإيراني في أصفهان
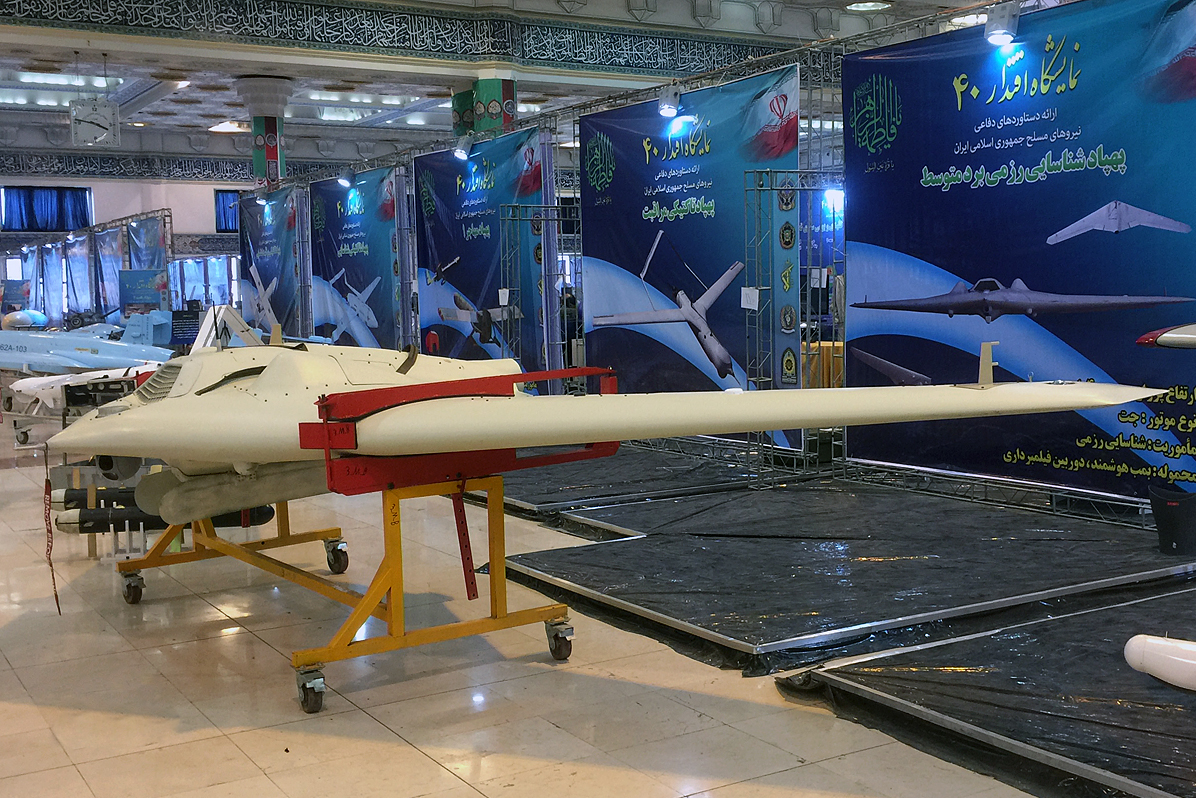
منظر جانبي لطائرة صاعقة -2 بدون طيار خلال معرض إقتدار 40 للدفاع الجوي في العاصمة الإيرانية طهران
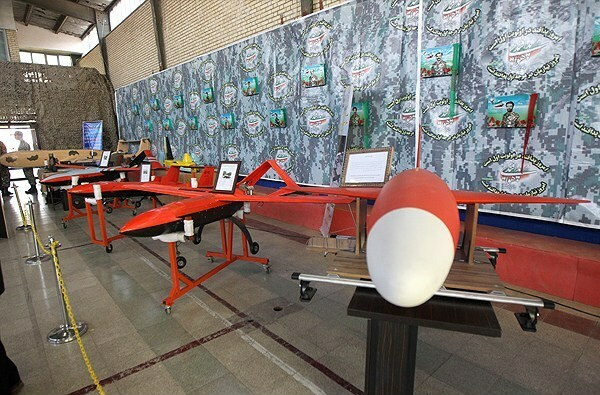
عرض طائرة كيان النفاثة في معرض إنجازات قاعدة الدفاع الجوي، في العاصمة الإيرانية طهران
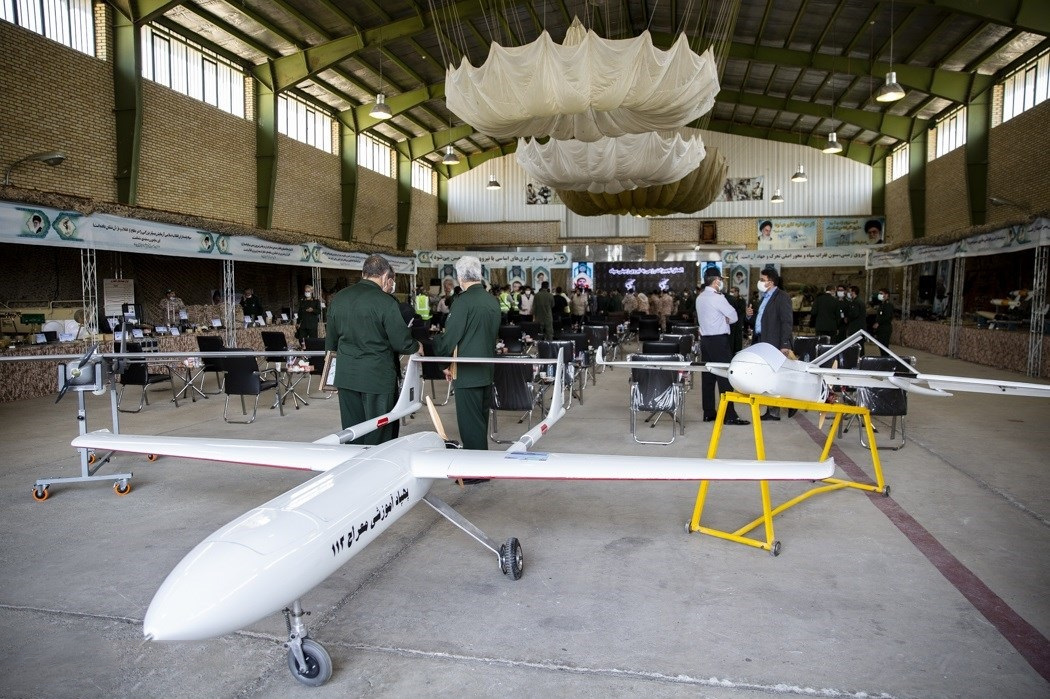
عرض طائرة معراج الاستطلاعية في معرض أسلحة الحرس الثوري الإيراني
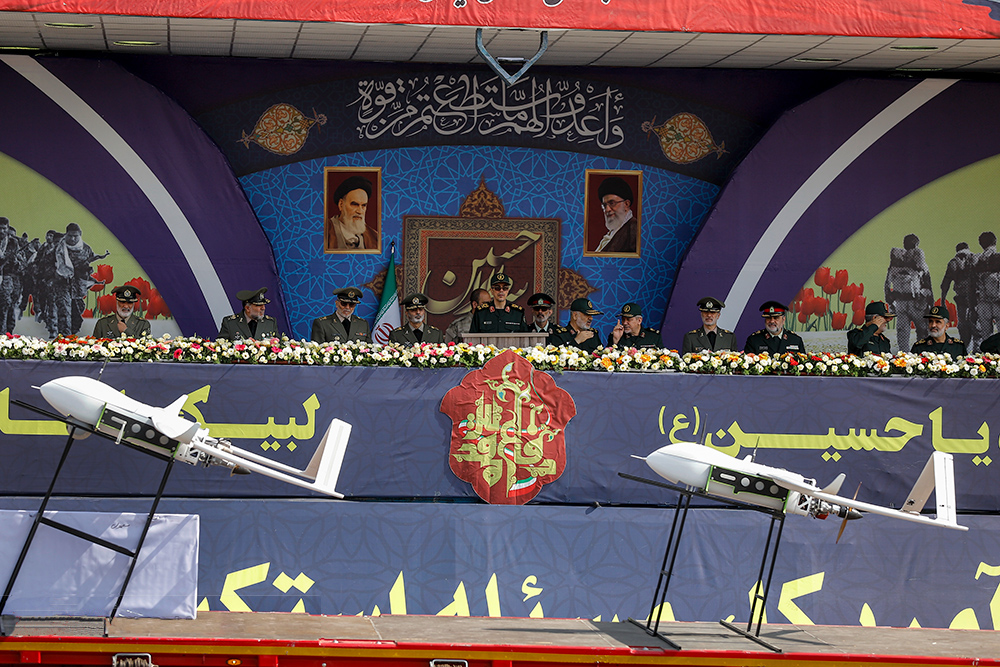
عرض طائرة معراج الاستطلاعية خلال موكب الدفاع المقدس الإيراني لعام 2019م، الذي أقيم جنوب العاصمة الإيرانية طهران
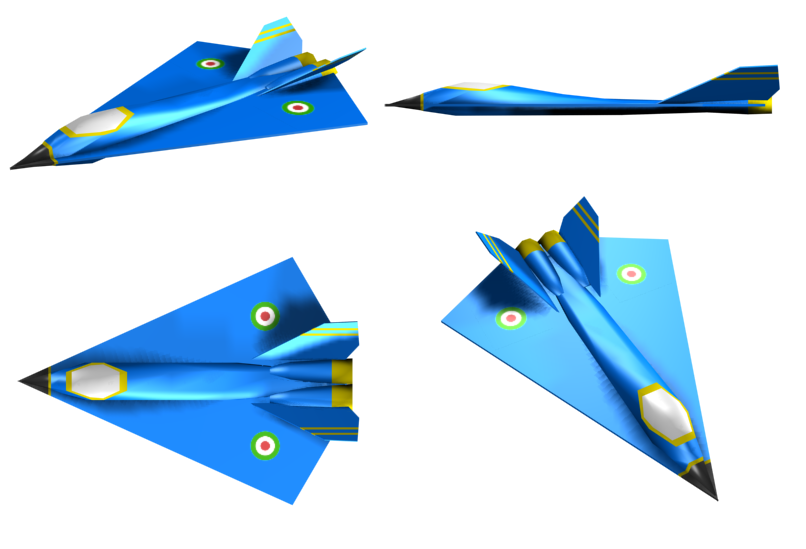
رسم توضيحي لطائرة سفره ماهى، هي أول طائرة إيرانية لا يكتشفها الرادار
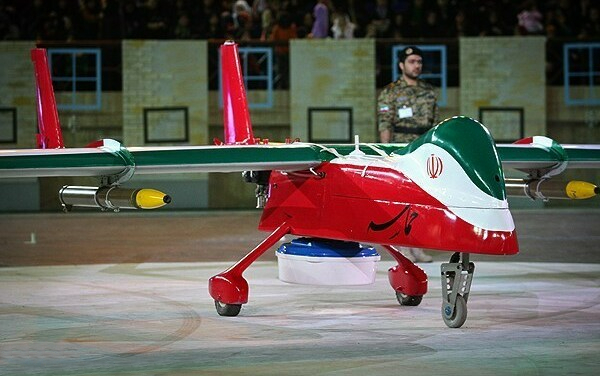
طائرة حماسة خلال حفل الإعلان الرسمي عنها عام 2013م
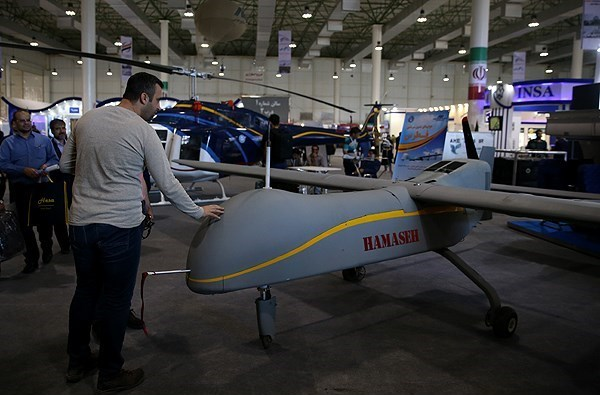
نموذج مصغر الحجم لطائرة حماسة بدون طيار في معرض أسلحة إيراني في جزيرة كيش، حوالي 16 نوفمبر 2016م
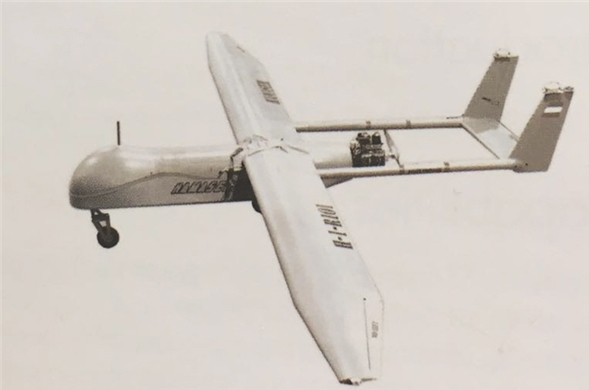
طائرة حماسة أو ملحمة بدون طيار
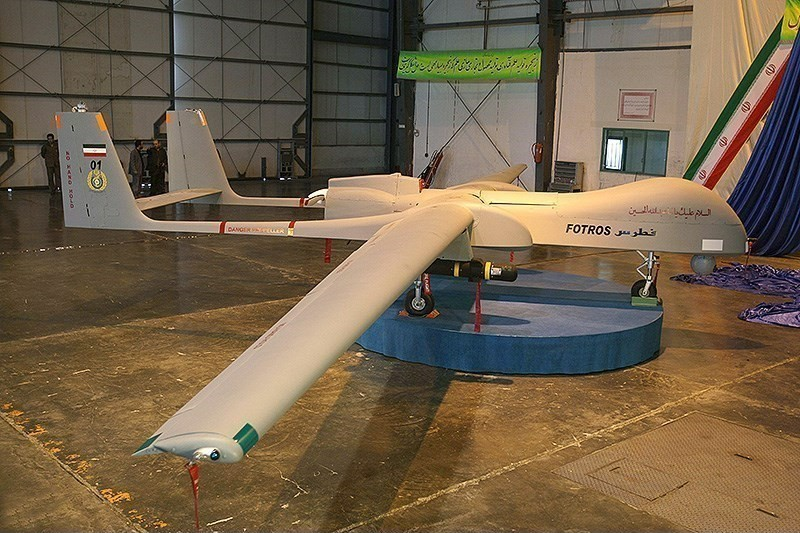
طائرة فطرس بدون طيار خلال الإعلان الرسمي عنها
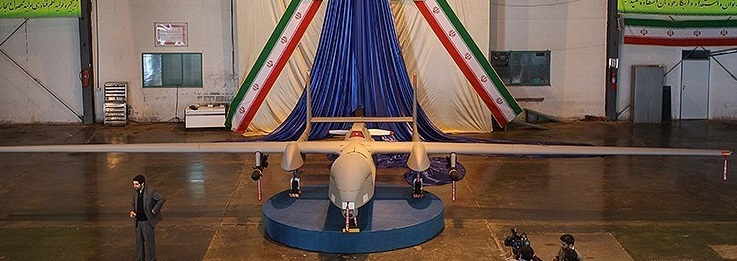
طائرة فطرس الإيرانية بدون طيار
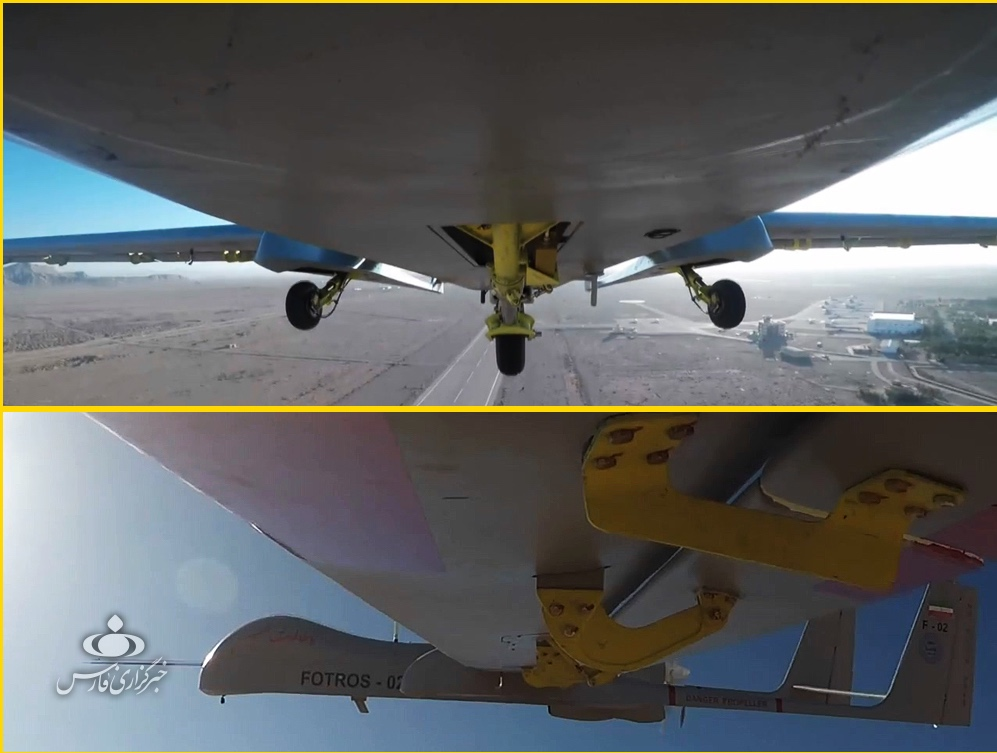
طائرة فطرس الإيرانية ويمكن من خلالها رؤية معدات هبوط جديدة وقابلة للطي
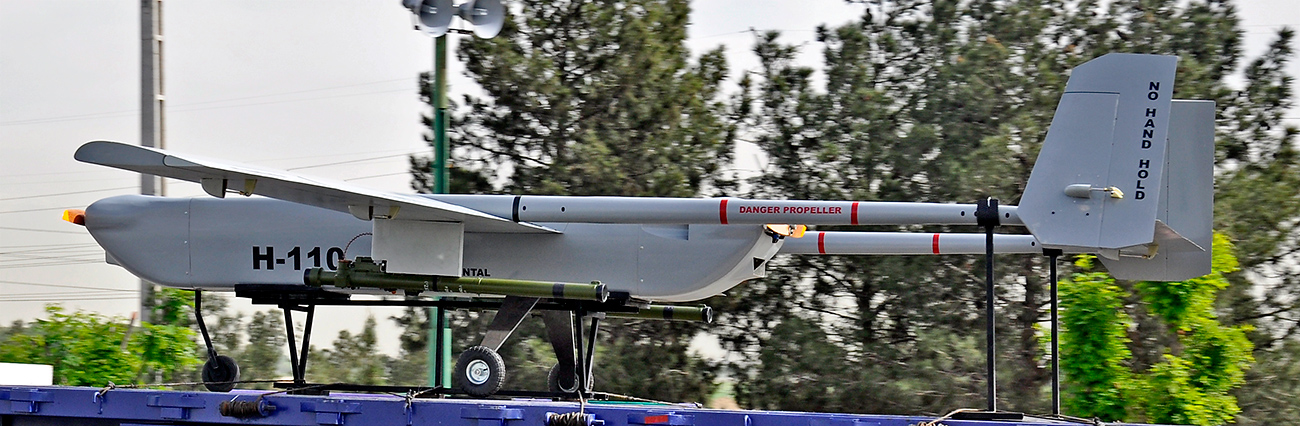
نموذج تجريبي للطائرة بدون طيار الإيرانية H-110 Sarir
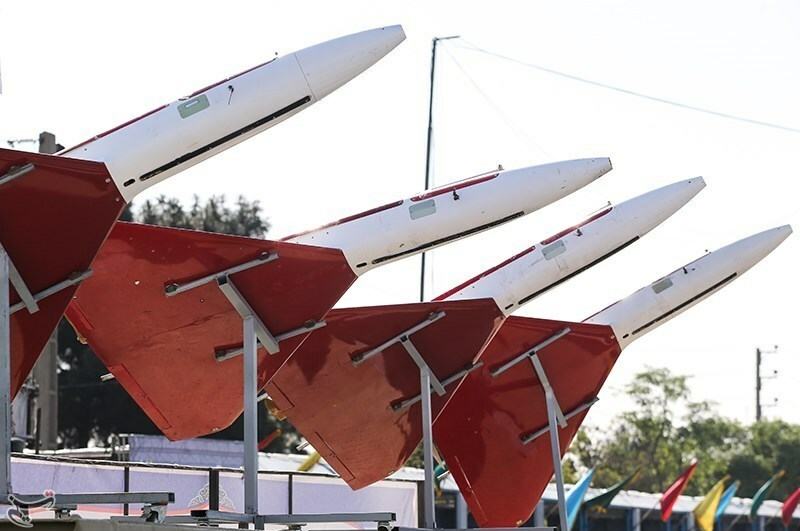
طائرة رعد 85 بدون طيار خلال عرضها في يوم الجيش الإيراني سنة 2022م في العاصمة الإيرانية طهران
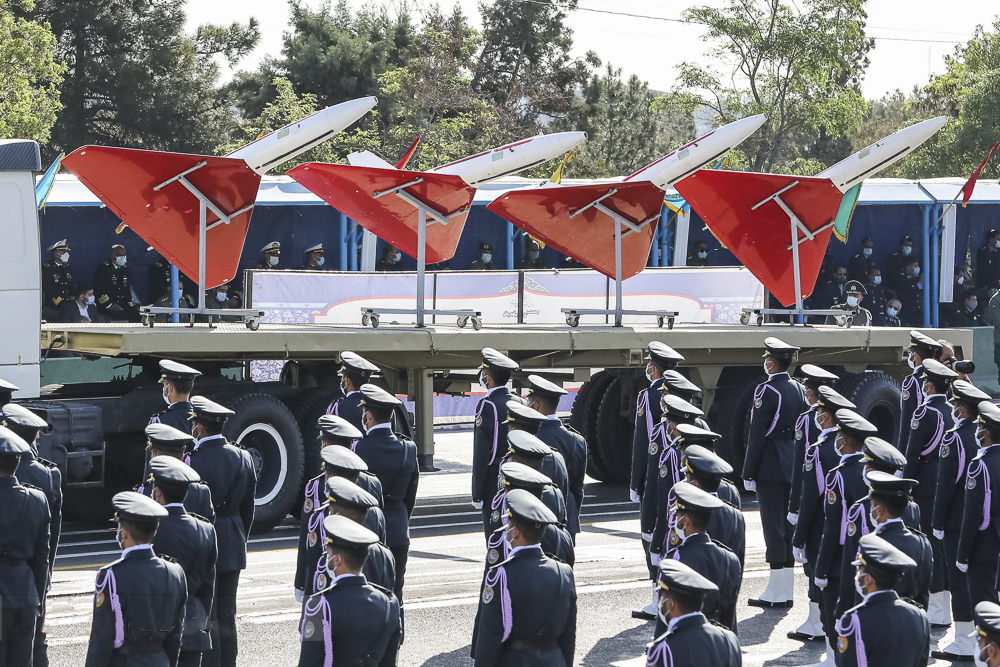
مقطورات عسكرية إيرانية تحمل طائرة بدون طيار رعد 85 وذلك خلال مسيرات يوم الجيش الإيراني عام 2022م
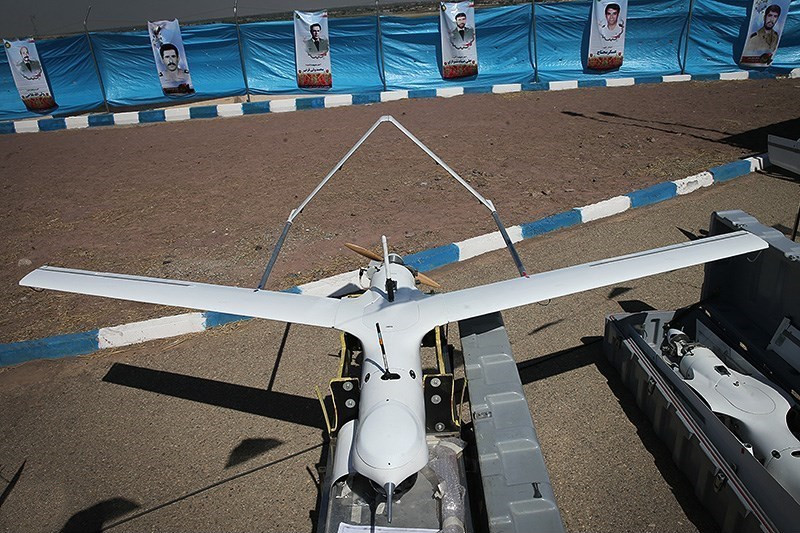
طائرة ياسر بدون طيار خلال عرضها بأحد المعارض العسكرية
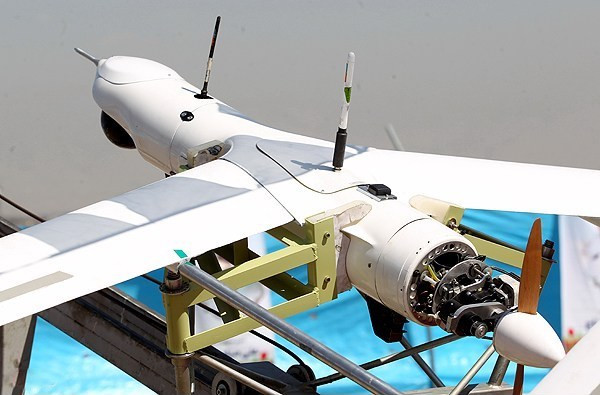
طائرة ياسر المسيرة على قاذفة الإطلاق الخاصة بها
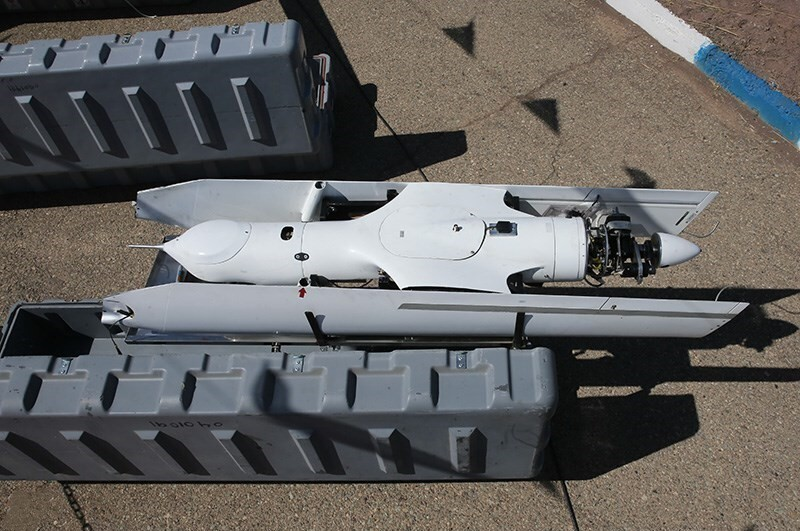
طائرة ياسر بدون طيار بعد تفكيكها ووضعها في الحقيبة الخاصة بها
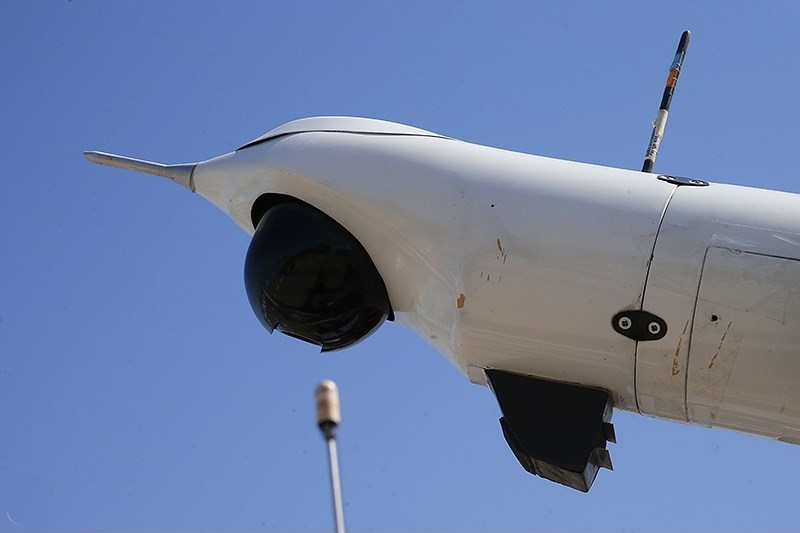
المستشعر الخاص بطائرة ياسر
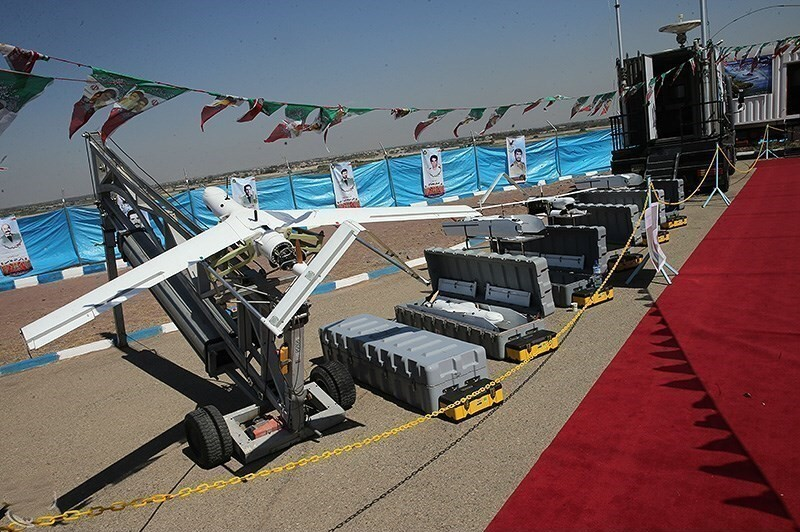
طائرة ياسر موضوعة على قاذفة الإطلاق

## طالع ايضاً
- برنامج الصواريخ الإيرانية
- مروحية شاهد 285
- مروحية شاهد 278
- مروحية شاهد 216
- سرير 1 (طائرة بدون طيار)
- فطرس (طائرة من دون طيار)
- مهاجر (طائرة بدون طيار)
- مروحية طوفان 2
- شاهد 129
- بنها (شركة)
- سورنا 3 (روبوت)
- أميد (قمر صناعي)
- ذو الفقار (دبابة)
- كوثر (طائرة مقاتلة)